# Klederdracht
Met klederdracht of streekdracht (kortweg: dracht) wordt bedoeld de traditionele kleding die in gemeenschappen gedragen wordt of werd door een groot deel van de bevolking. Deze kleding maakt deel uit van de streekgebonden folklore en de geschiedenis ervan wordt vaak gedocumenteerd in volkenkundige en streekmusea. Klederdrachten worden in sommige streken nog in ere gehouden, in het bijzonder tijdens  feestdagen en bijzondere ceremonies zoals oogstdankfeesten, oktoberfeesten, schuttersfeesten, optochten en  folkloristische dansvoorstellingen.

## Europa

### Nederlandse klederdracht
In Nederland wordt onder de verzamelnaam klederdracht verwezen naar allerlei streekgebonden drachten.

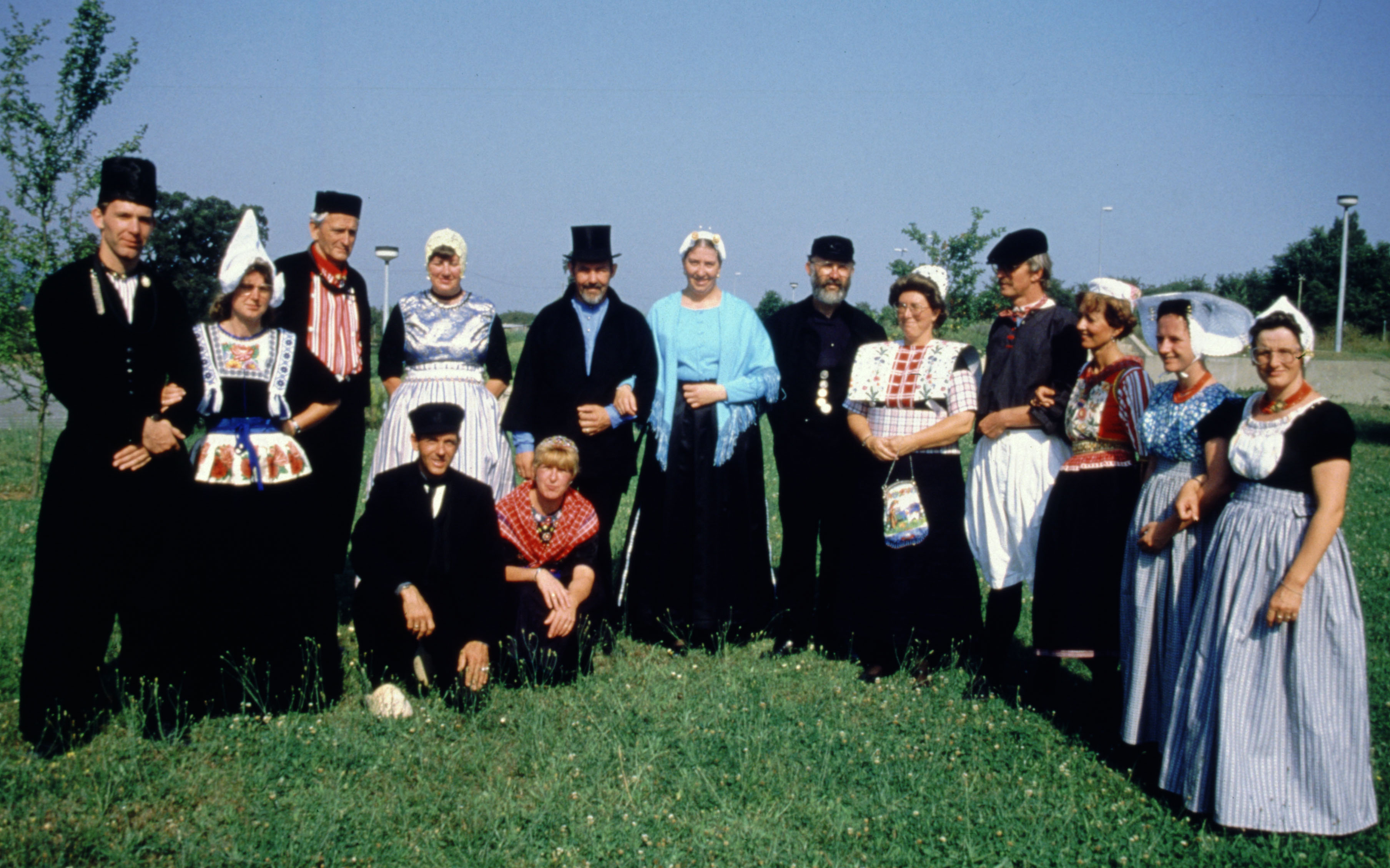
v.l.n.r.: Volendam, Urk, Scheveningen, Spakenburg, Marken, Arnemuiden, Arnemuiden, Walcheren. knielend: Staphorst
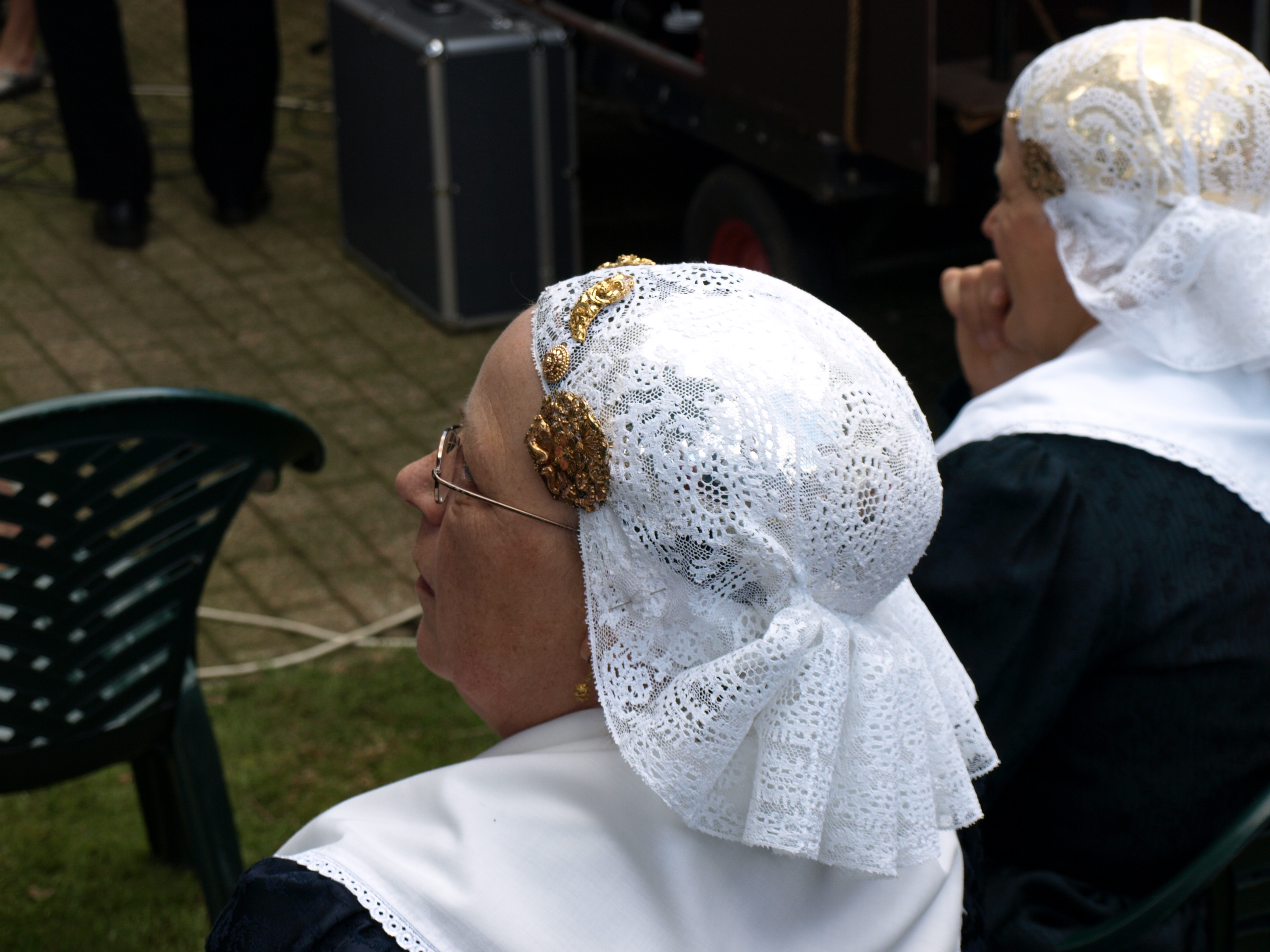
Kanten muts met zilveren oorijzers en gouden rozetten (Drenthe)
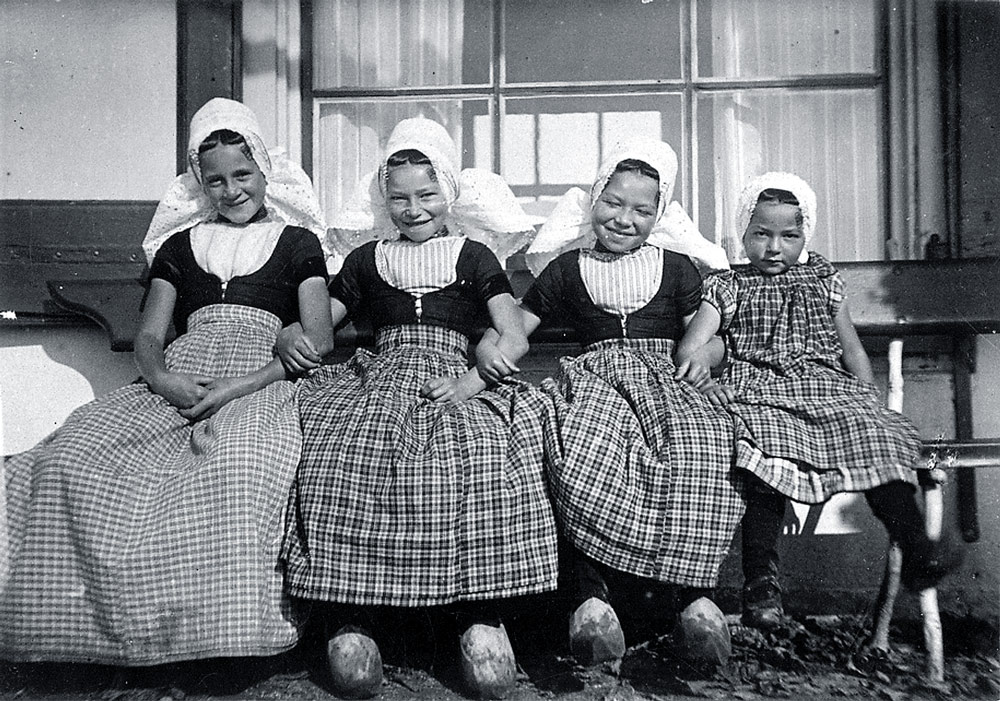
Walcherse dracht
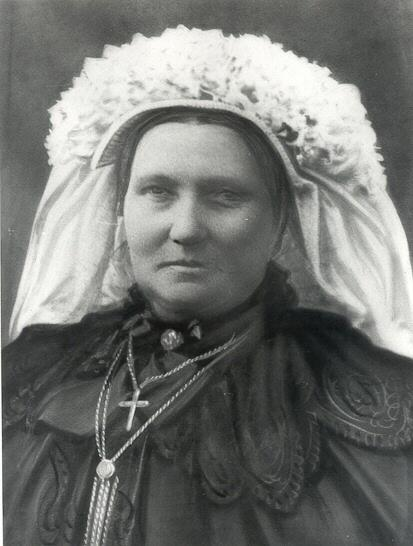
Brabantse/Noord-Limburgse dracht
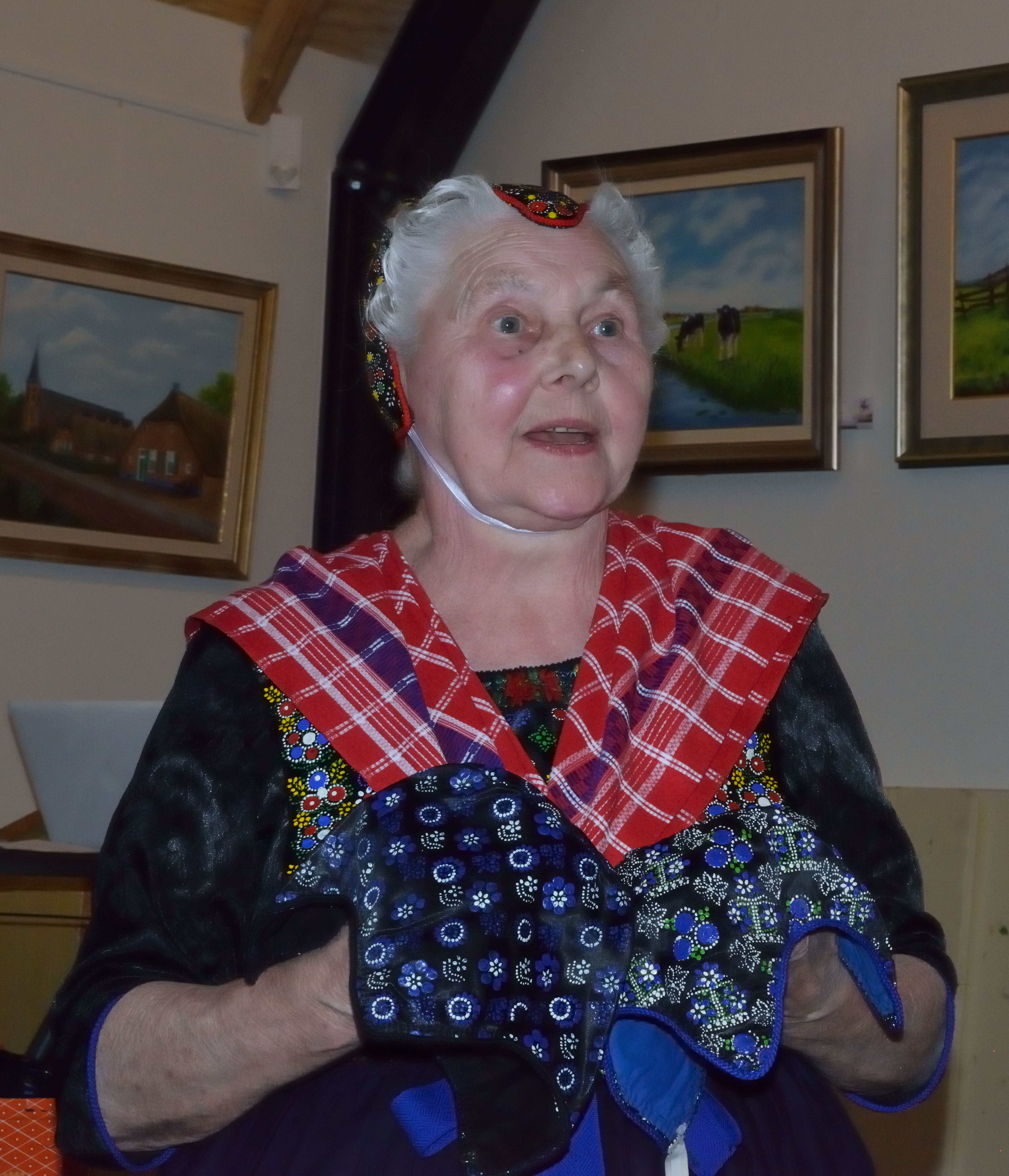
Staphorster klederdracht met Staphorster stipwerk

### Bulgarije

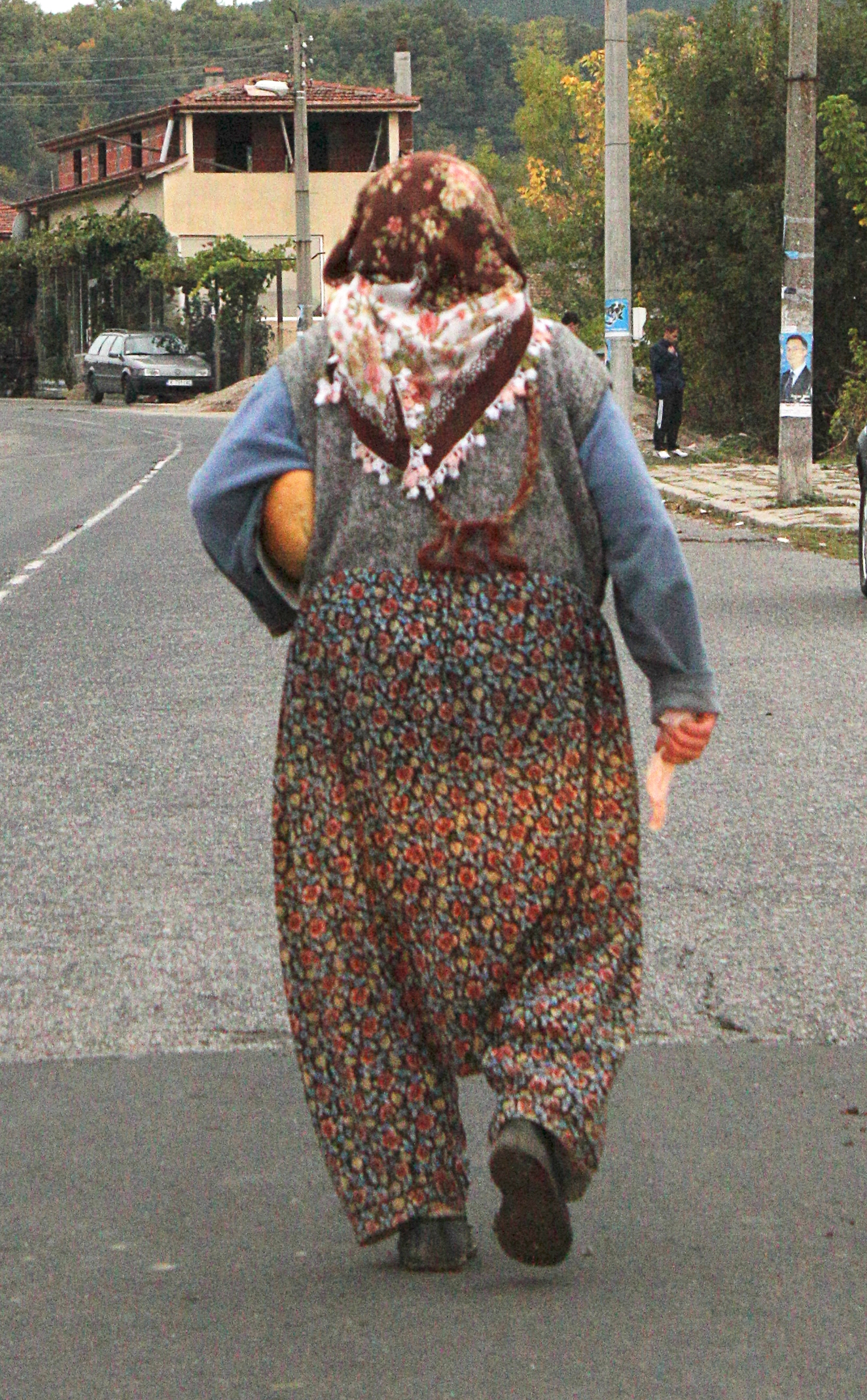
Vrouw in schalwari

### Denemarken

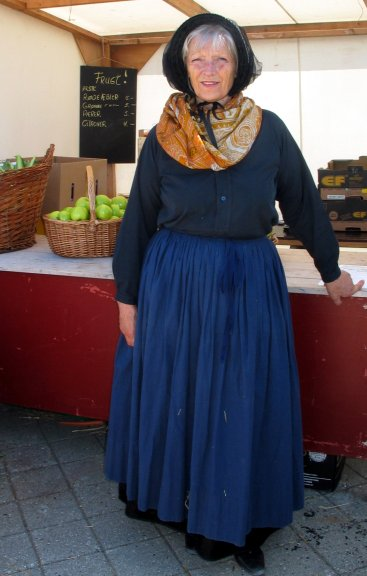
Amager
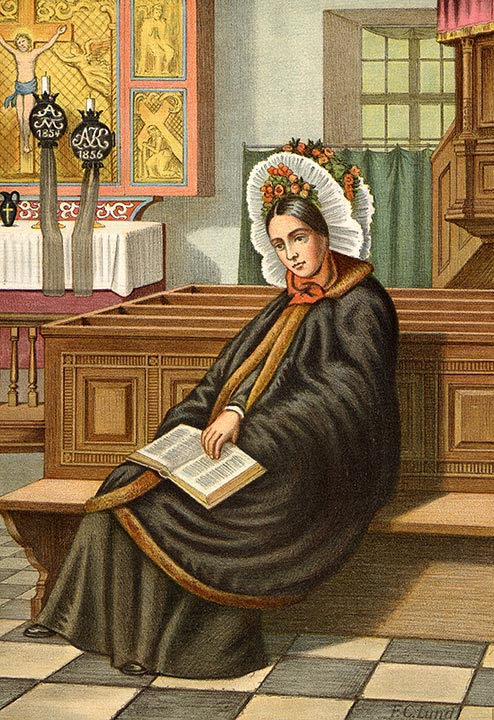
Bornholm, 19e eeuw
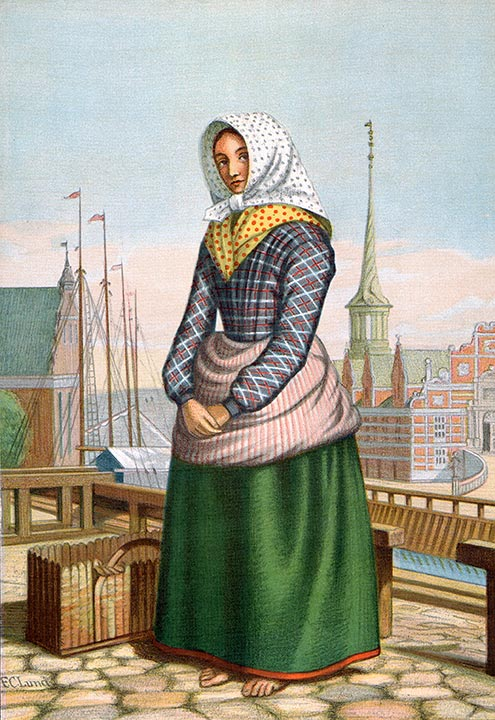
Skovshoved, 19e eeuw
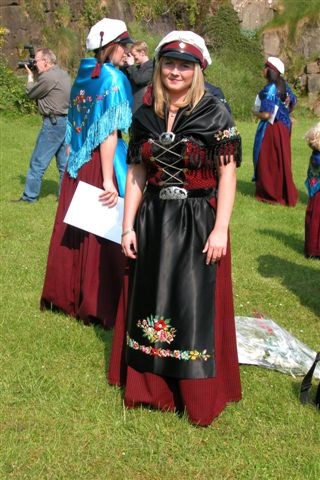
Faeröer

### Duitsland en Oostenrijk

#### Dirndl
De dirndl is een dracht die in Beieren en Oostenrijk door vrouwen wordt gedragen. Het bovenlijfje accentueert de vrouwelijke vormen door de taille in te snoeren, en de buste wat omhoog te duwen. De dirndl leeft onder andere voort in de trachtenmode.

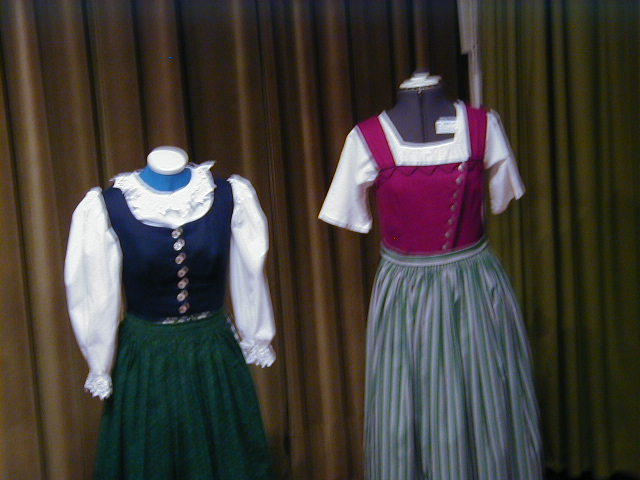
Dirndls uit Muehlviertel
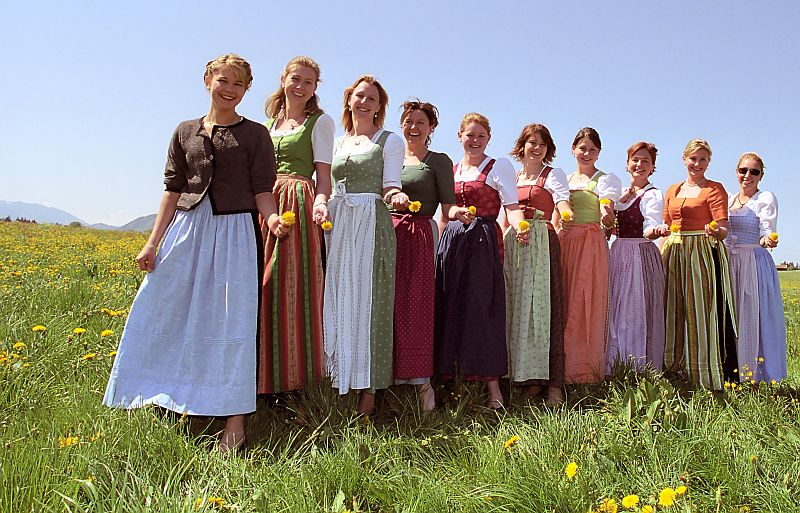
Dirndl
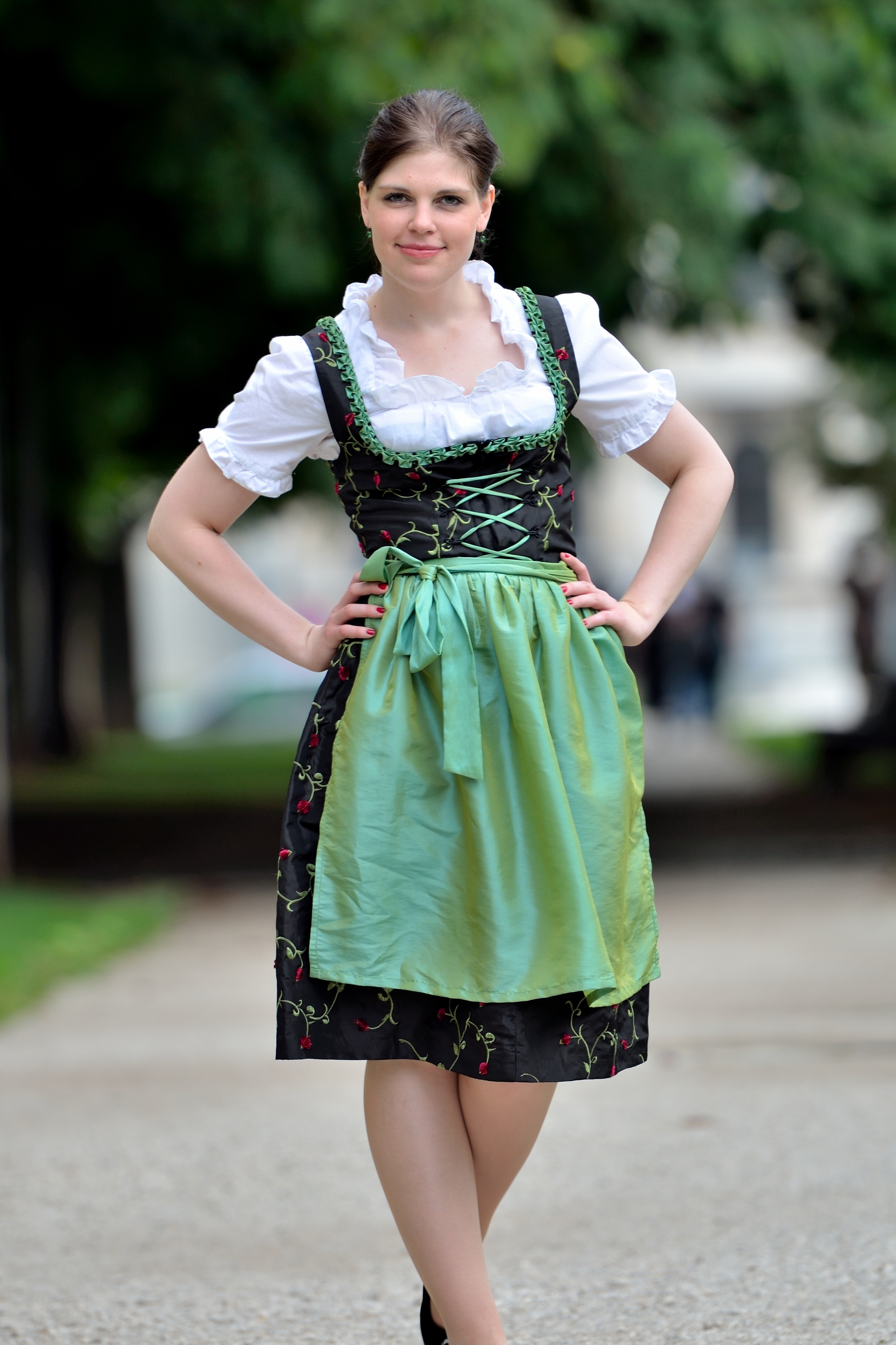
Dirndl
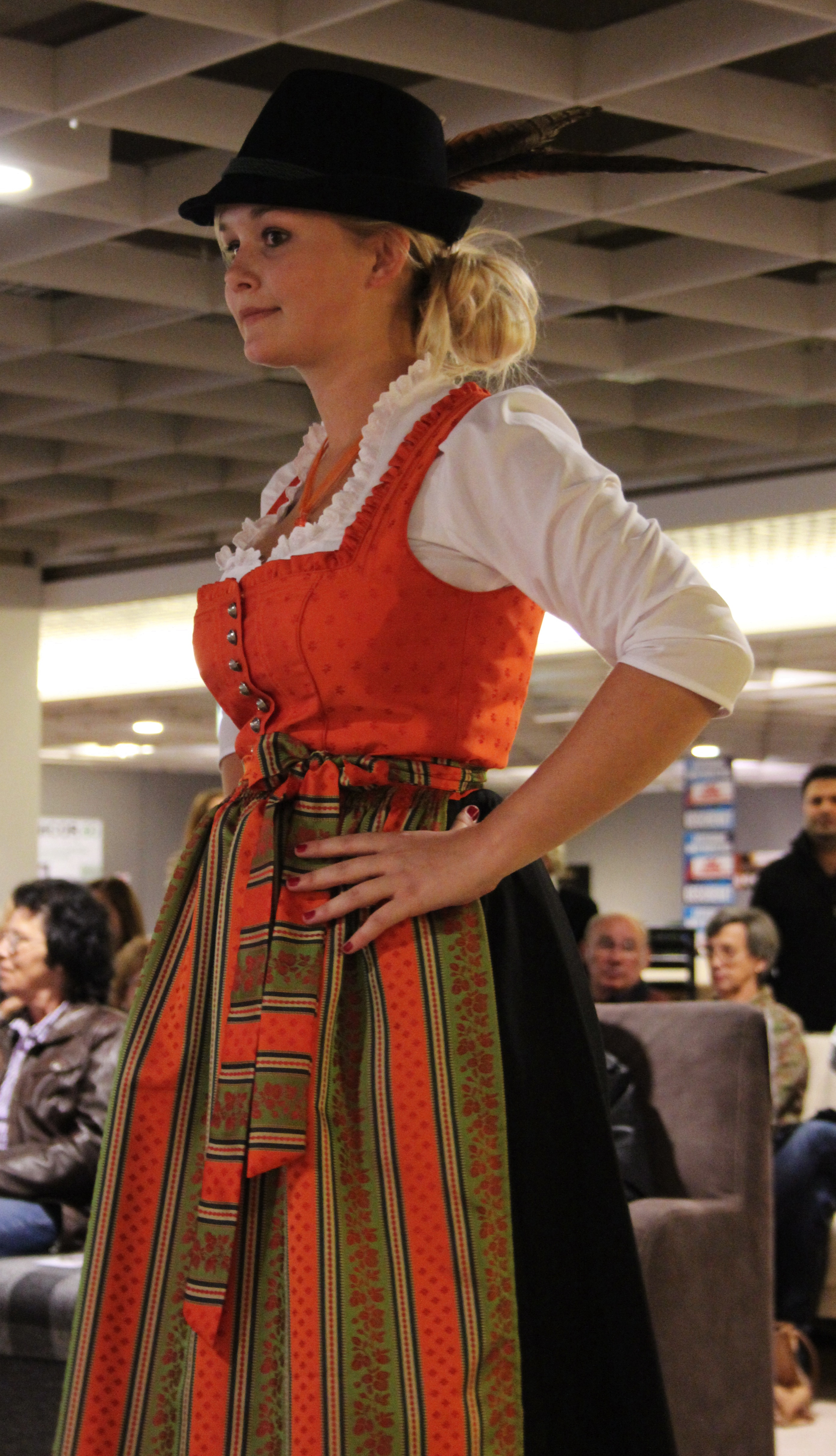
Trachtenmodeshow

#### Lederhose
De lederhose is een traditionele leren broek die zowel in Zuid-Duitsland als in Oostenrijk en Zuid-Tirol wordt gedragen door mannen, met name in Beieren, Salzburg, Stiermarken, Karinthië en Tirol. In sommige streken wordt de lederhose nog steeds als dagelijkse kleding gedragen. De lengte kan variëren van zeer kort tot over de knie zoals een knickerbocker.

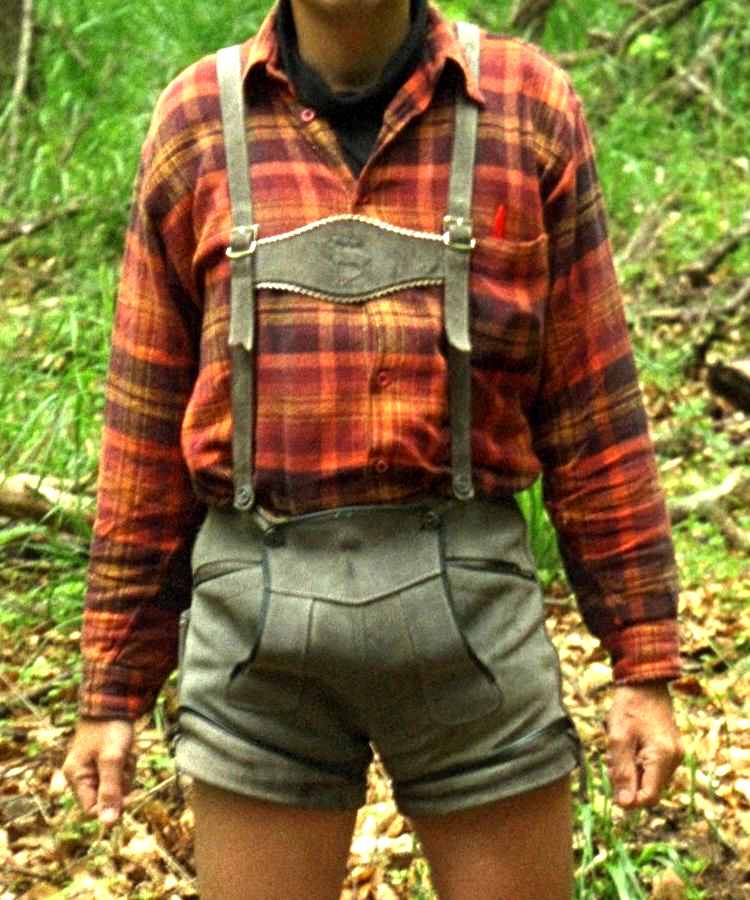
Lederhose
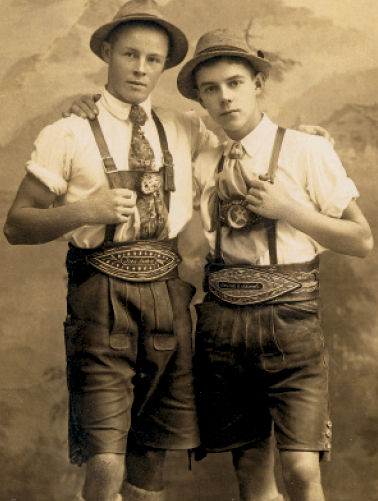
ca. 1890
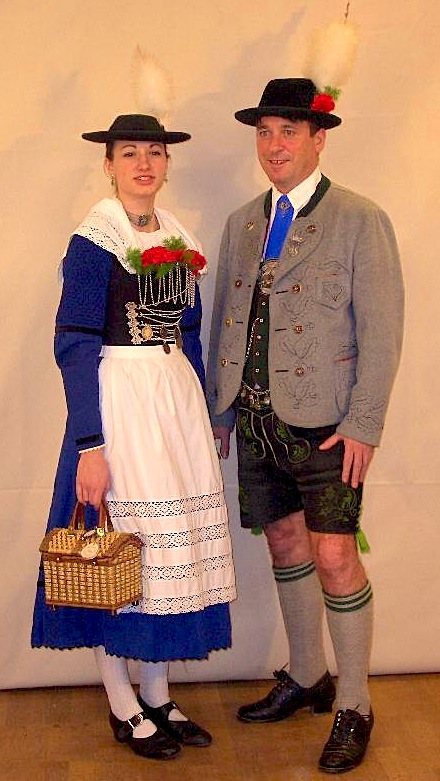
Beierse klederdracht
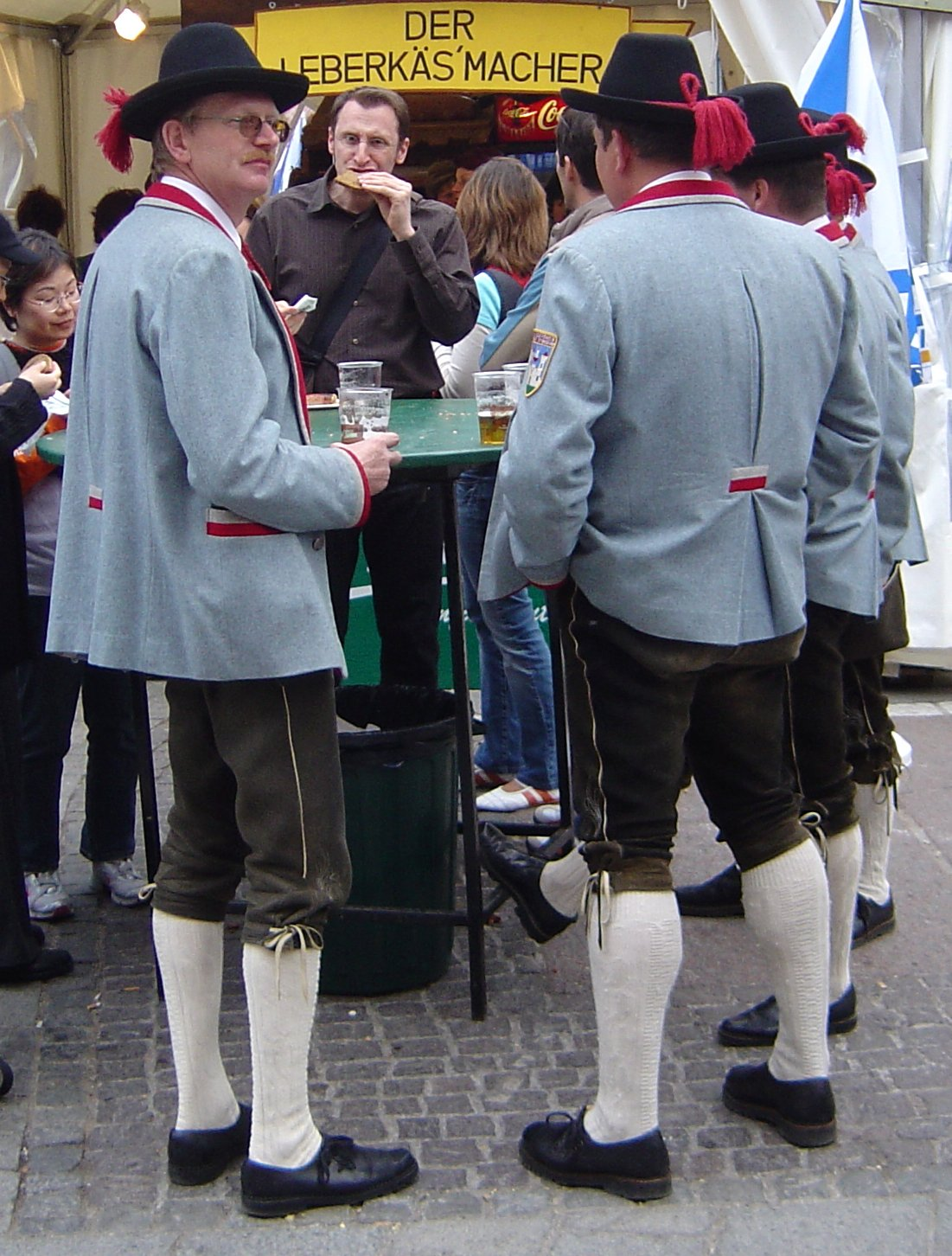
Oostenrijk

### Frankrijk

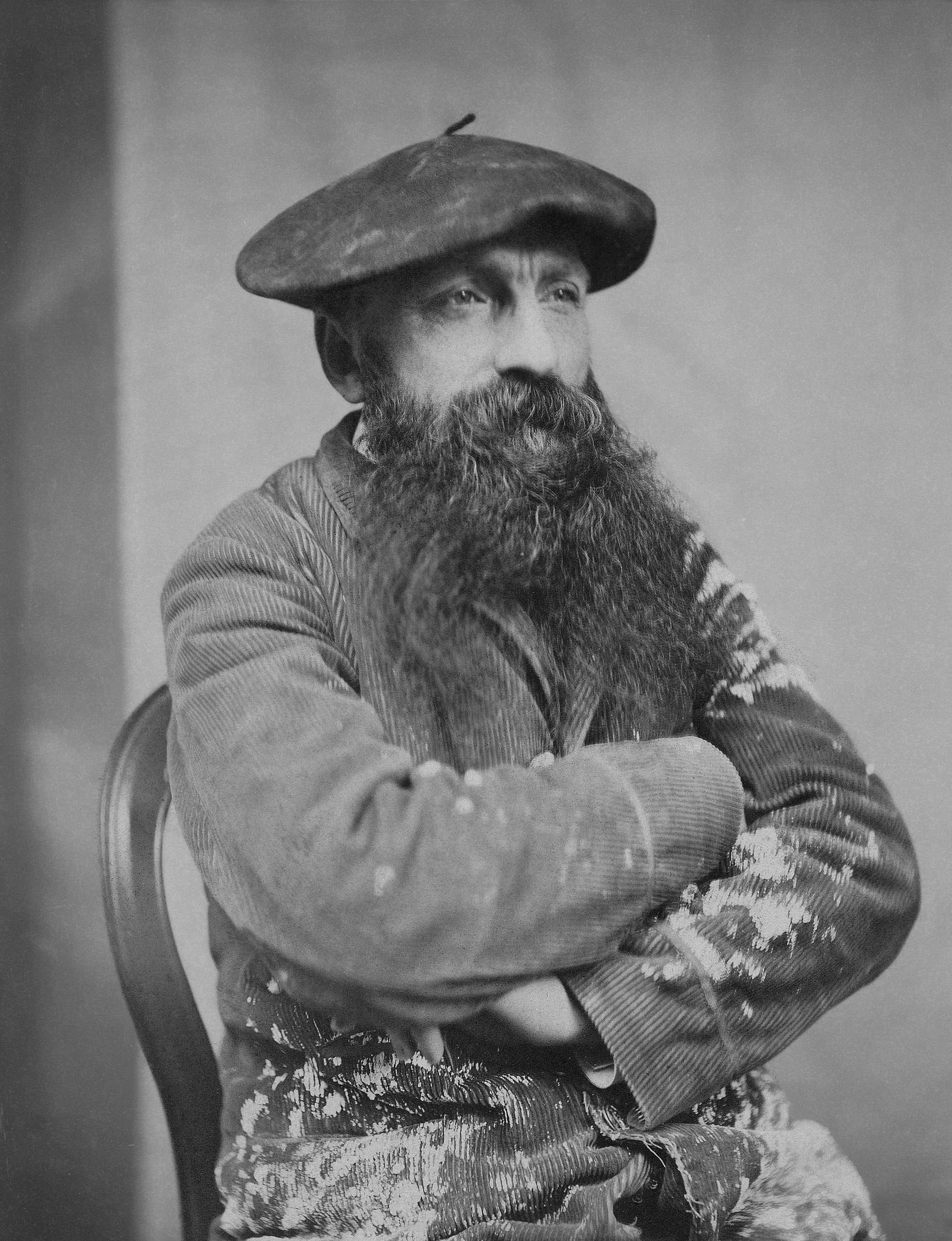
Baret (Auguste Rodin)
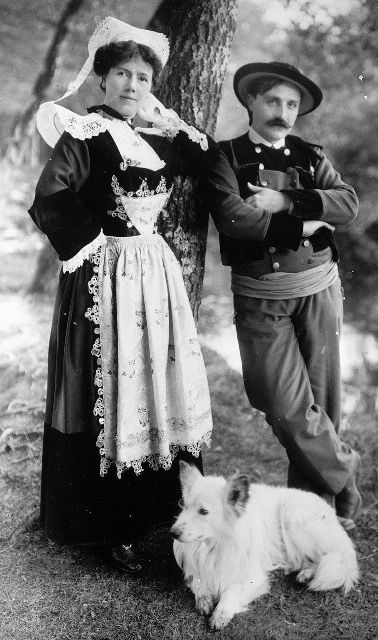
Bretonse streekdracht
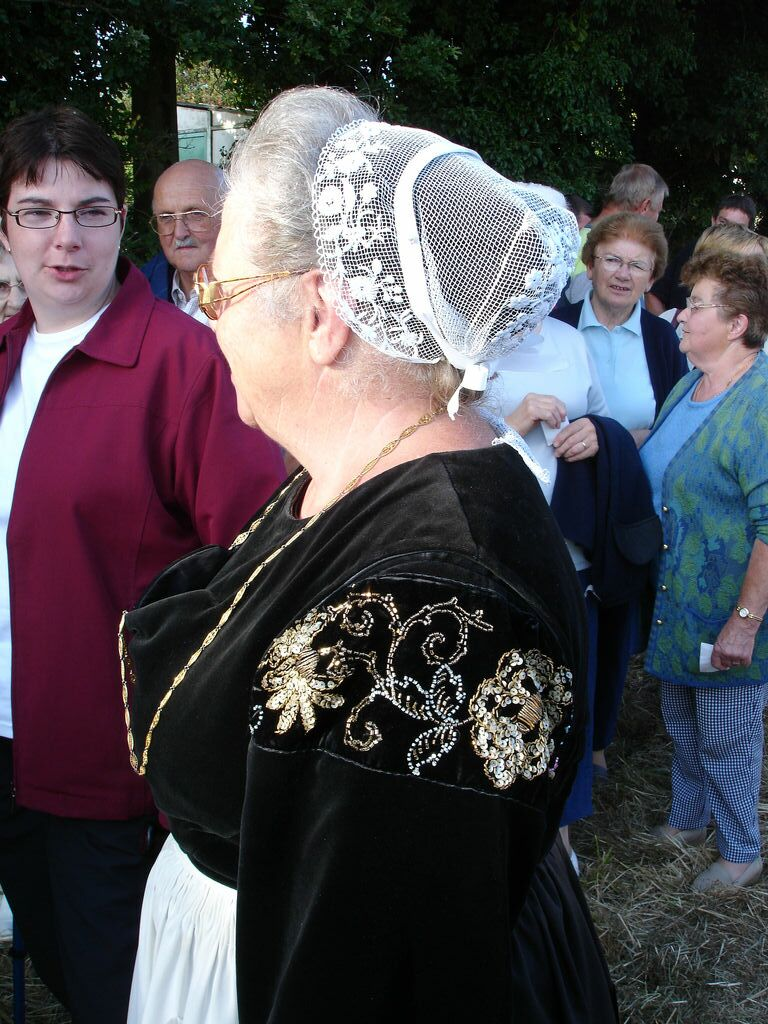
Bretonse kantenmuts
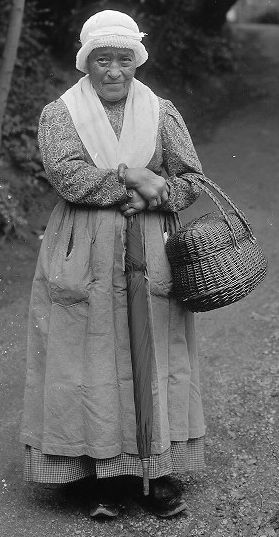
Streekdracht uit Auvergne
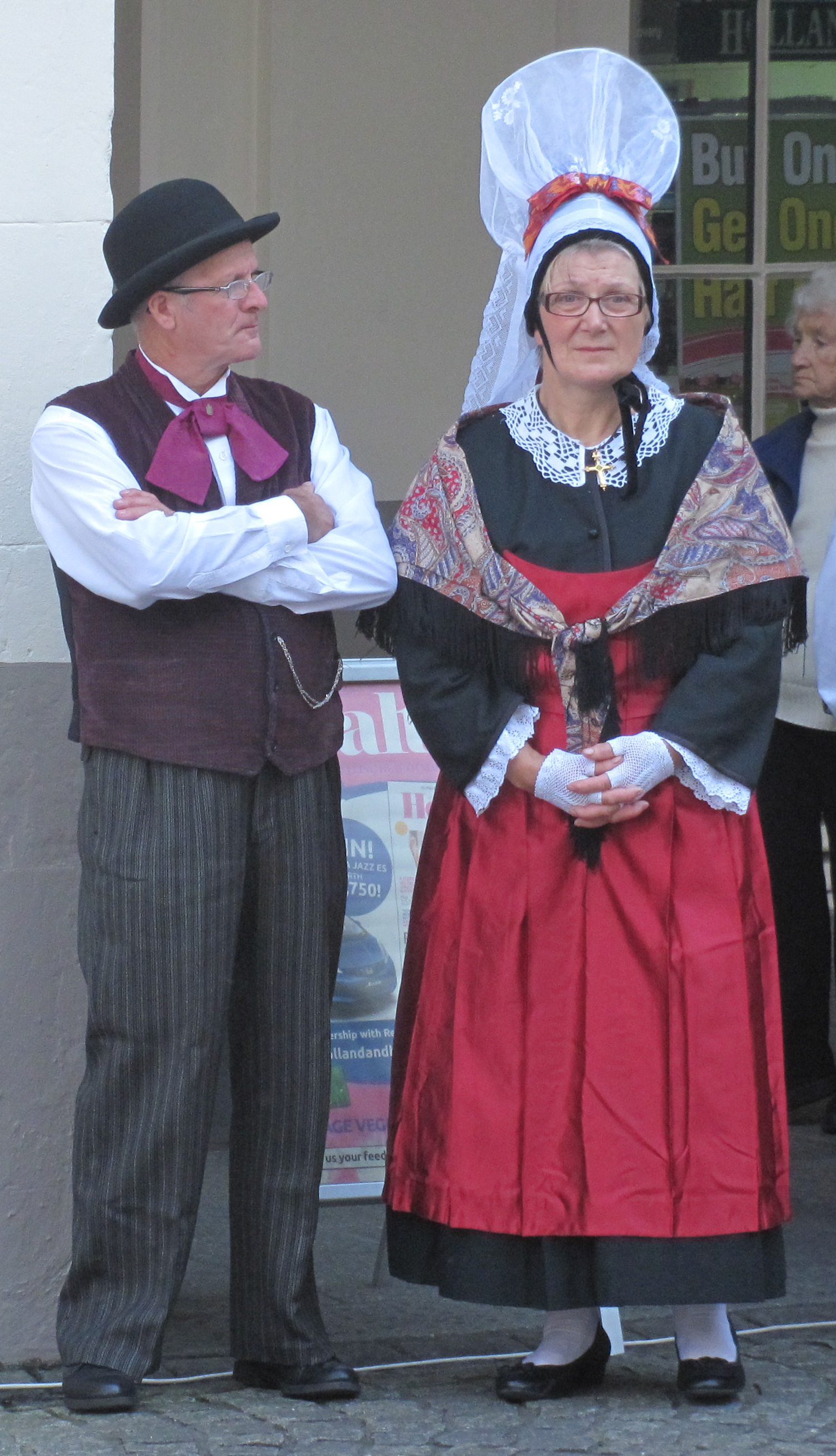
Normandische dracht
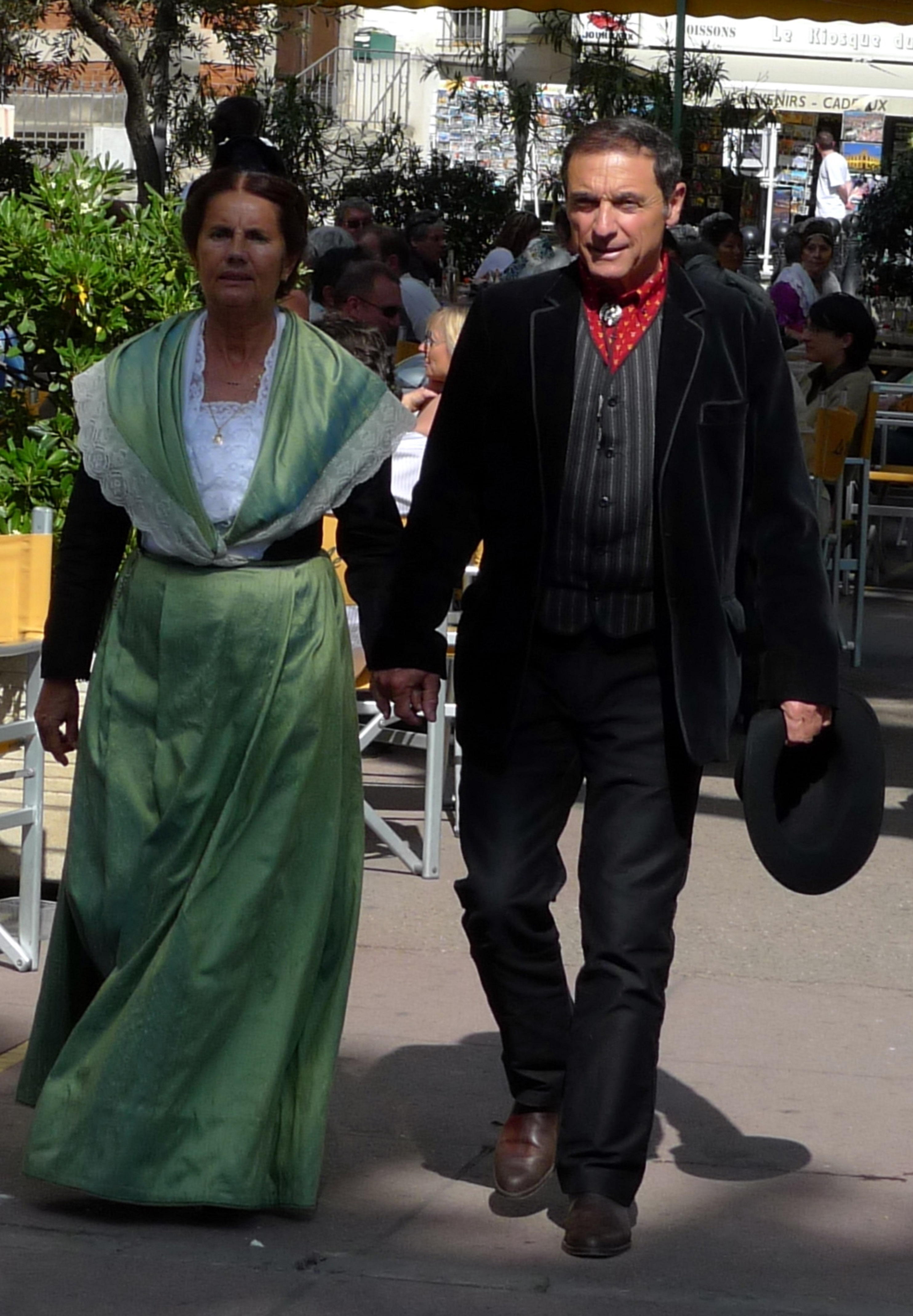
Provençaalse dracht
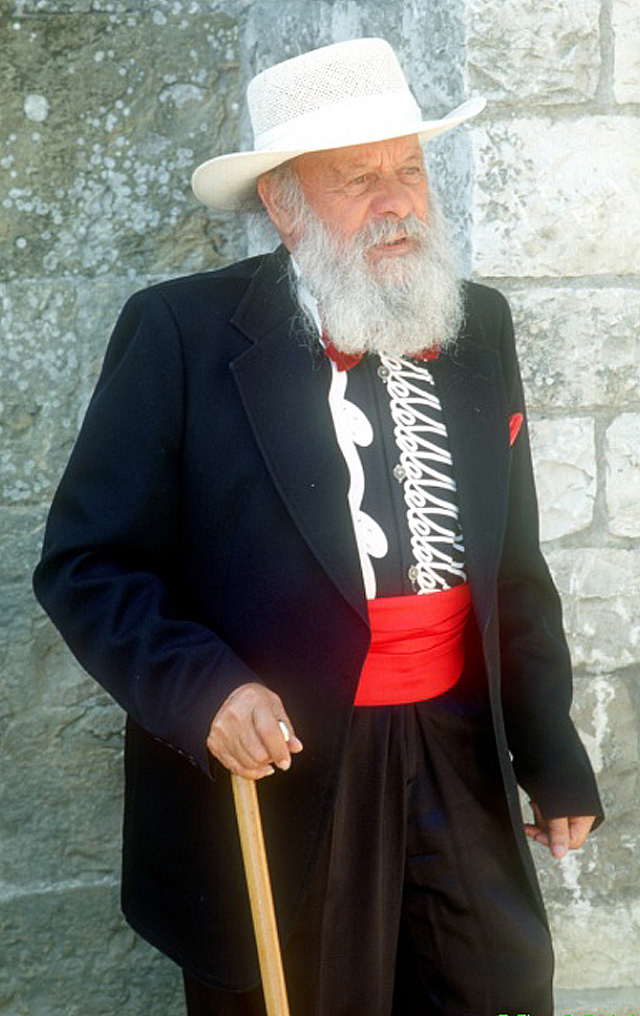
Provençaalse zigeuner
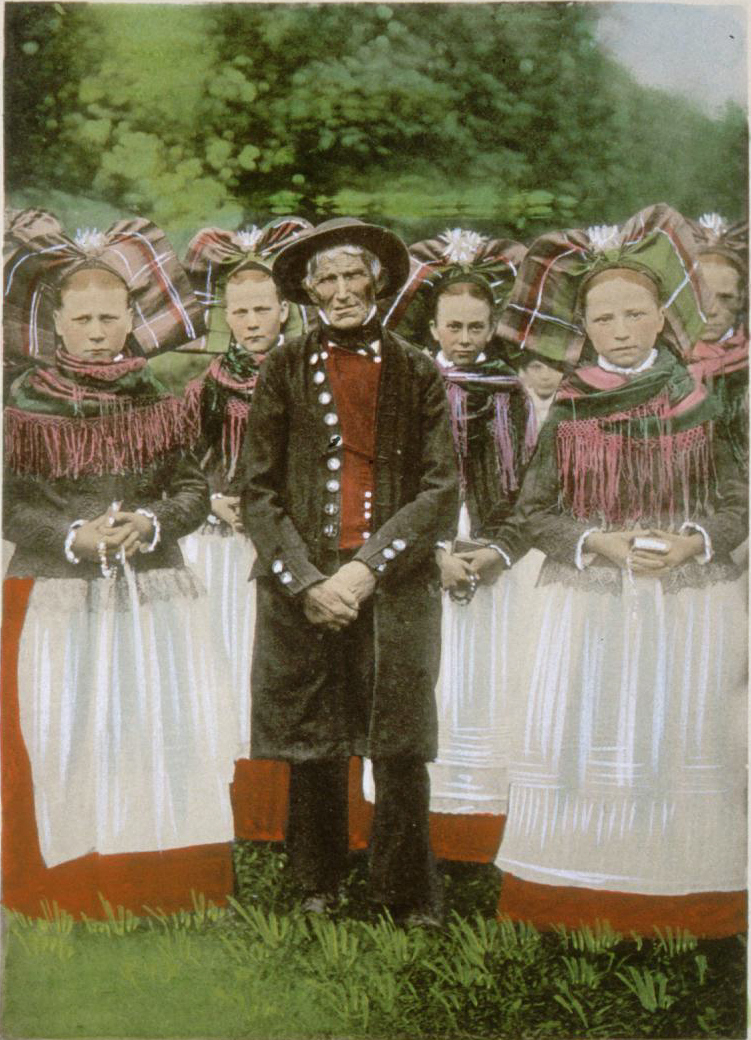
Elzas

### Griekenland

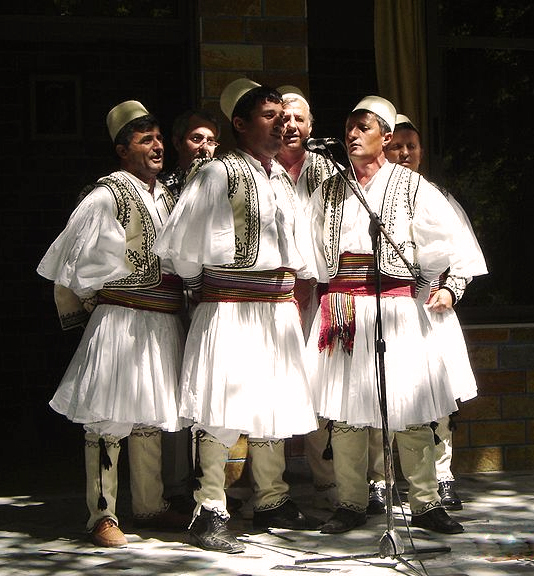
Albanese mannen (Skrapar regio) in Fustanellas
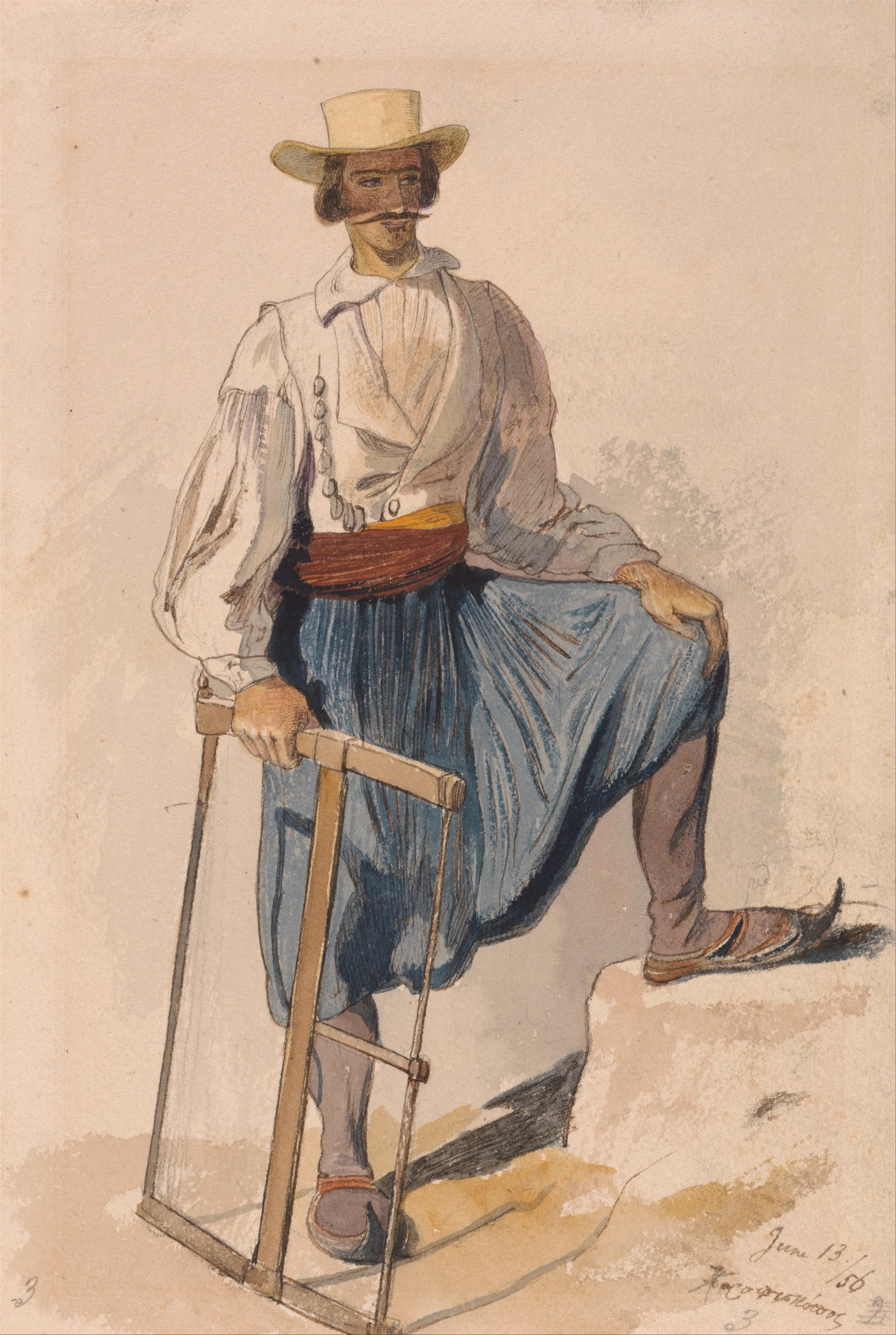
19e eeuw
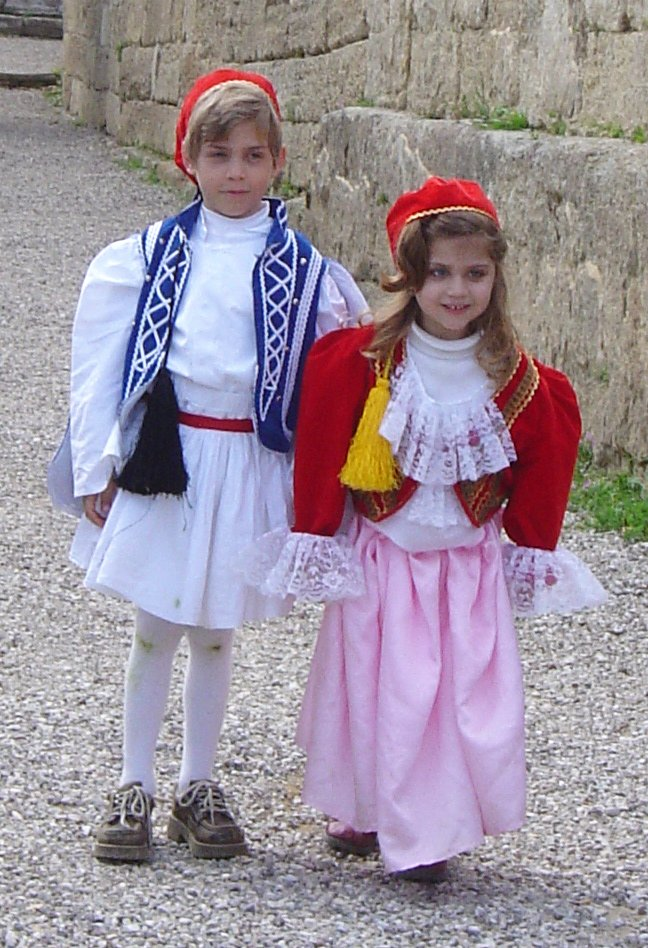
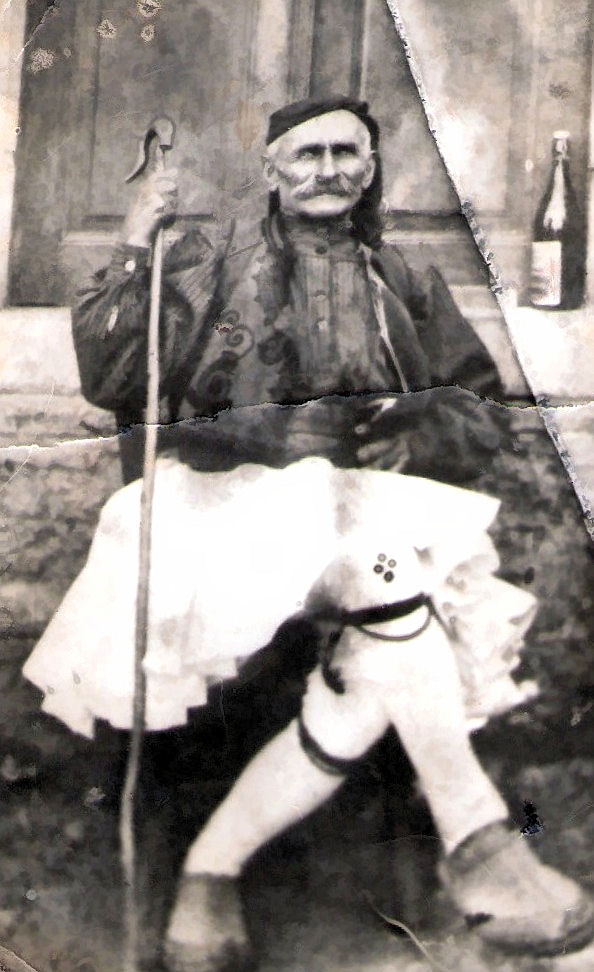
Griekse man rond 1920

### Hongarije

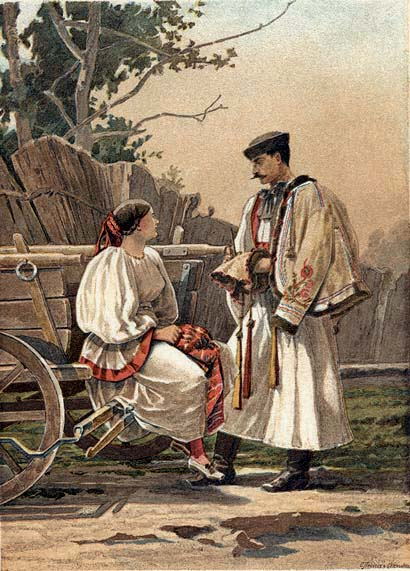
Ormánság, Baranya
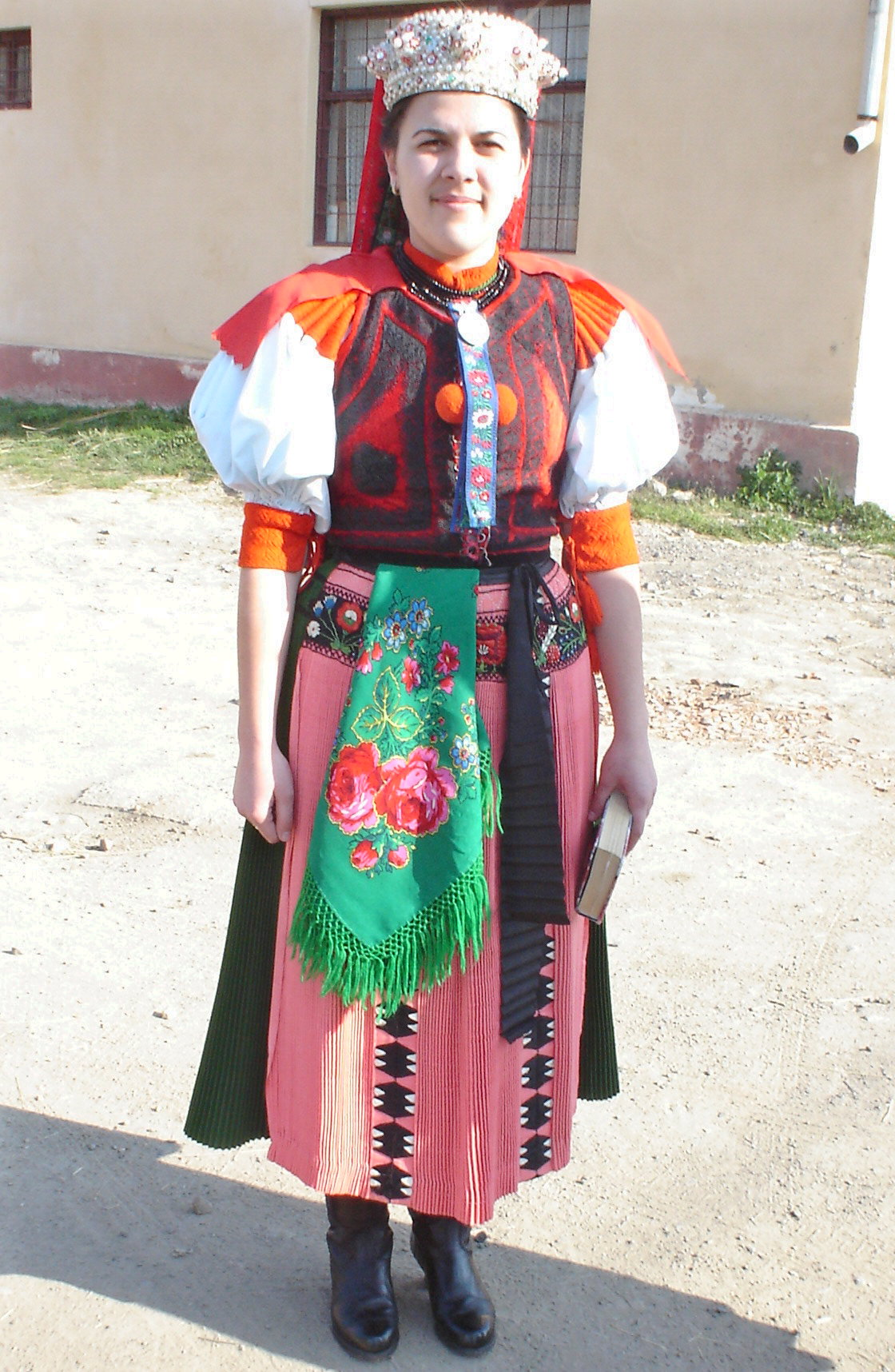
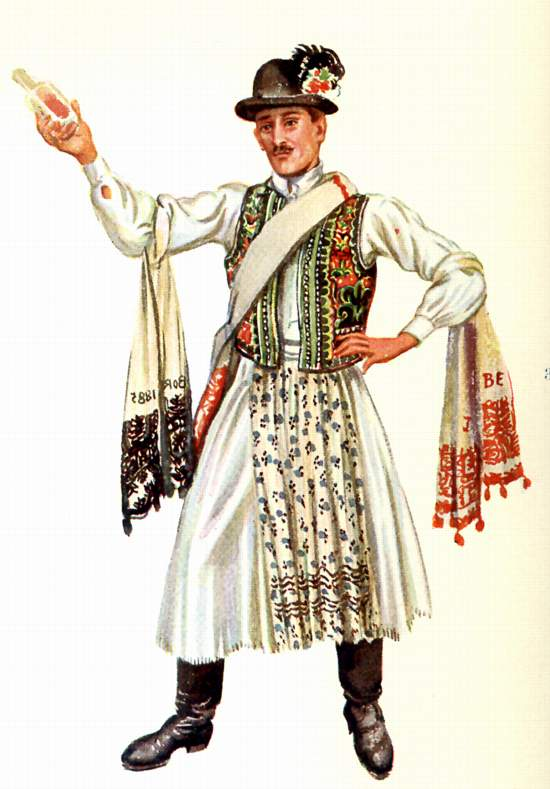
Rond 1885
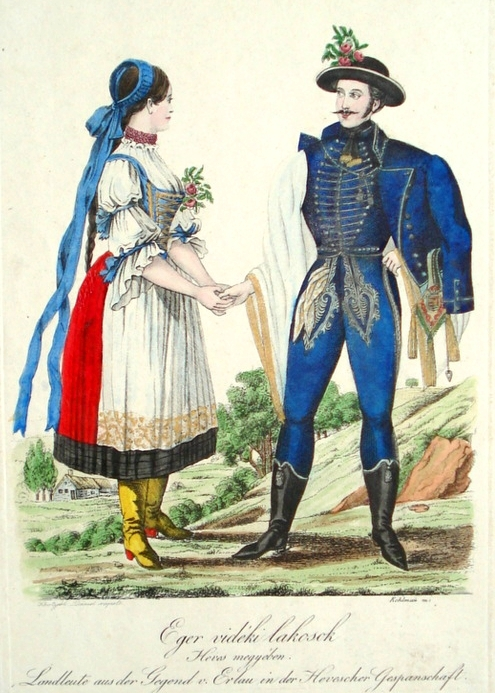
cca. 1830. Eger

### Ierland

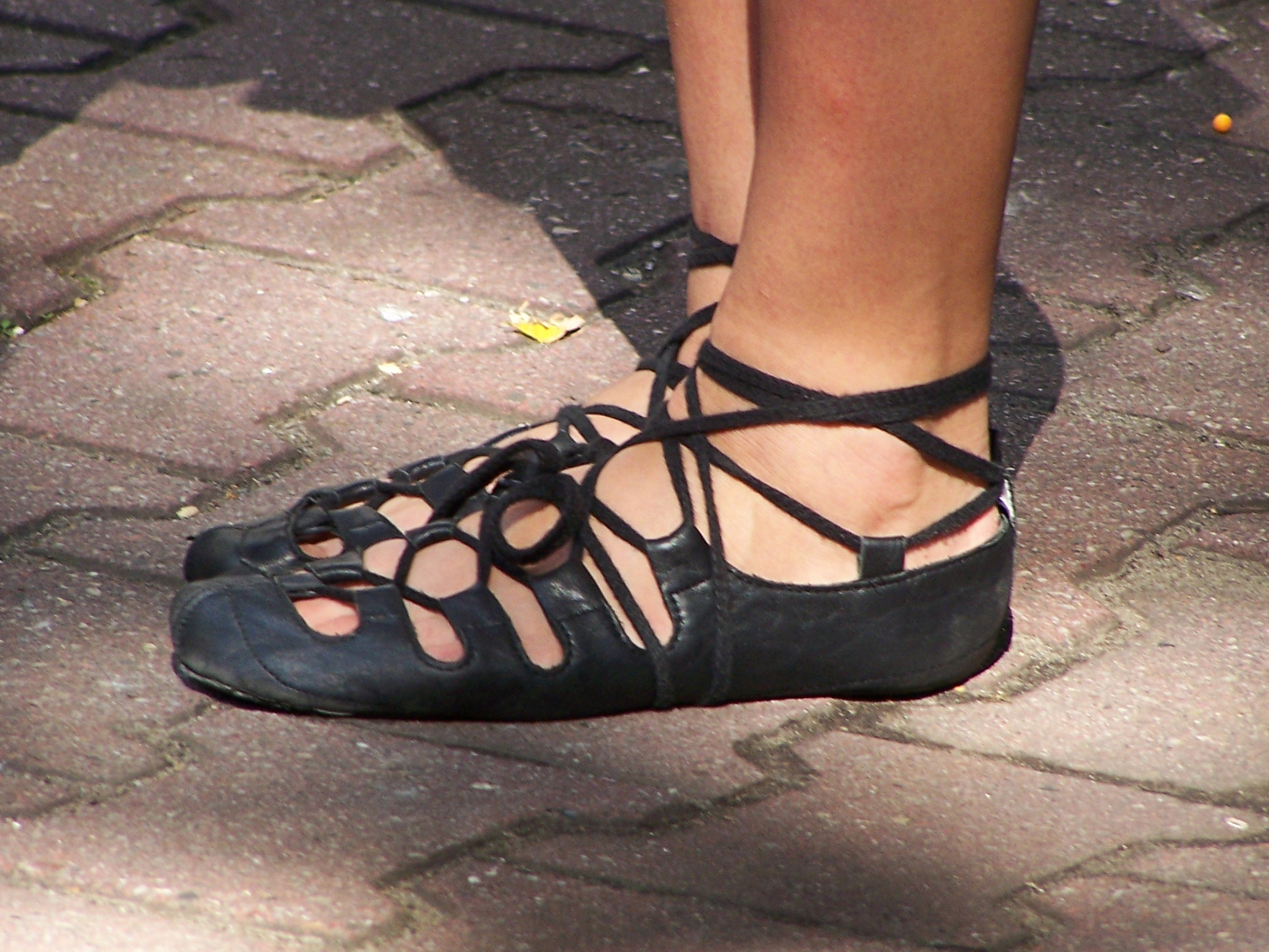
Ghillies, Ierse dansschoenen
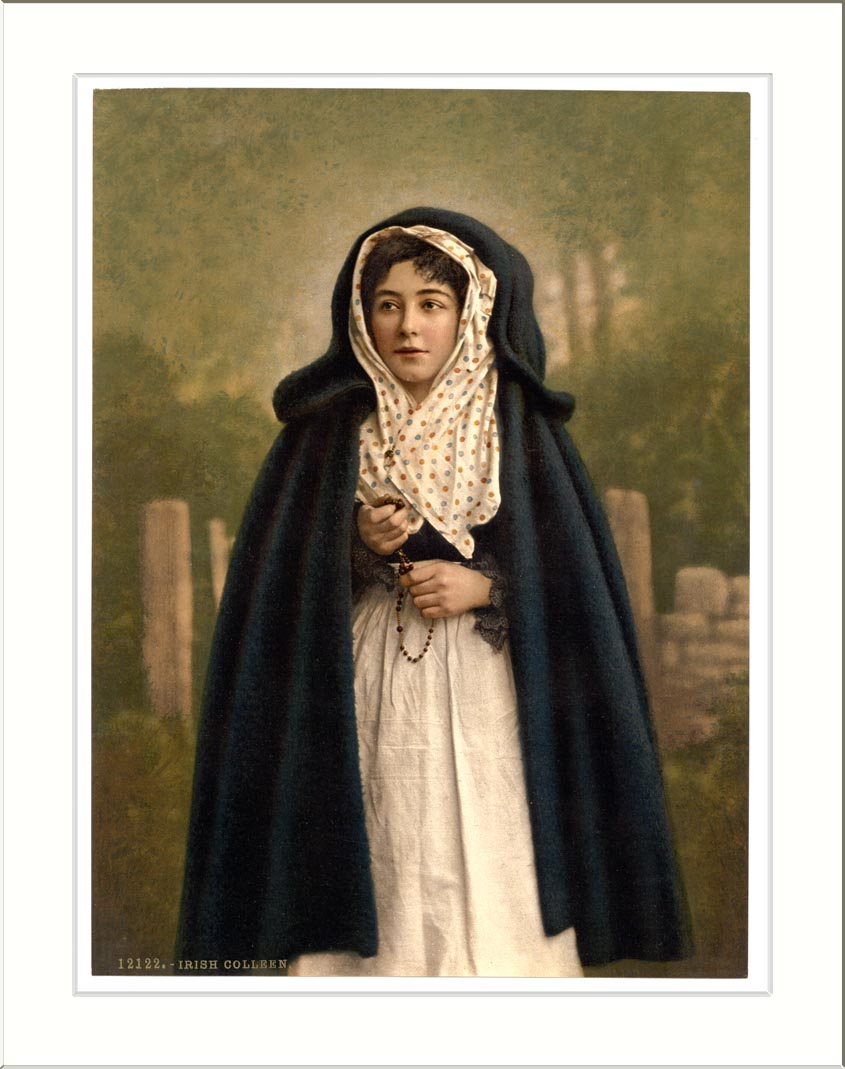
19e eeuw
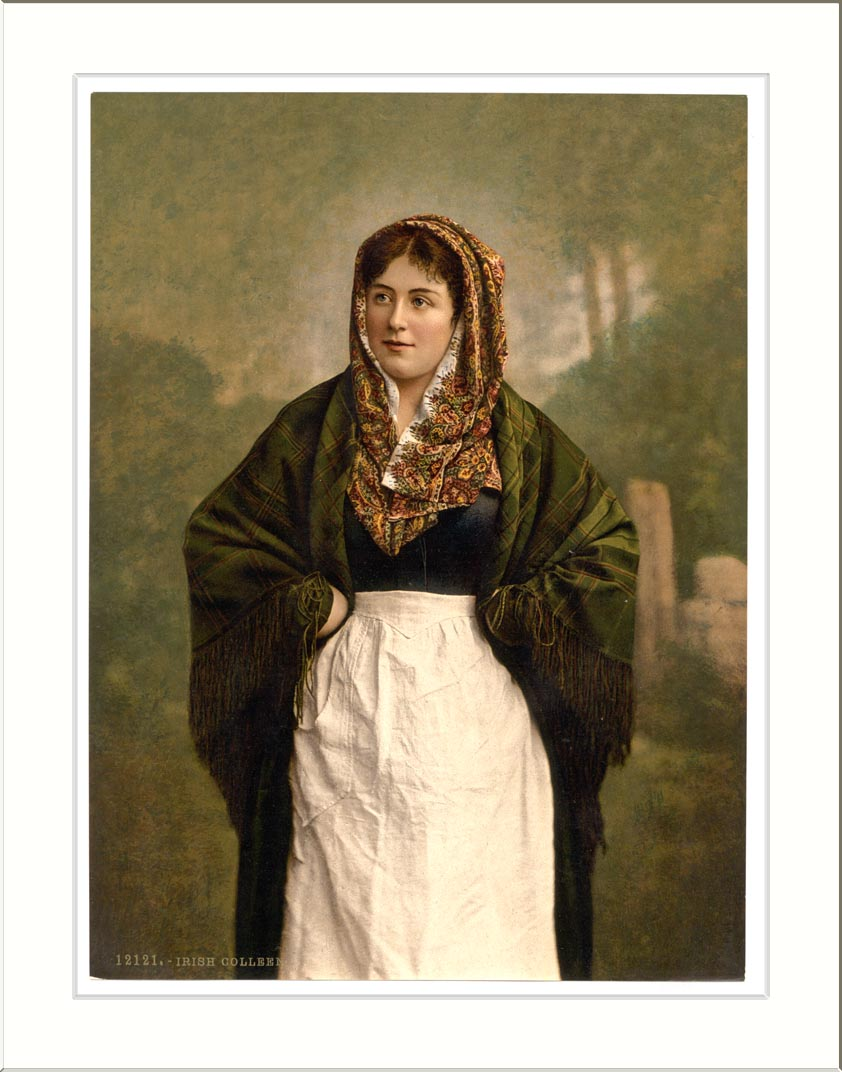
19e eeuw
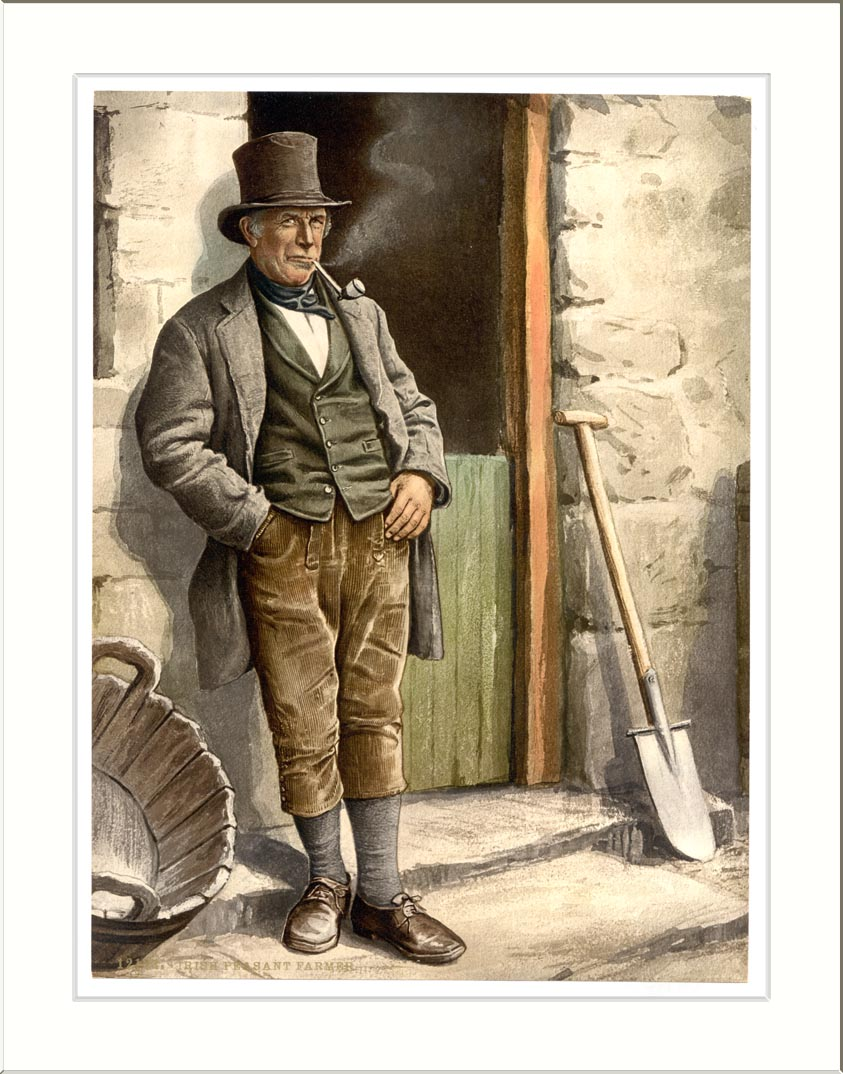

### Italië

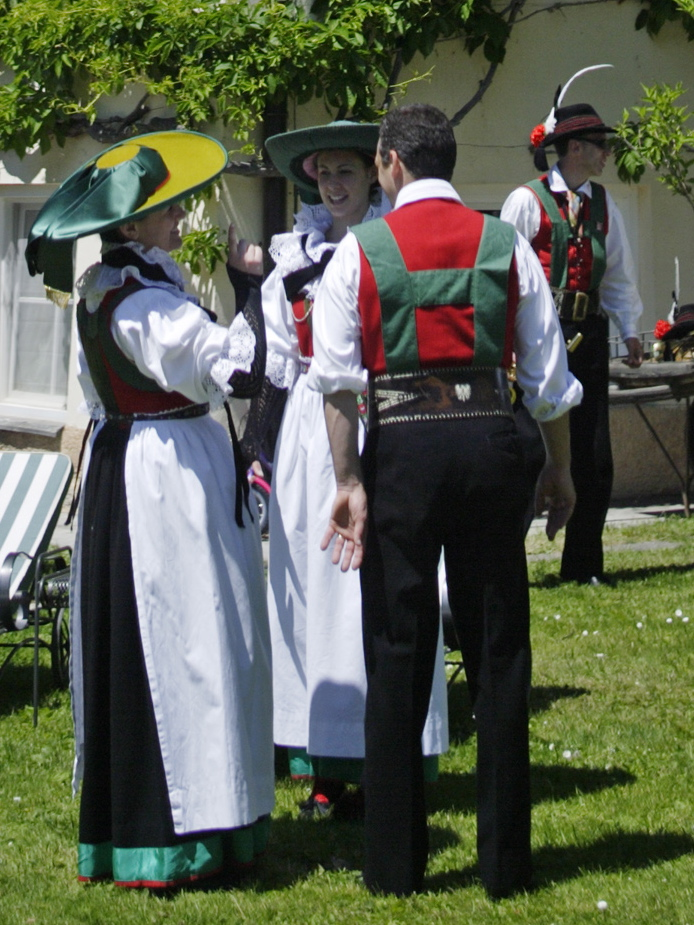
Zuid-Tirol
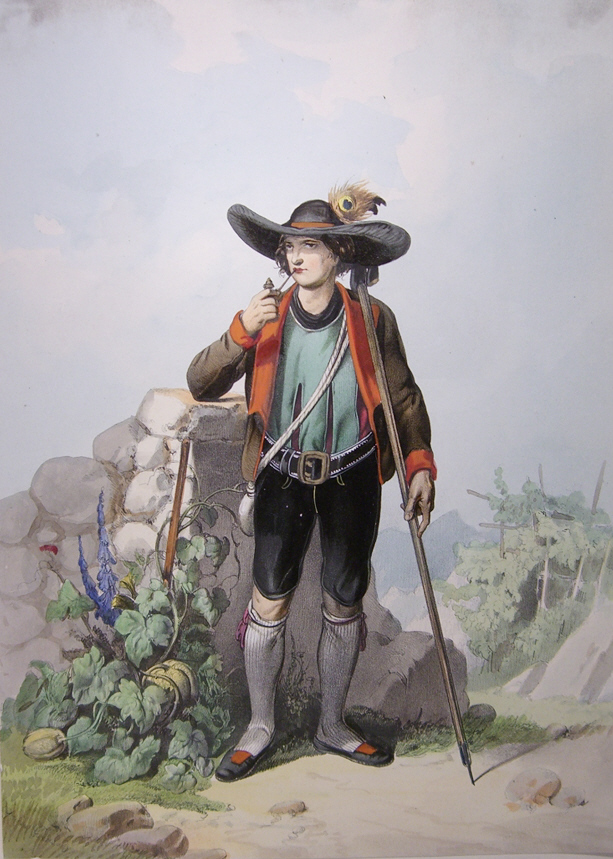
19e eeuw
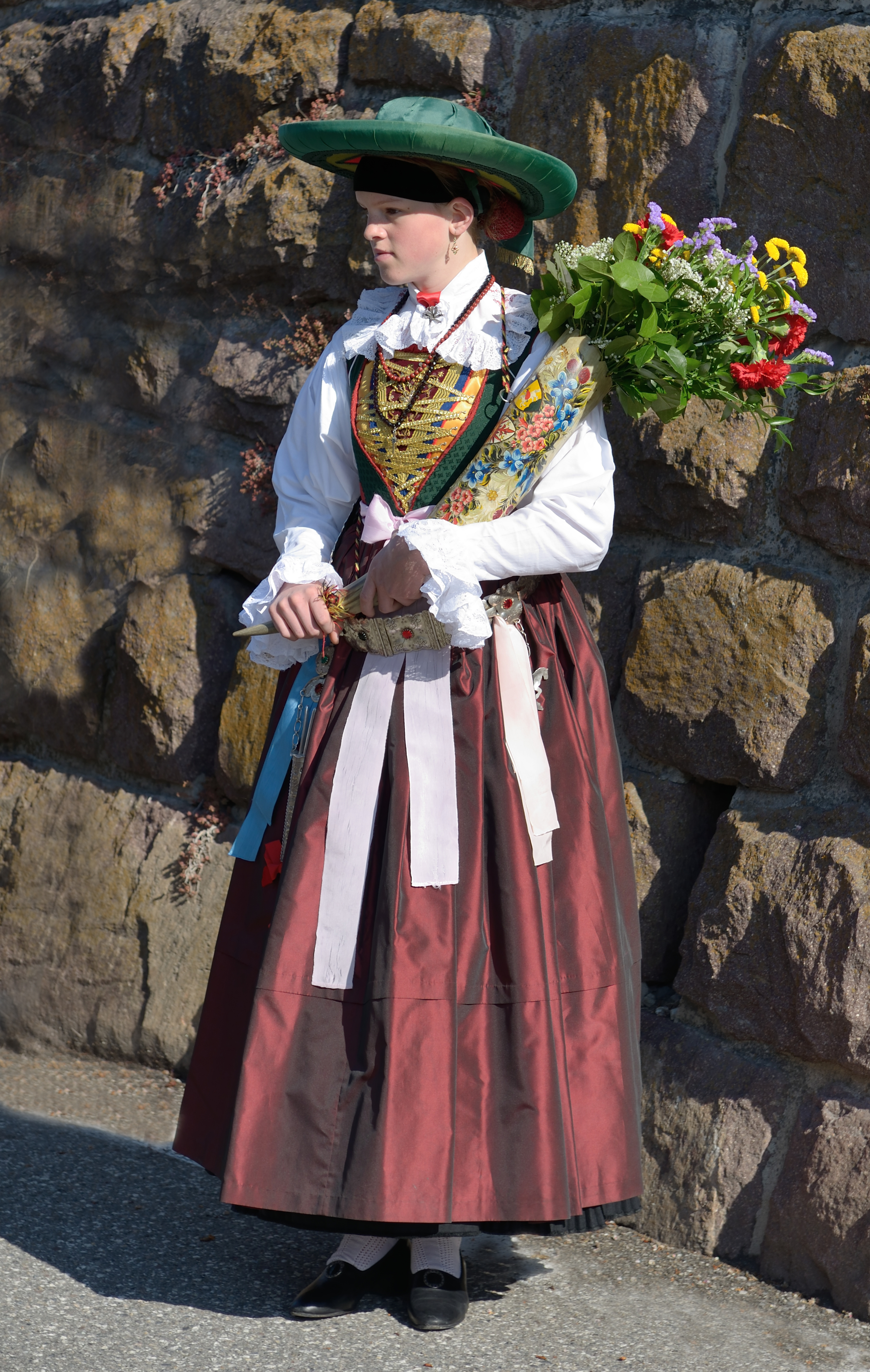
Gherdëina
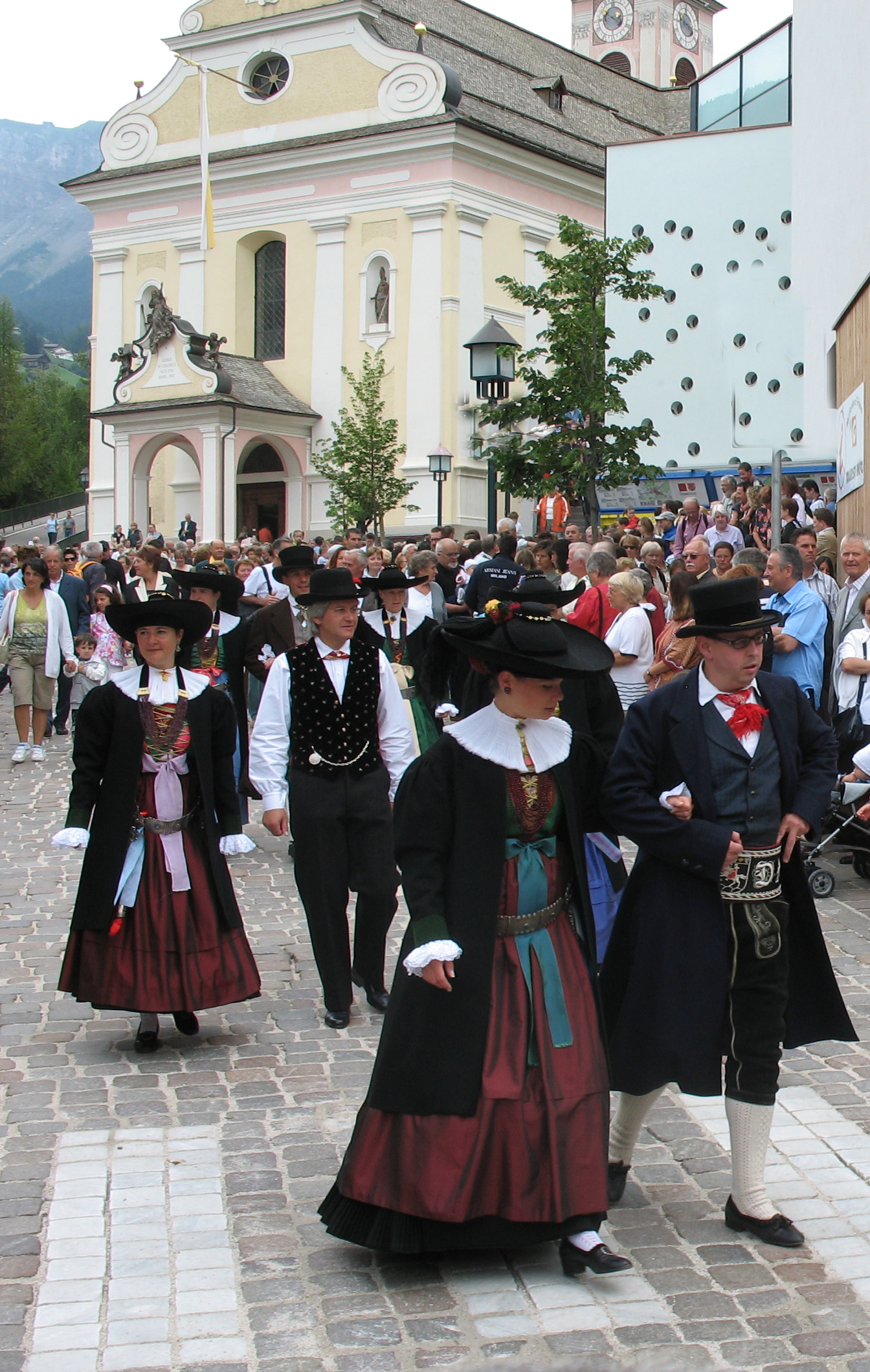
Gherdëina
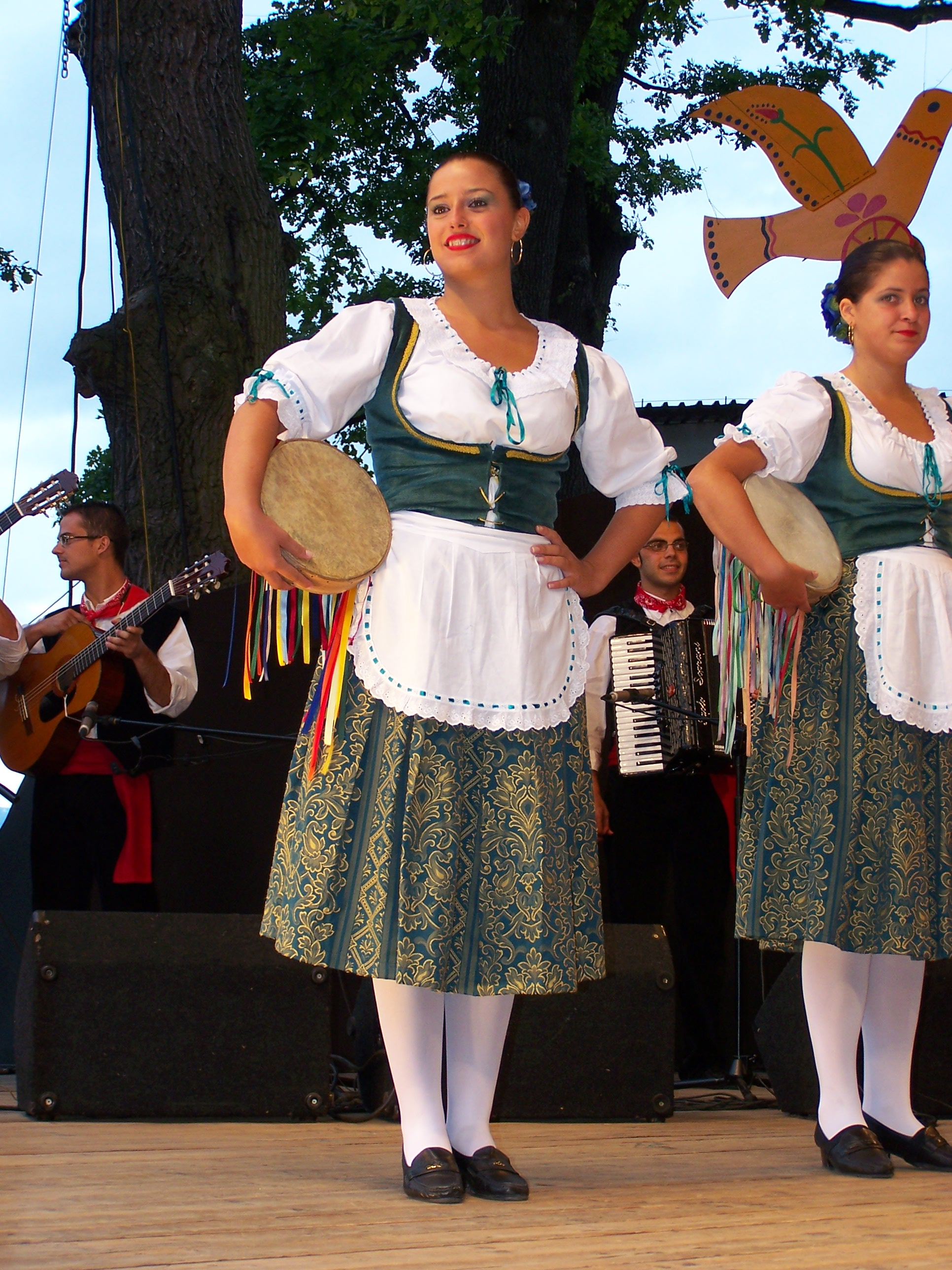
Sicilië
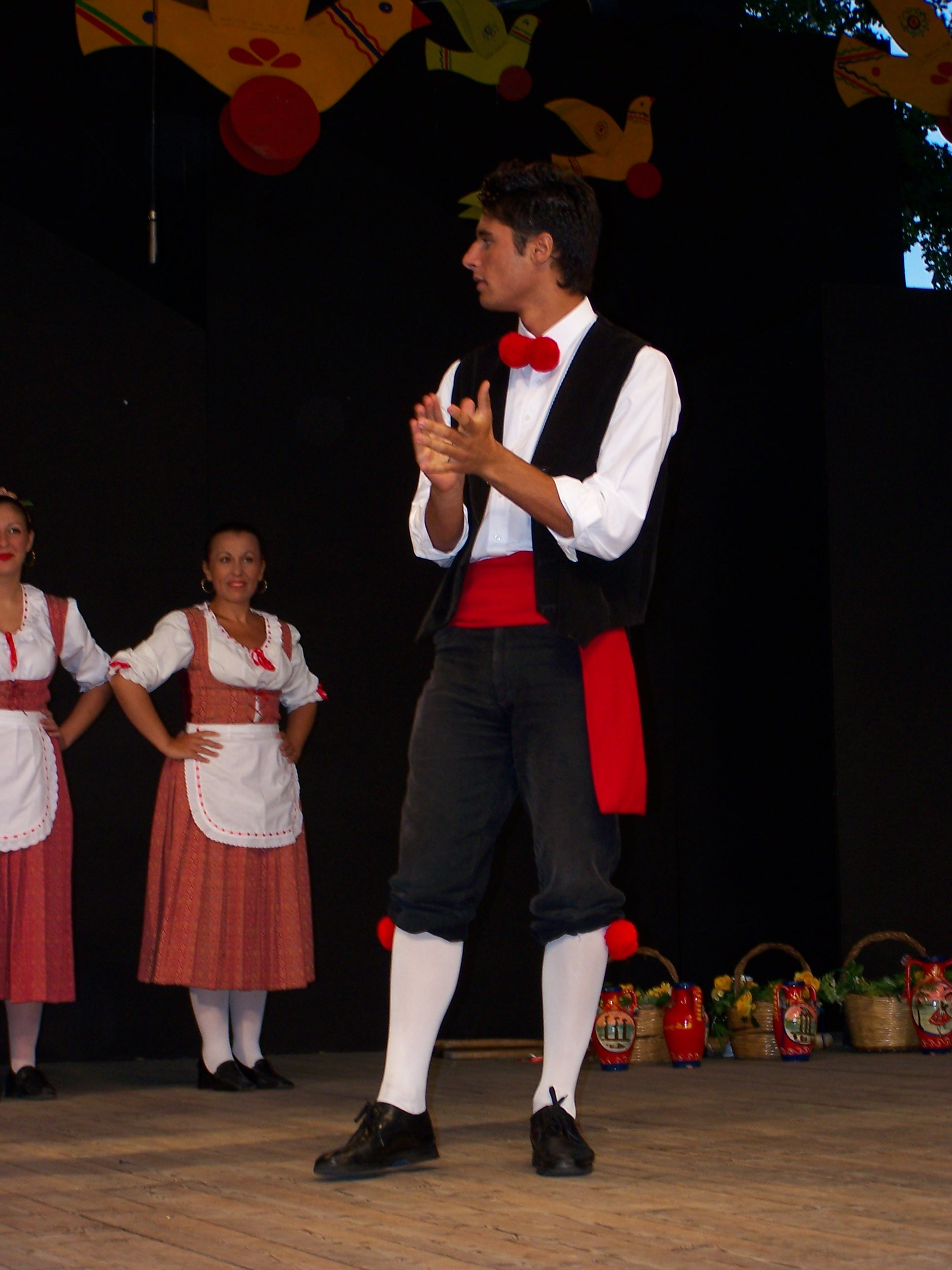
Sicilië

### Lapland

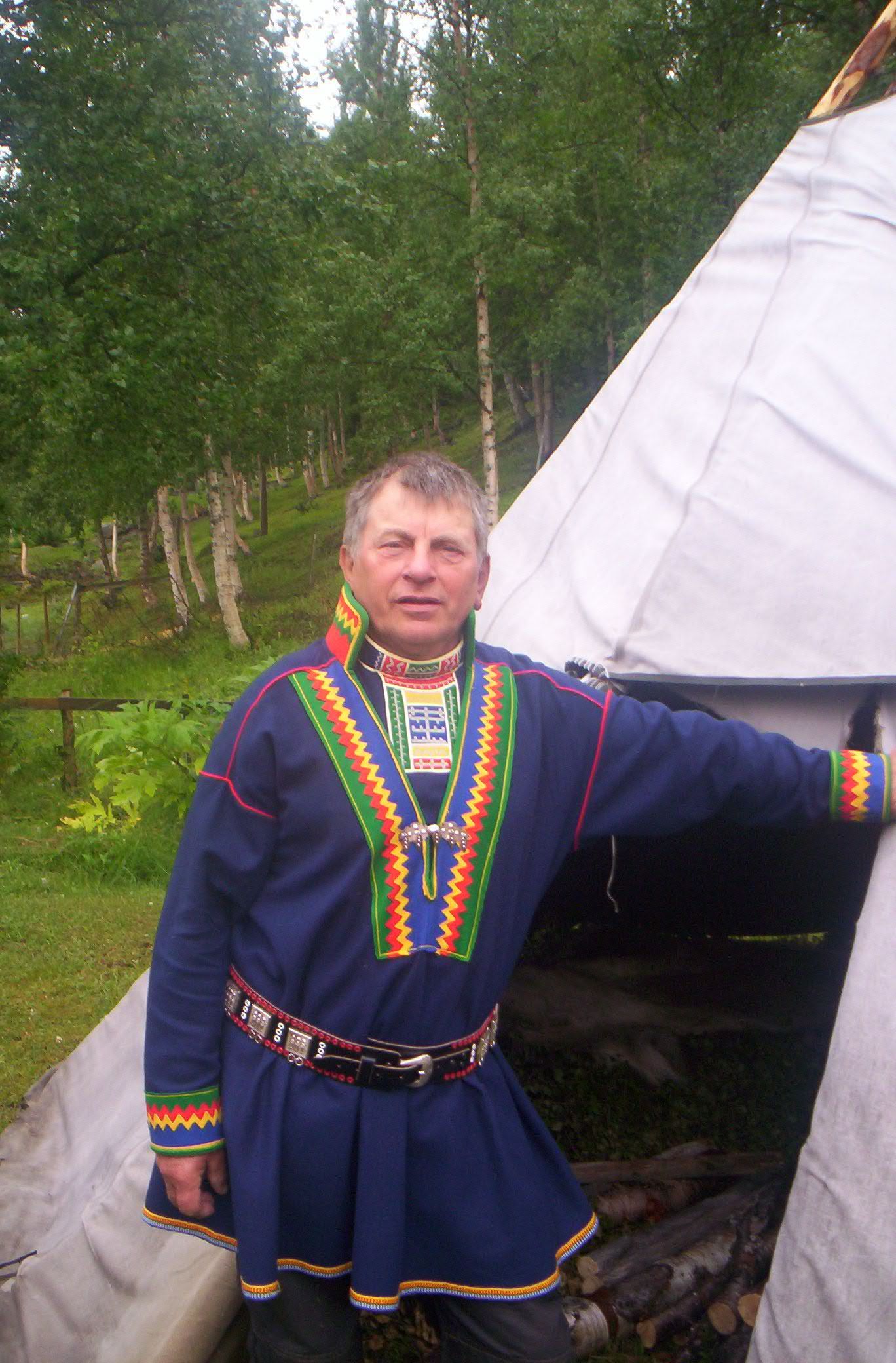
Sami
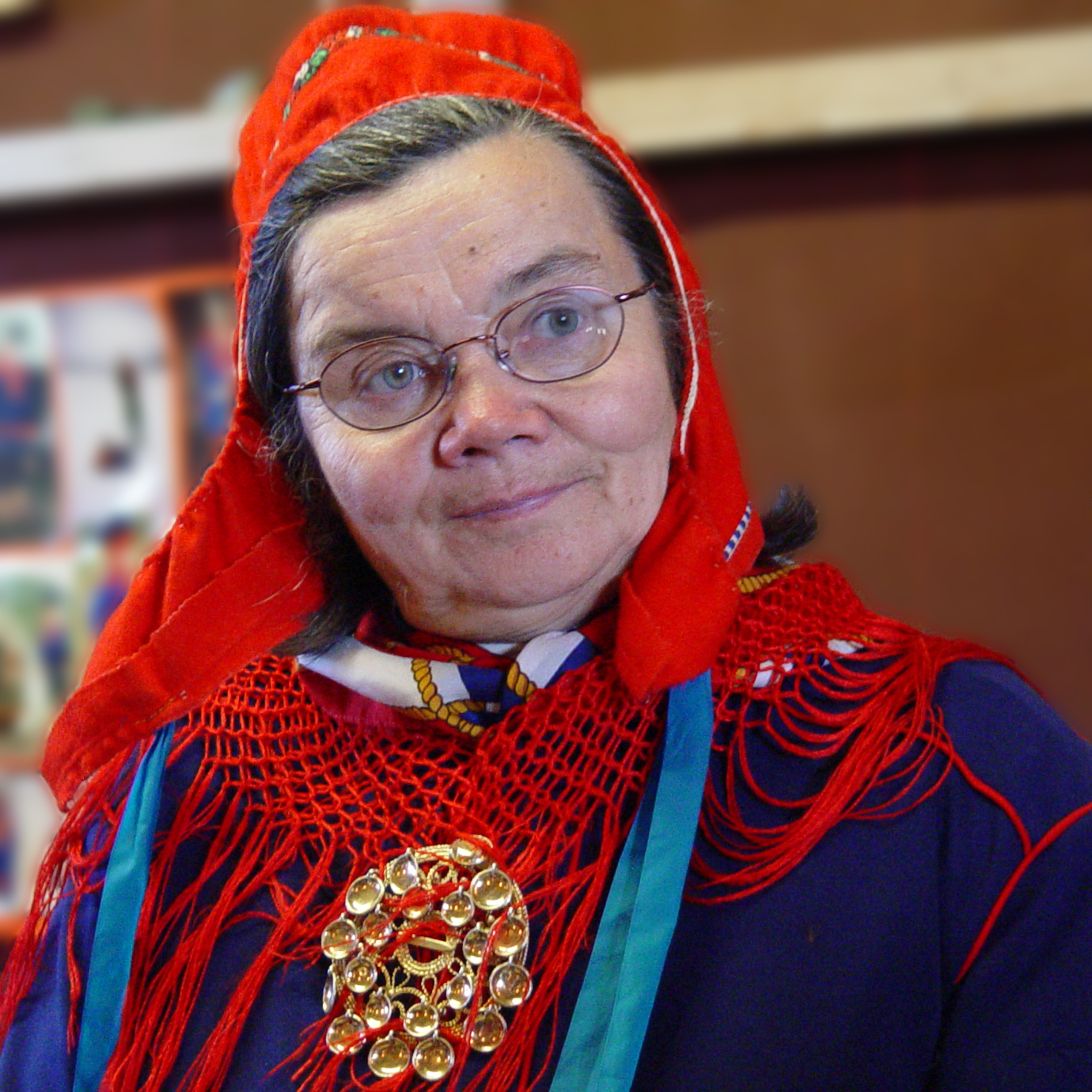
Sami
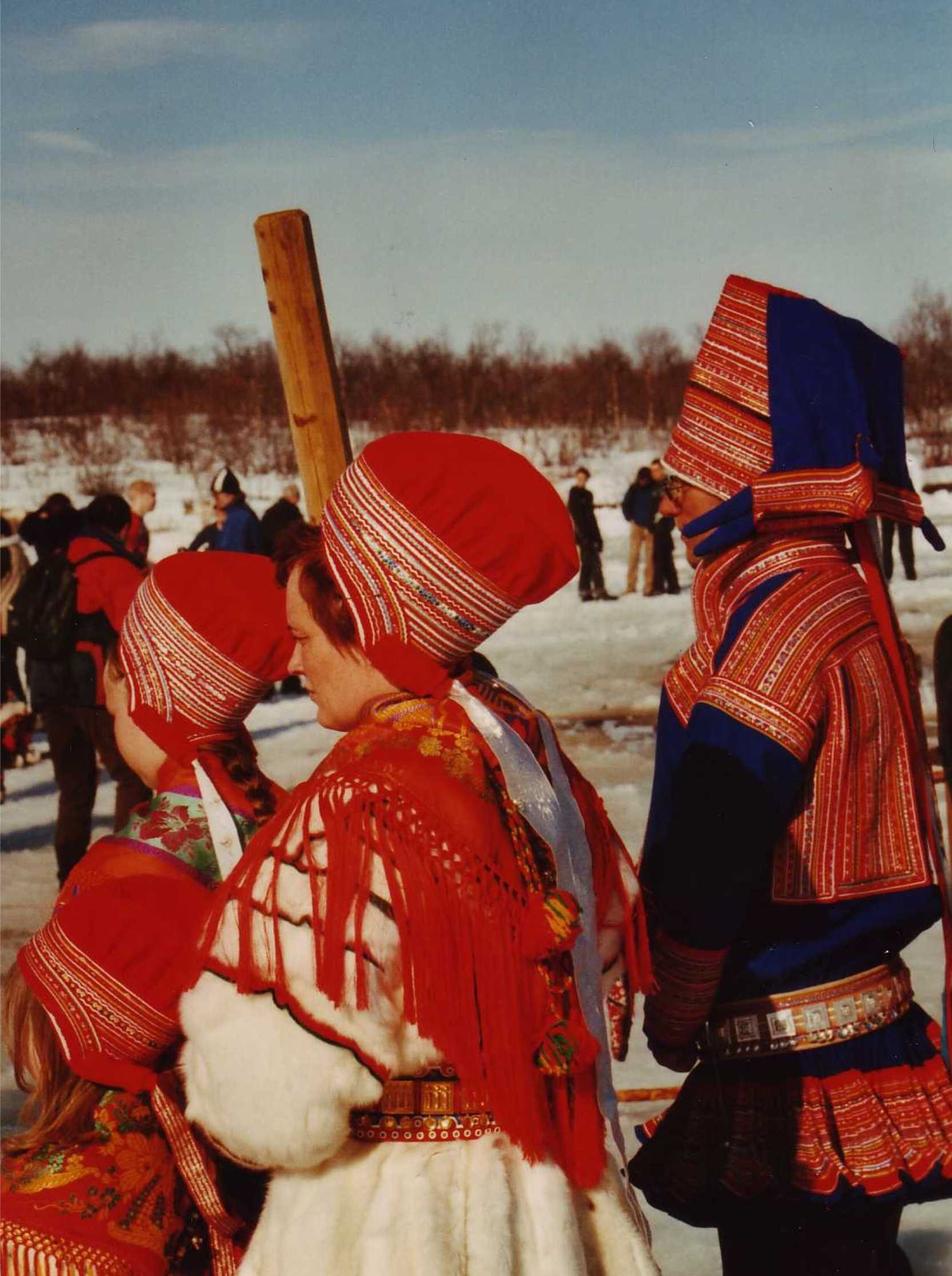
Sami

### Moravië

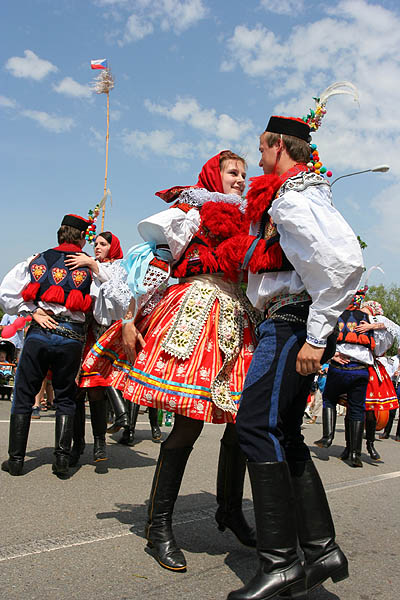
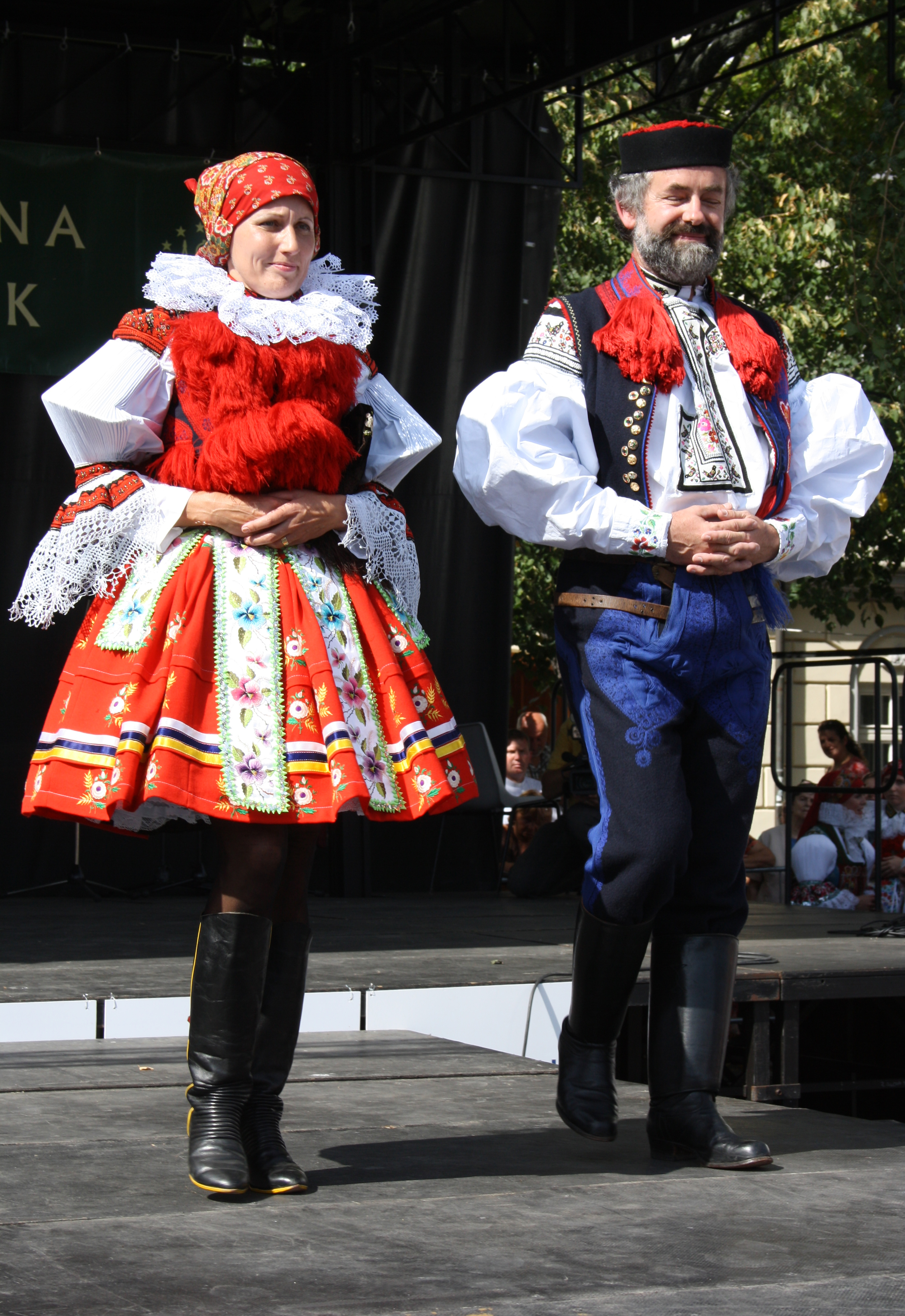
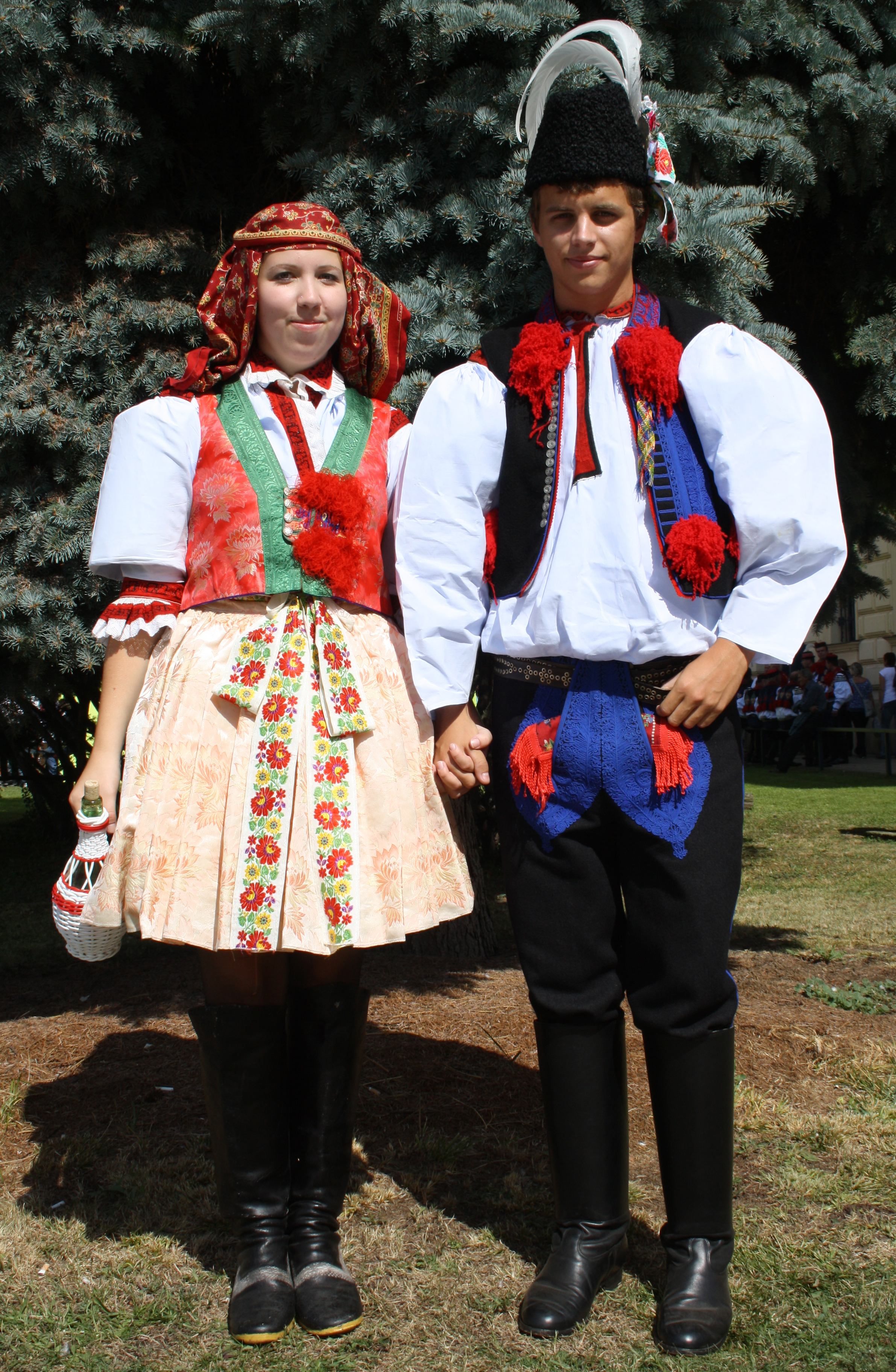
Kunovice
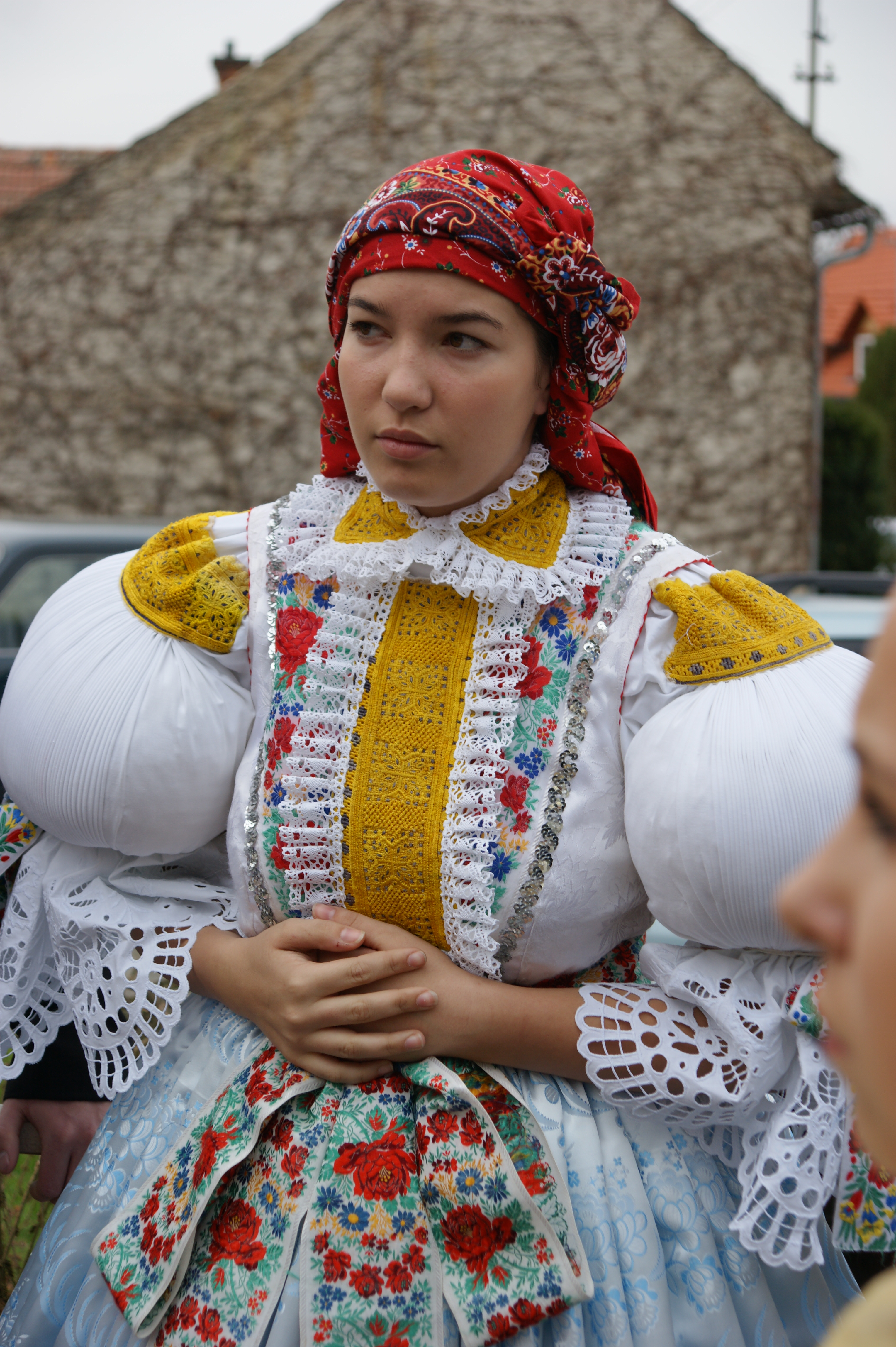
Nedachlebice

### Noorwegen

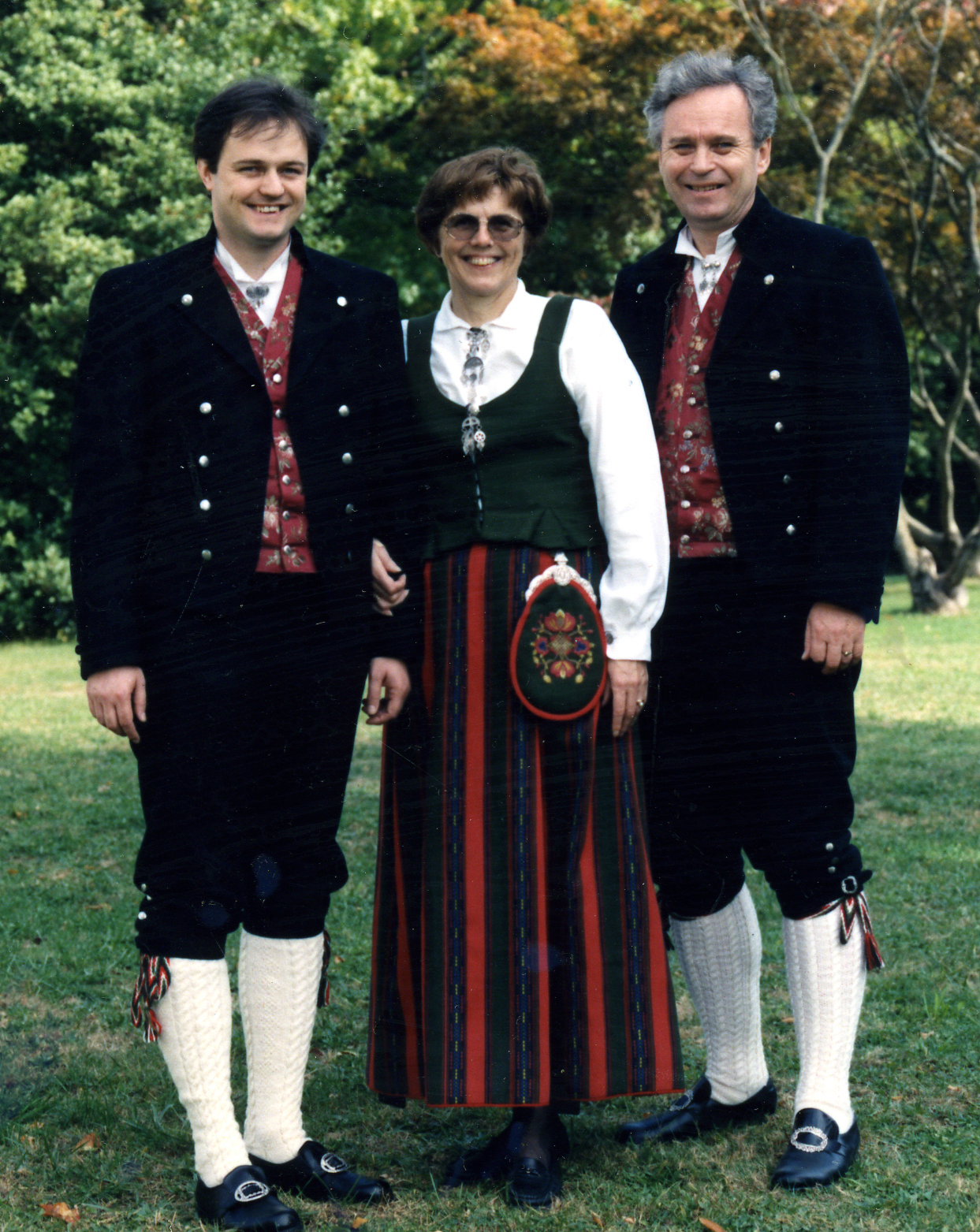
Gudbrandsdalen
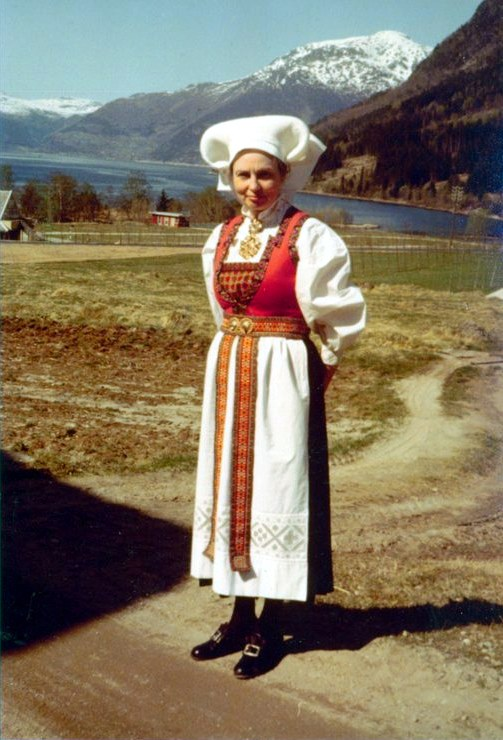
Hardanger
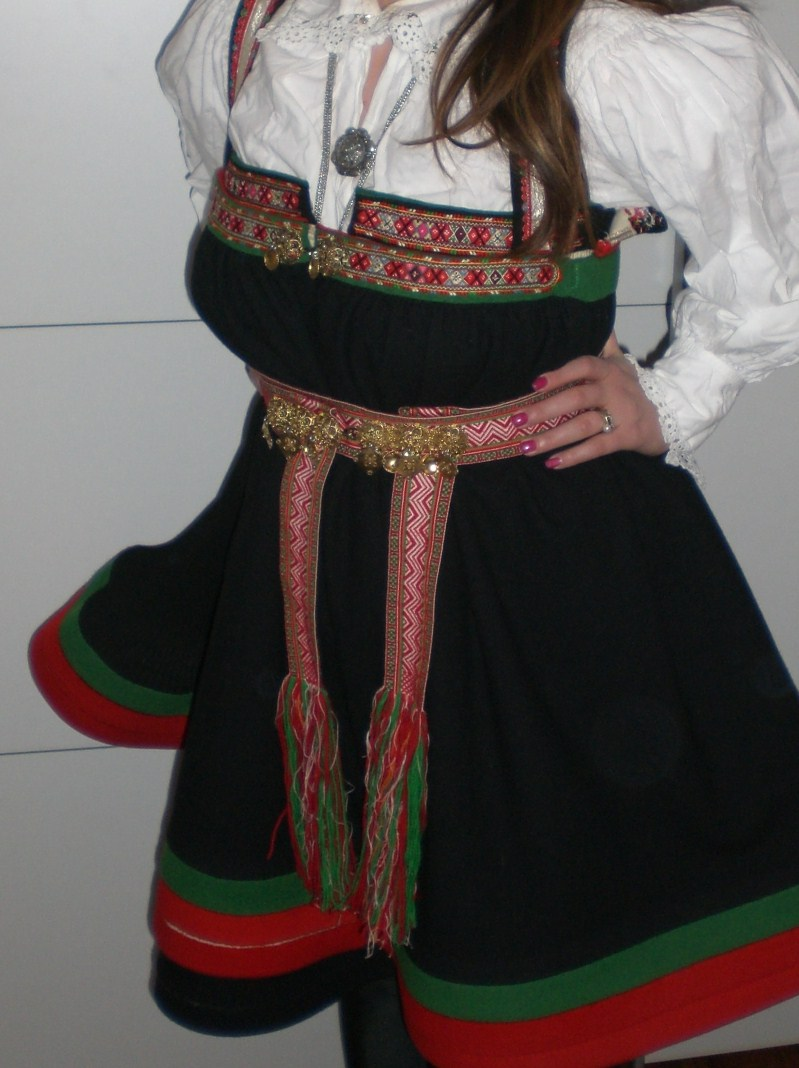
Setesdal
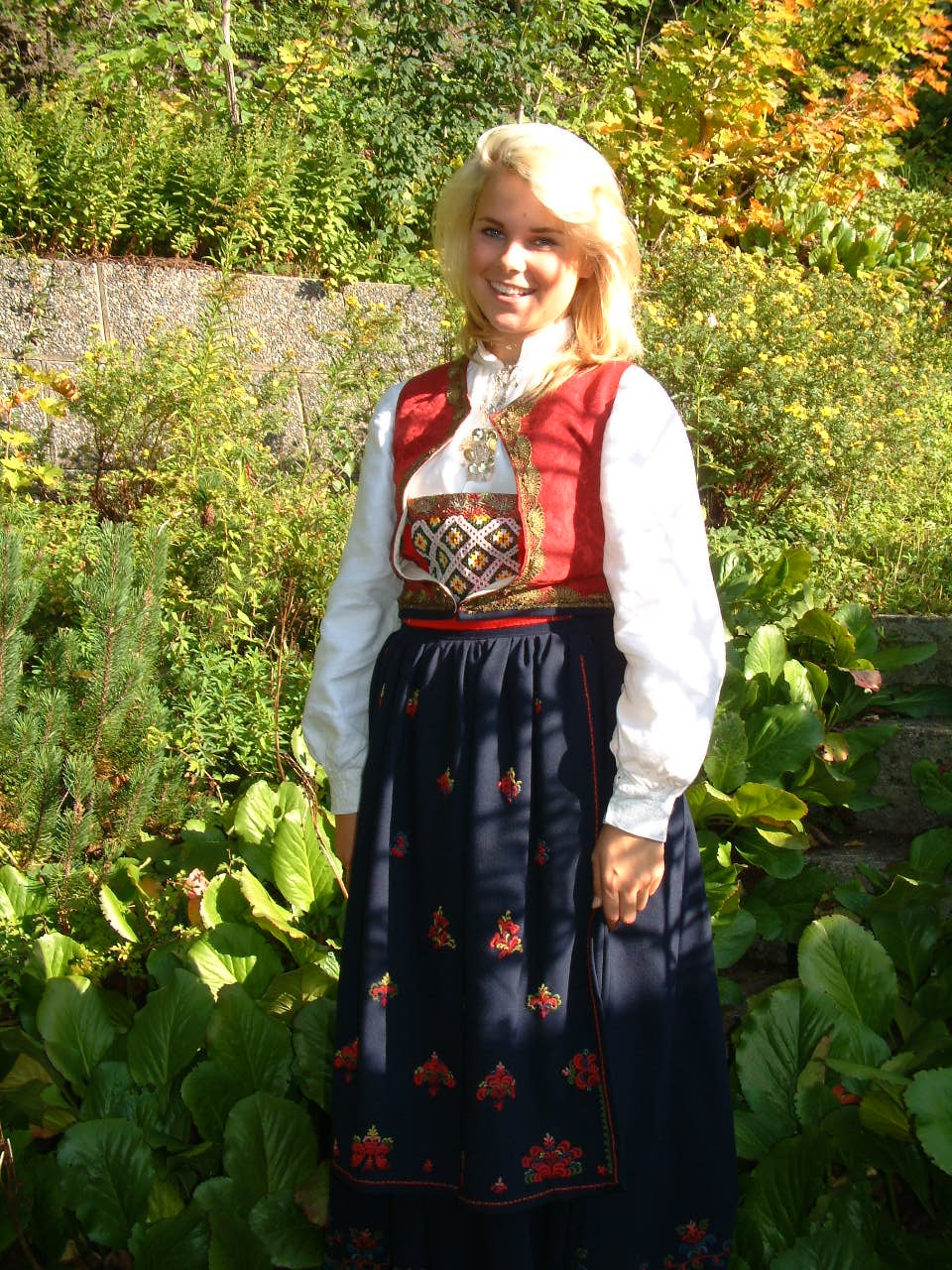
Vrouw in een bunad

### Polen

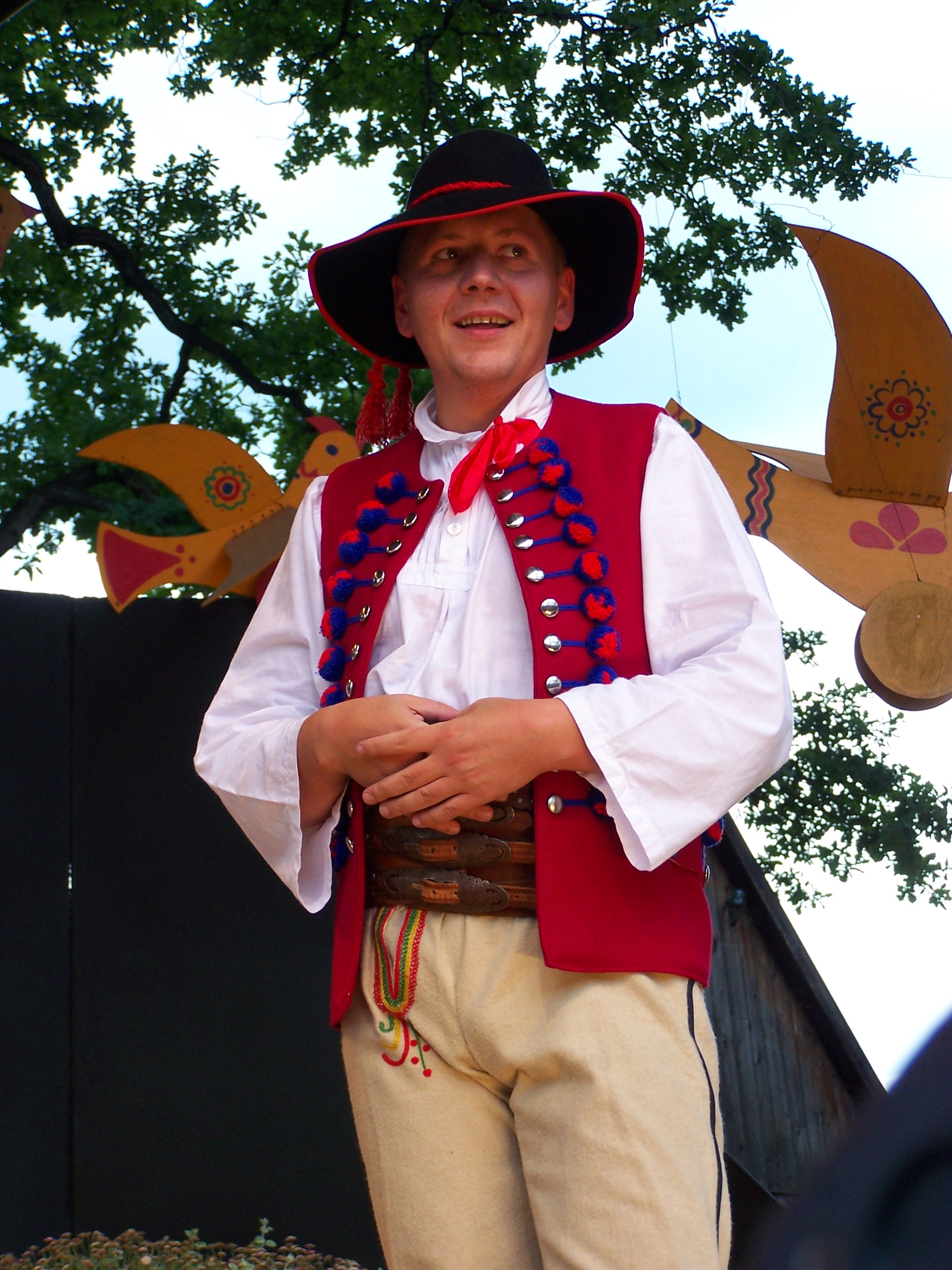
Goralen
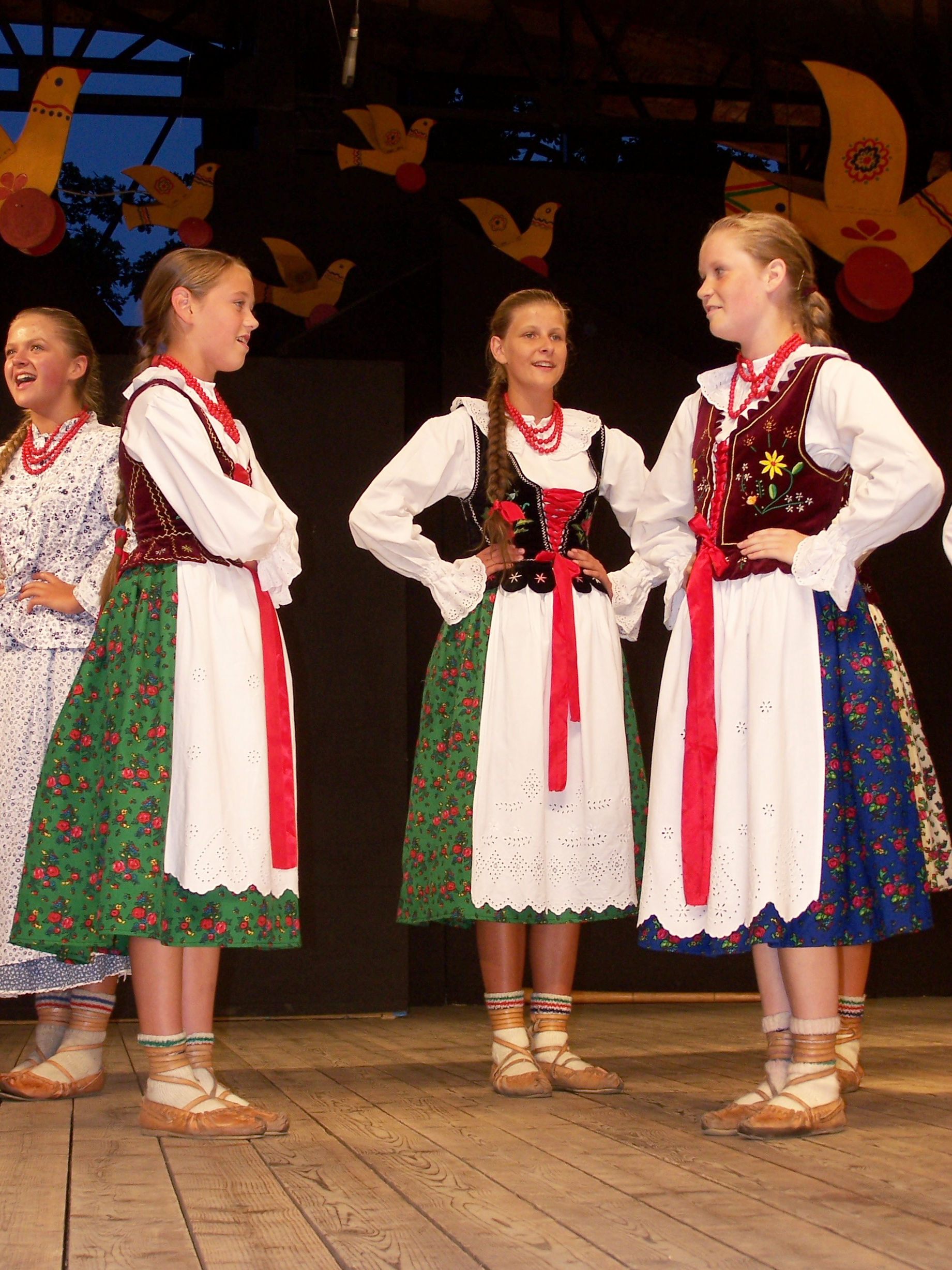
Goralen

### Portugal

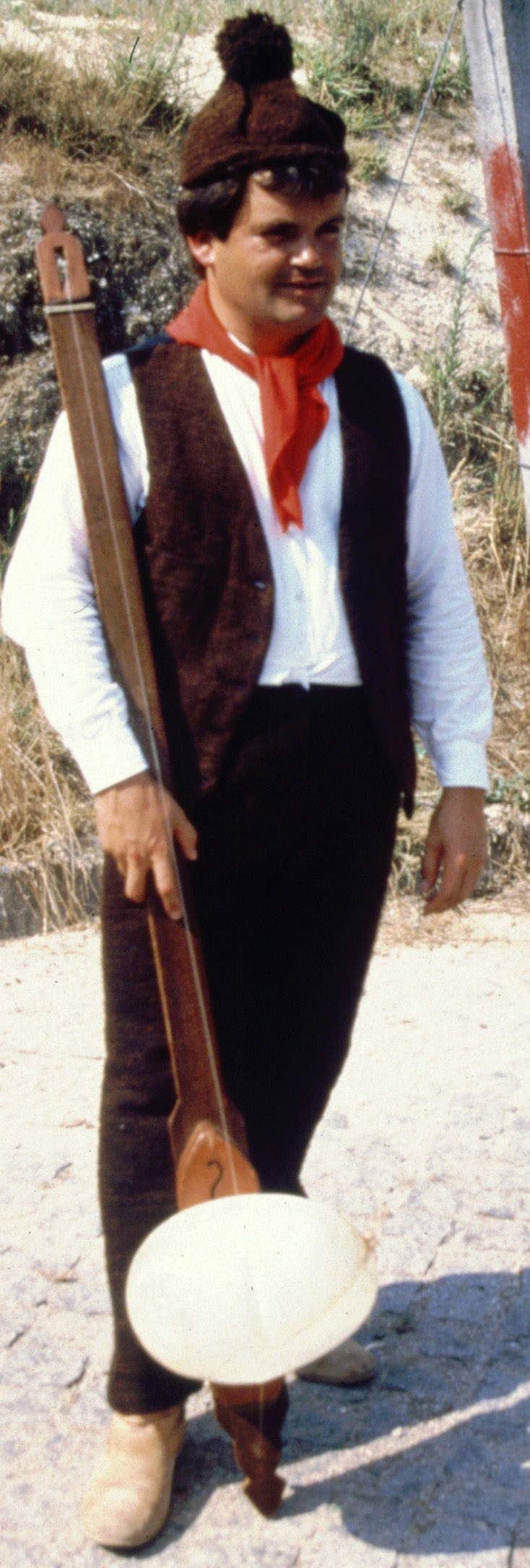
Madeira
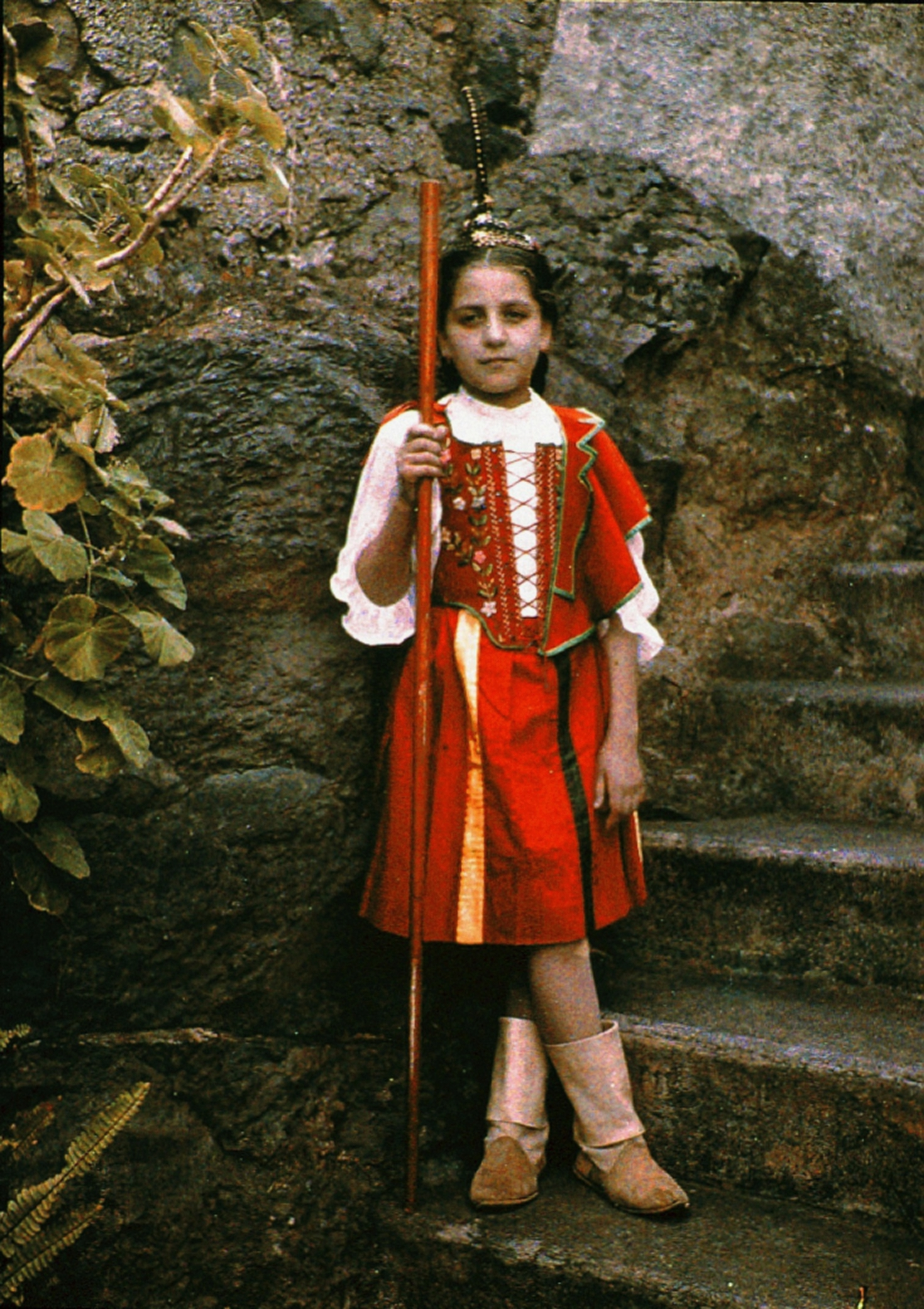
Madeira, ca. 1910
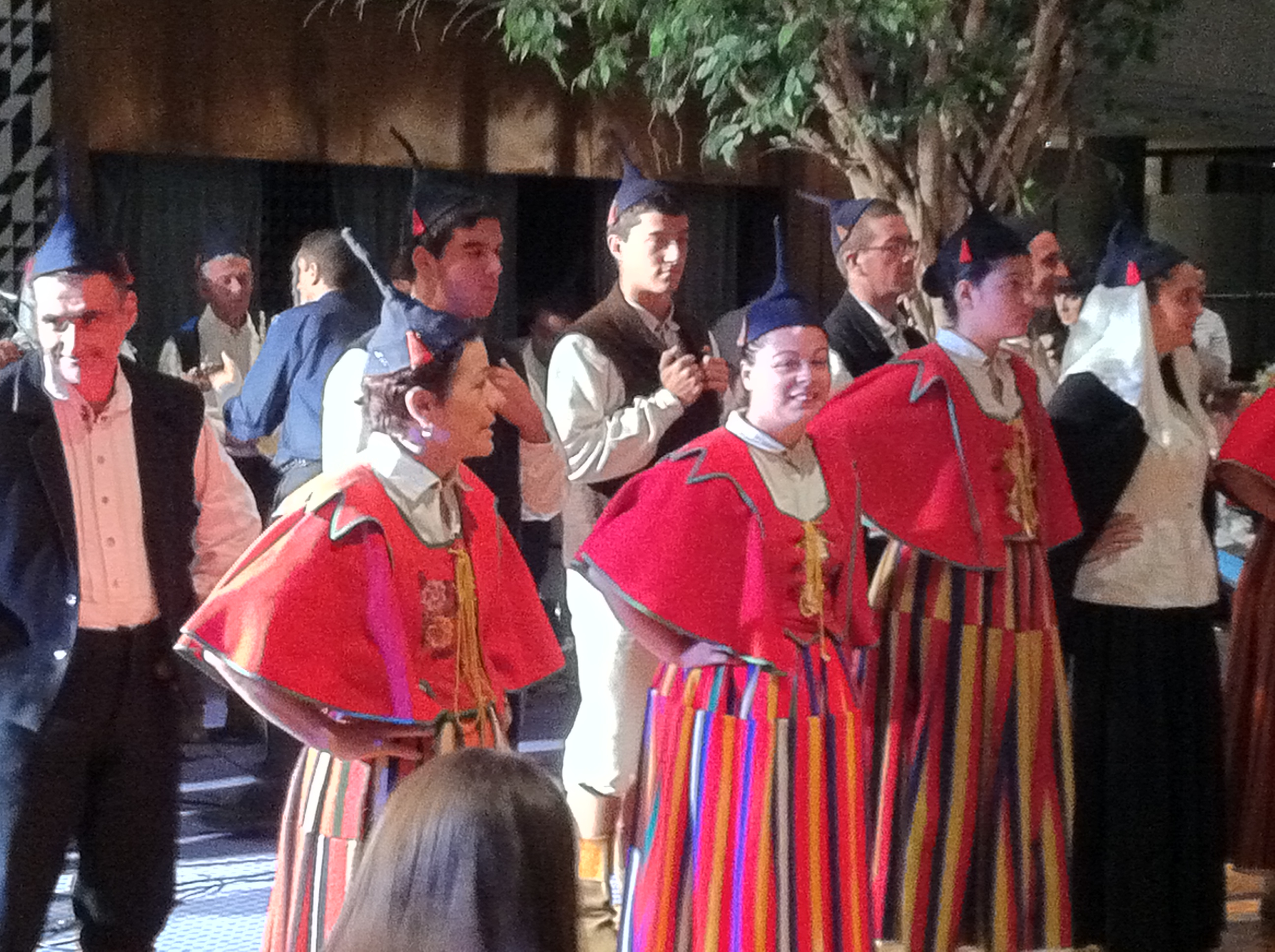
Madeira
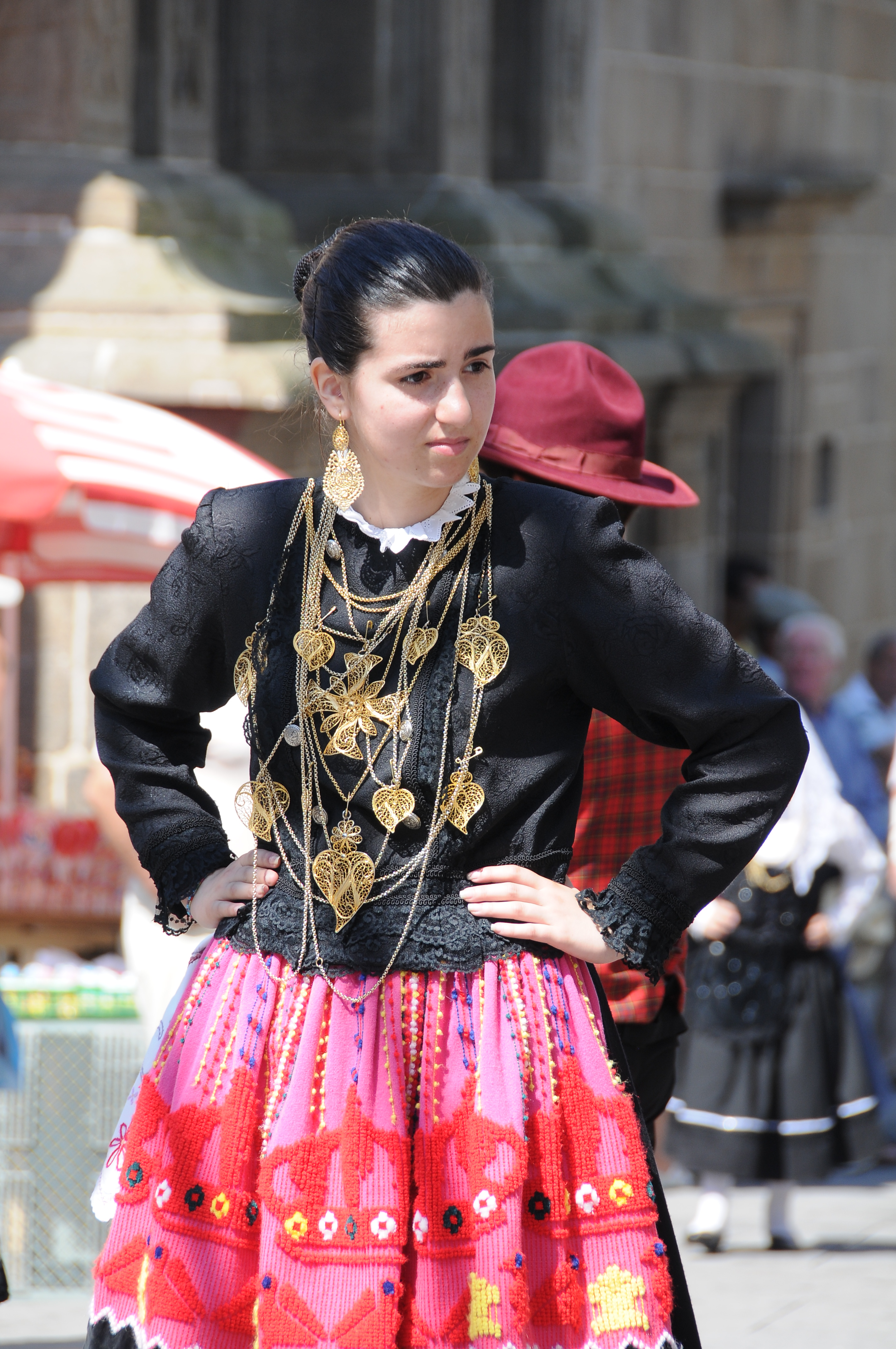
Braga
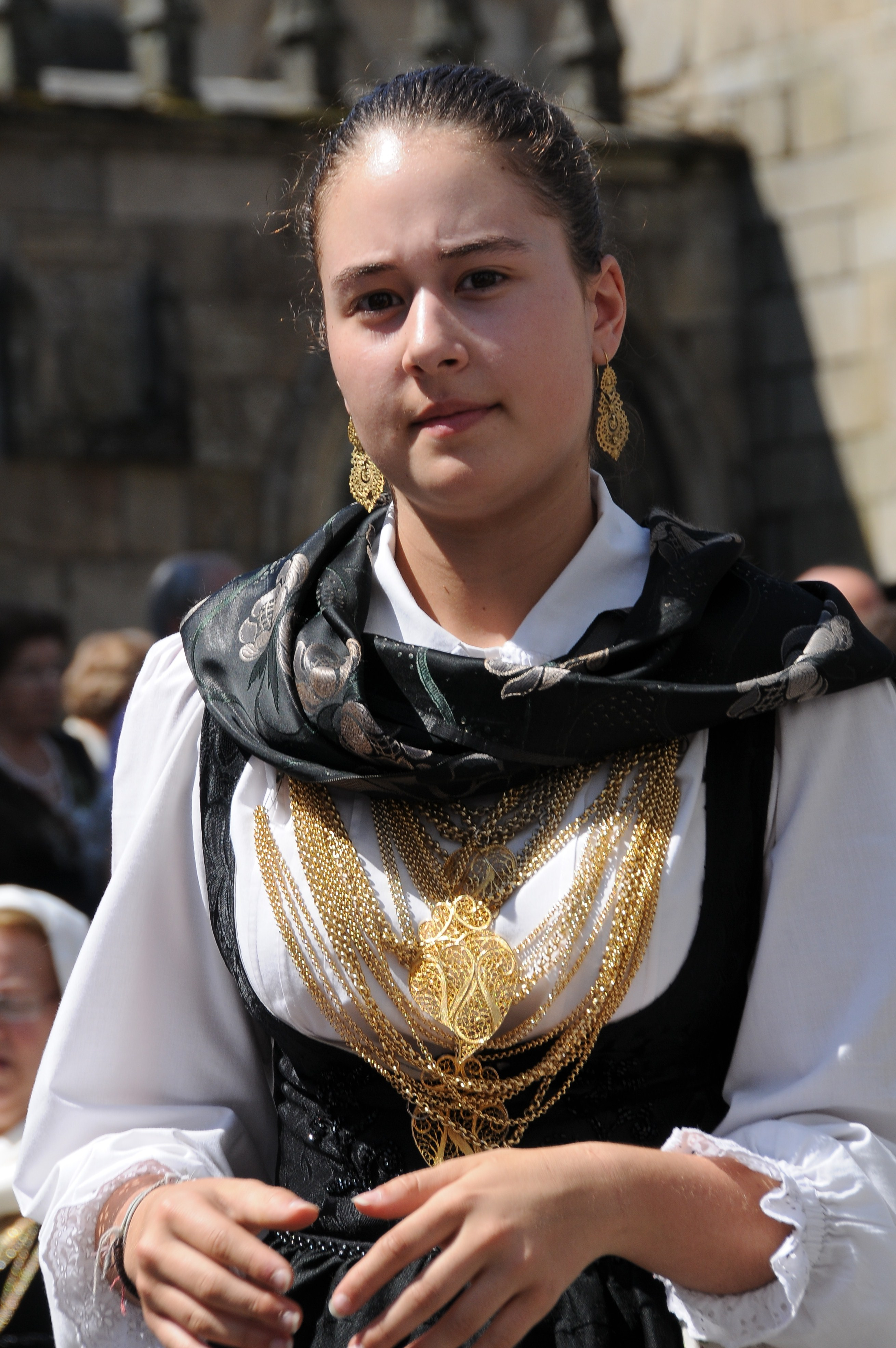
Braga
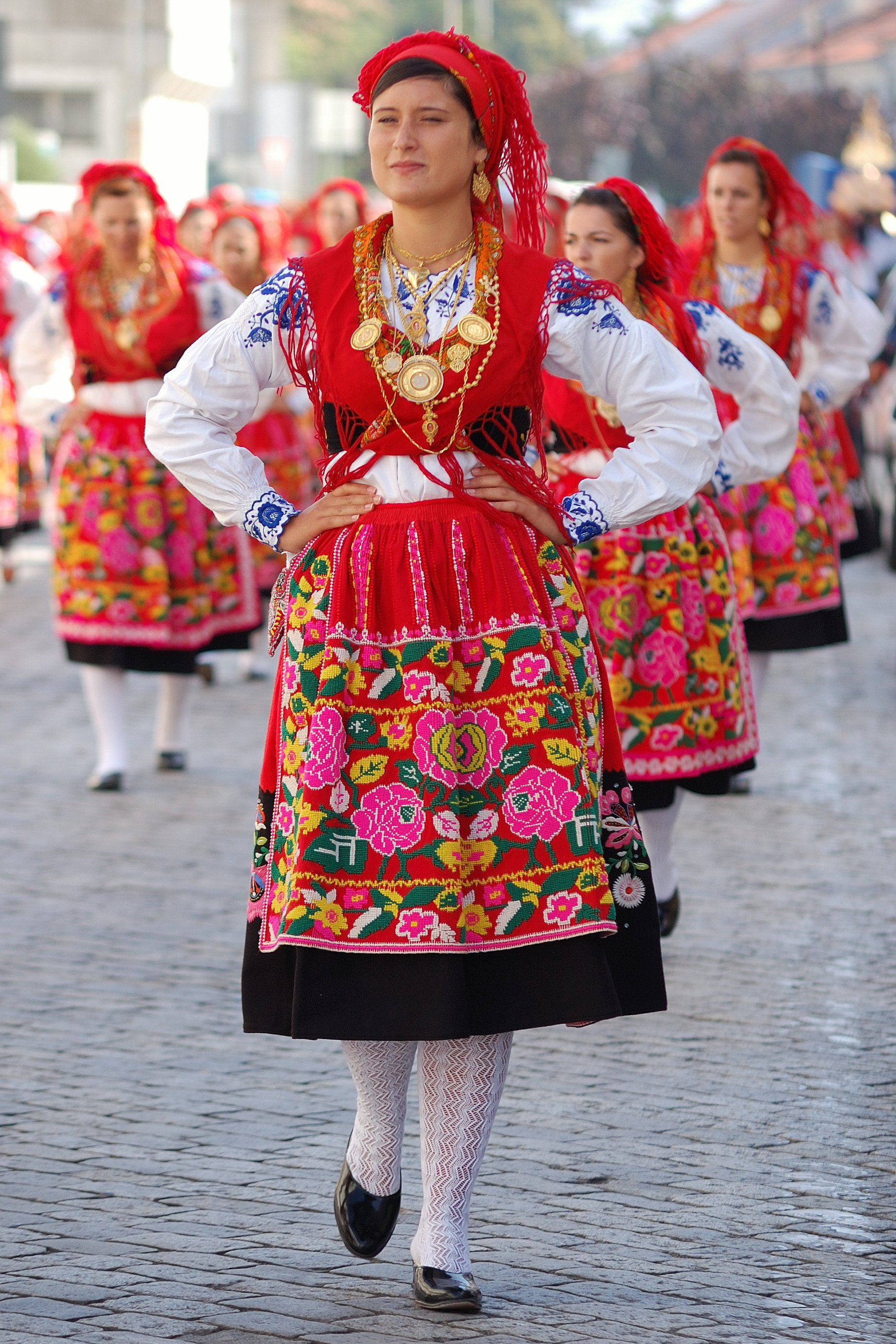
Viana do Castelo
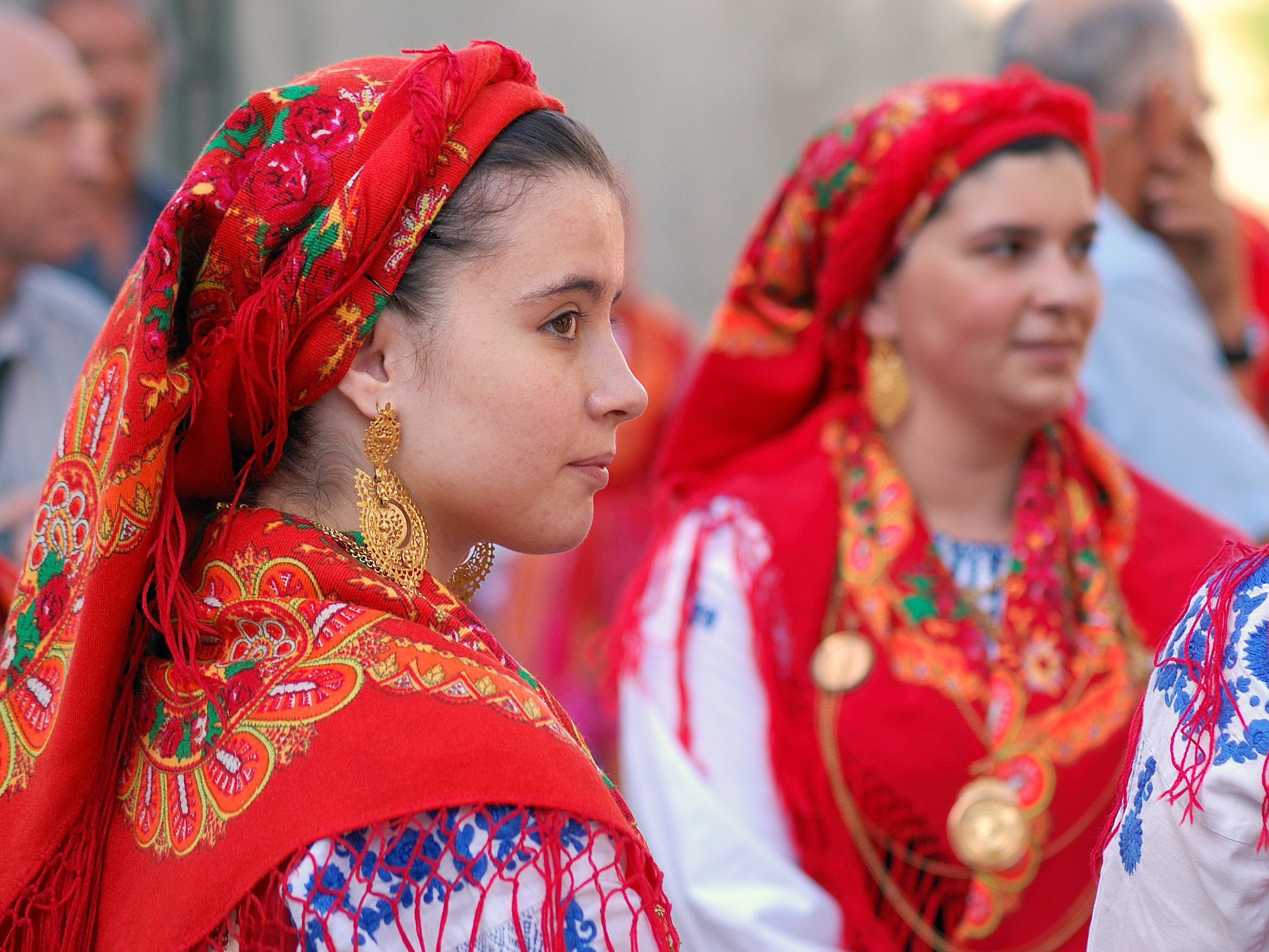
Viana do Castelo
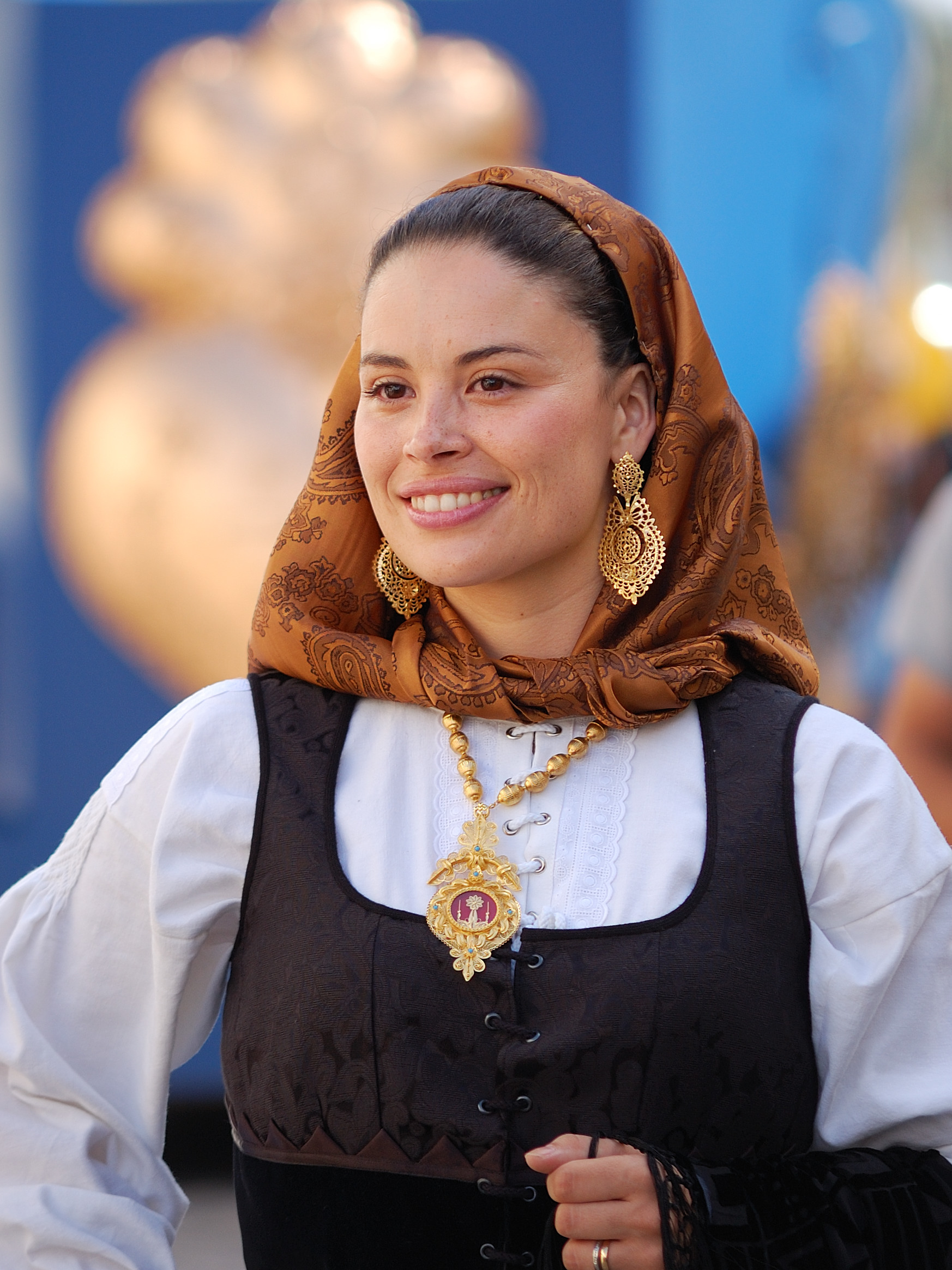
Viana do Castelo

### Rusland en Oekraïne

#### Valenok

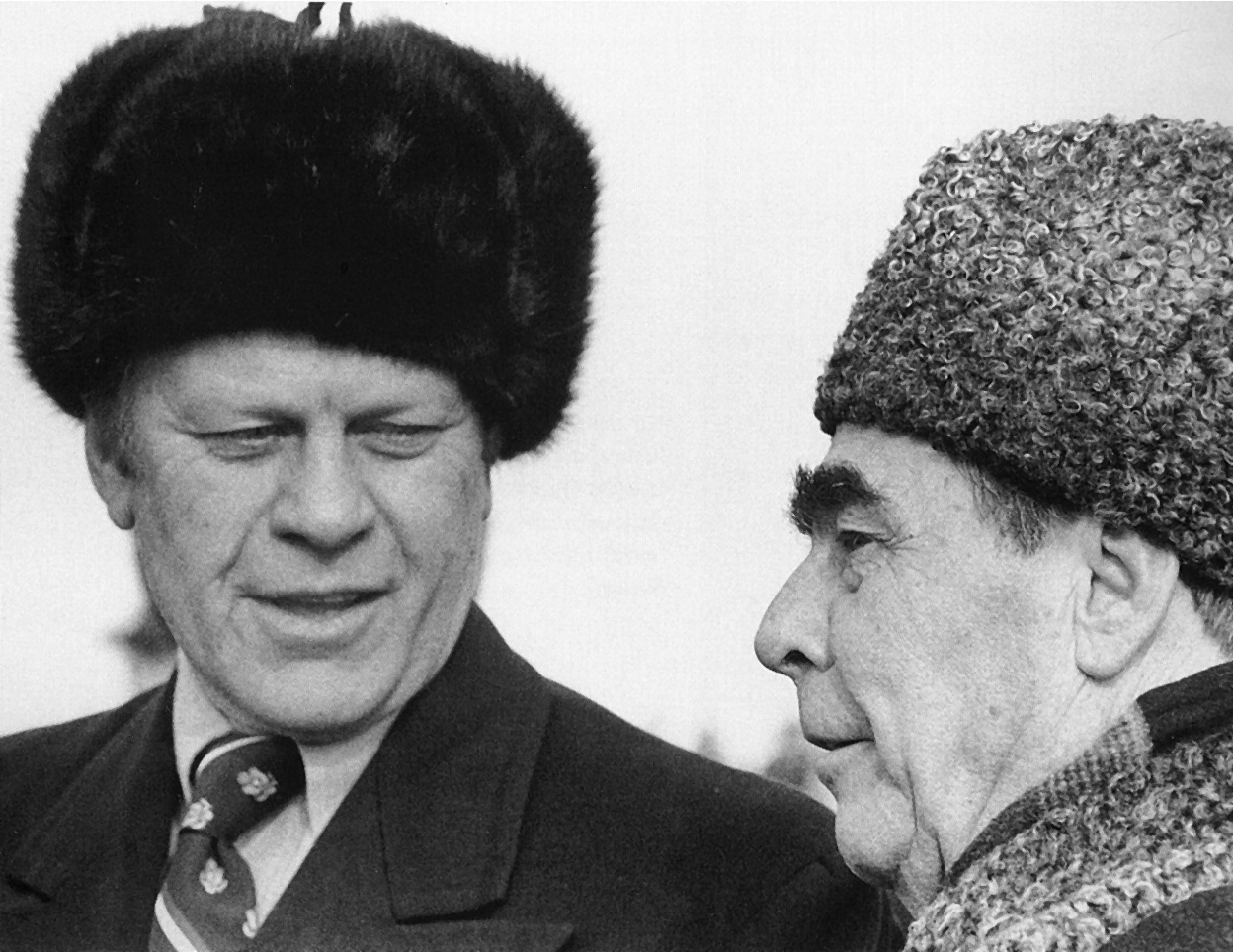
Oesjanka (Gerald Ford en Leonid Breznev)
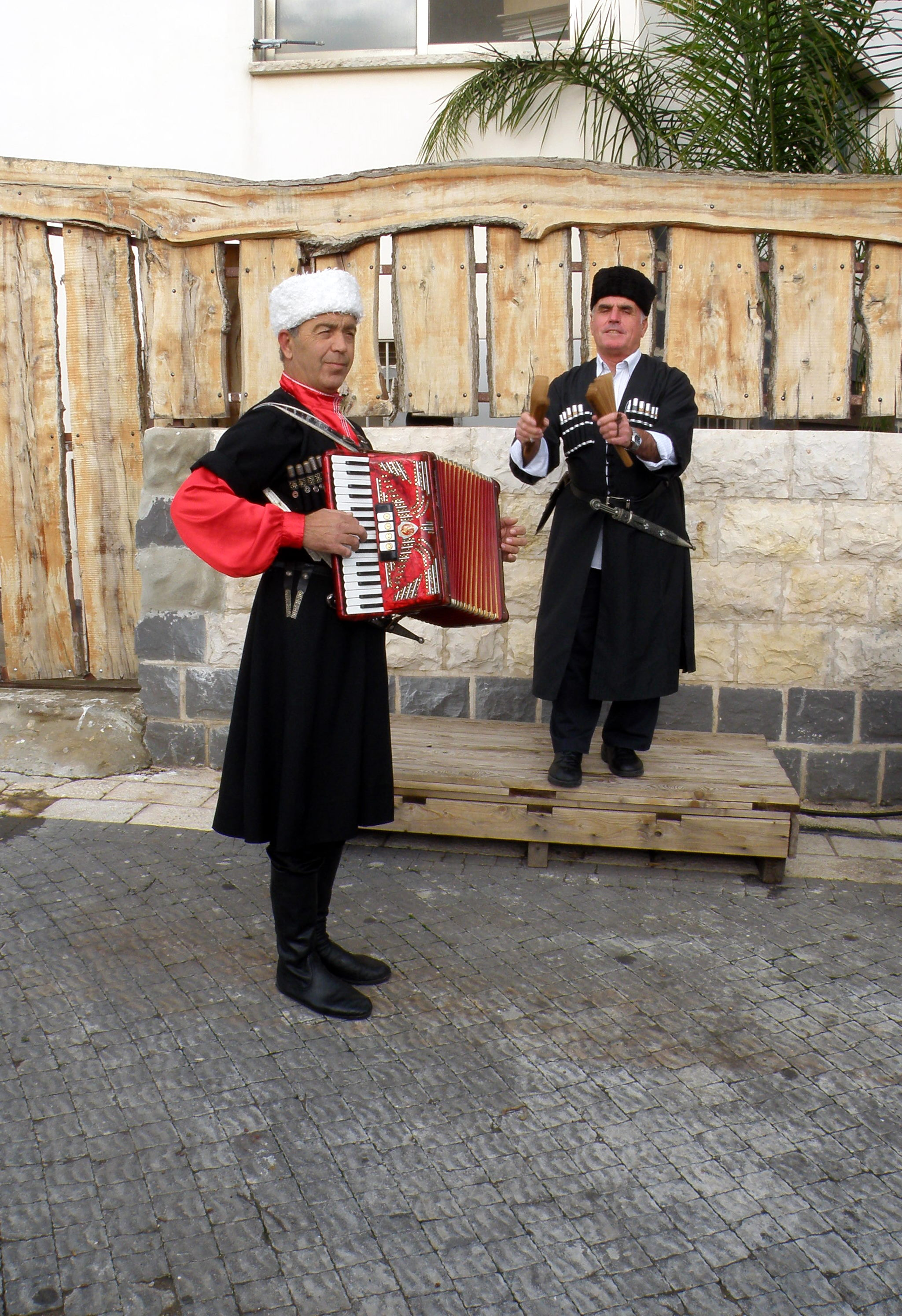
Circassiërs
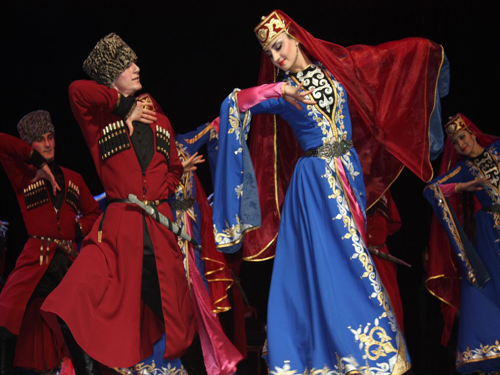
Circassiërs
Oblast Vologda
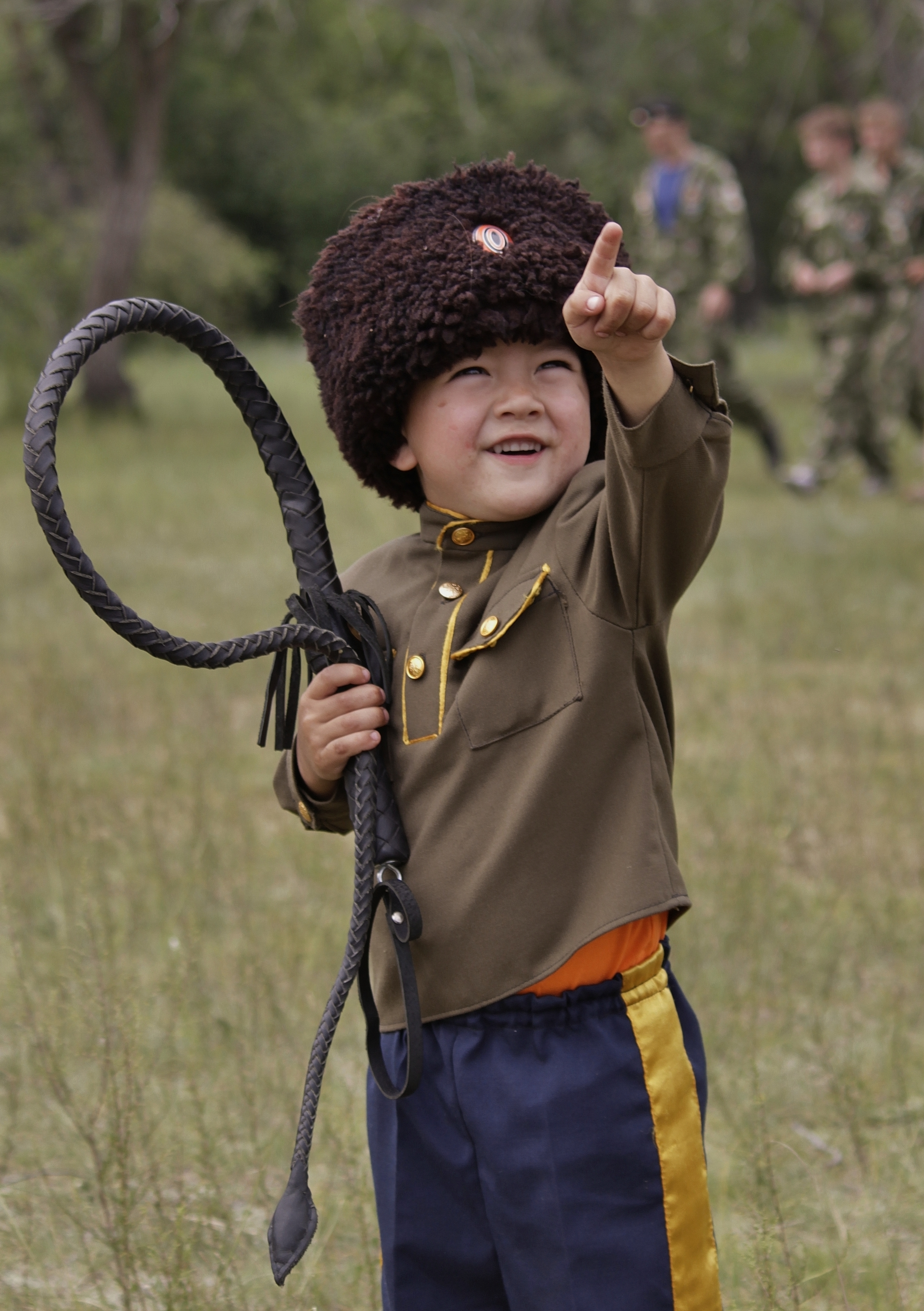
Jongen met kozakkenmuts
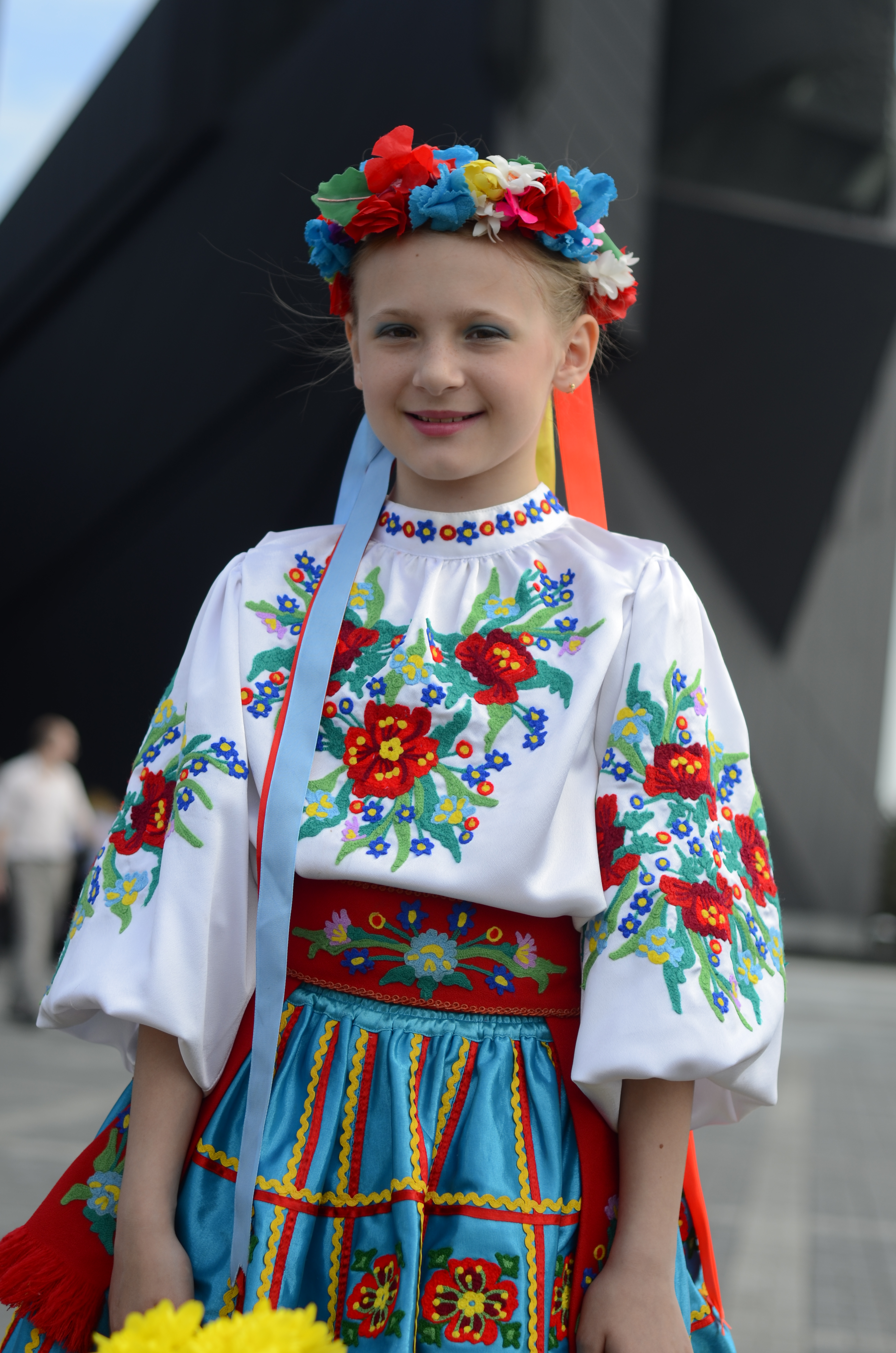
Oekraïne
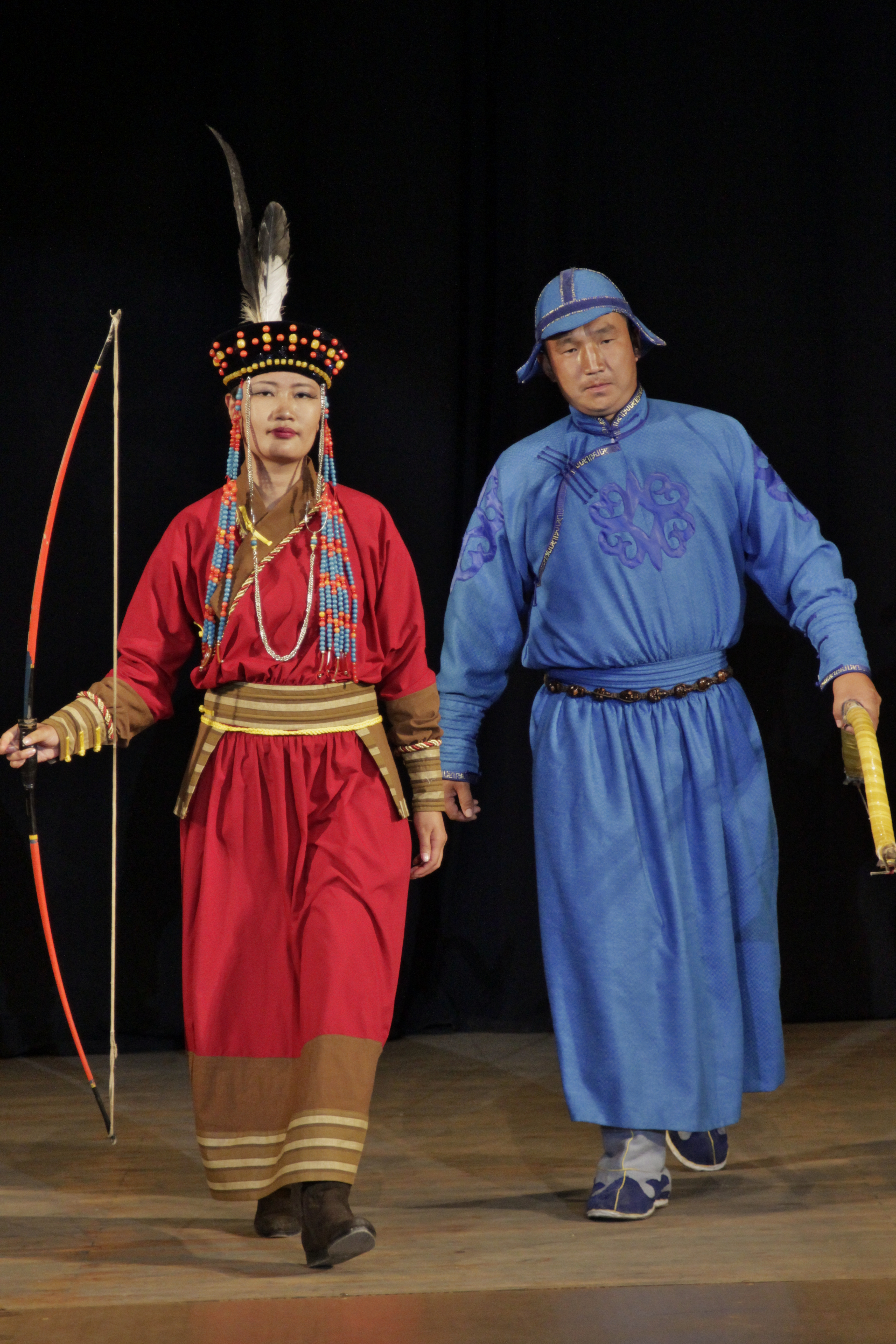
Boerjaten
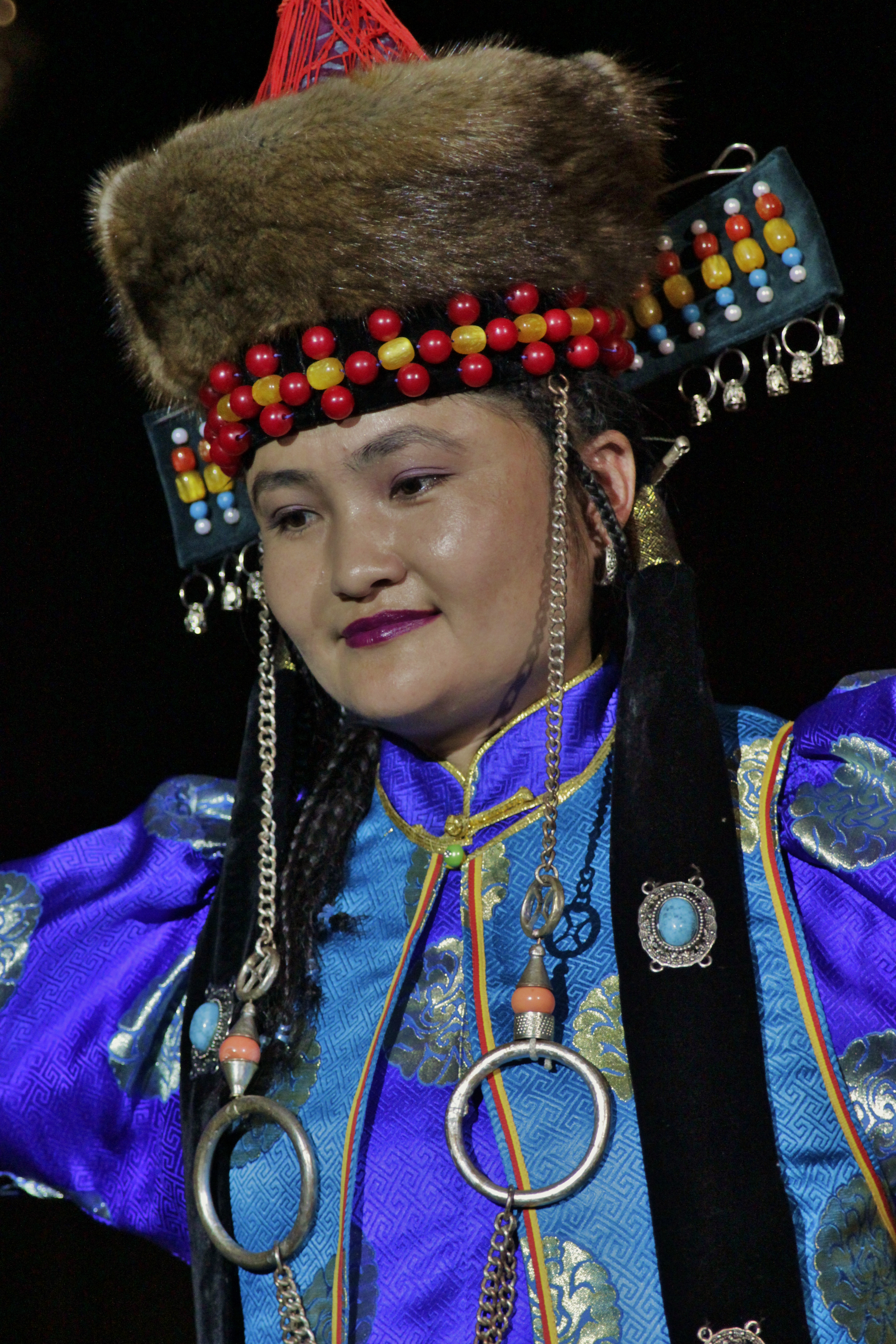
Boerjaten
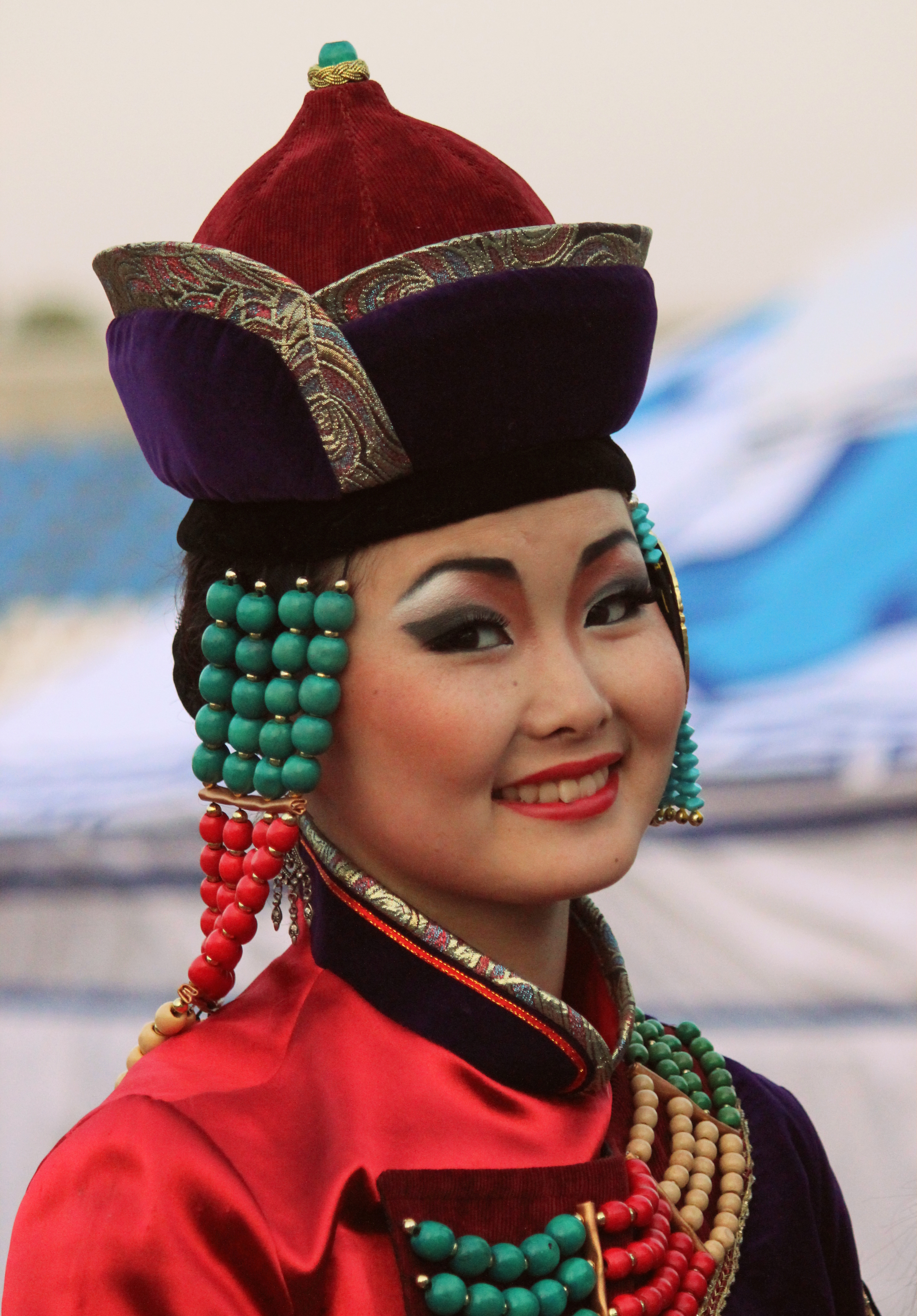
Boerjaten
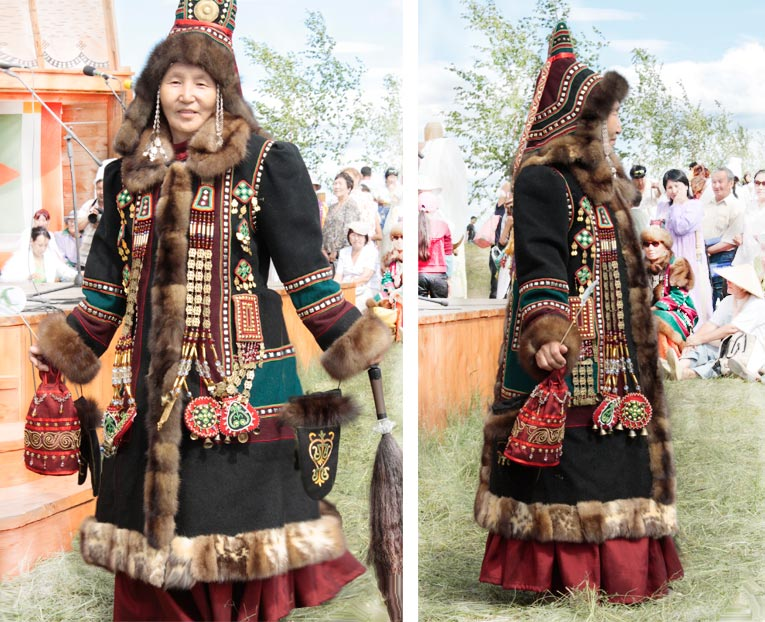
Jakoeten
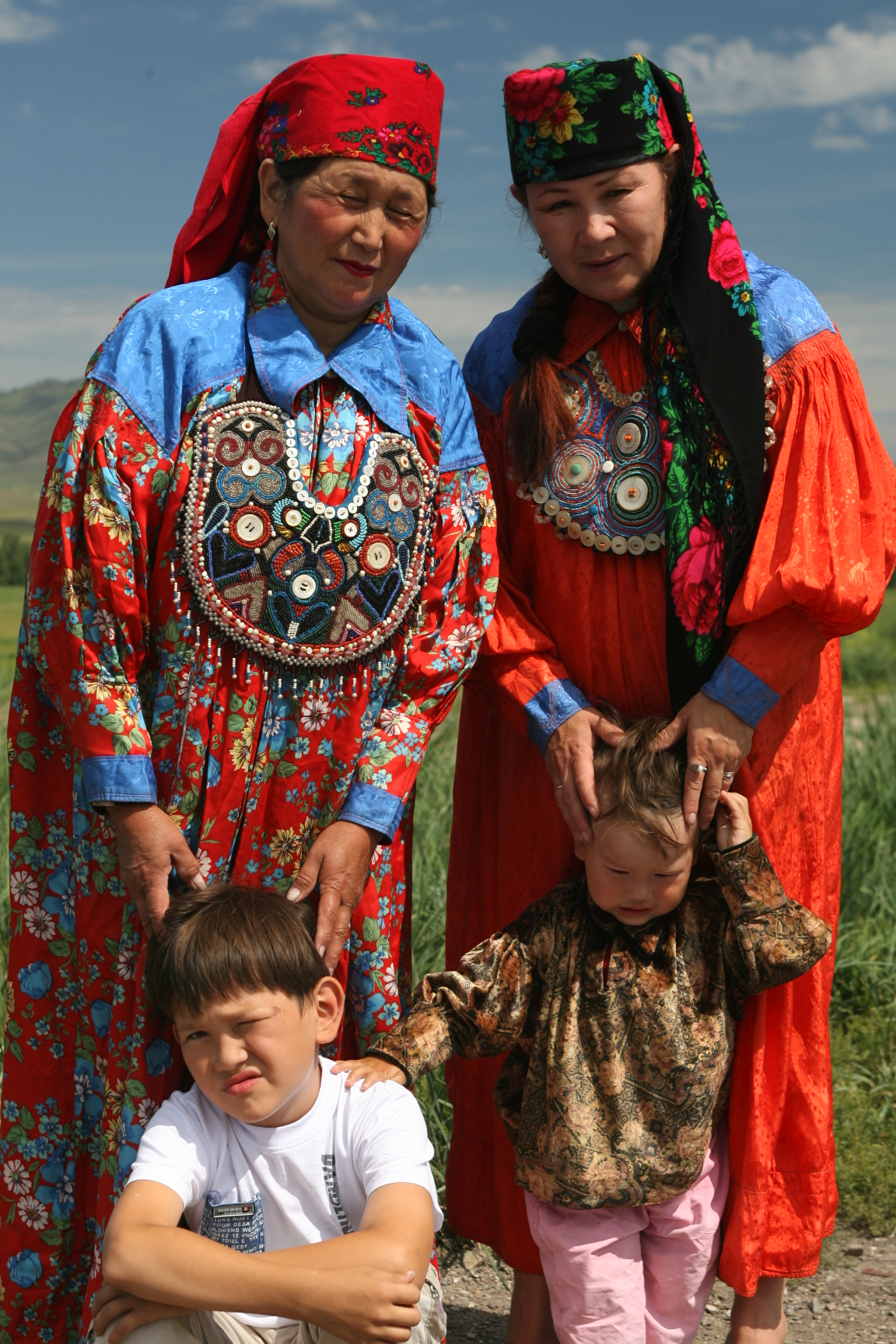
Chakassen
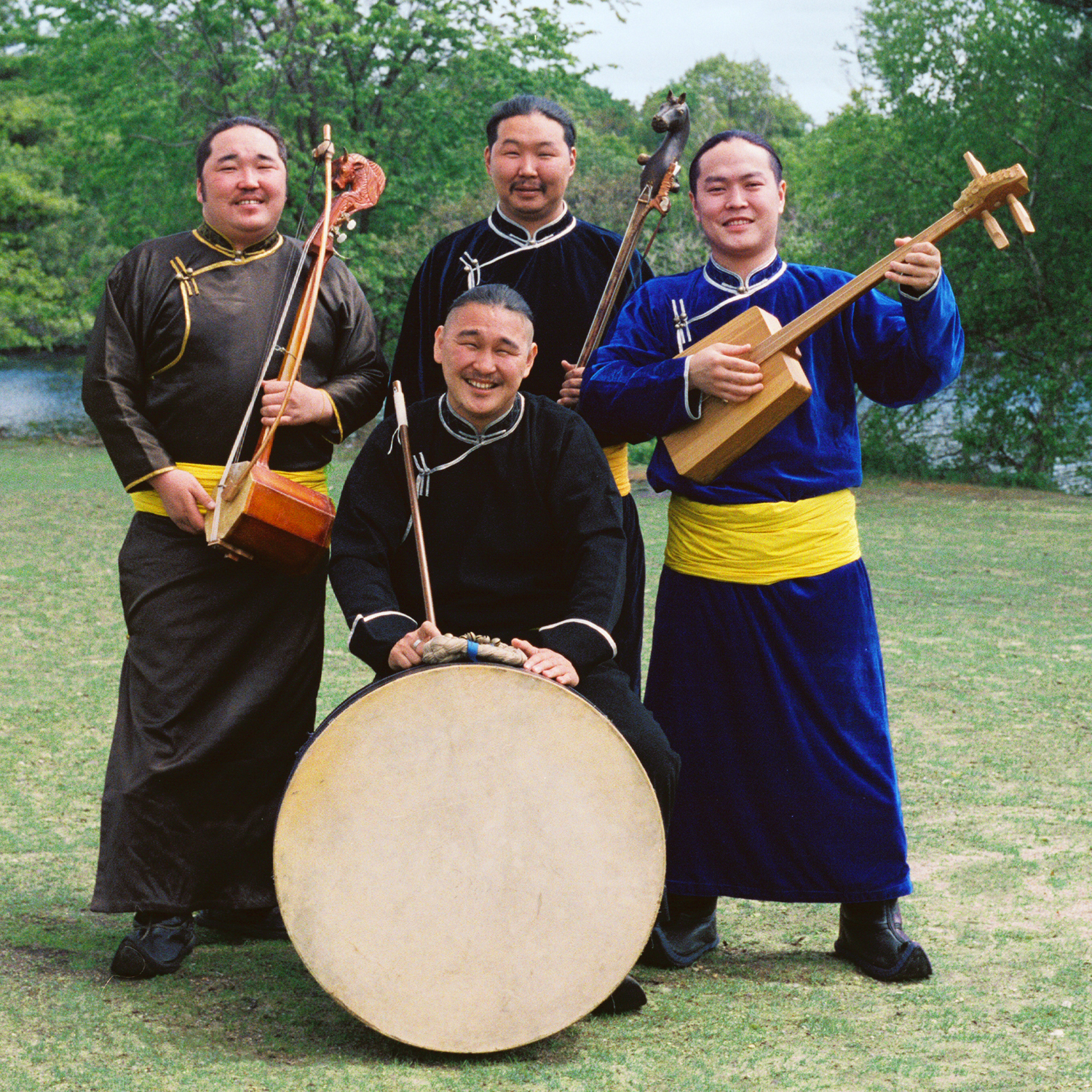
Volksrepubliek Toeva

### Slowakije

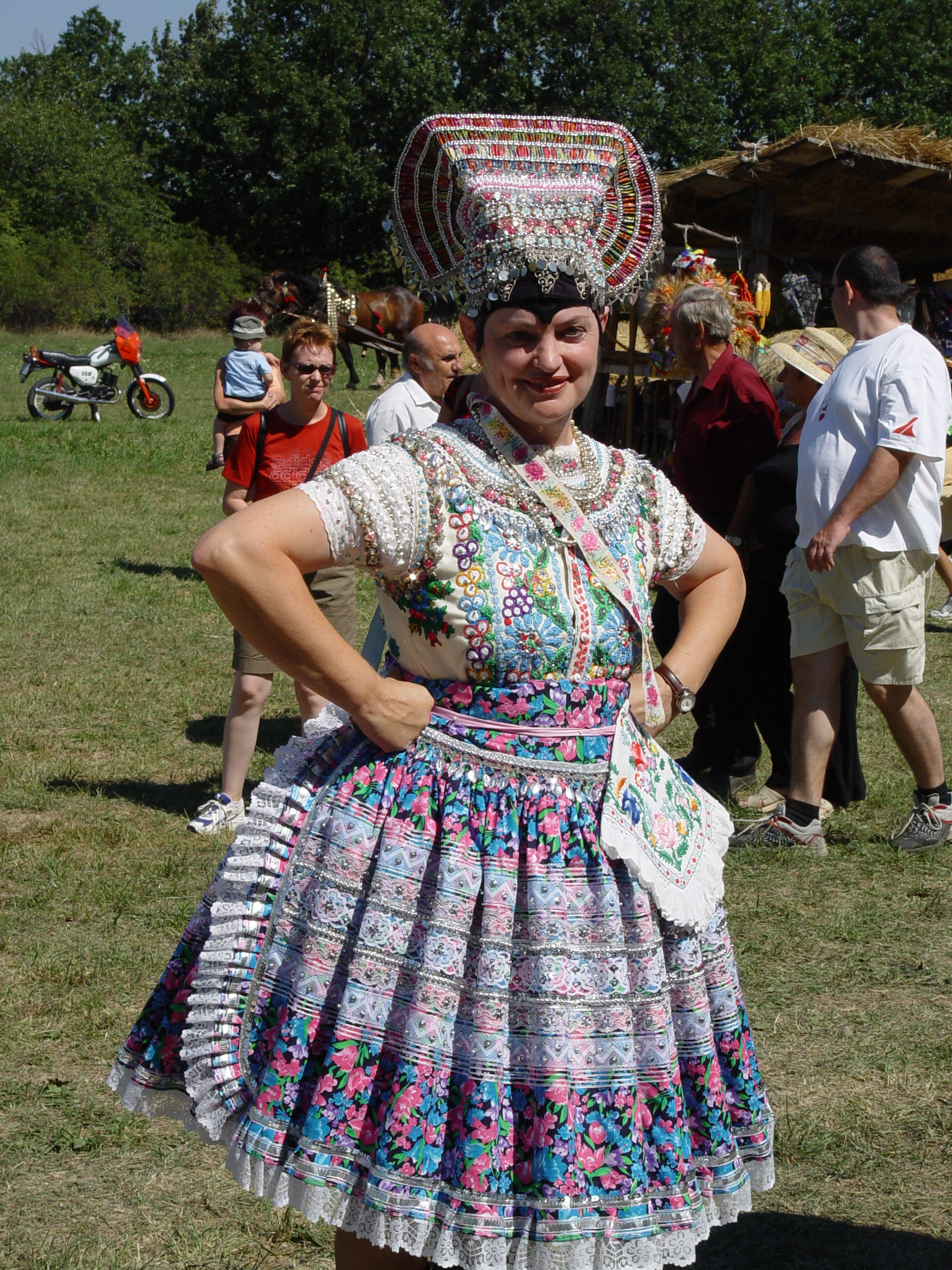
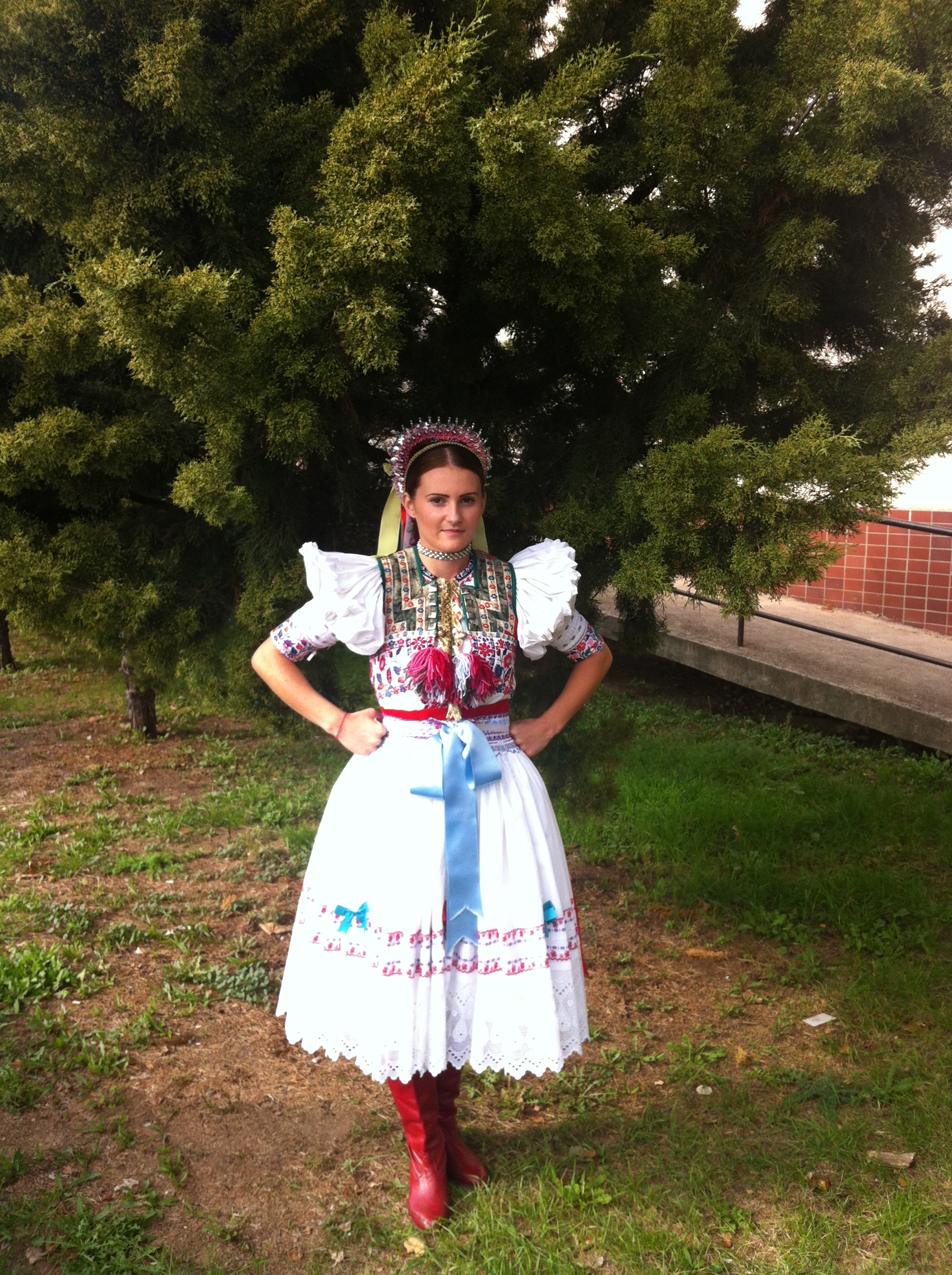
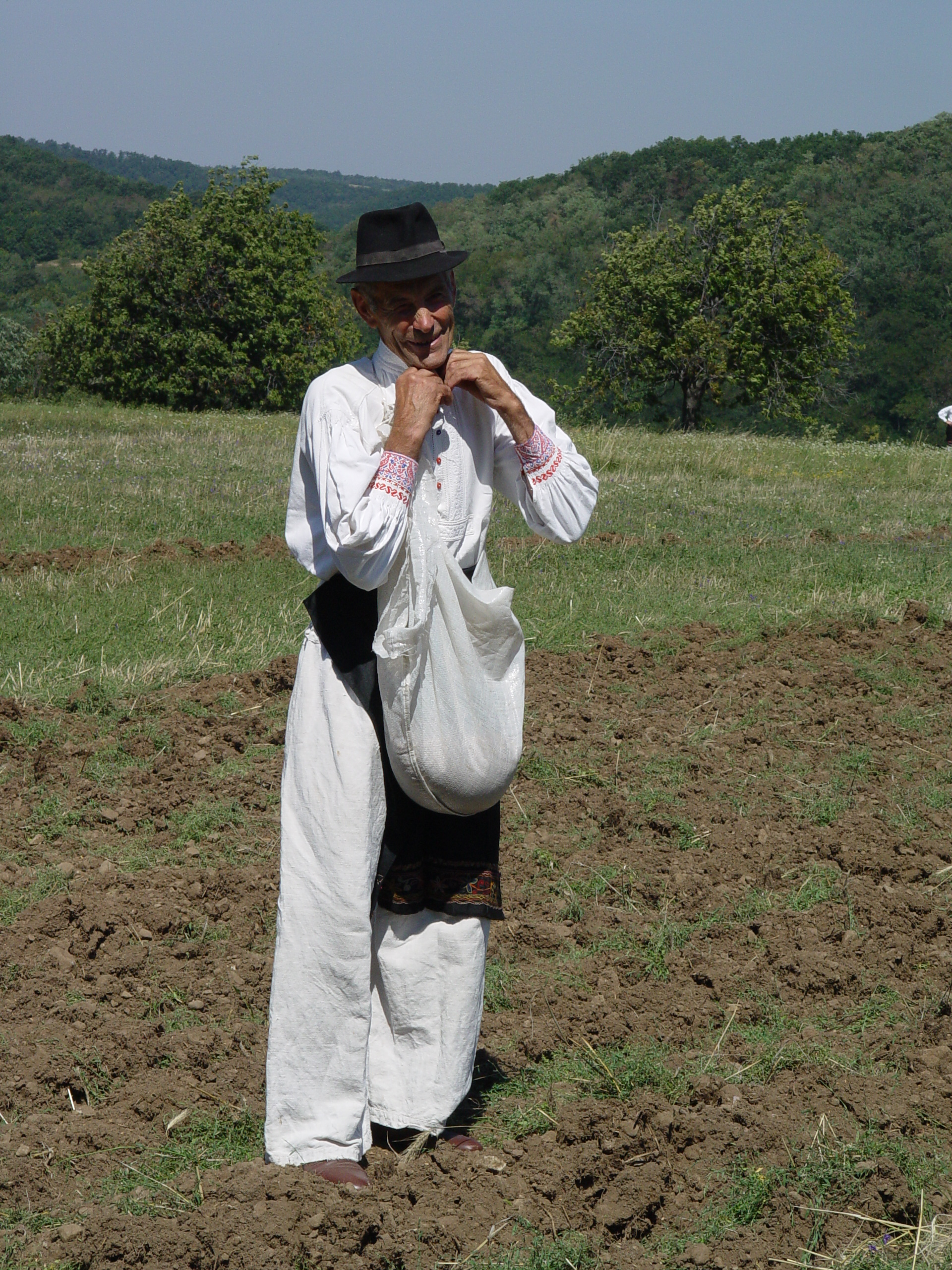
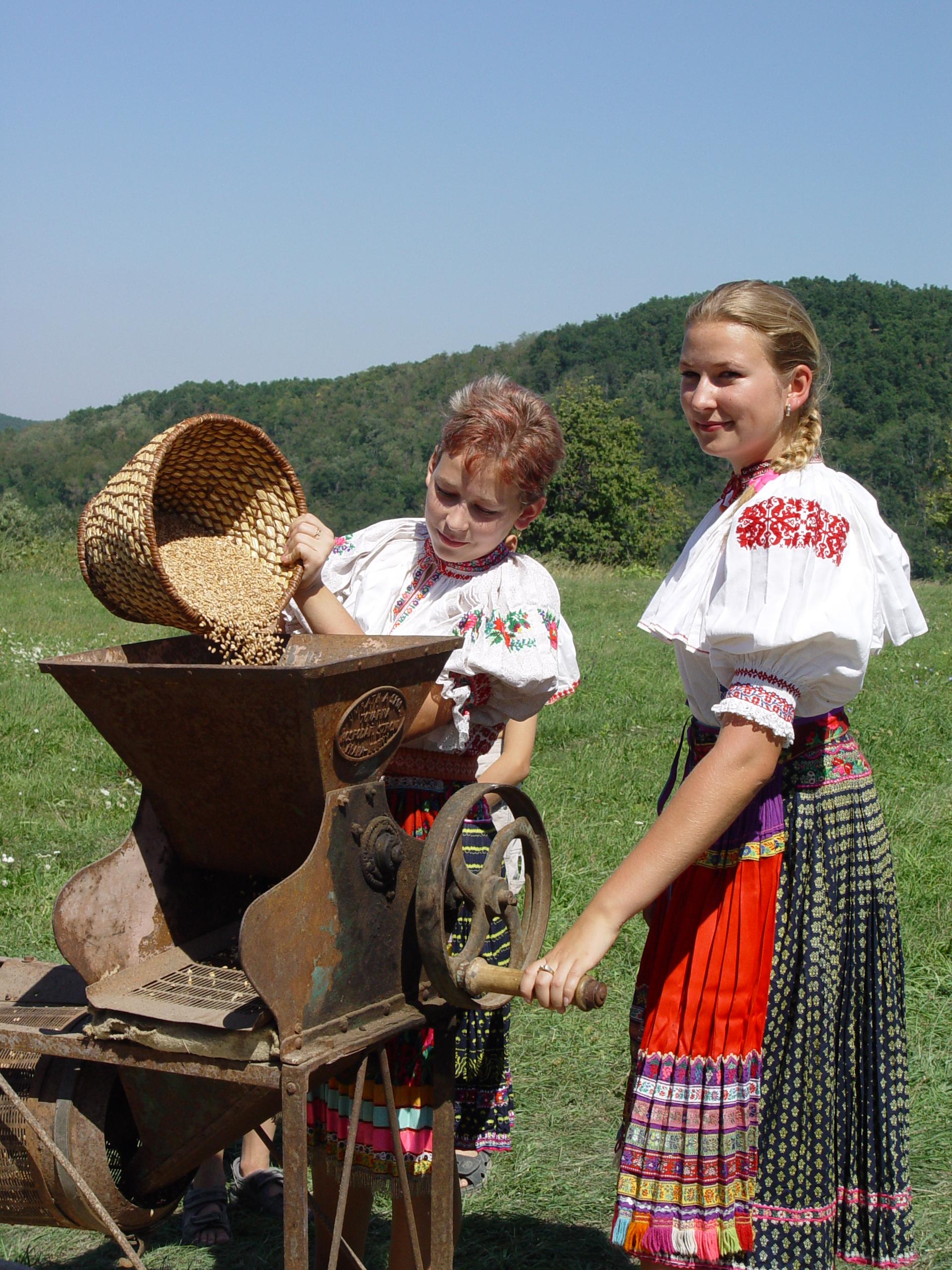

### Schotland

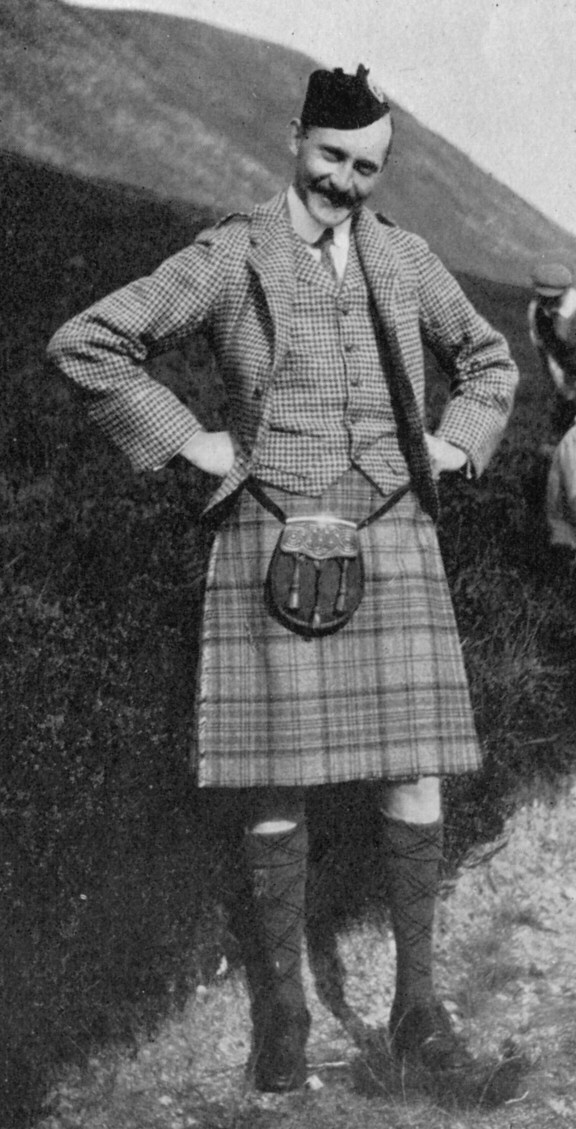
Kilt
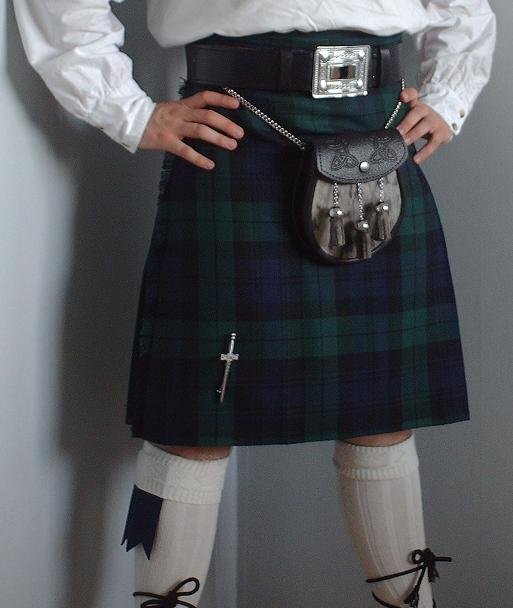
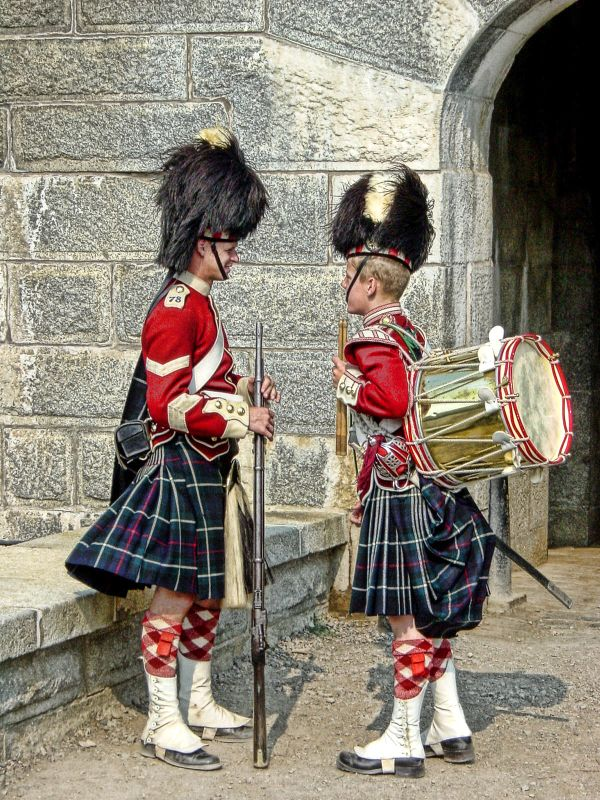
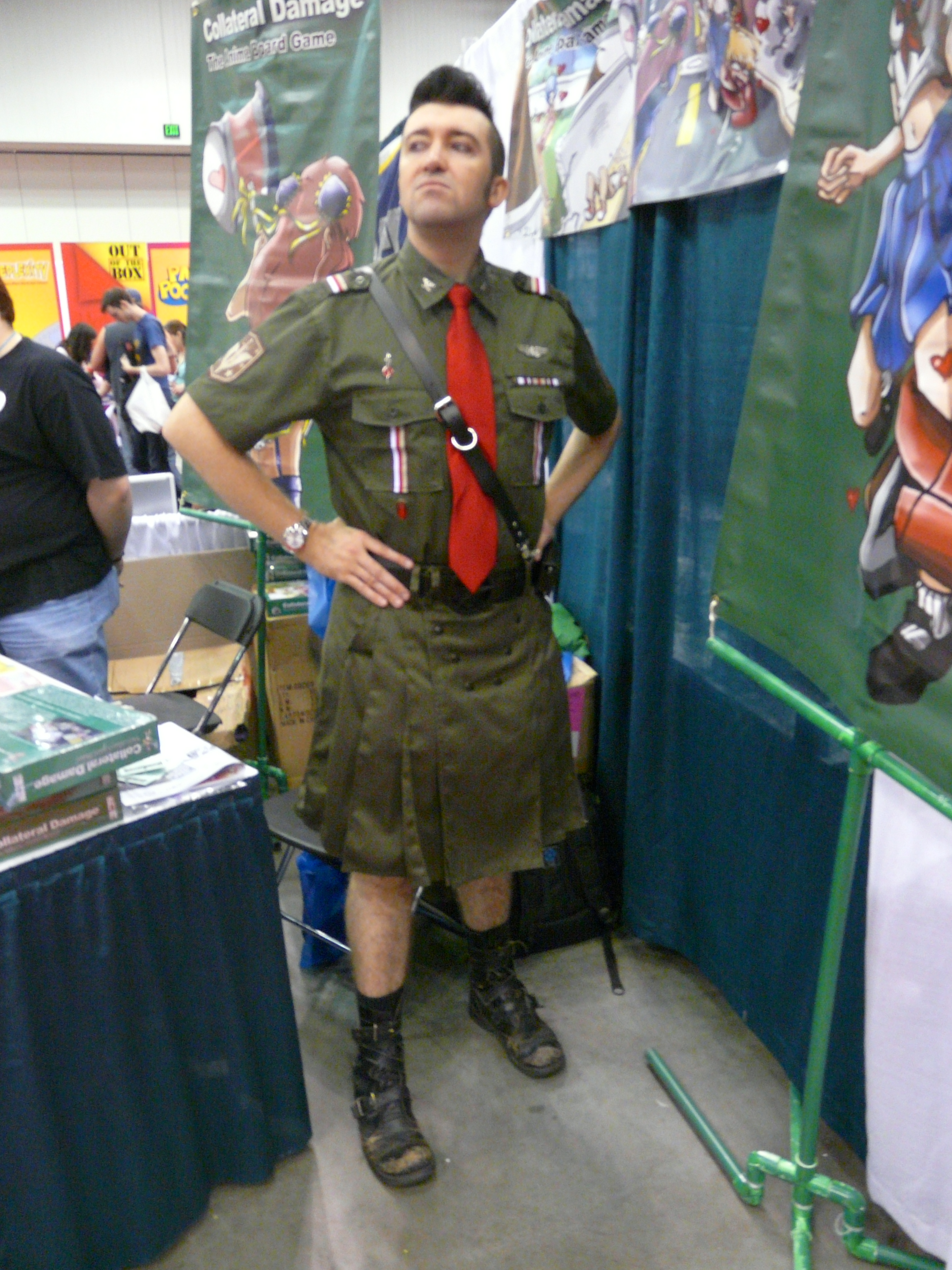
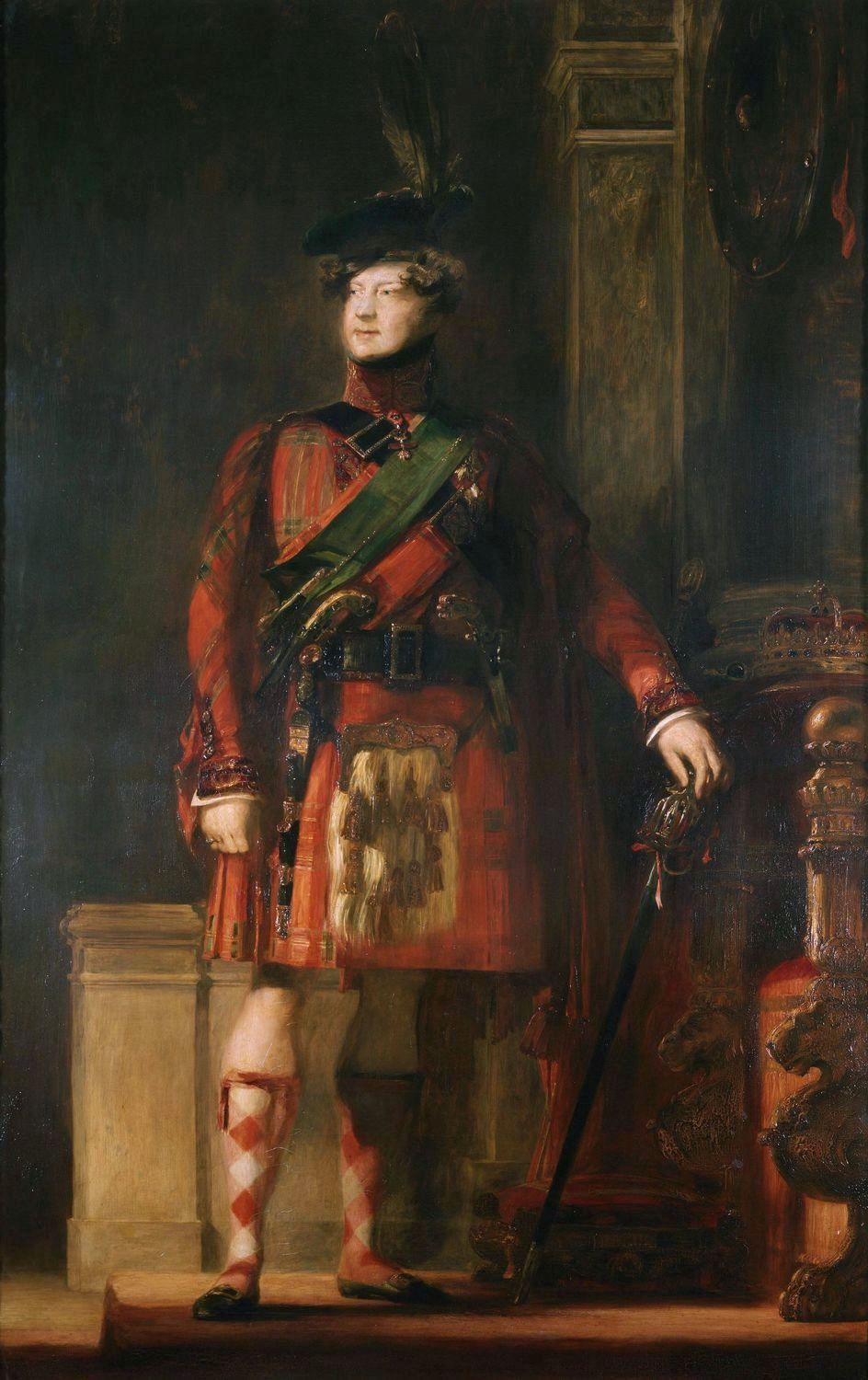
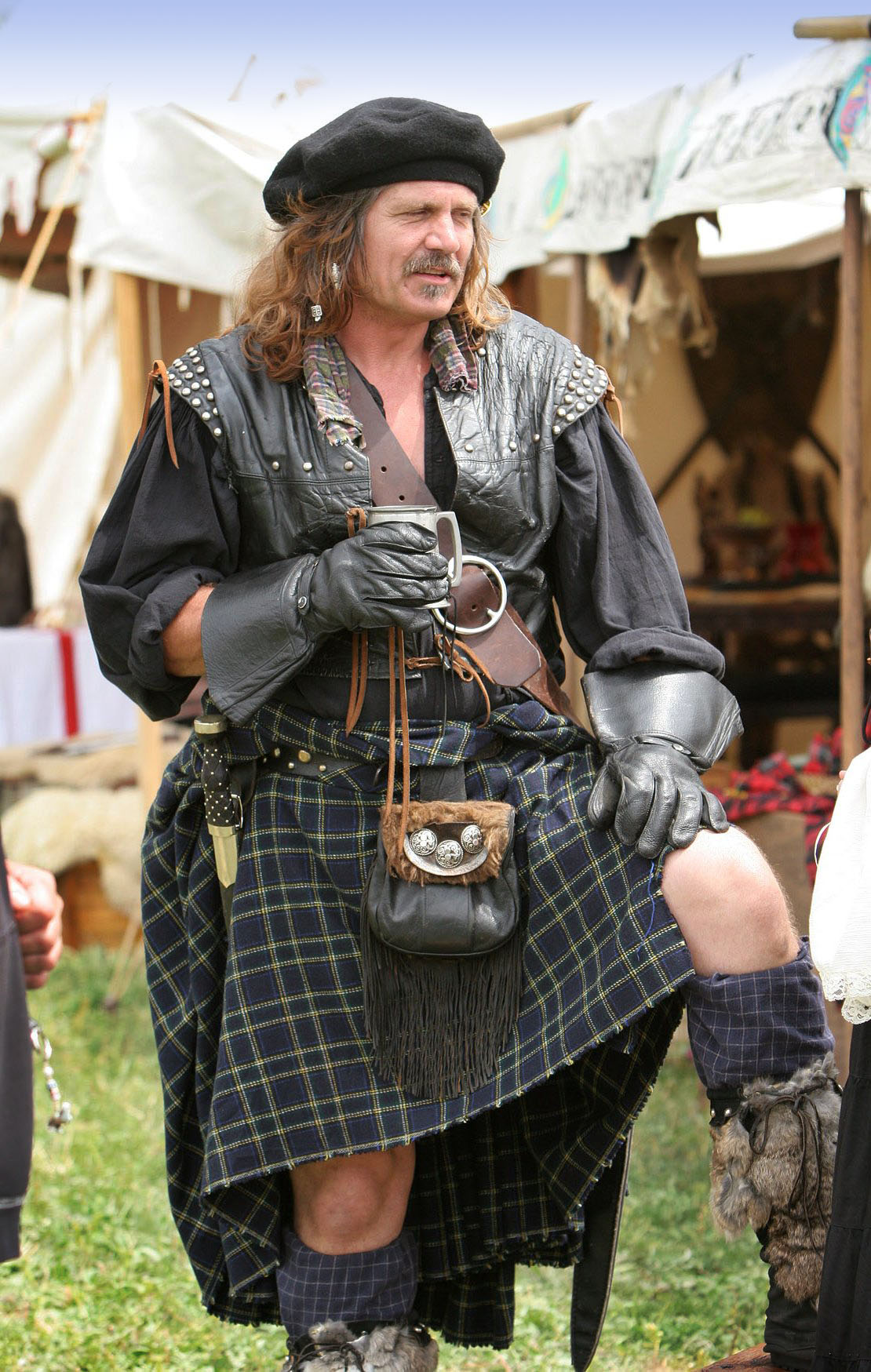
Man in kilt met baret
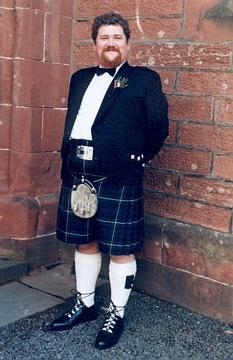

### Spanje

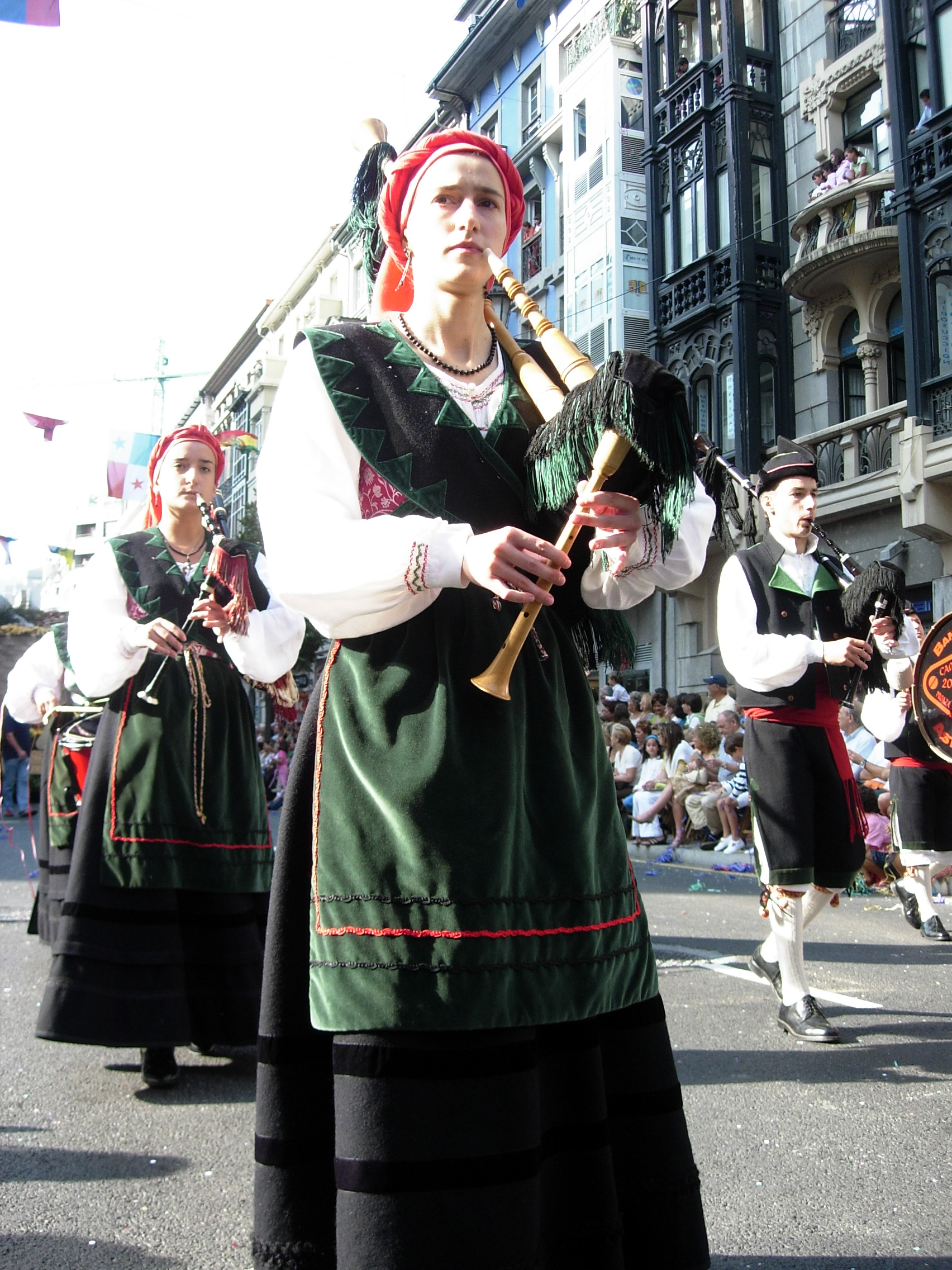
Asturië
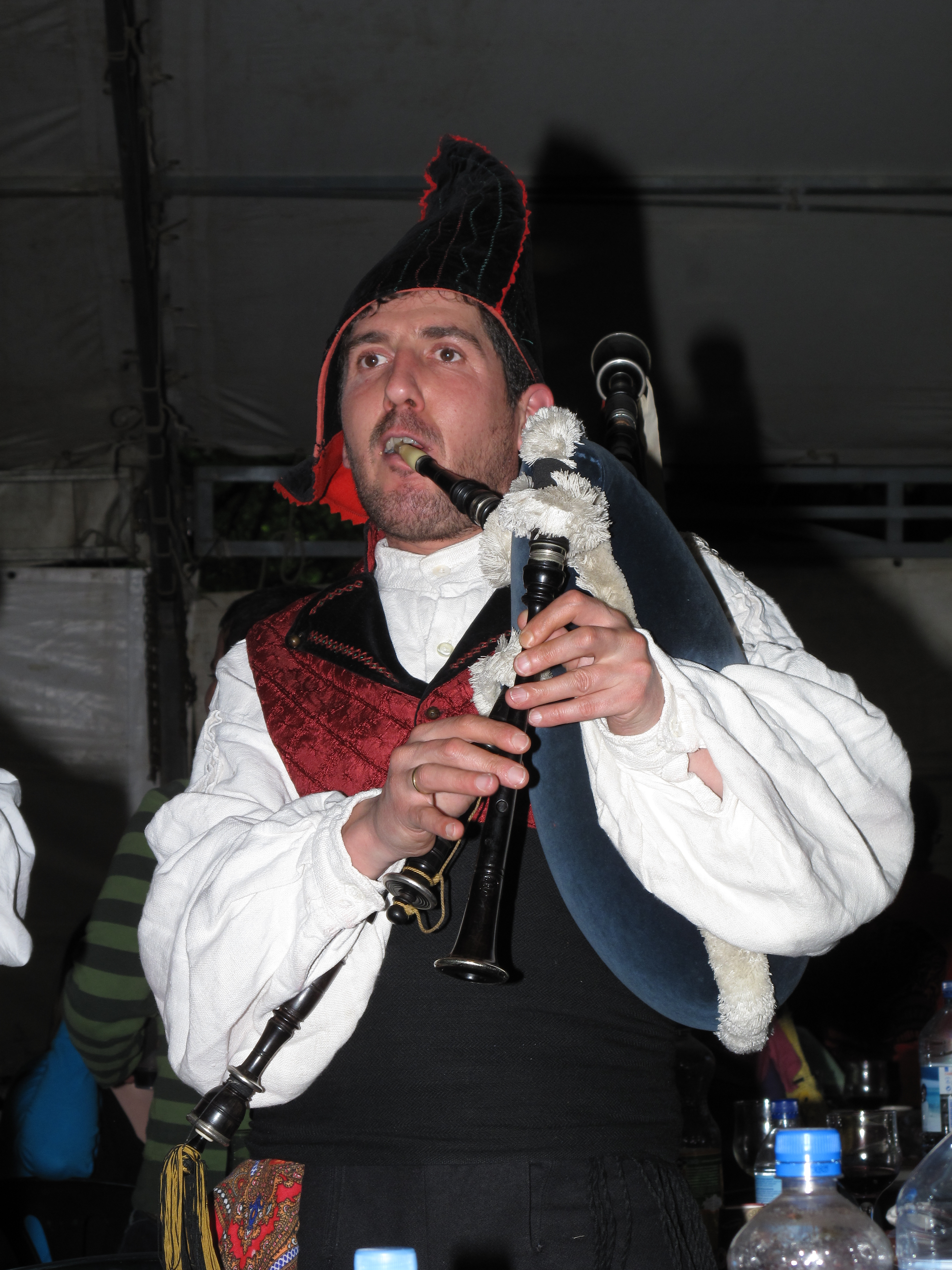
Galicia
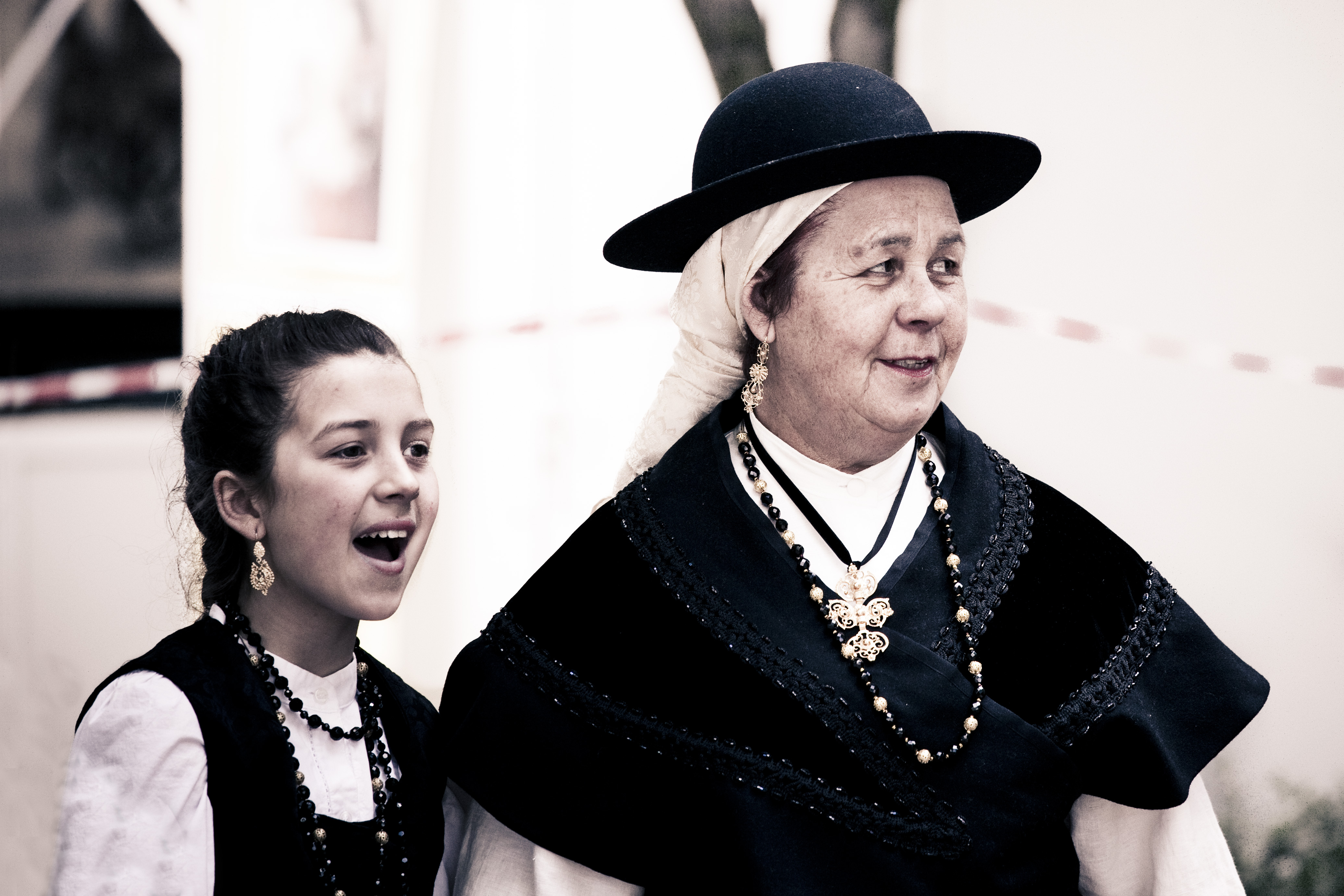
Galicia
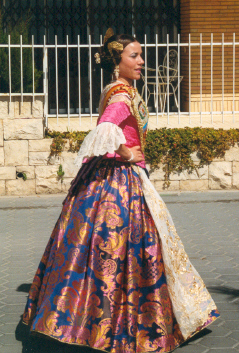
Valencia
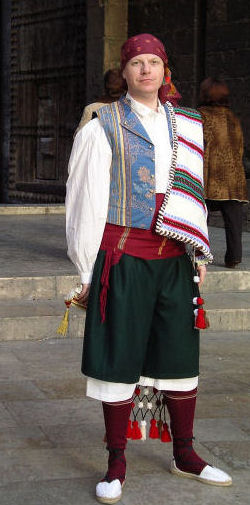
Valencia: Xaraguell
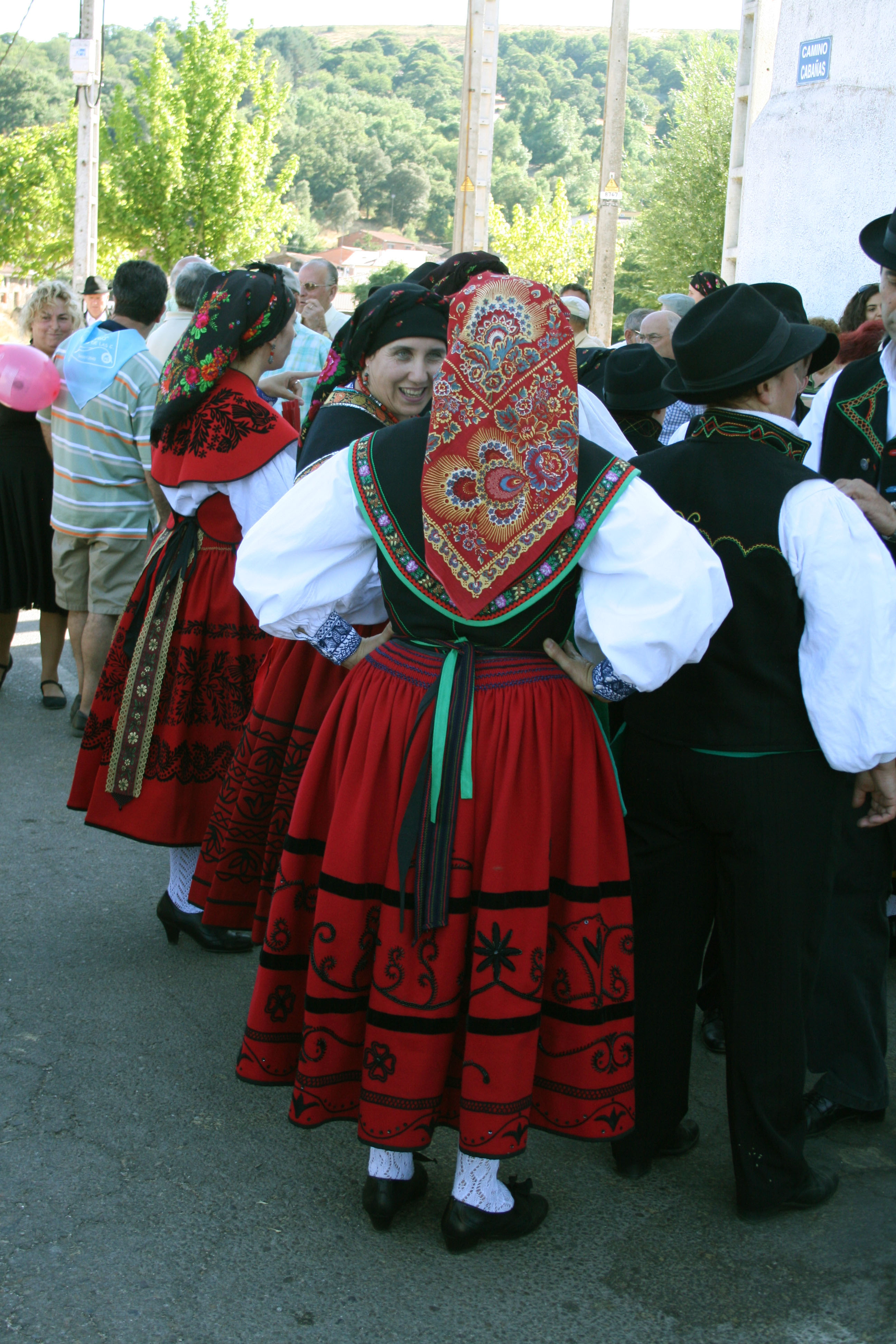
Zamora
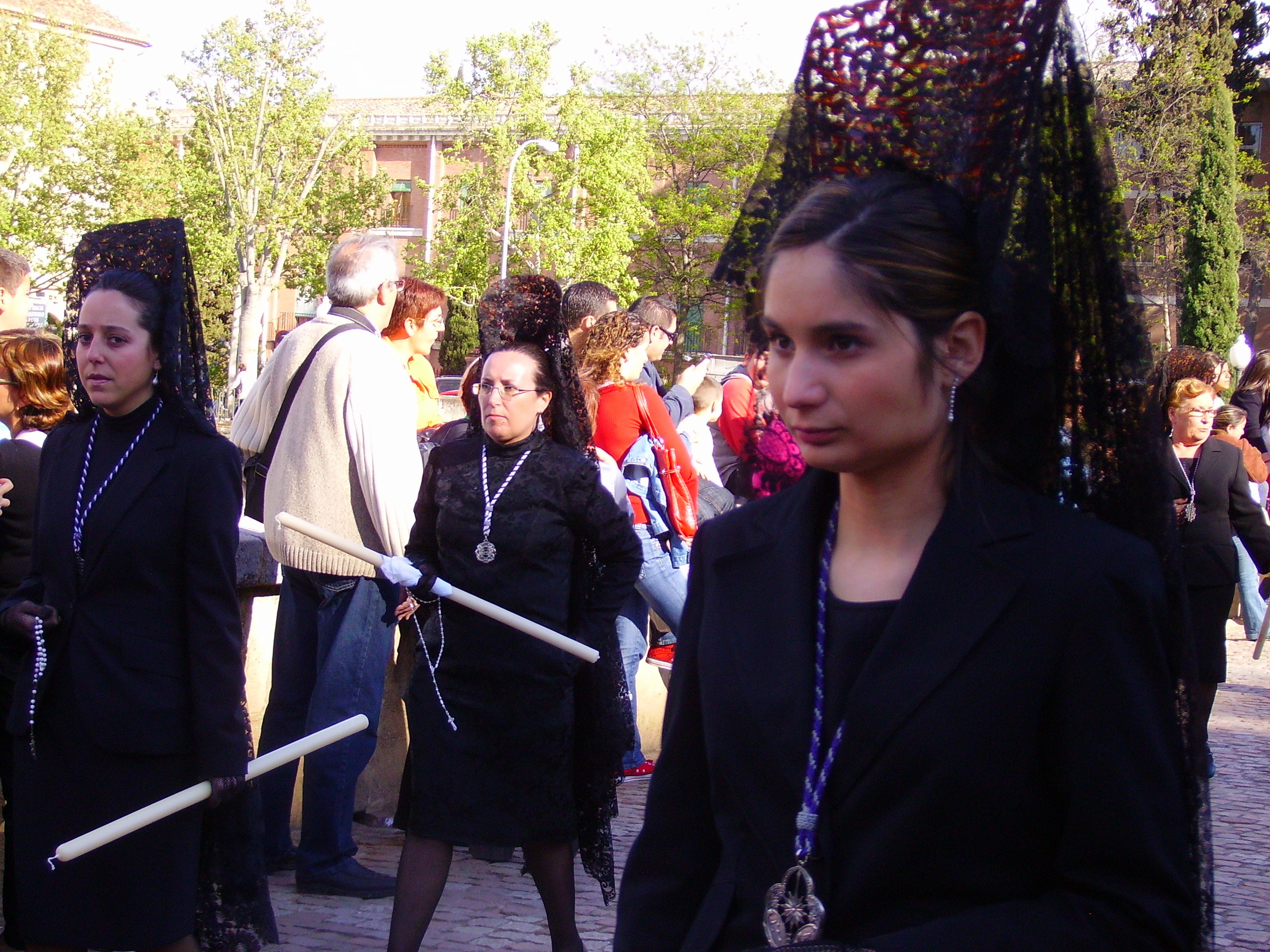
Dames met mantillas
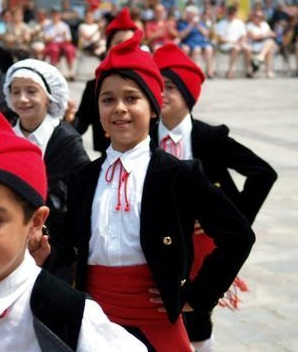
Catalonië

### Tsjechië

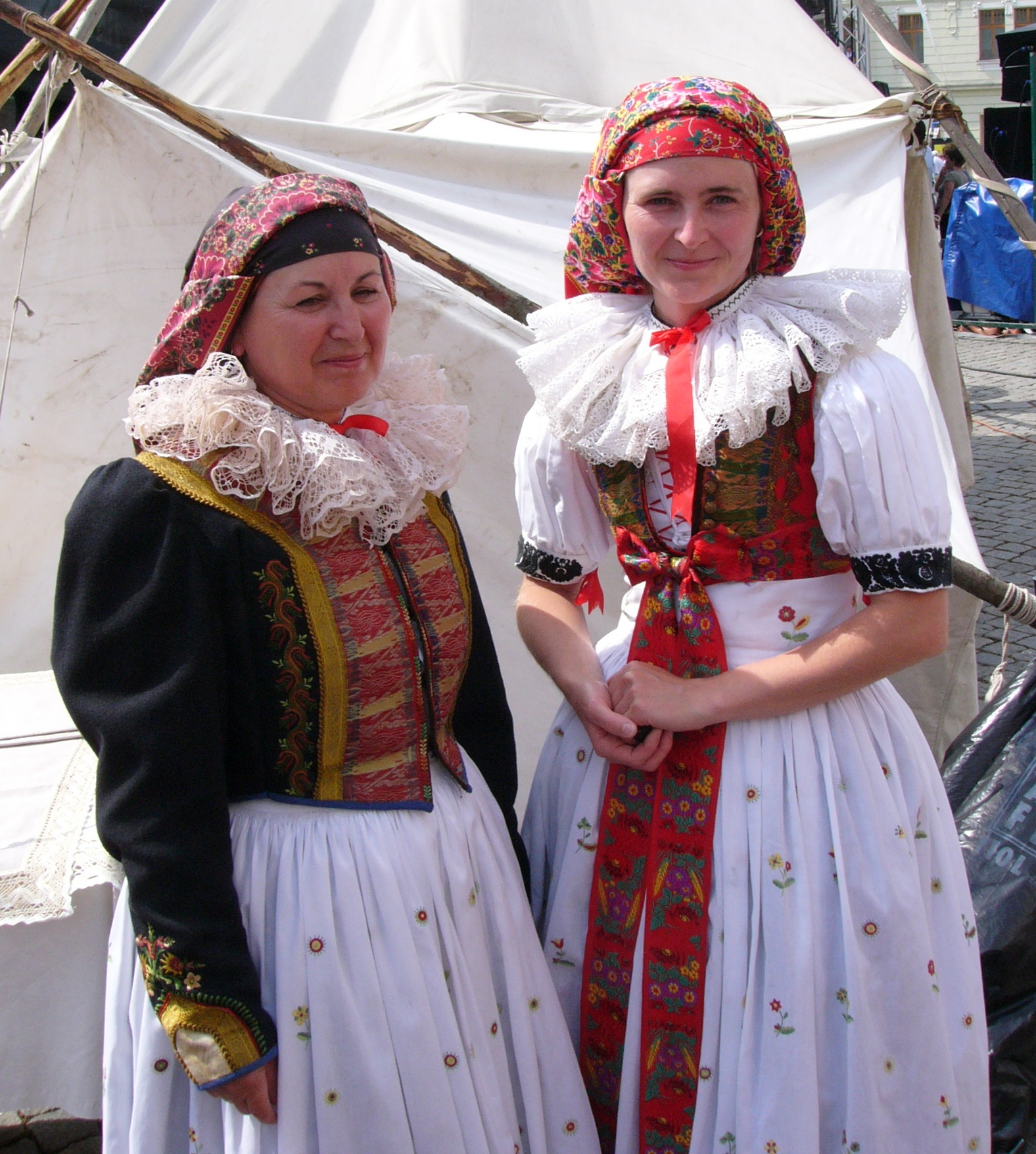
Hanna (streek)
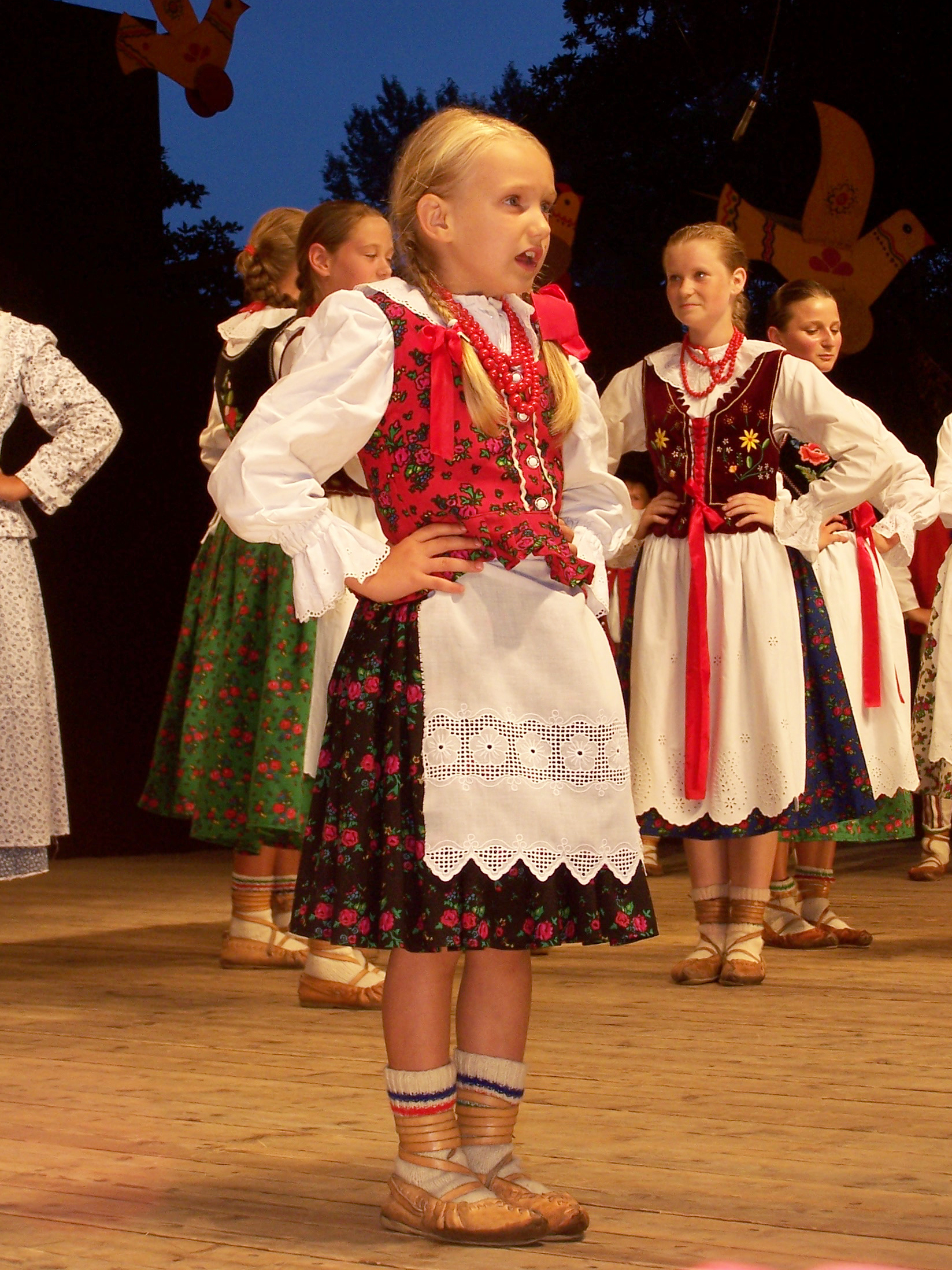
Goralen
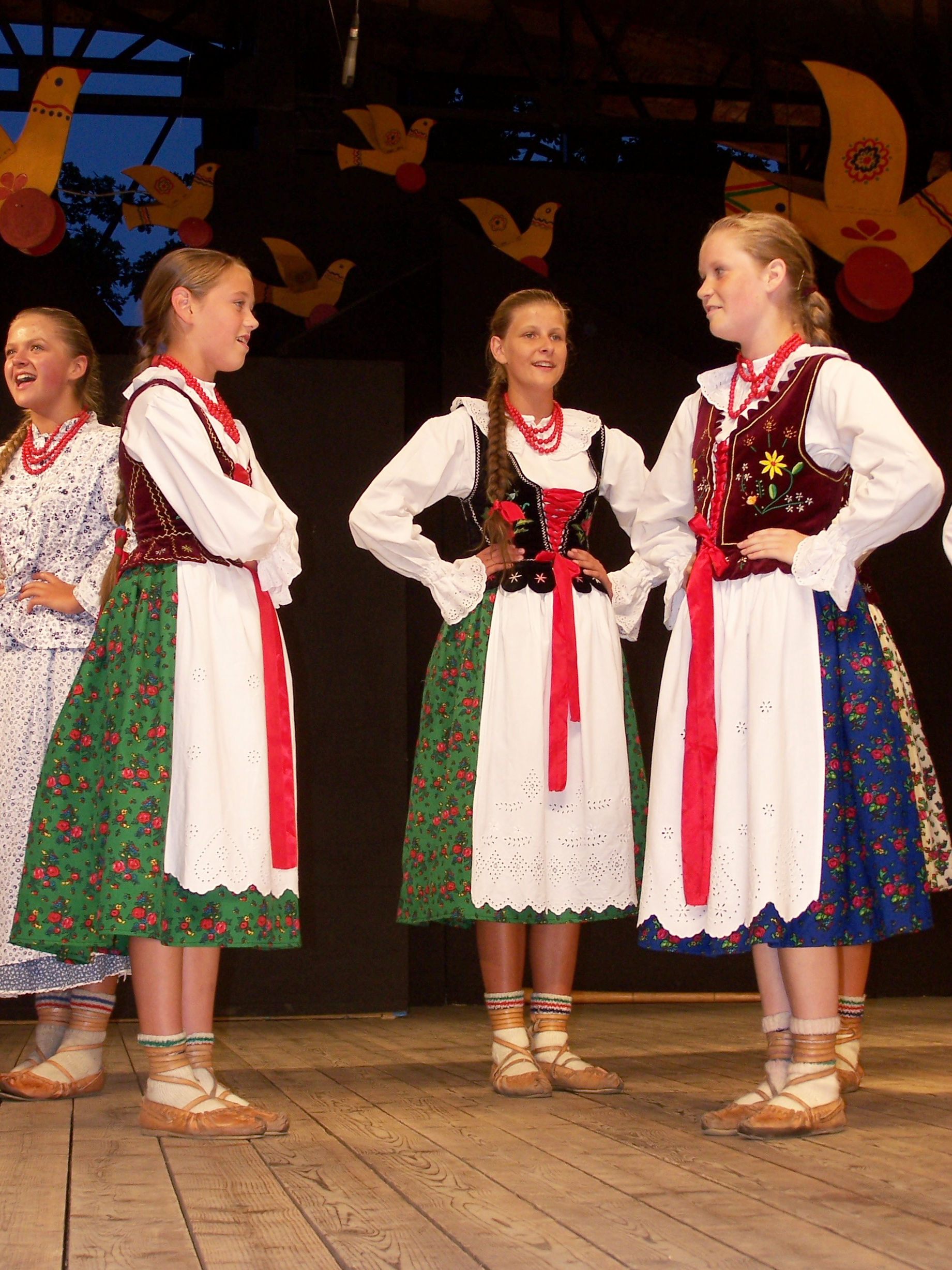
Goralen
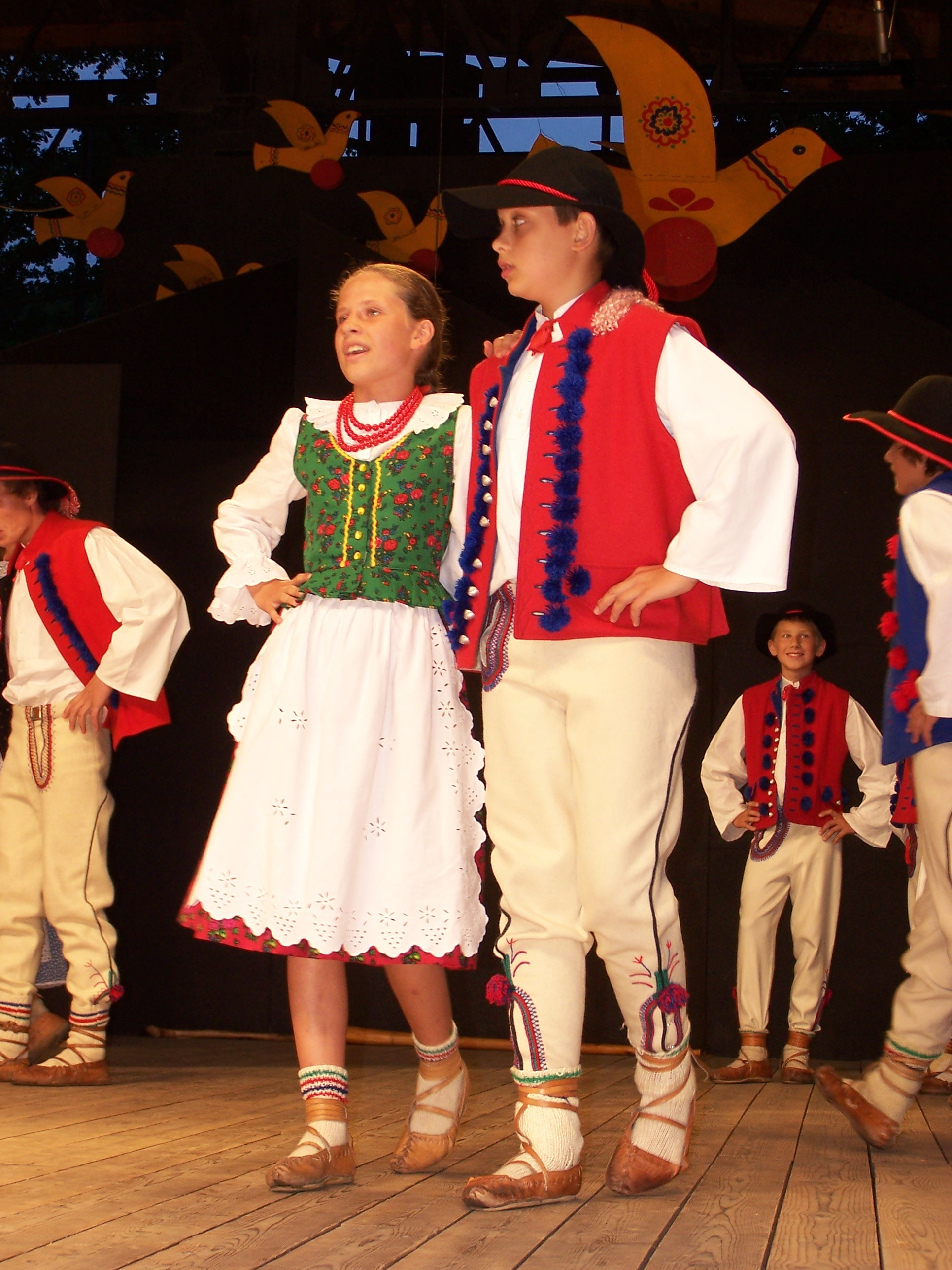
Goralen

### Turkije

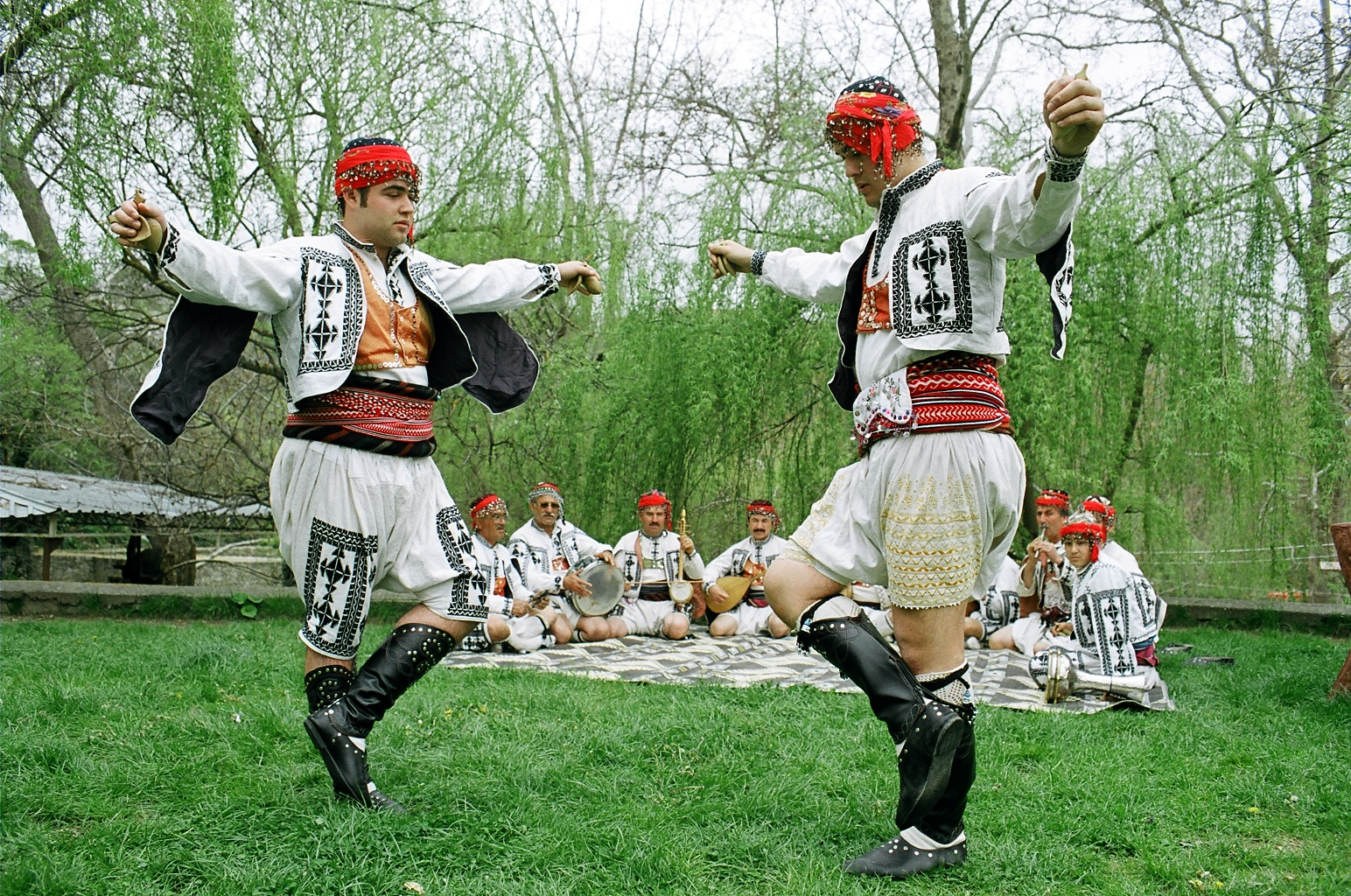
Centraal-Anatolische kleding
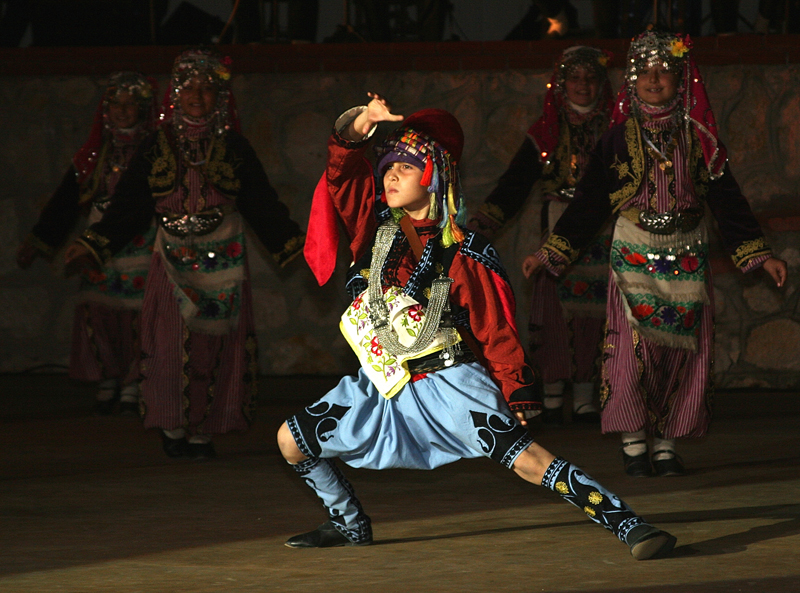
West-Anatolische klederdracht
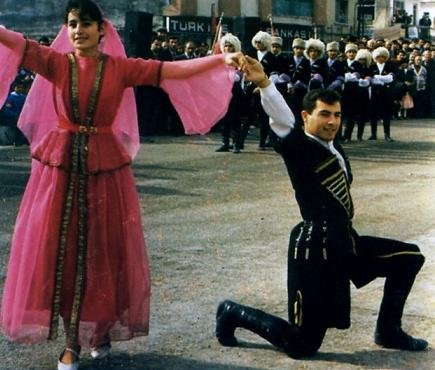
Klederdracht uit noordoost Anatolië
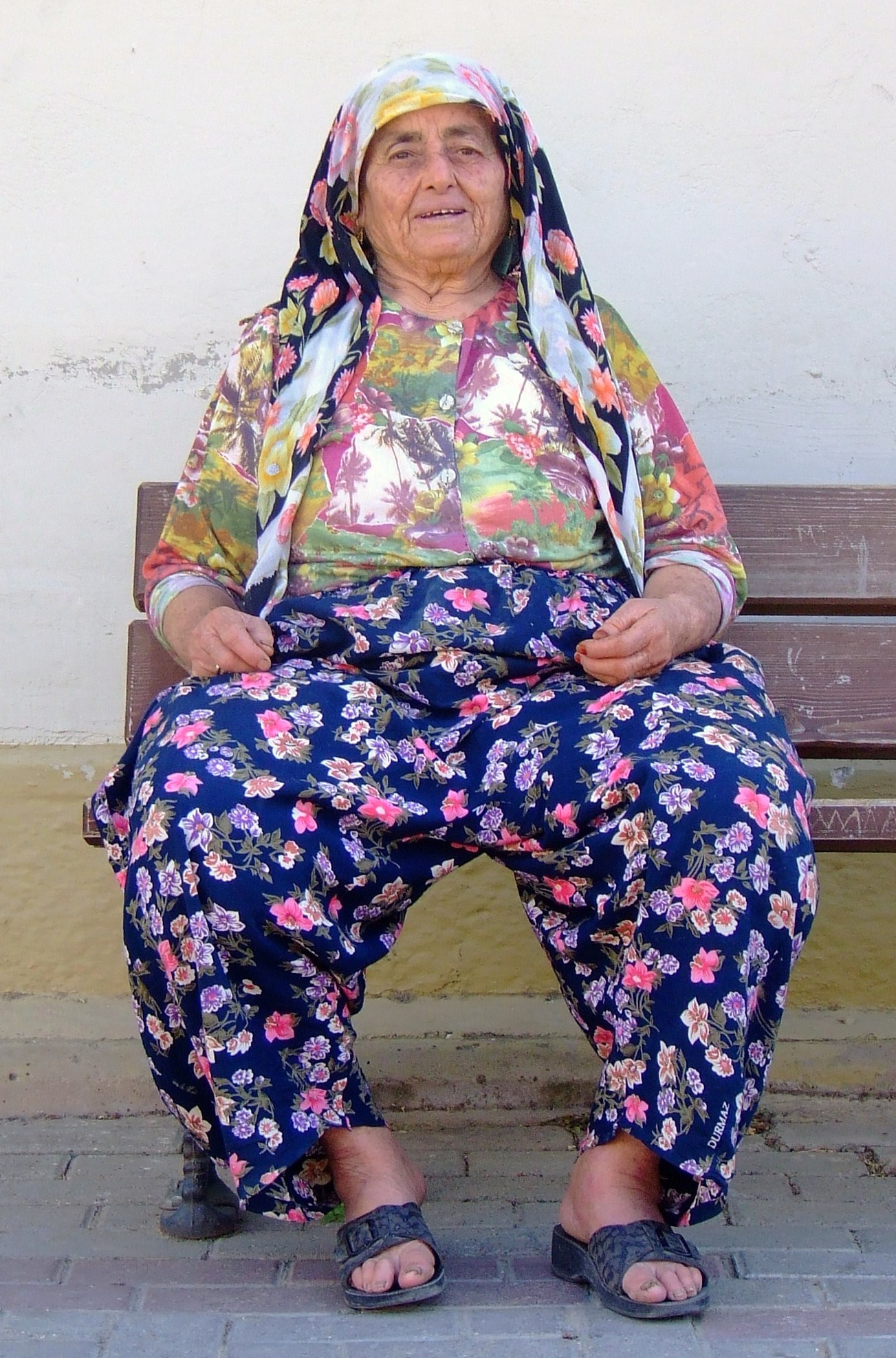
Bloemenpatronen zijn zeer populair in Turkije
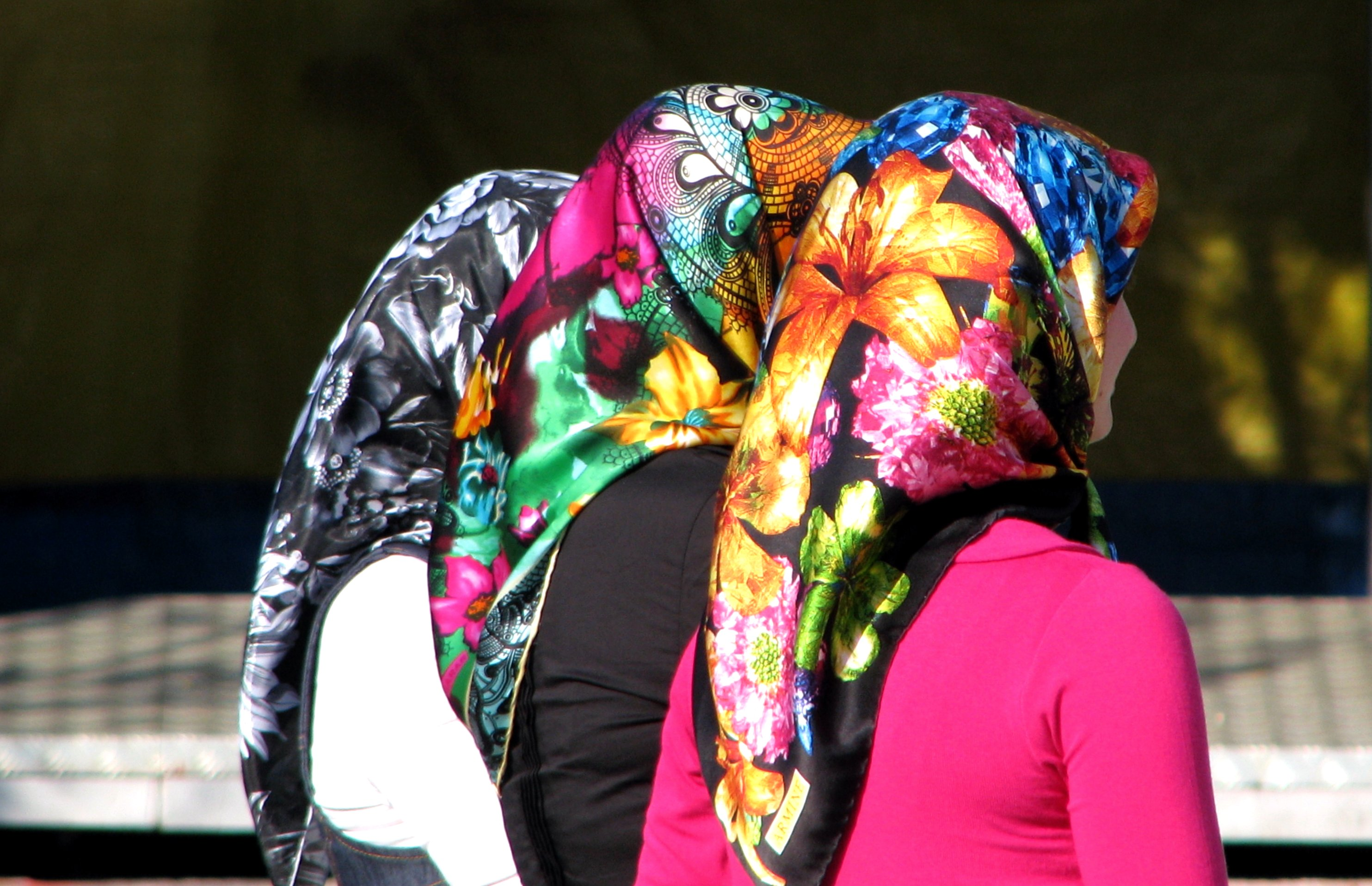
Ook hoofddoeken hebben vaak felle kleuren of bloemenpatronen

### Zweden

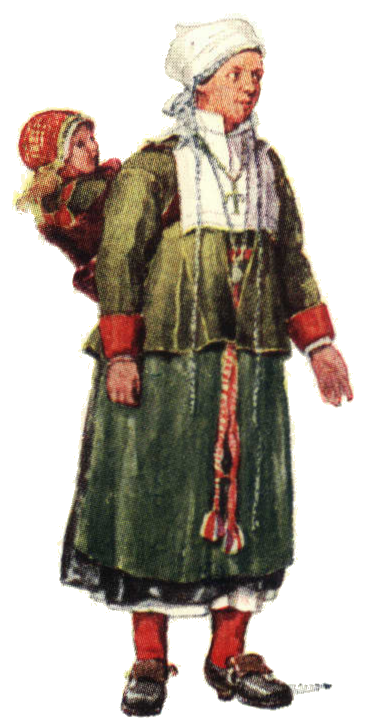
Klederdracht uit Mora
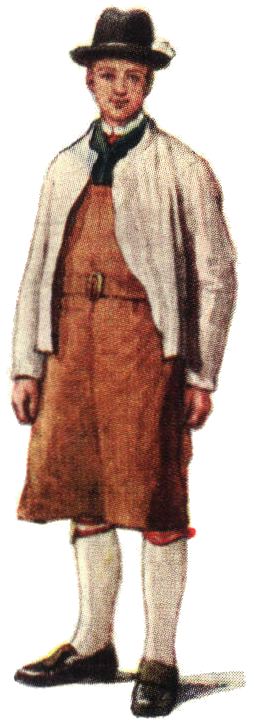
Klederdracht uit Mora
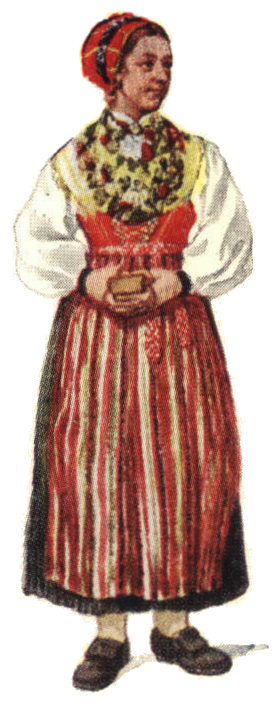
Klederdracht uit Lecksand
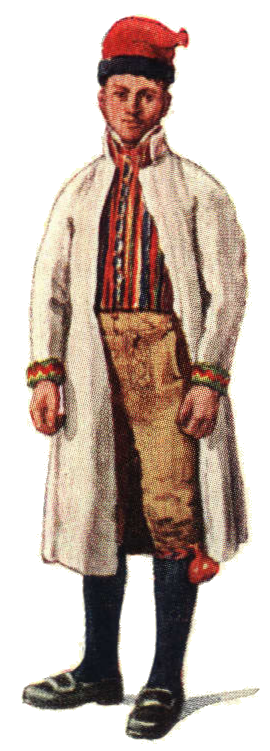
Klederdracht uit Vansbro
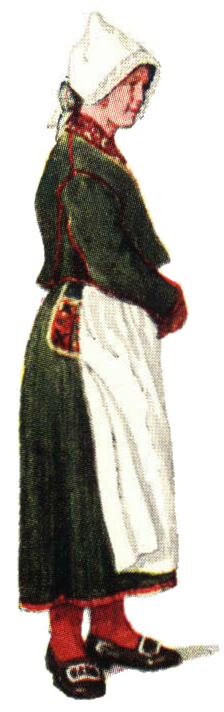
Klederdracht uit Rättvik
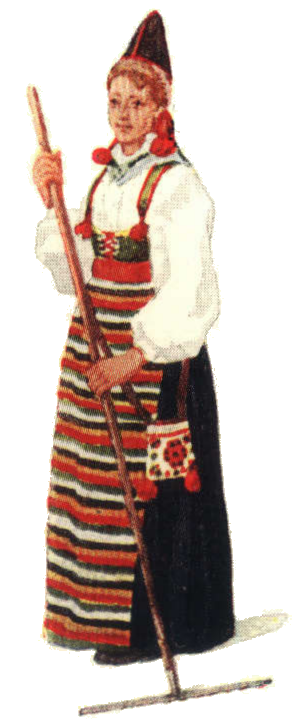
Klederdracht uit Rättvik
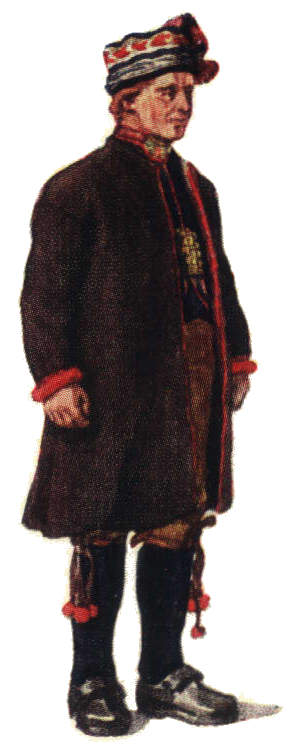
Klederdracht uit Rättvik
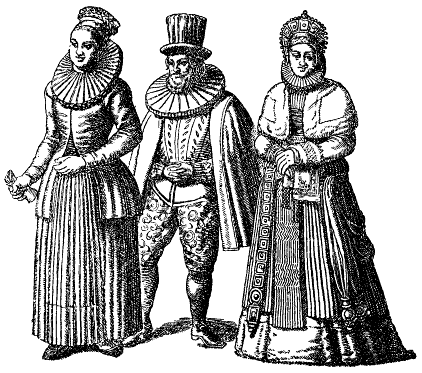
Feestkleding in Bremen, 16e eeuw

### Zwitserland
De Zwitserse historica Julie Heierli (1859-1938) voerde haar ganse leven onderzoek naar de traditionele klederdracht in Zwitserland, en publiceerde daarover de werken Die Schweizer-Trachten vom 17.-19. Jahrhundert nach Originalien (1897) en het vijfdelige Die Volkstrachten der Schweiz (1922-1932).

## Afrika

### Algerije

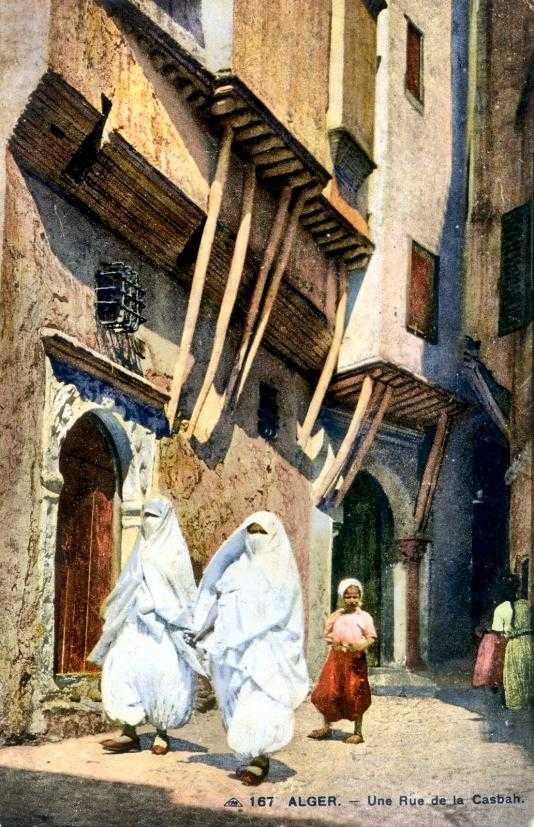
In Ghardaïa
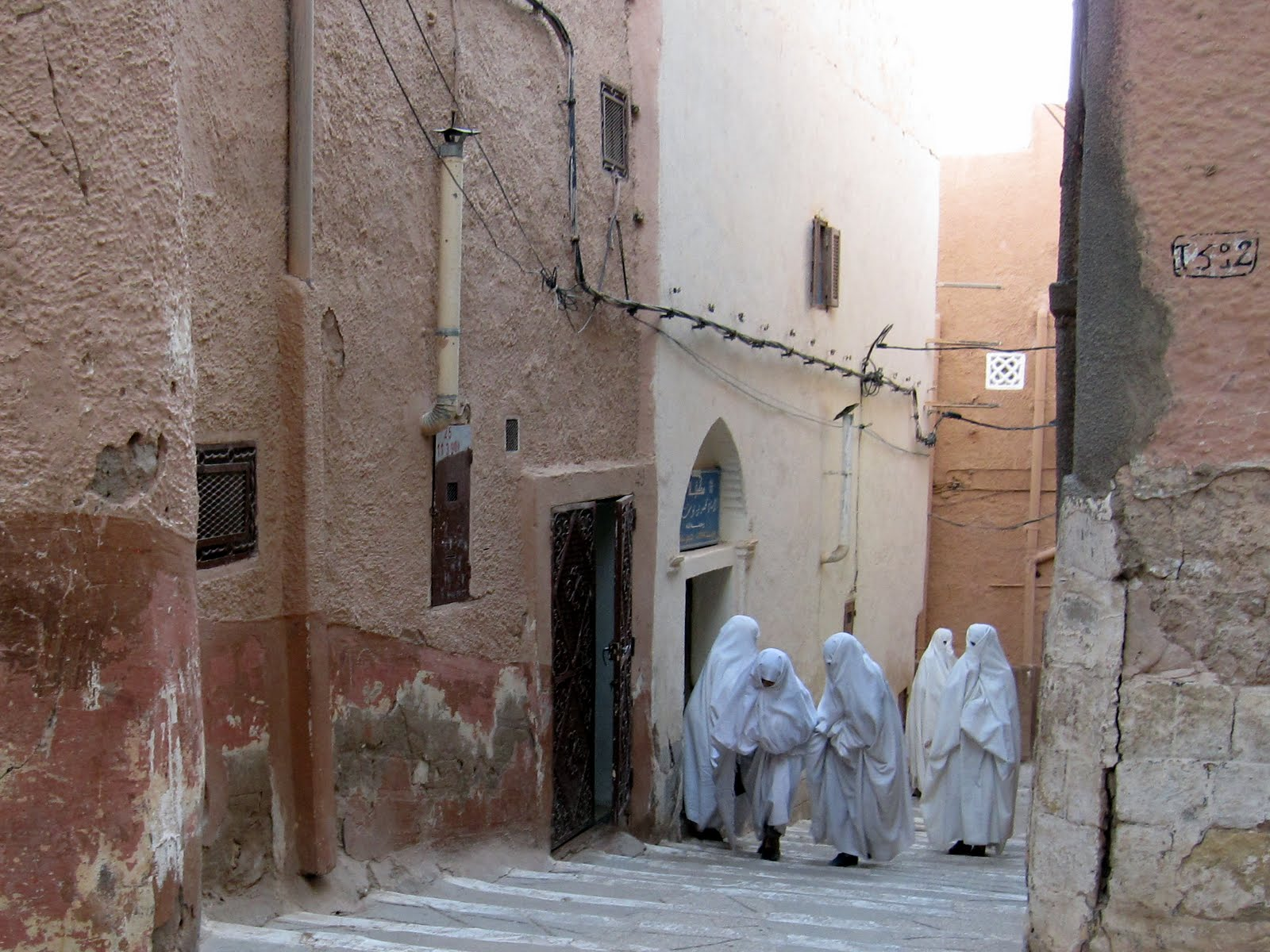
Vrouwen met haik
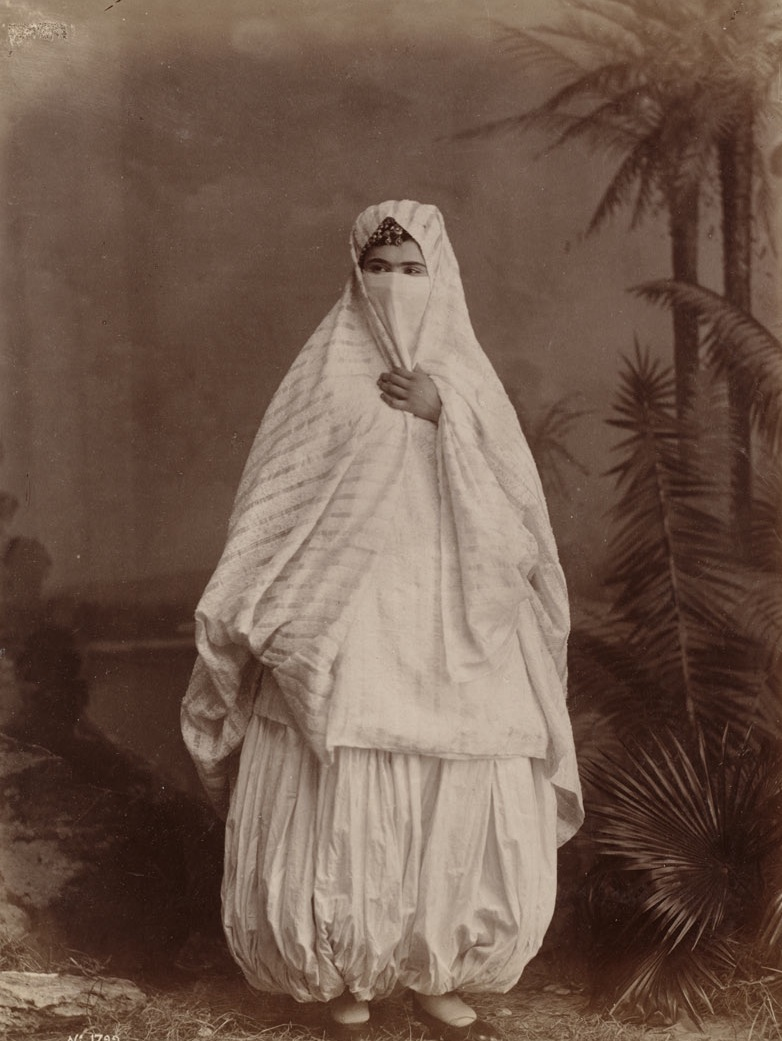
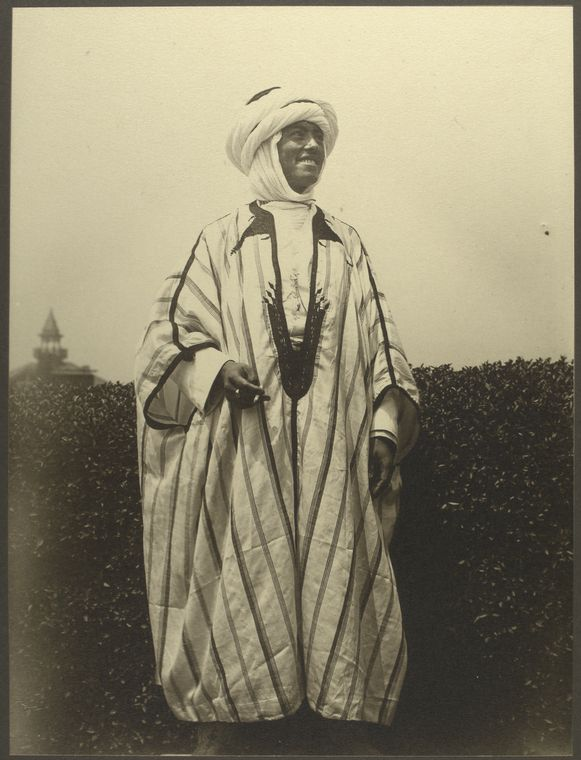
Algerijnse man

### Egypte

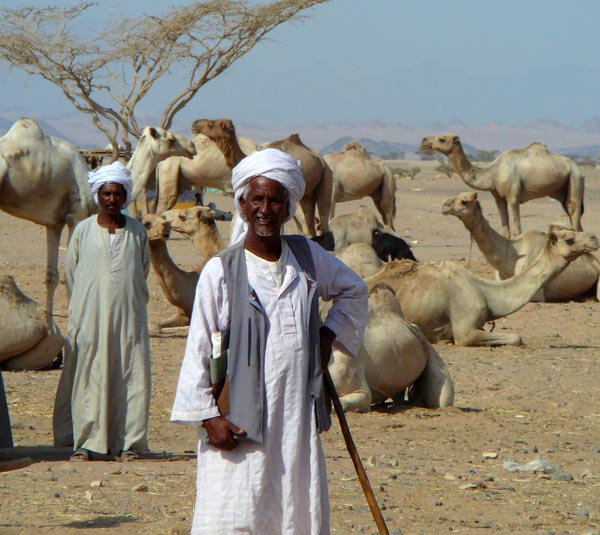
Bedoeïenen
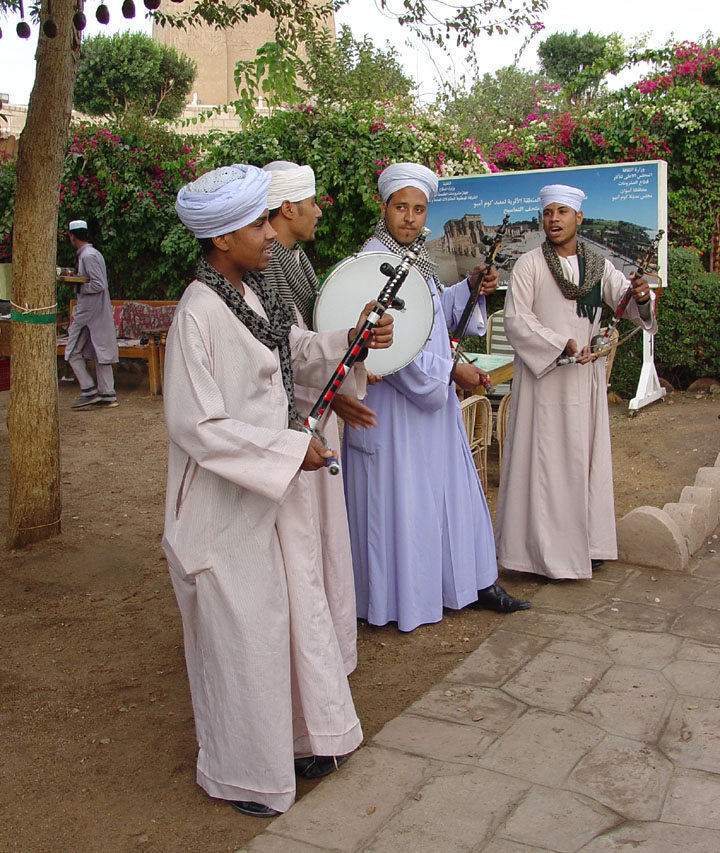
Egyptische muzikanten
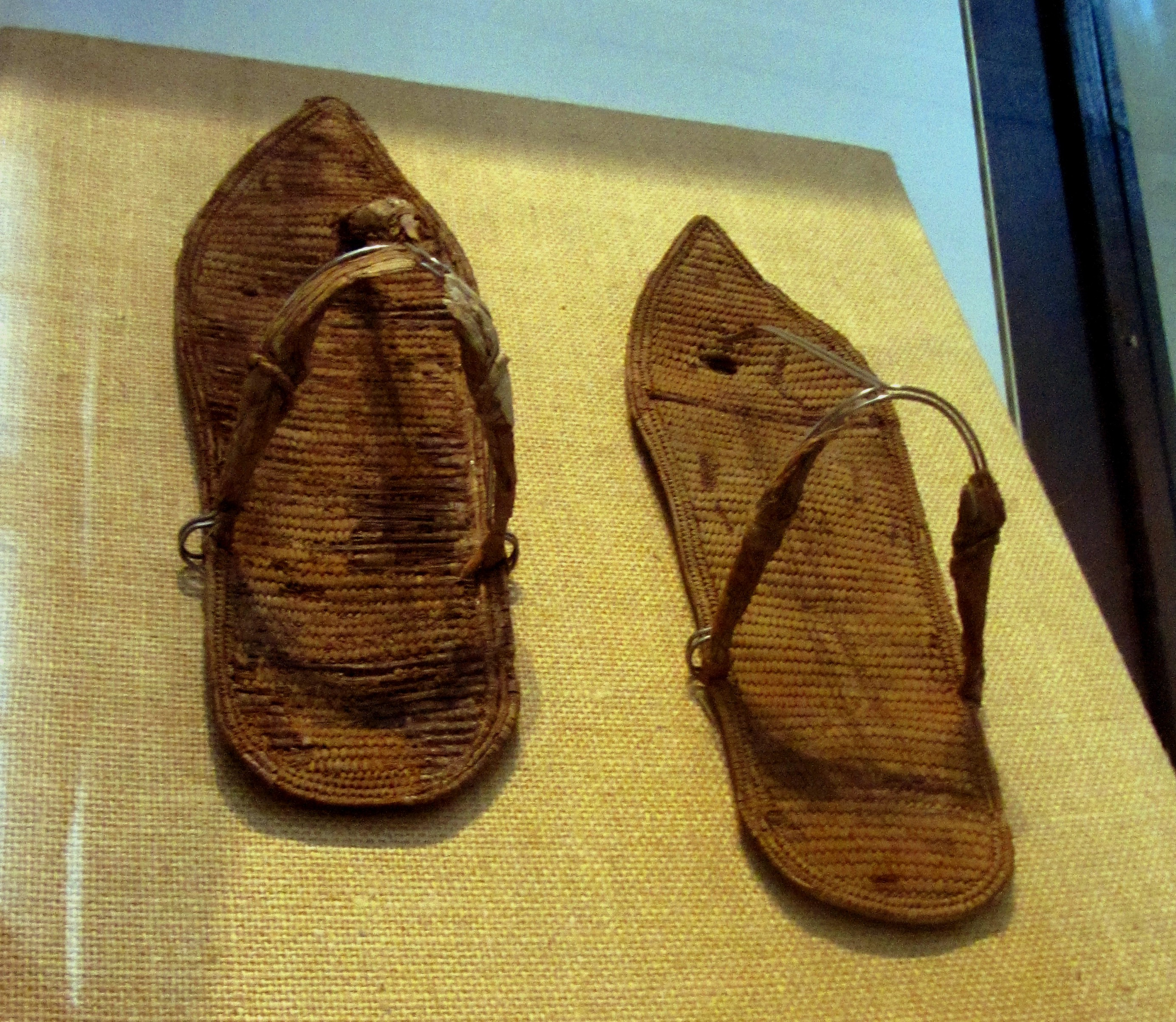
Antieke sandalen
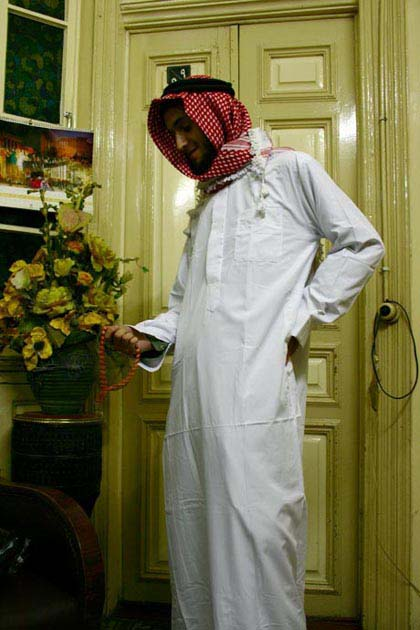
Galabija

### Ghana

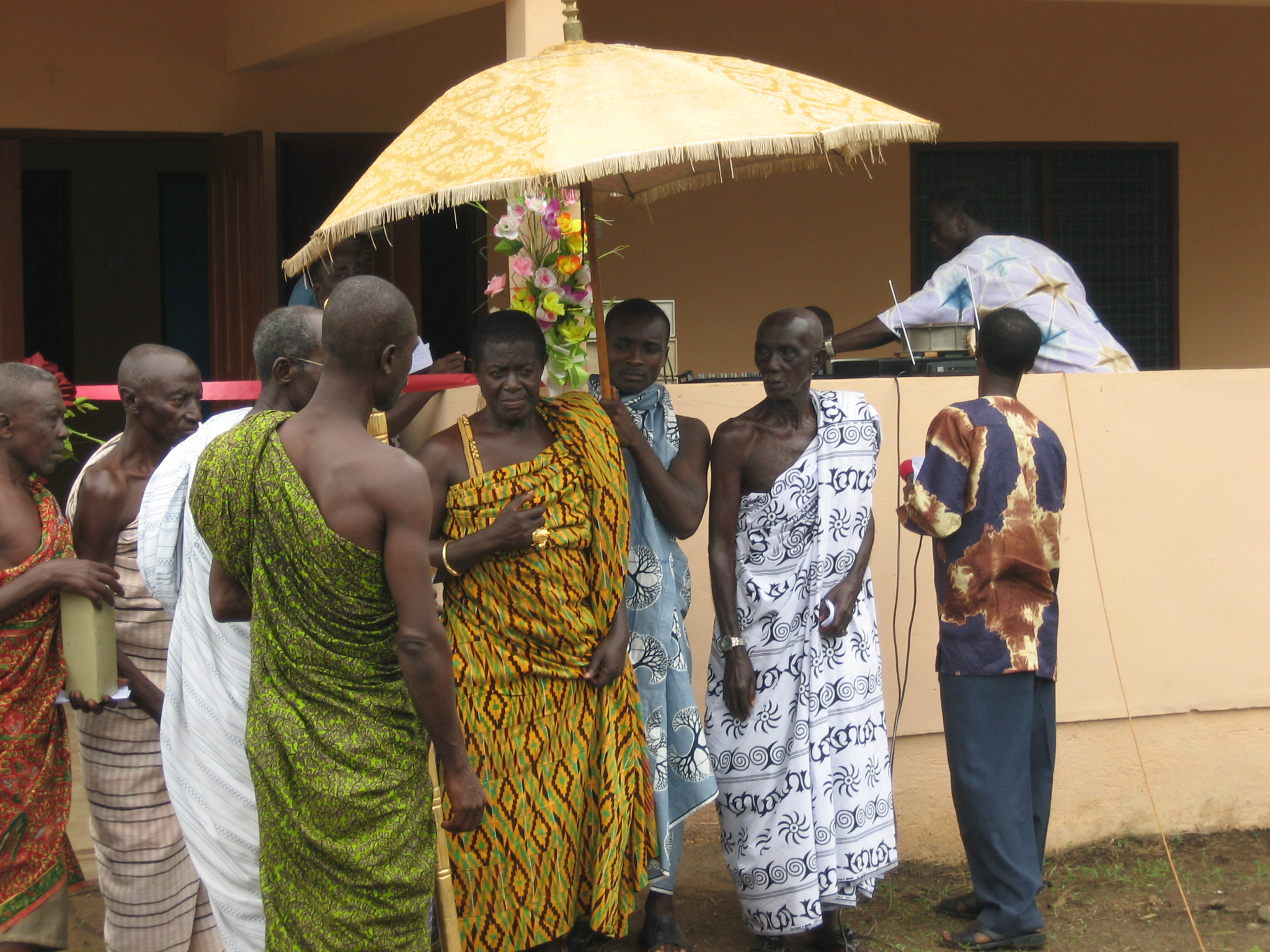
Ashanti
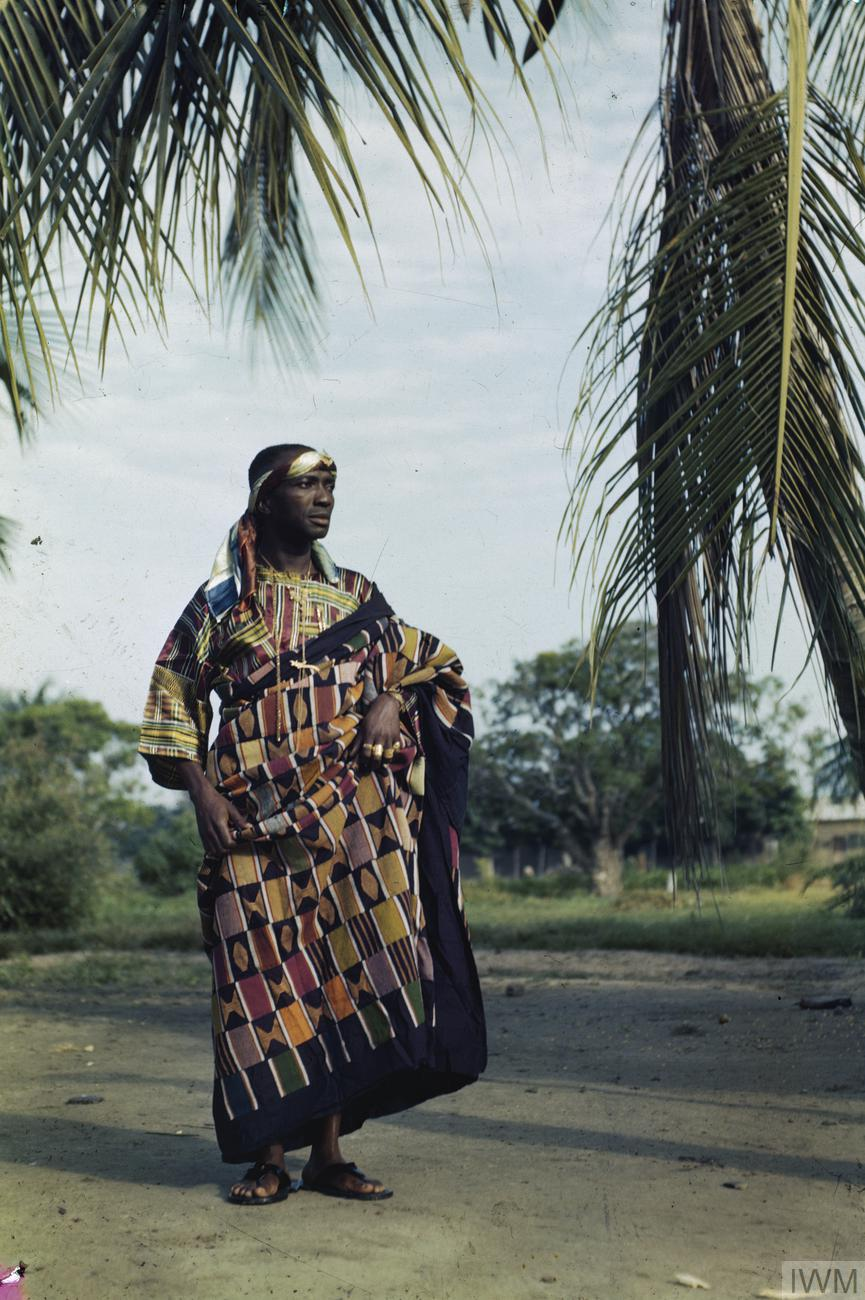
Ca. 1940

### Kameroen

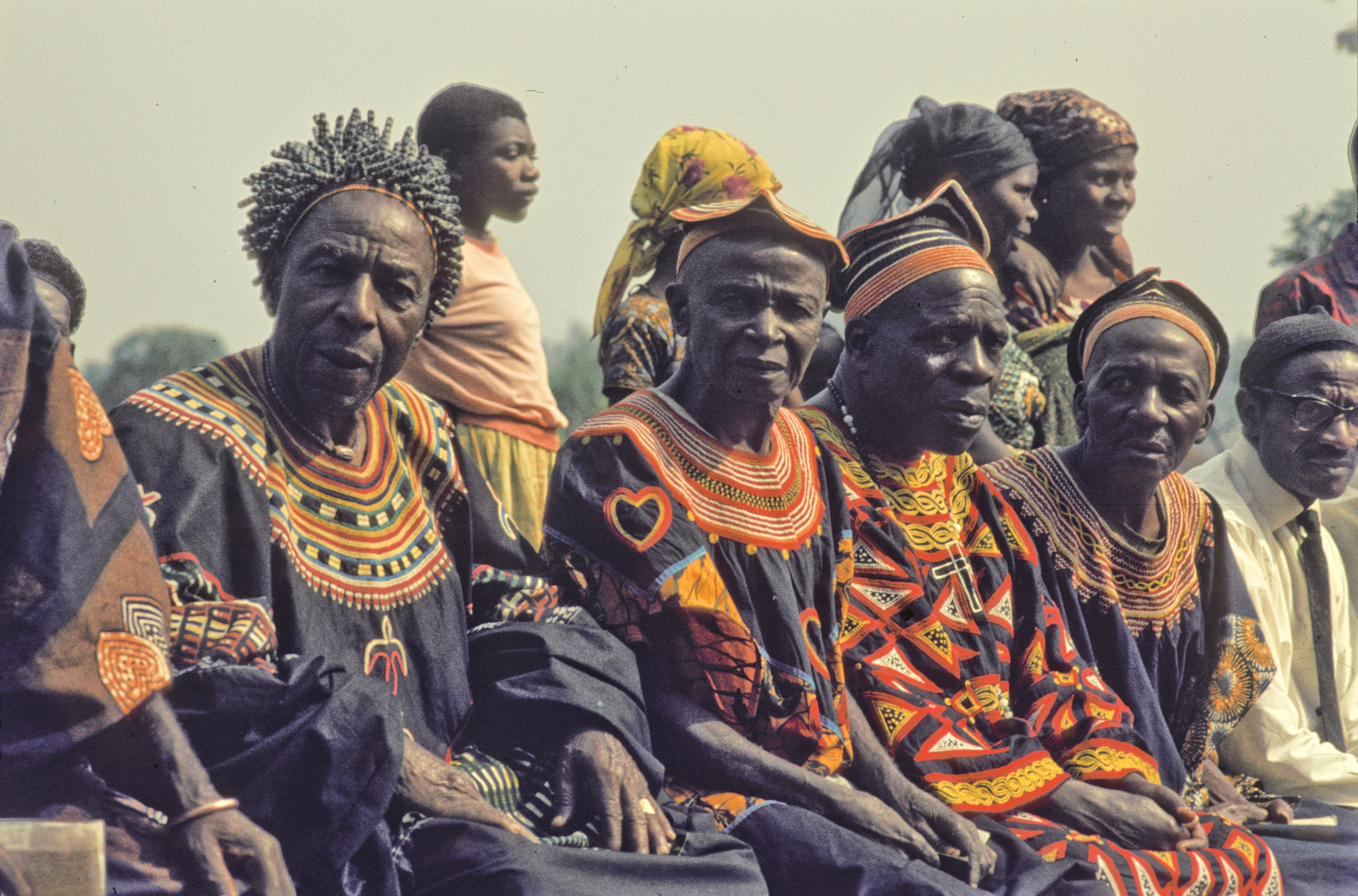
Ceremoniële kleding, 1969
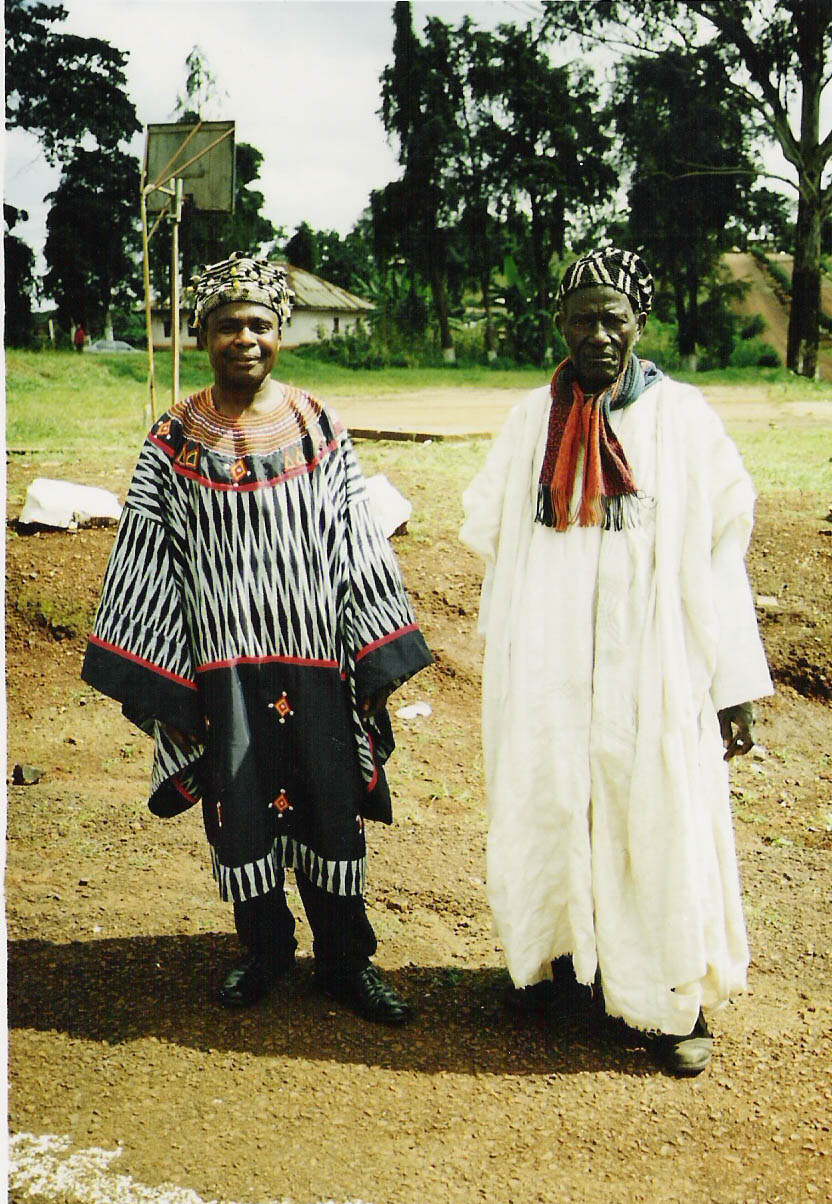
2003

### Kenia

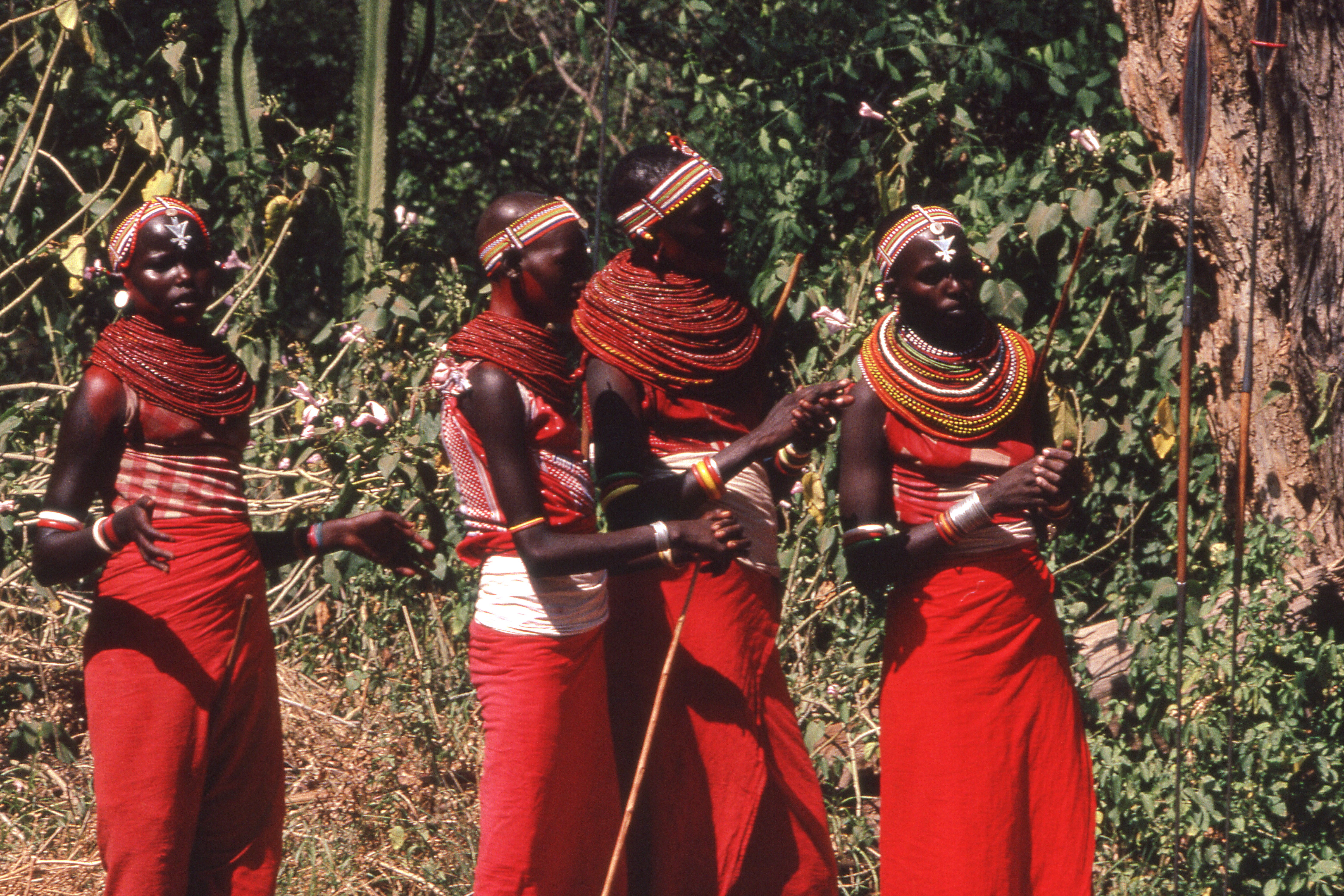
Masai
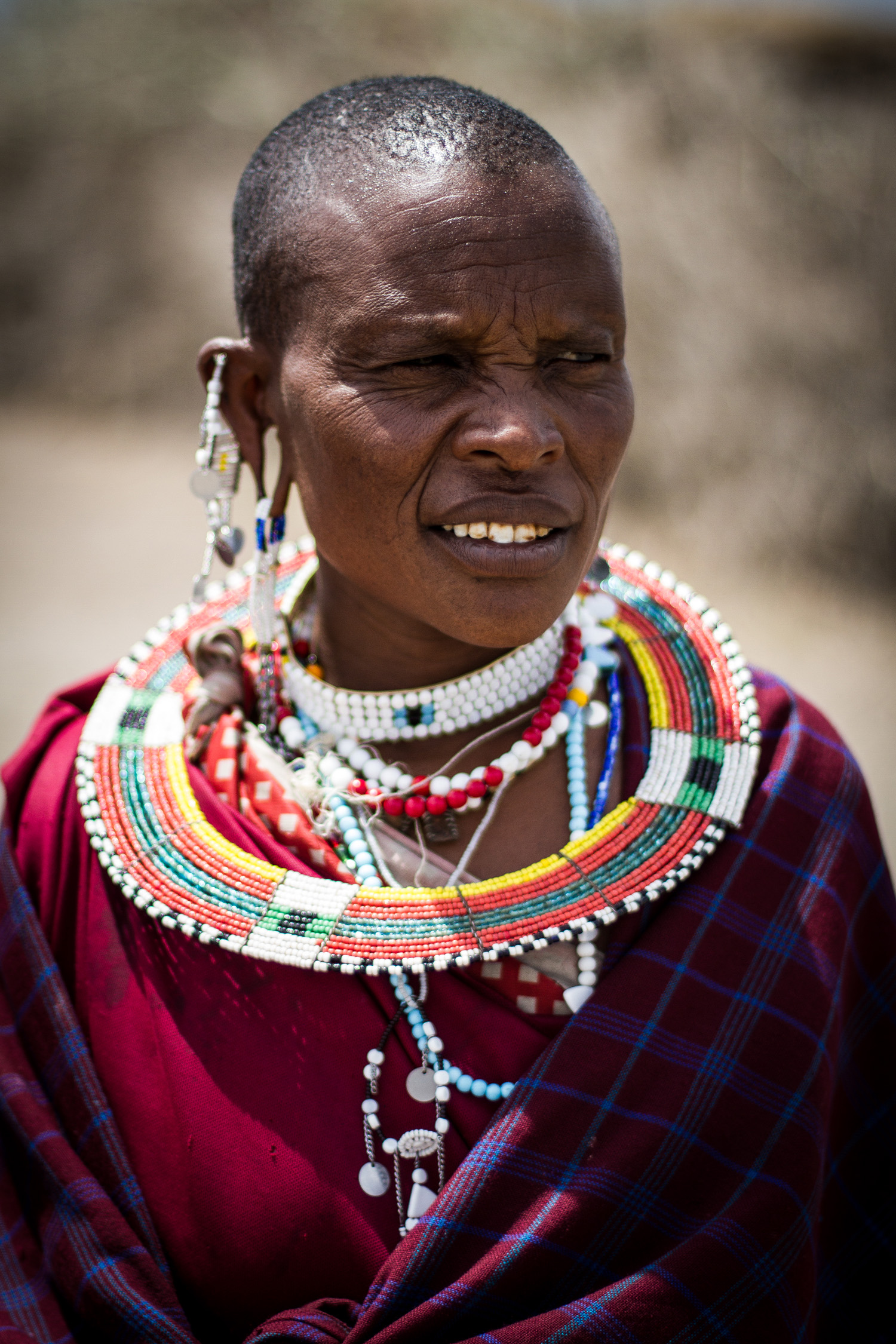
Masai vrouw

### Mali

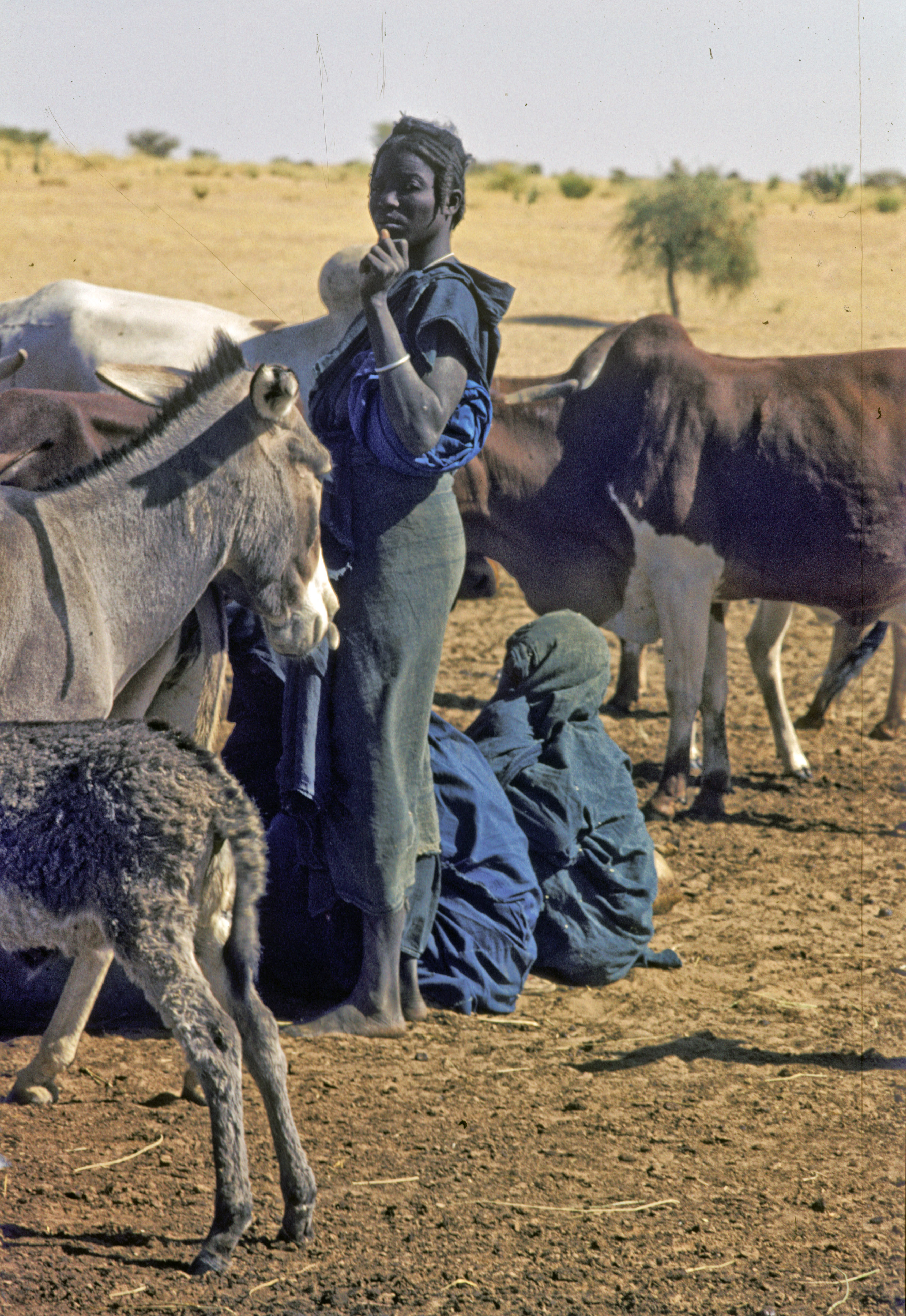
Toeareg
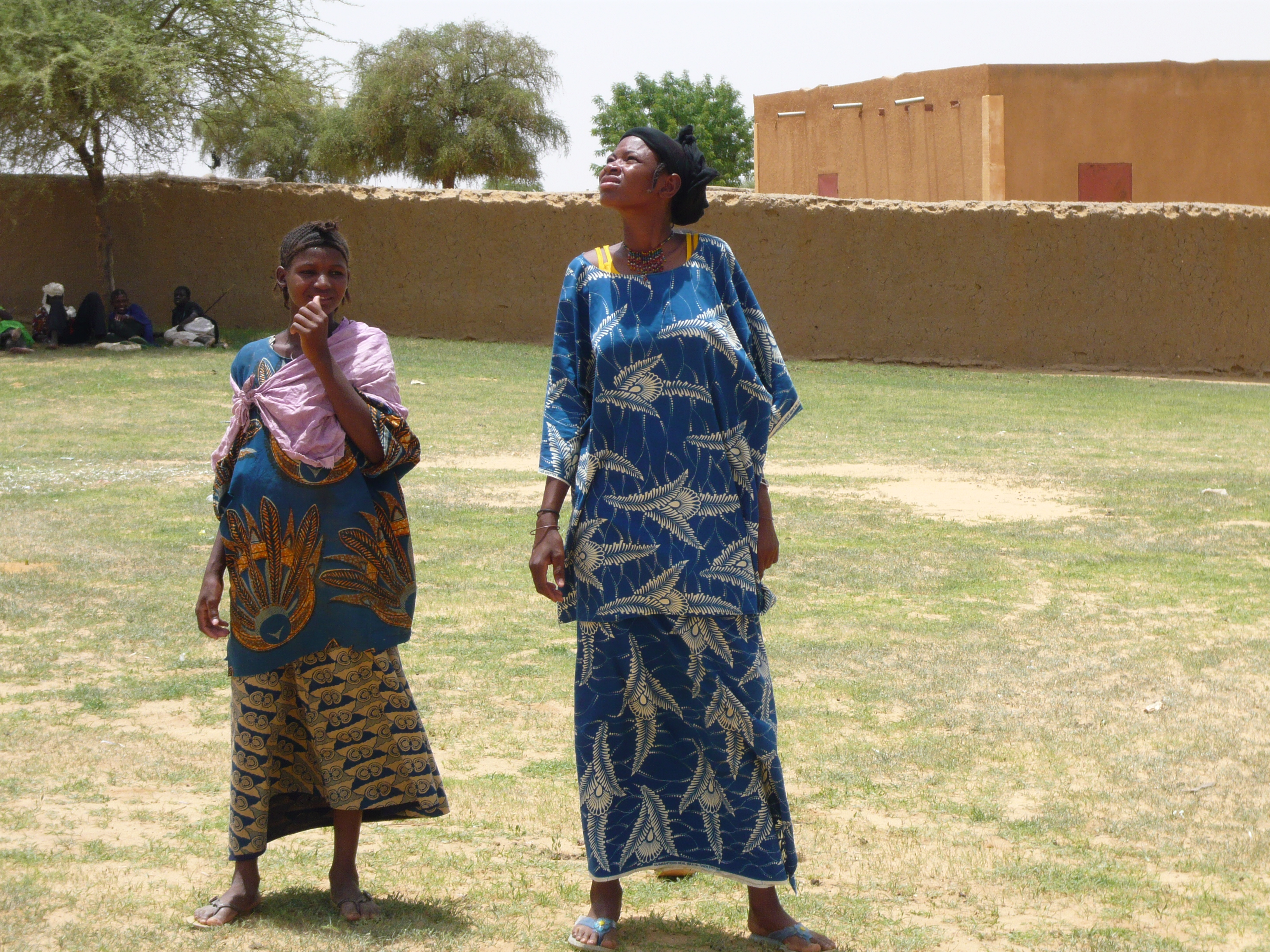
Toeareg
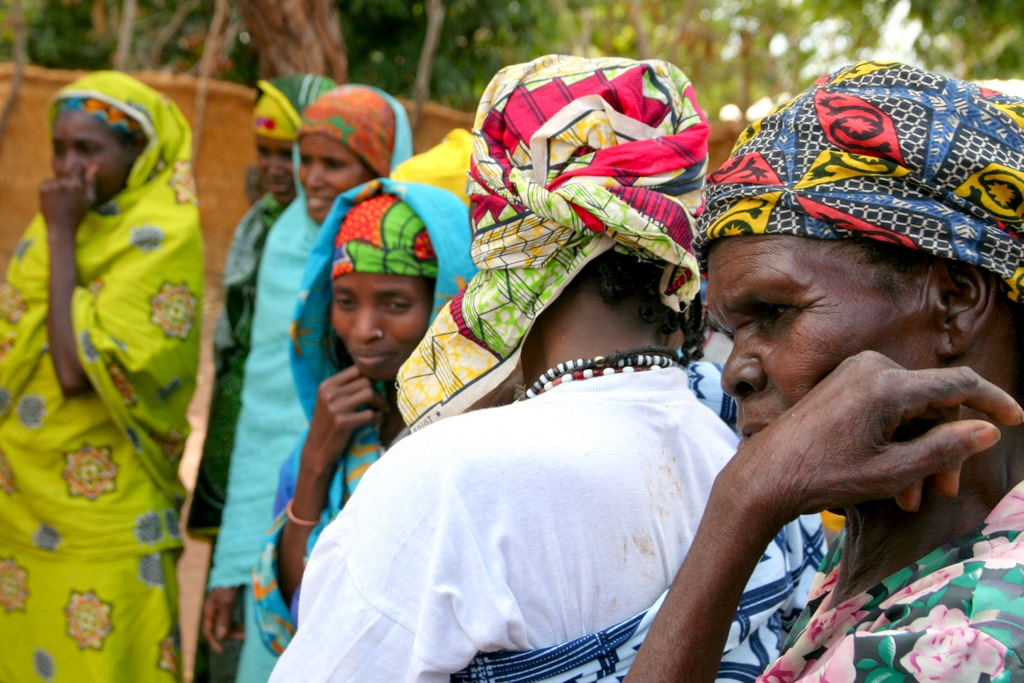
Fulbe
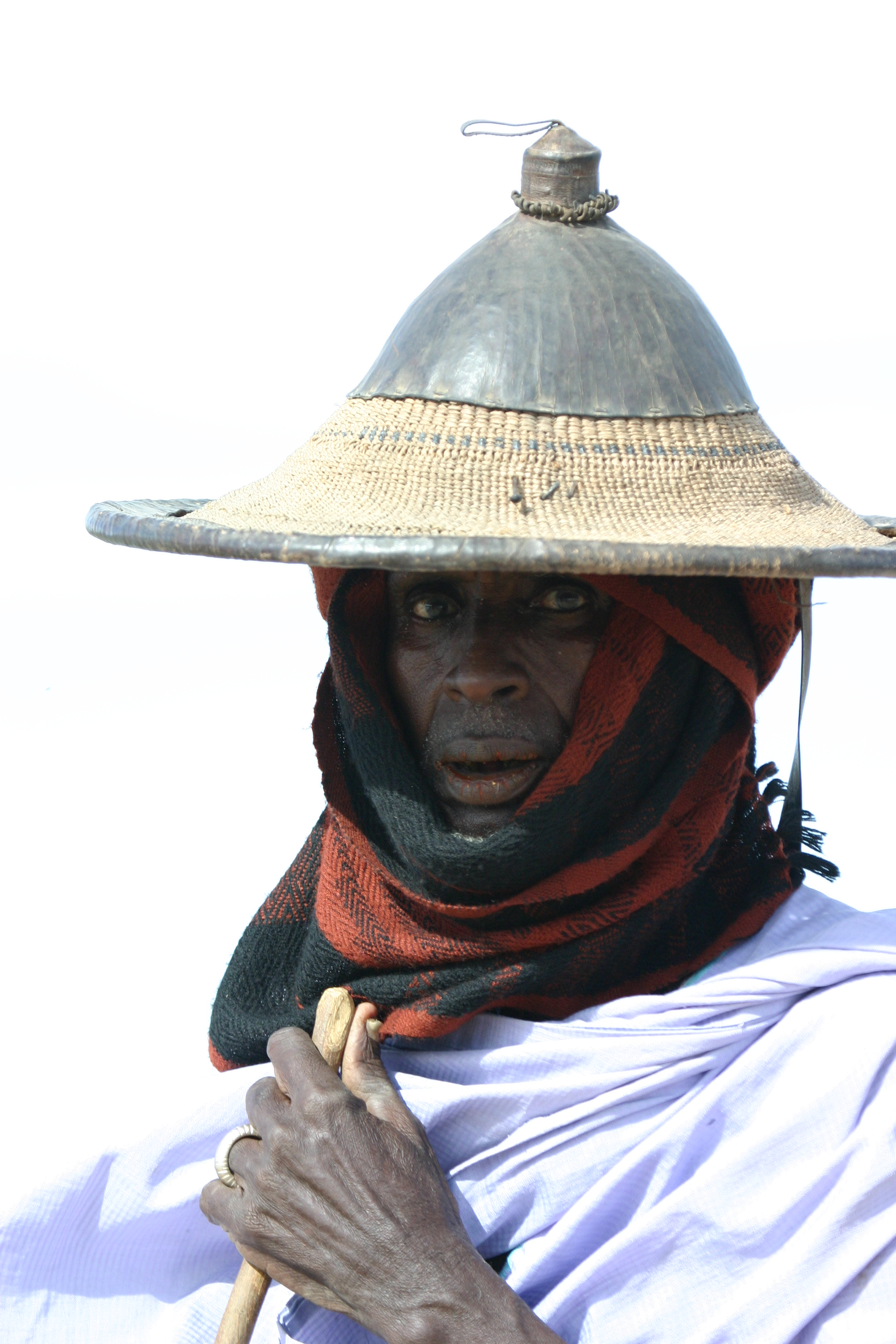
Fulbe

### Marokko

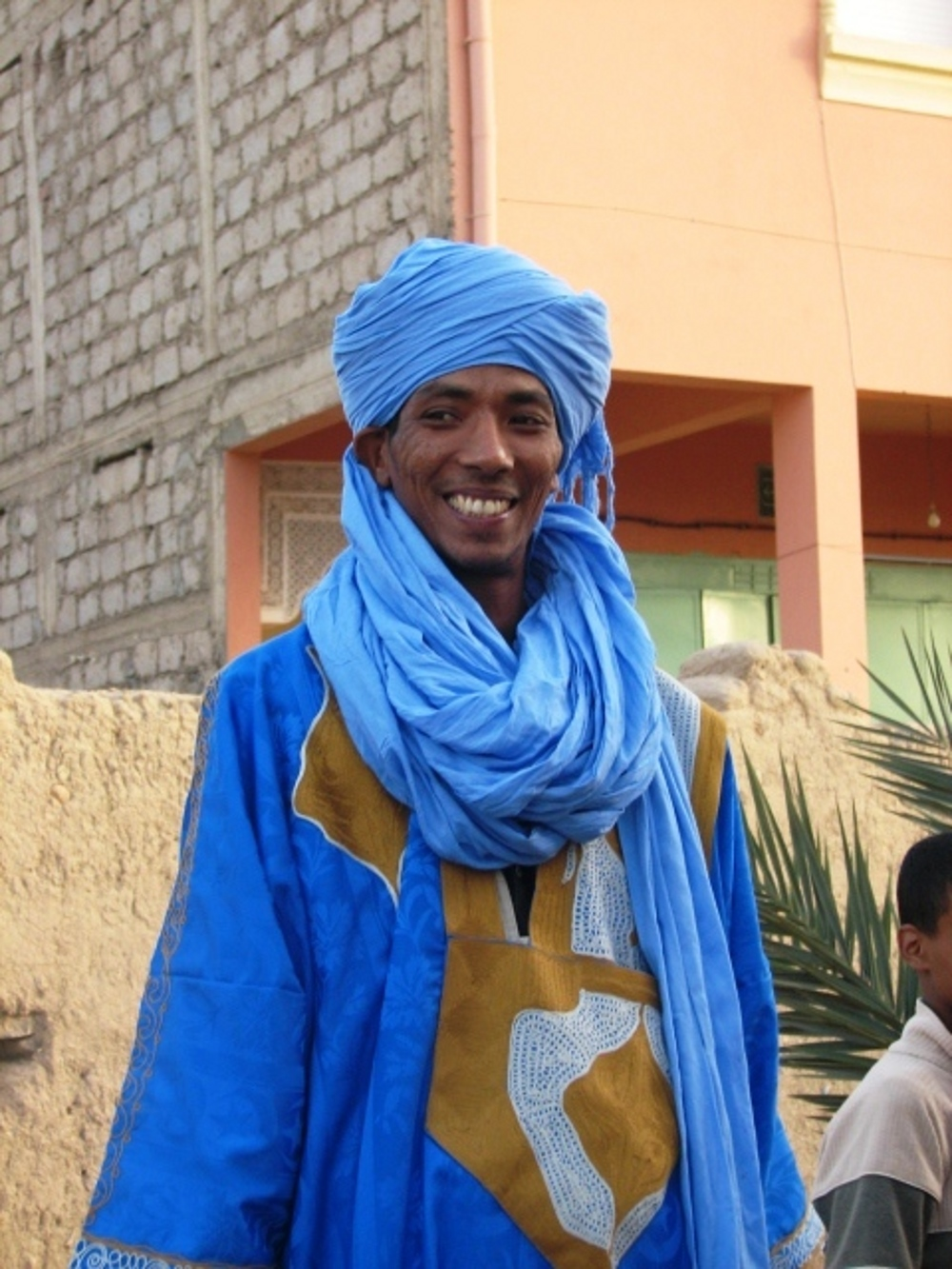
Toeareg
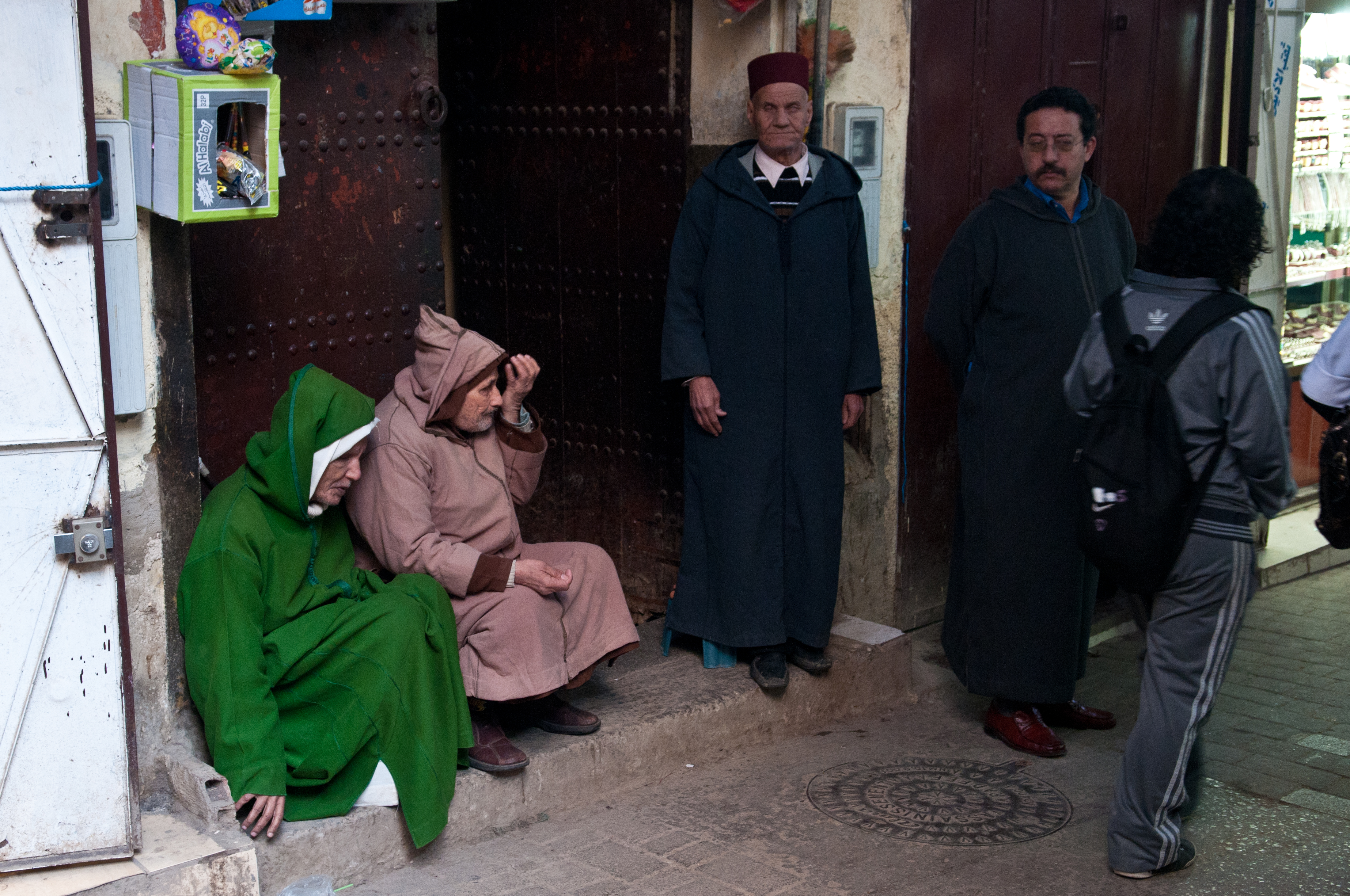
Mannen in djellabas en fez

### Namibië

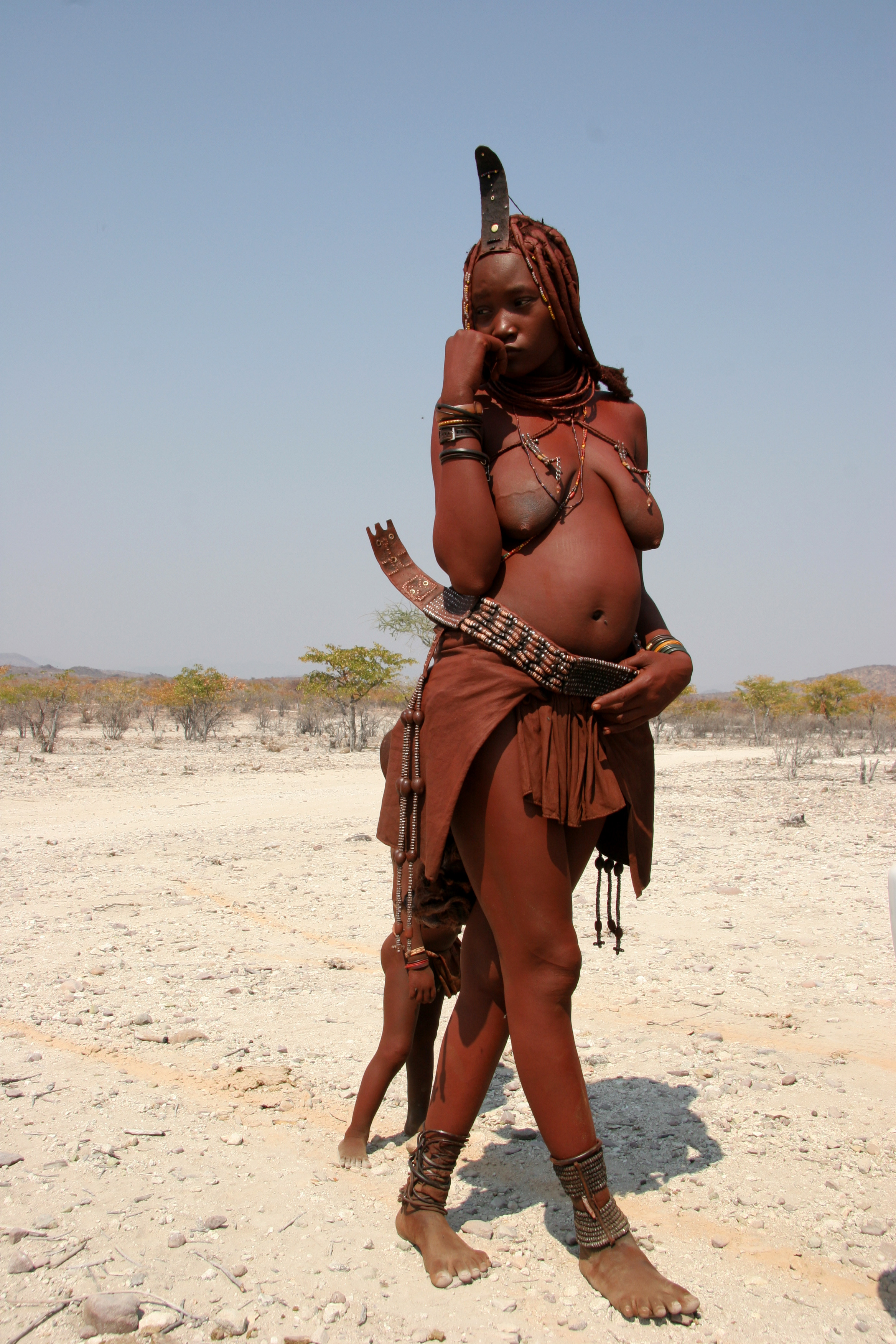
Himbavrouw
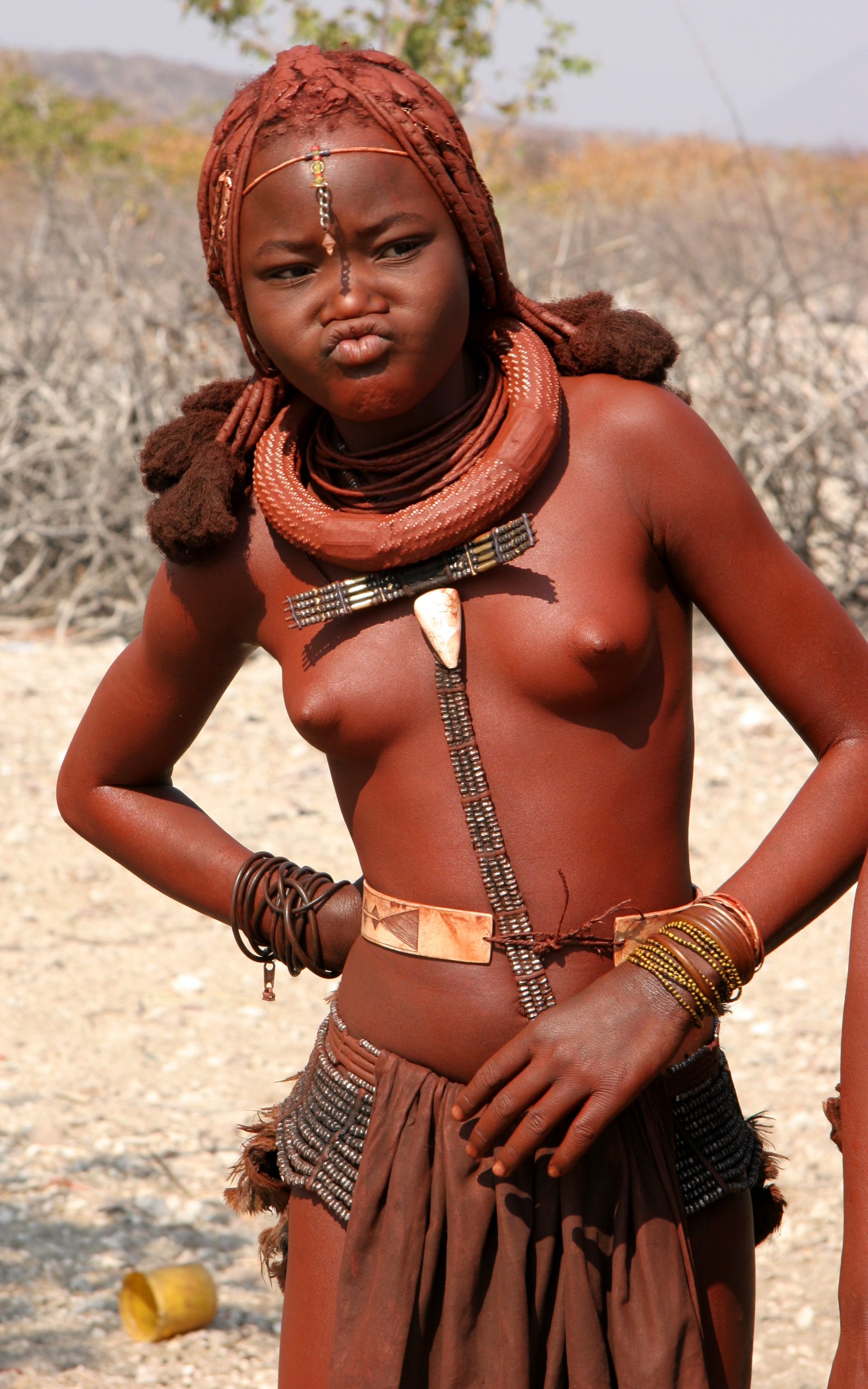
Himbameisje
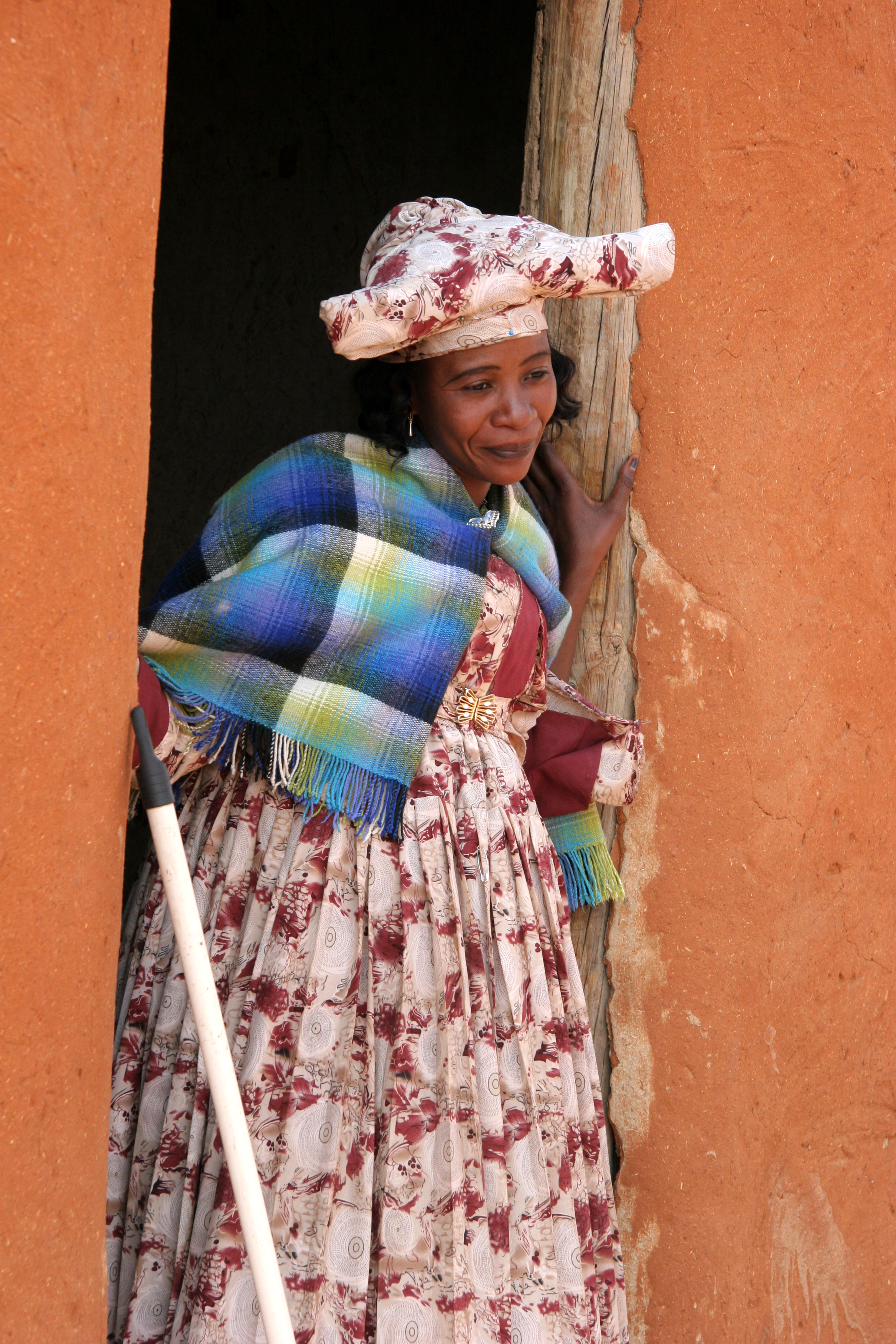
Hererovrouw
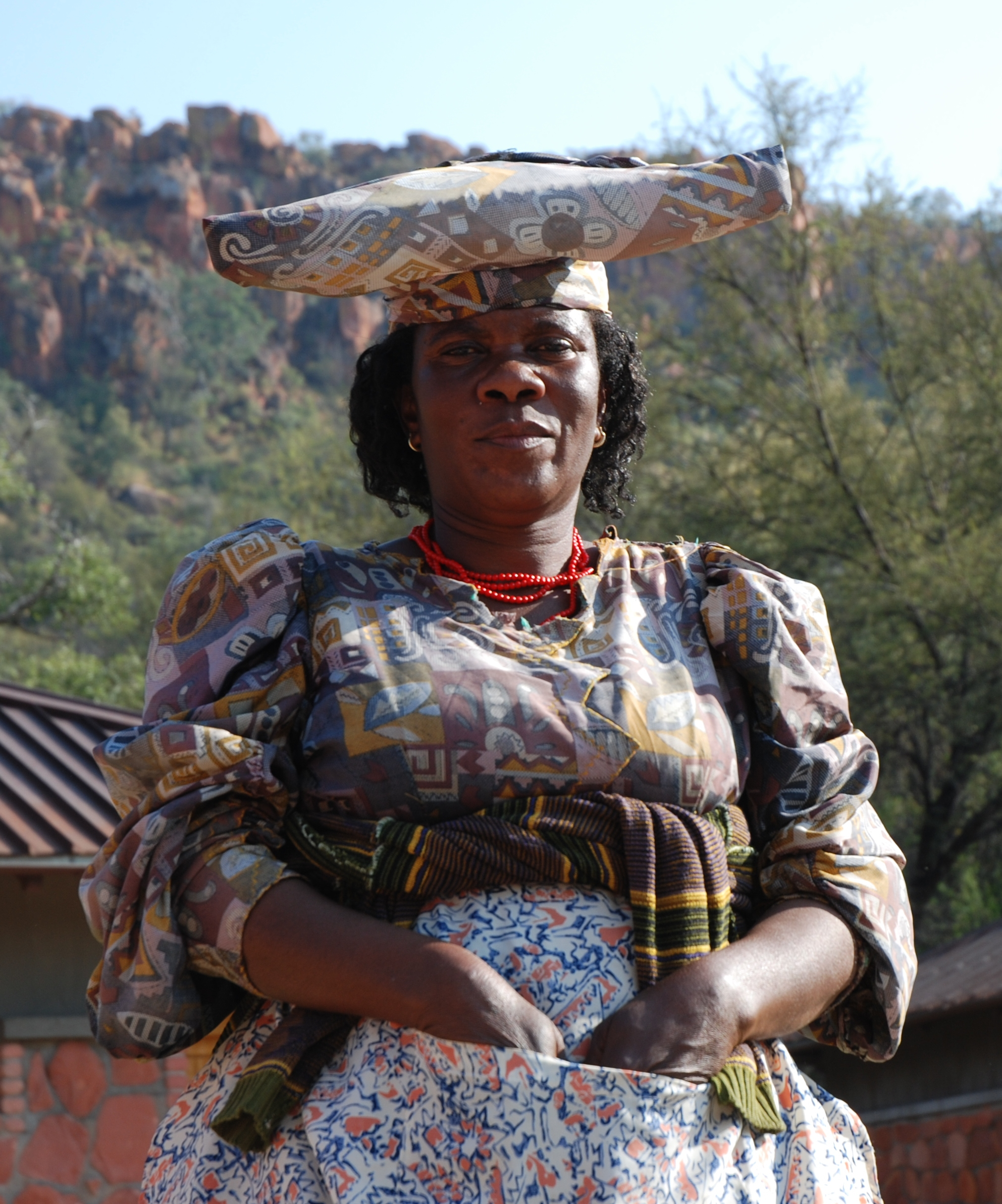
Hererovrouw

### Niger

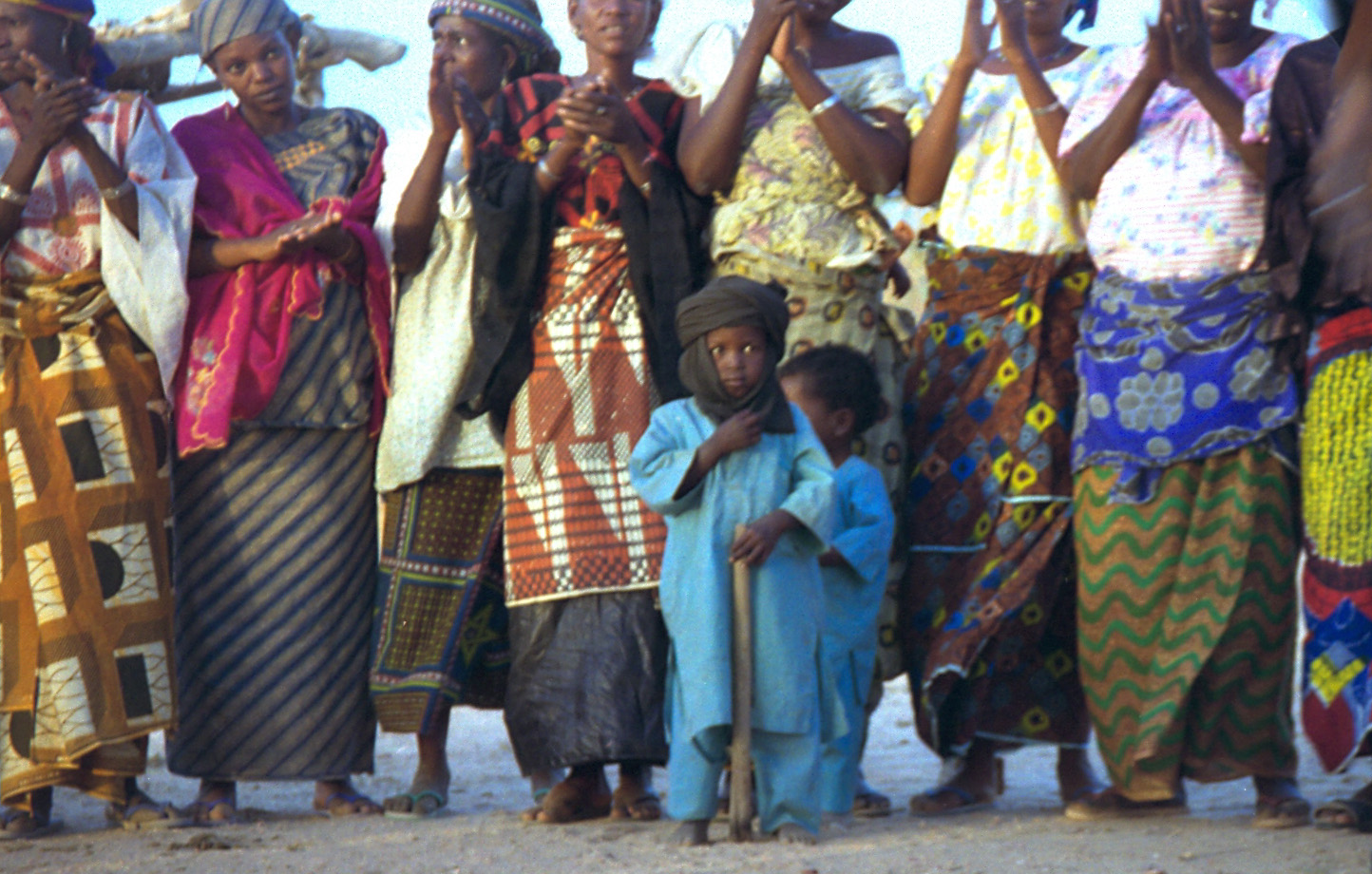
Toeareg
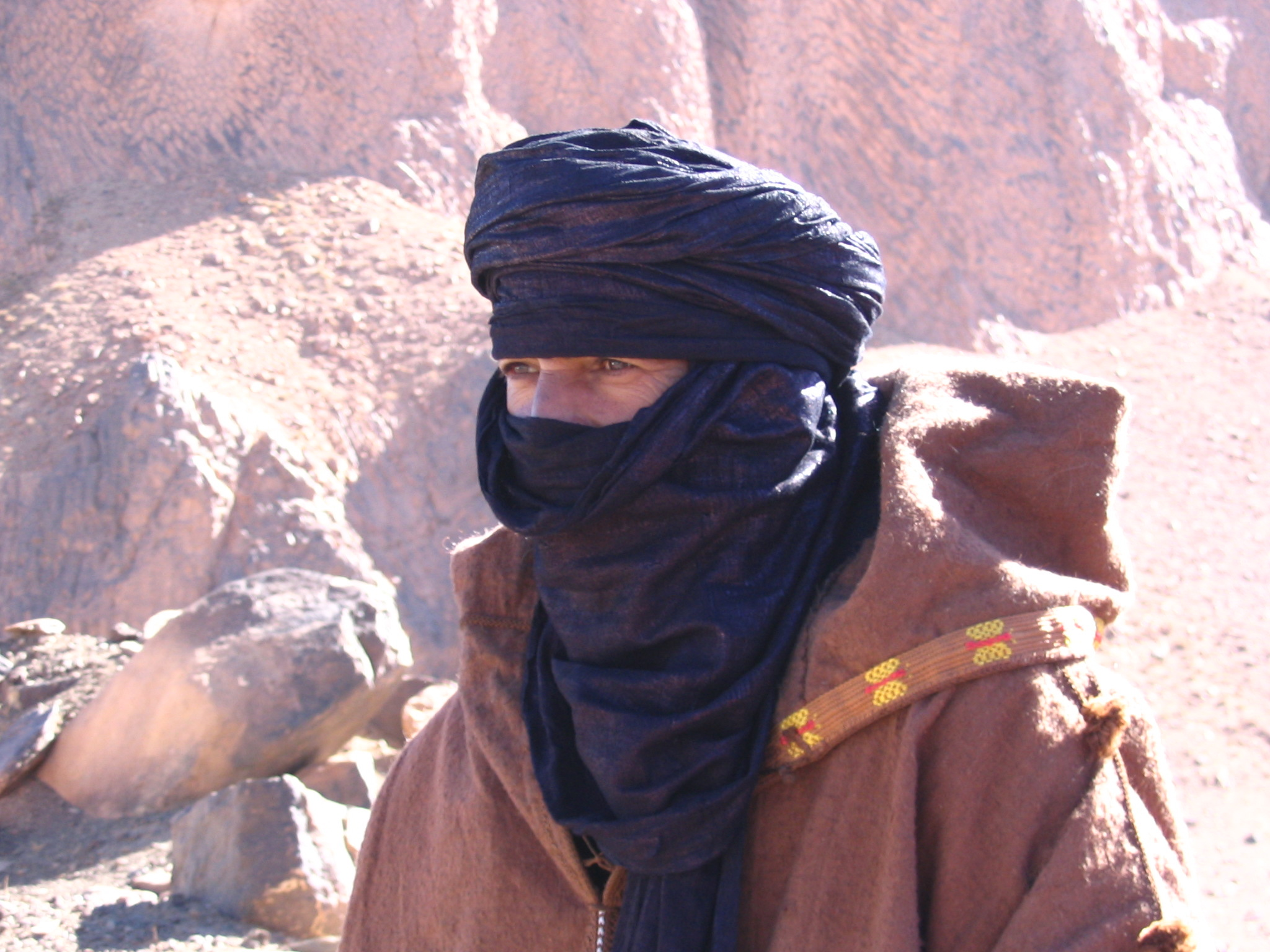
Hoofdbedekking: tagelmust
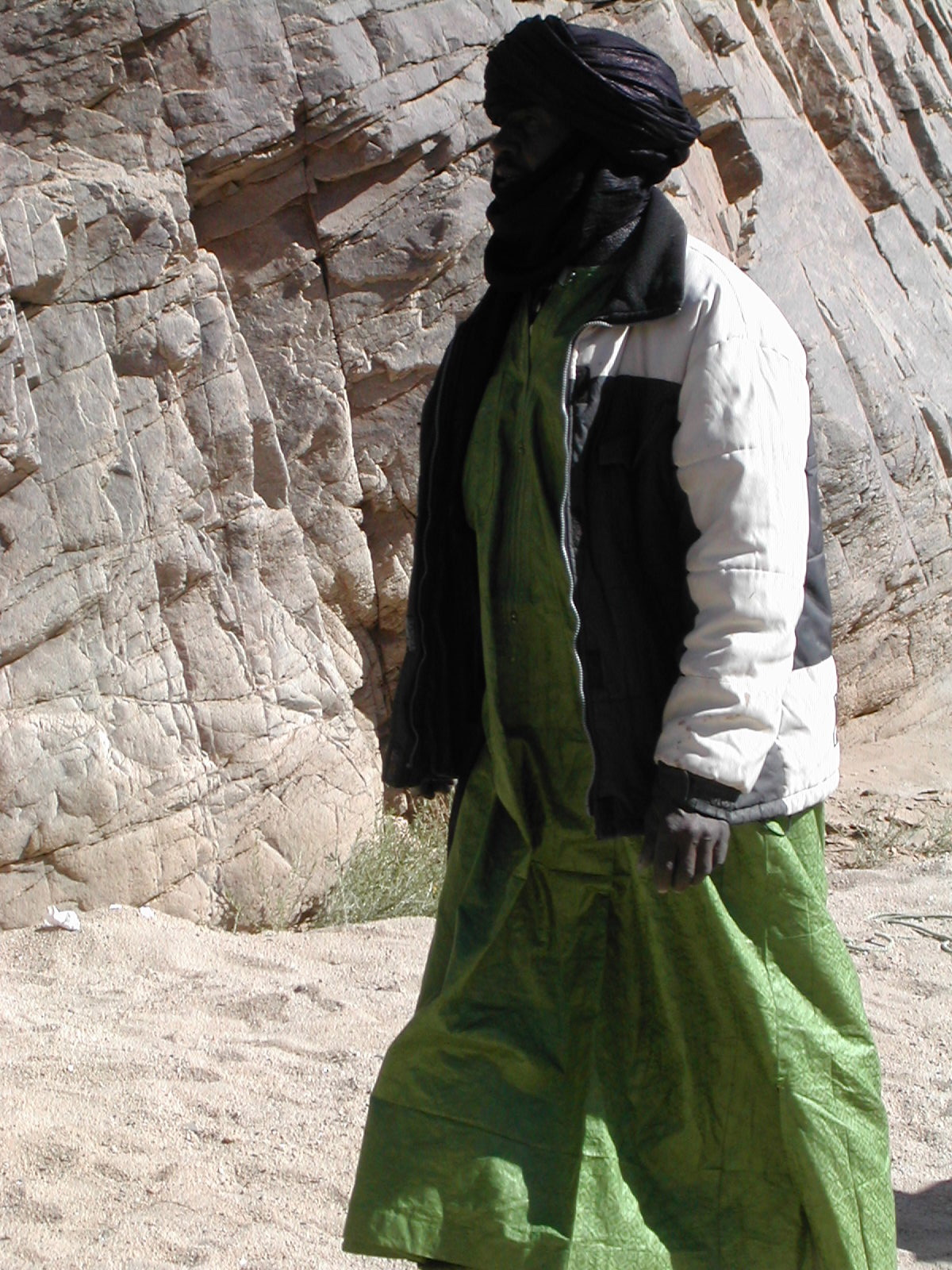
Toeareg

### Nigeria

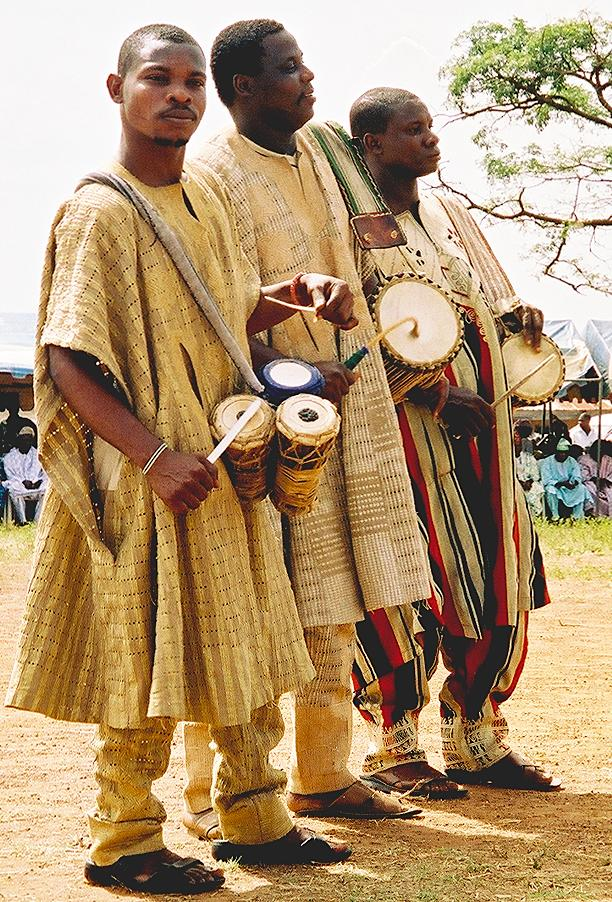
Yorubadrummers
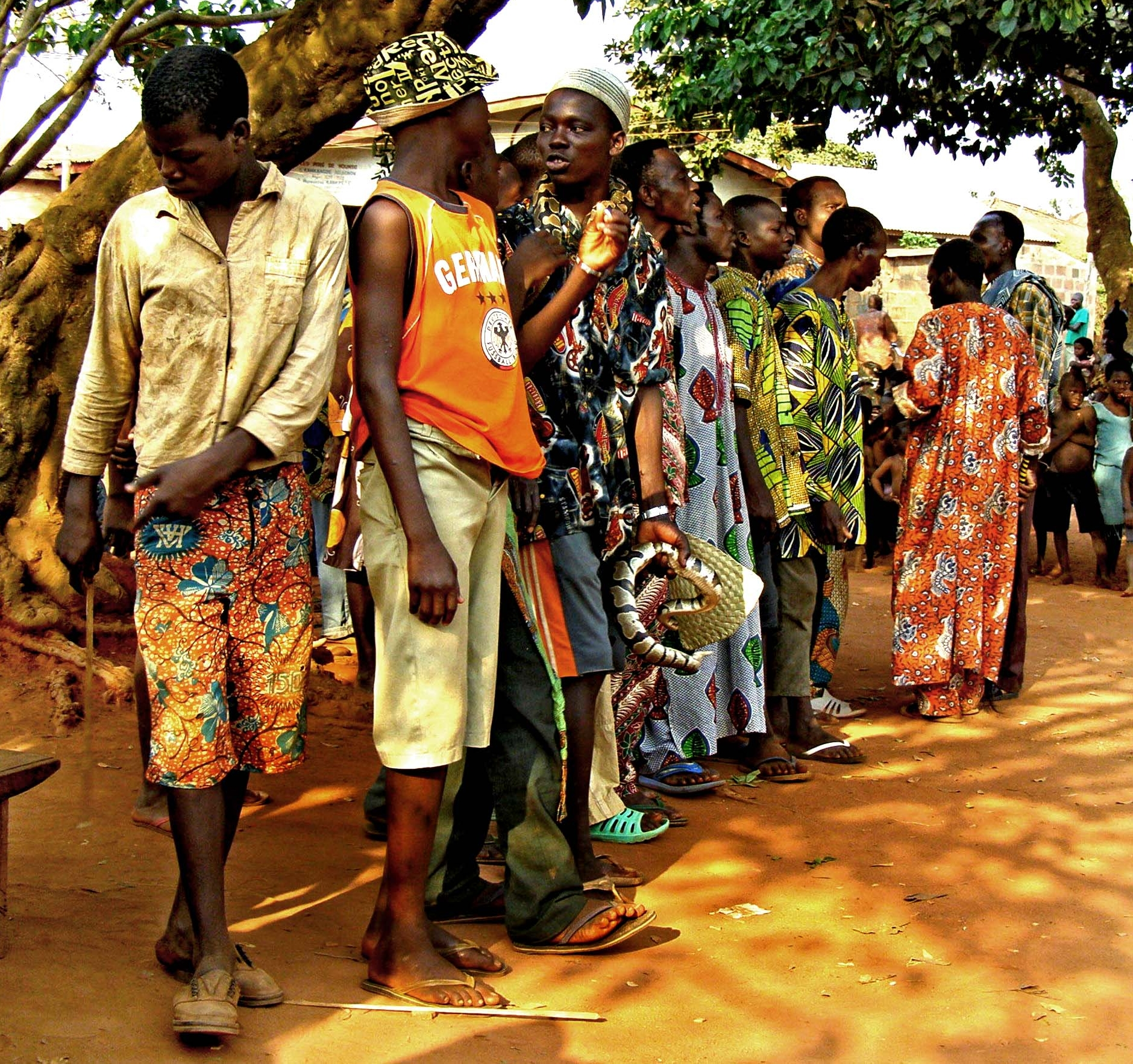
Yoruba

### Soedan

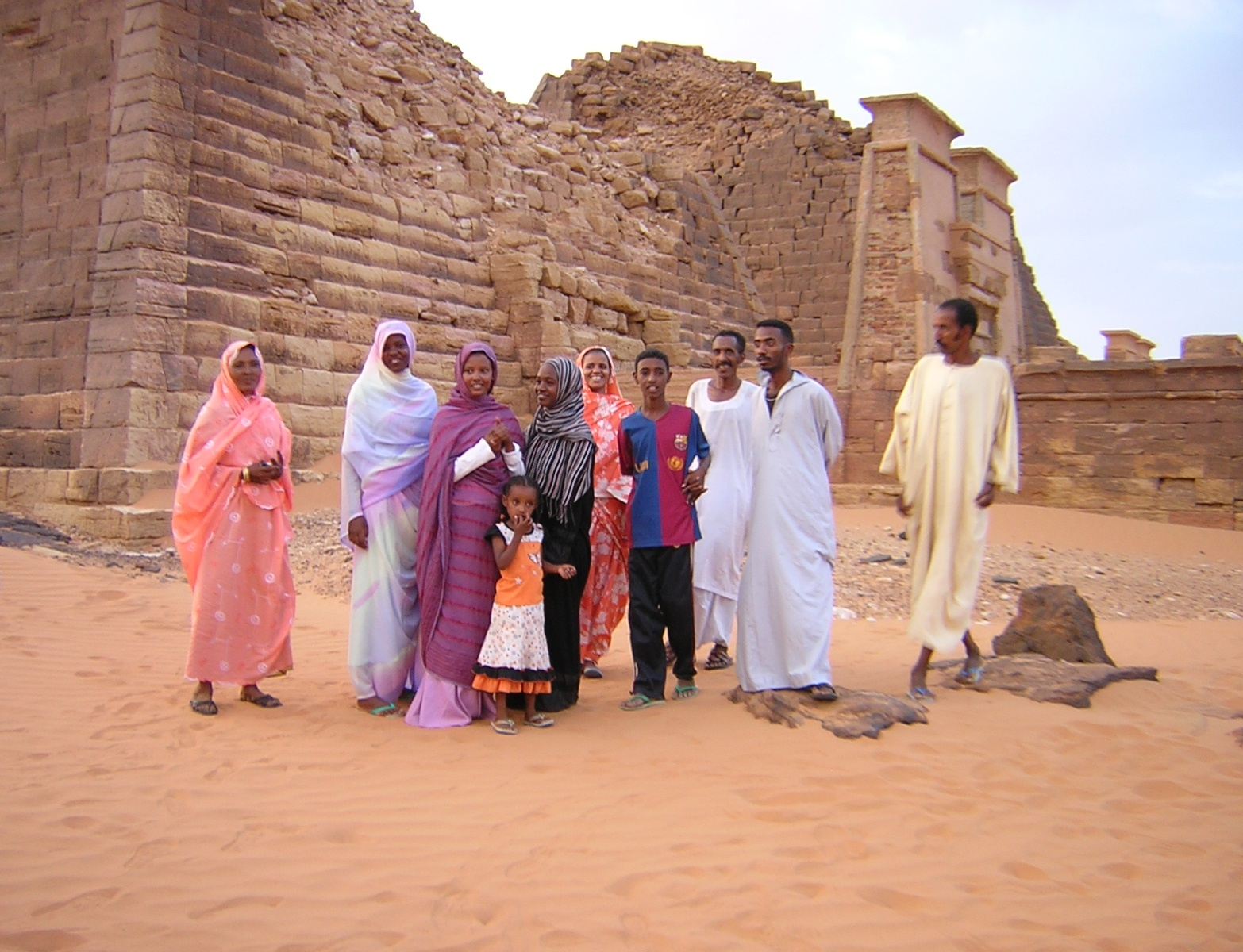
Soedanese toeristen
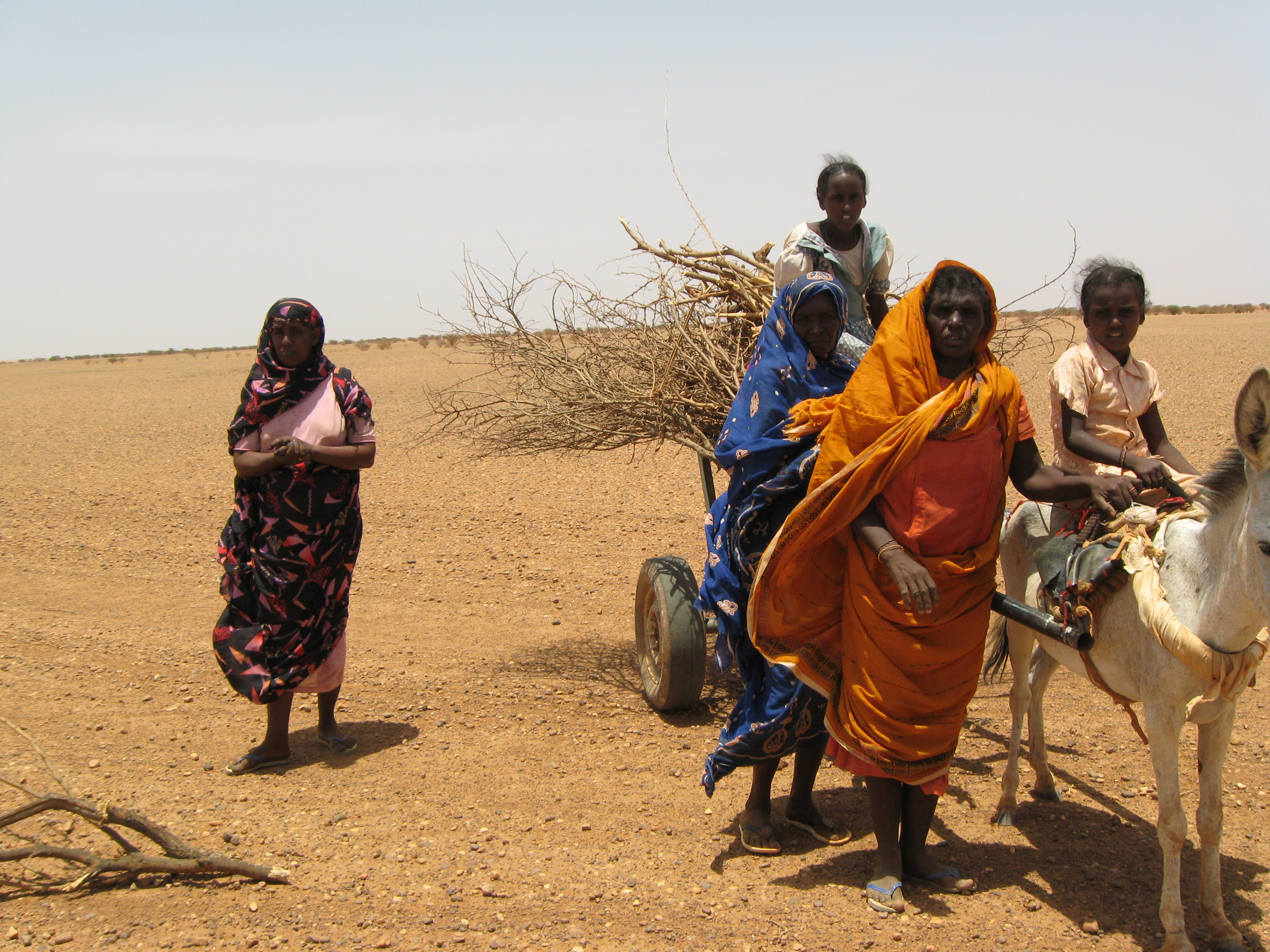
Soedanese landbevolking

### Tunesië
Aan het begin van de 20e eeuw had elke streek of elk dorp zijn eigen kostuum. Tegenwoordig is de traditionele klederdracht de outfit bij uitstek voor bruiloften en ceremonies. Het is de jebba die zich heeft gevestigd als de traditionele nationale mannelijke kleding. Deze ruime vacht, die het hele lichaam bedekt, verschilt naargelang de kwaliteit van de stof, de kleuren en de garnituren.

Herenpantoffels hebben over het algemeen de natuurlijke kleur van leer. Die van vrouwen zijn meestal geborduurd met zijde, katoen, goud- en zilverdraad met bloemmotieven of halve maantjes.

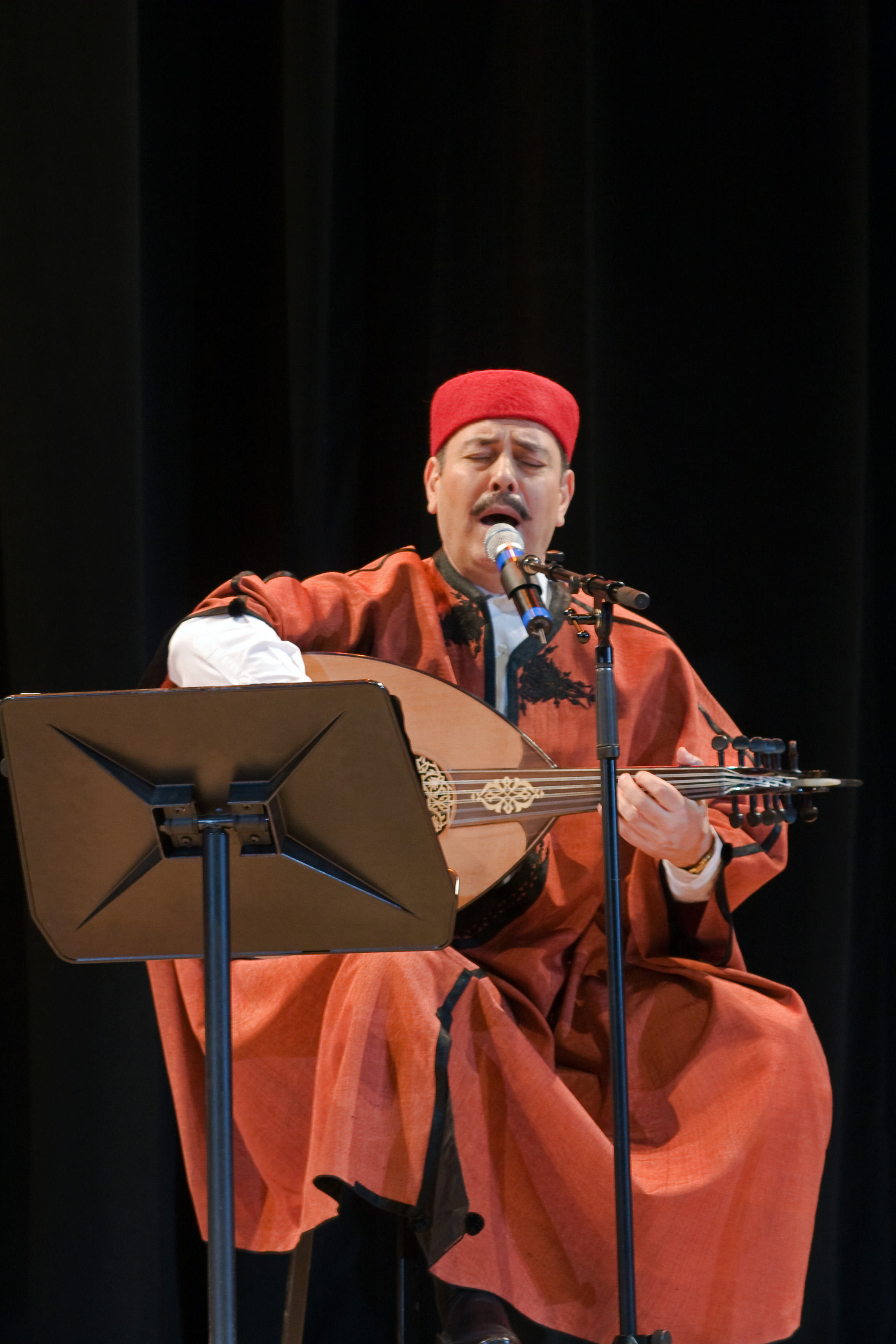
De jebba is een kledingstuk dat gedragen wordt door Tunesische mannen. Het vormt het belangrijkste onderdeel van de traditionele Tunesische mannelijke kleding.
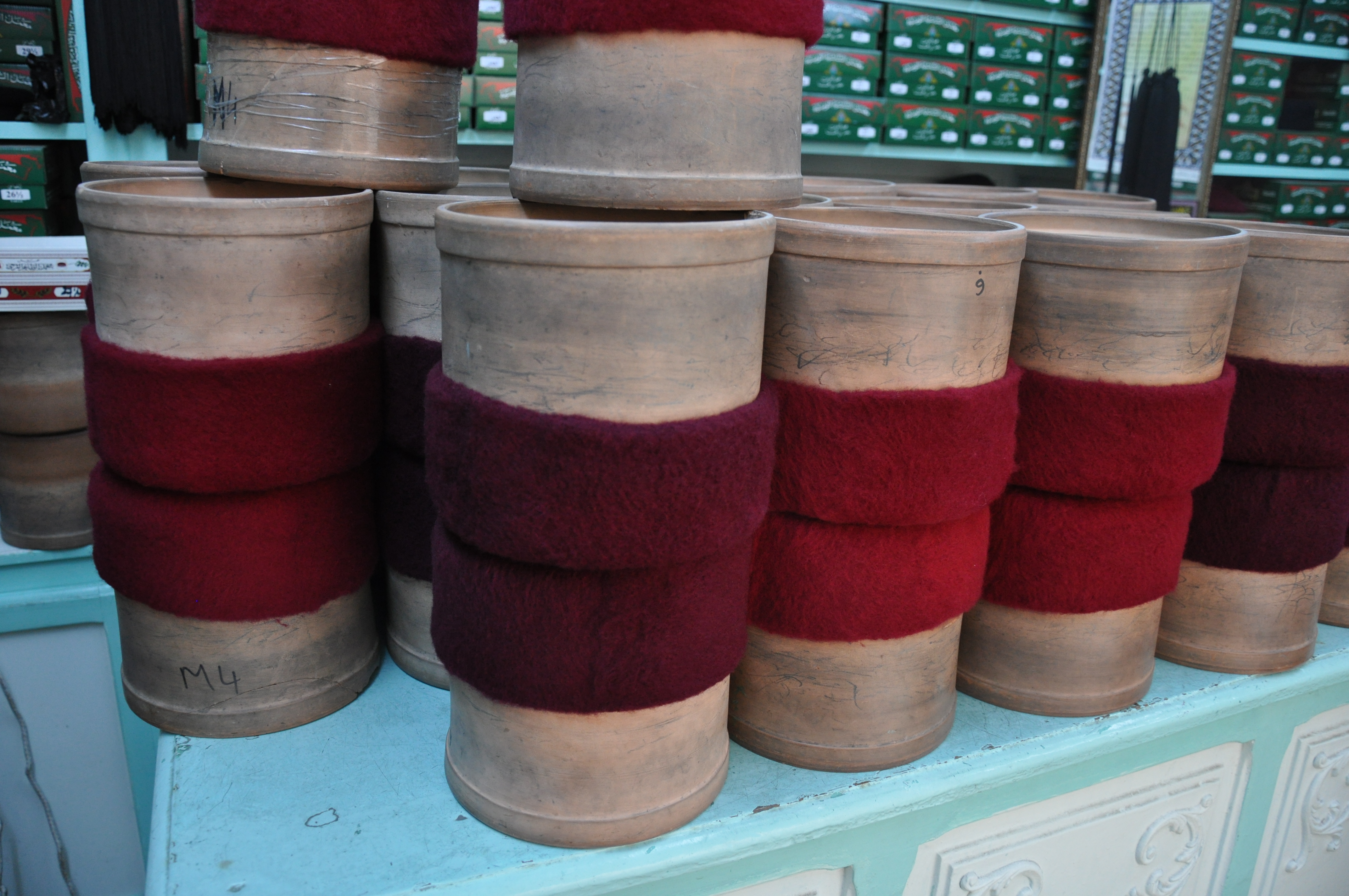
De chechia (Arabisch: شاشية) is een mannelijk hoofddeksel dat door veel moslimvolken wordt gedragen. Zij is het nationale hoofddeksel van Tunesische mannen.
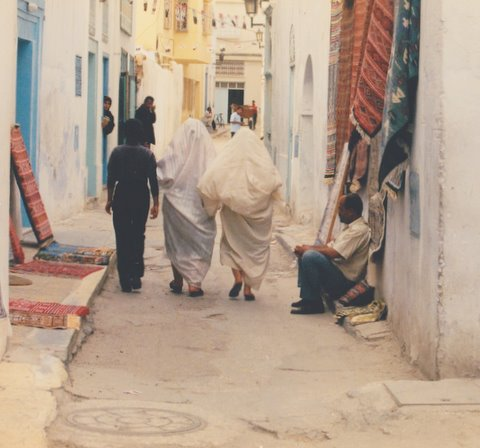
Sifsari,  het is een traditionele sluier, die gedragen wordt door vrouwen in Tunesië. De sluier werd vooral gedragen door vrouwen in de steden als ze hun eigen huis verlieten

### Zuid-Afrika

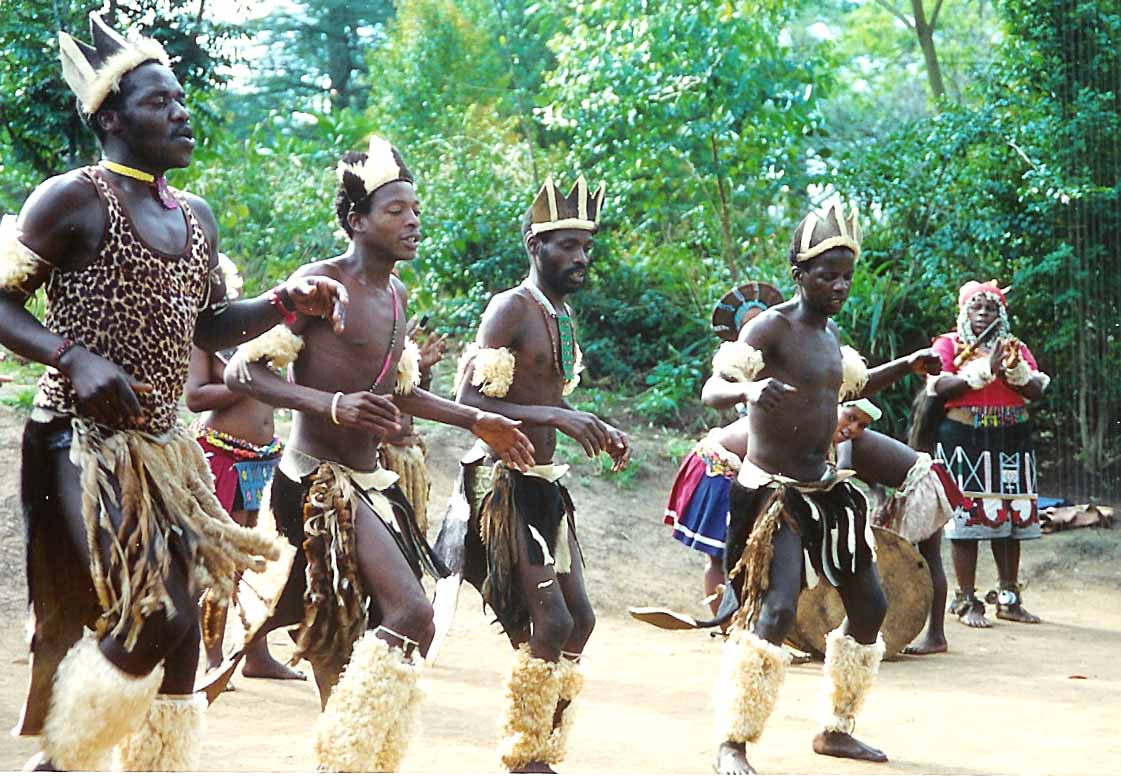
Zoeloemuzikanten
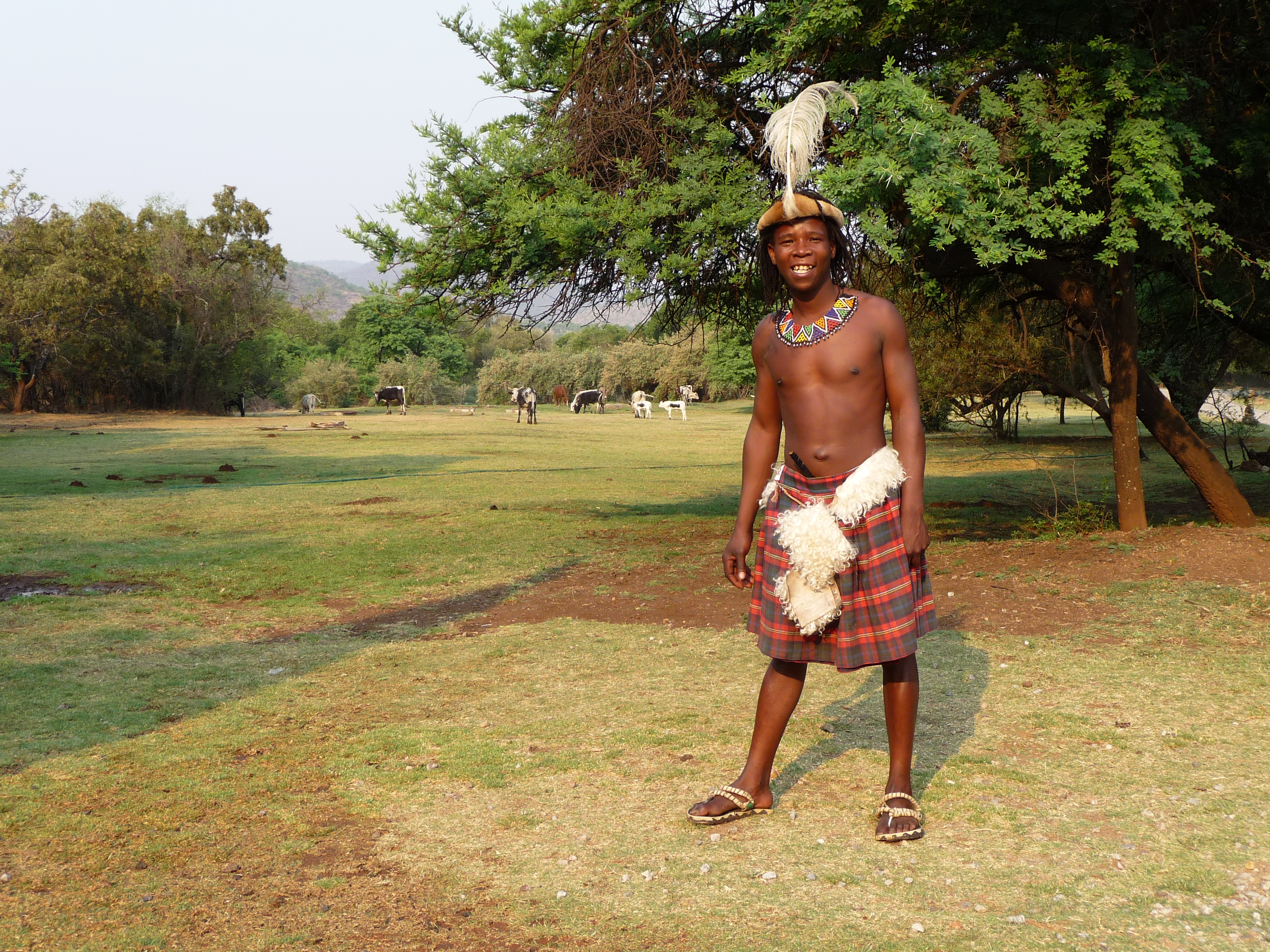
Zoeloeherder
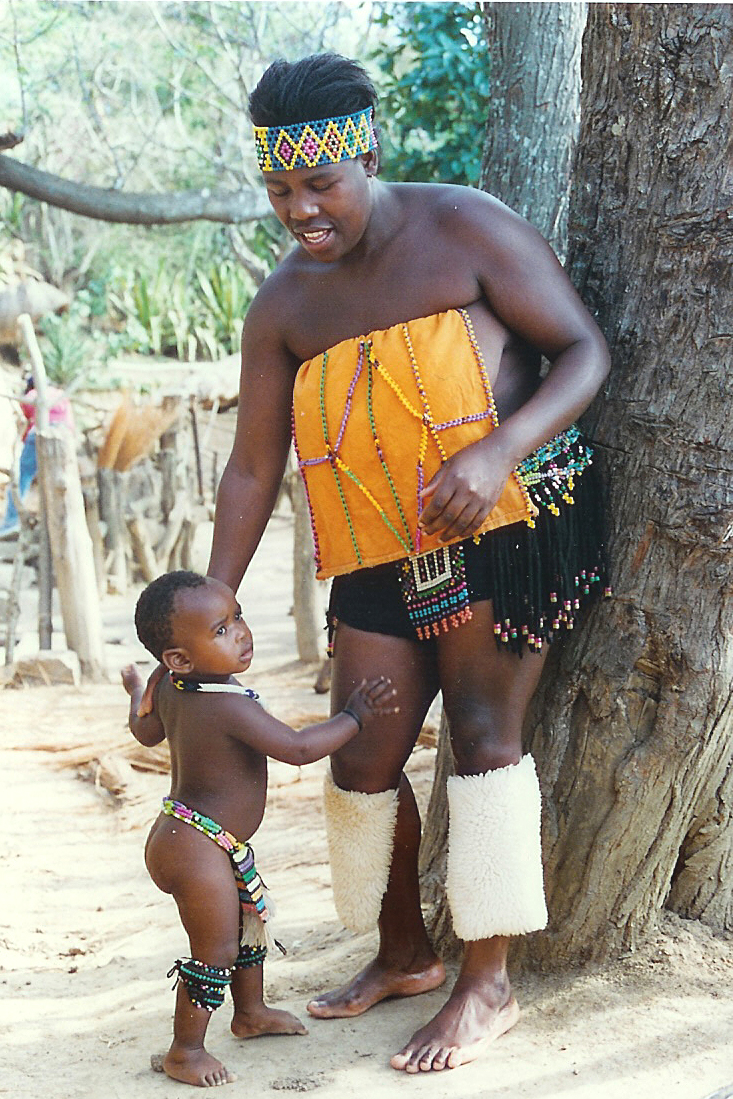
Zoeloemoeder en kind
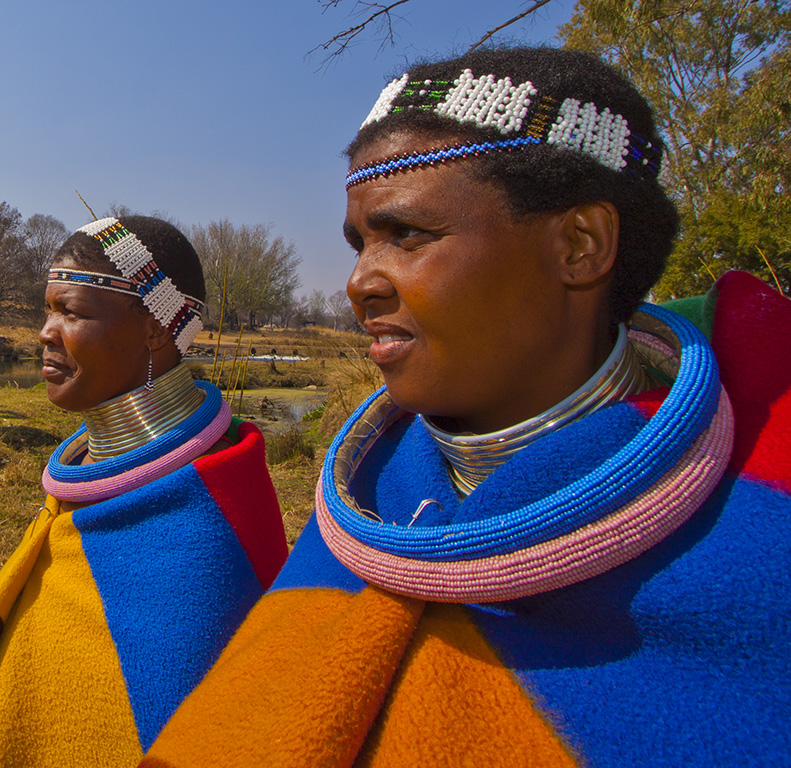
Zuid-Ndebele

## Amerika en Groenland

### Bolivia

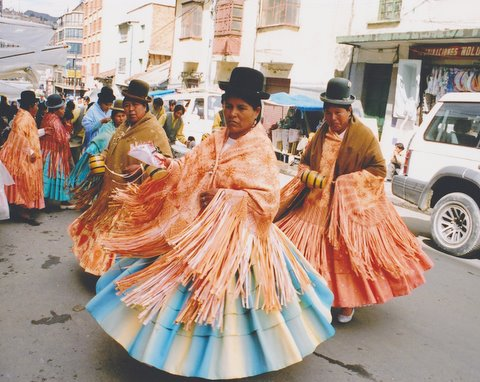
Danseressen met ponchos
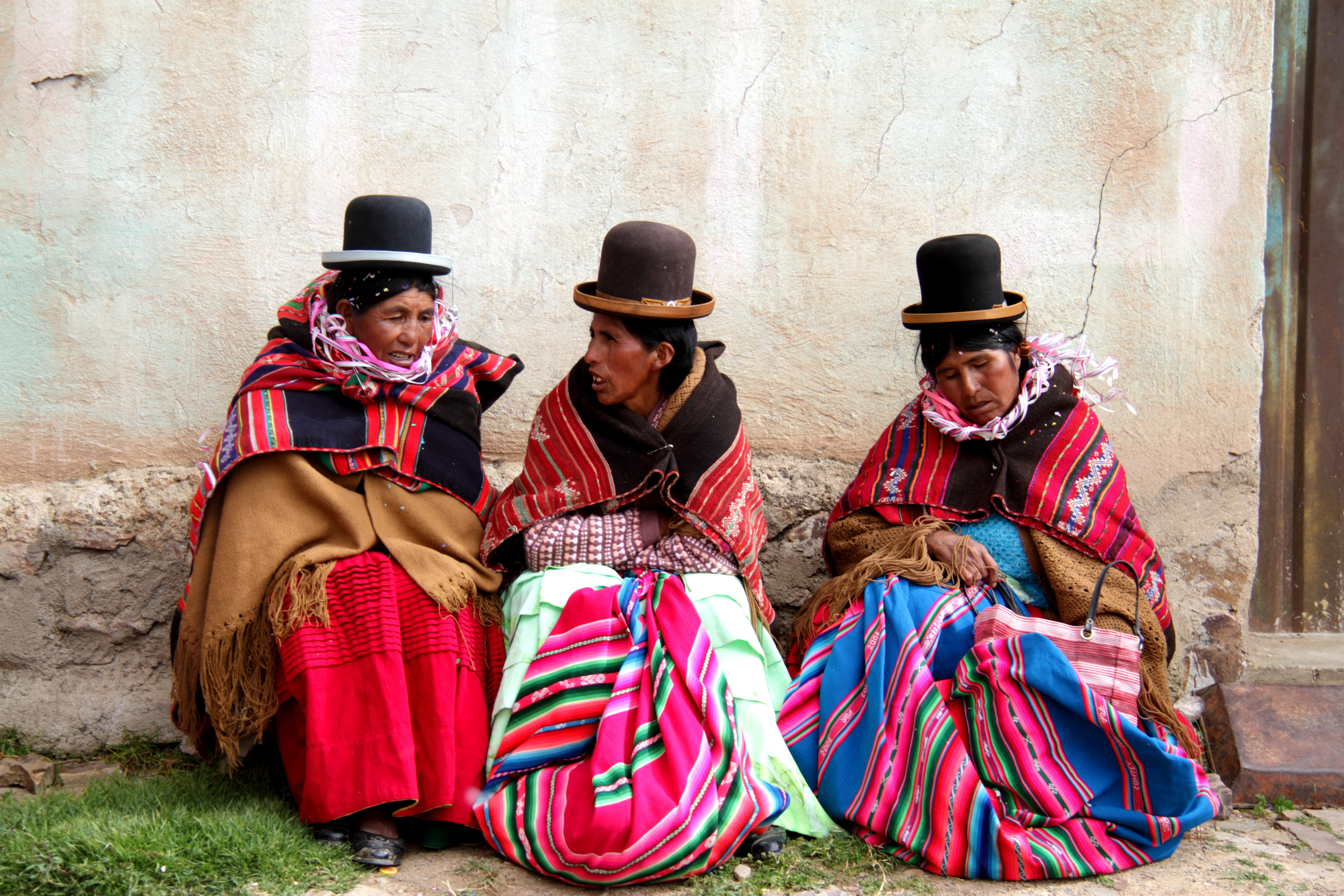
Vrouwen met bolhoed
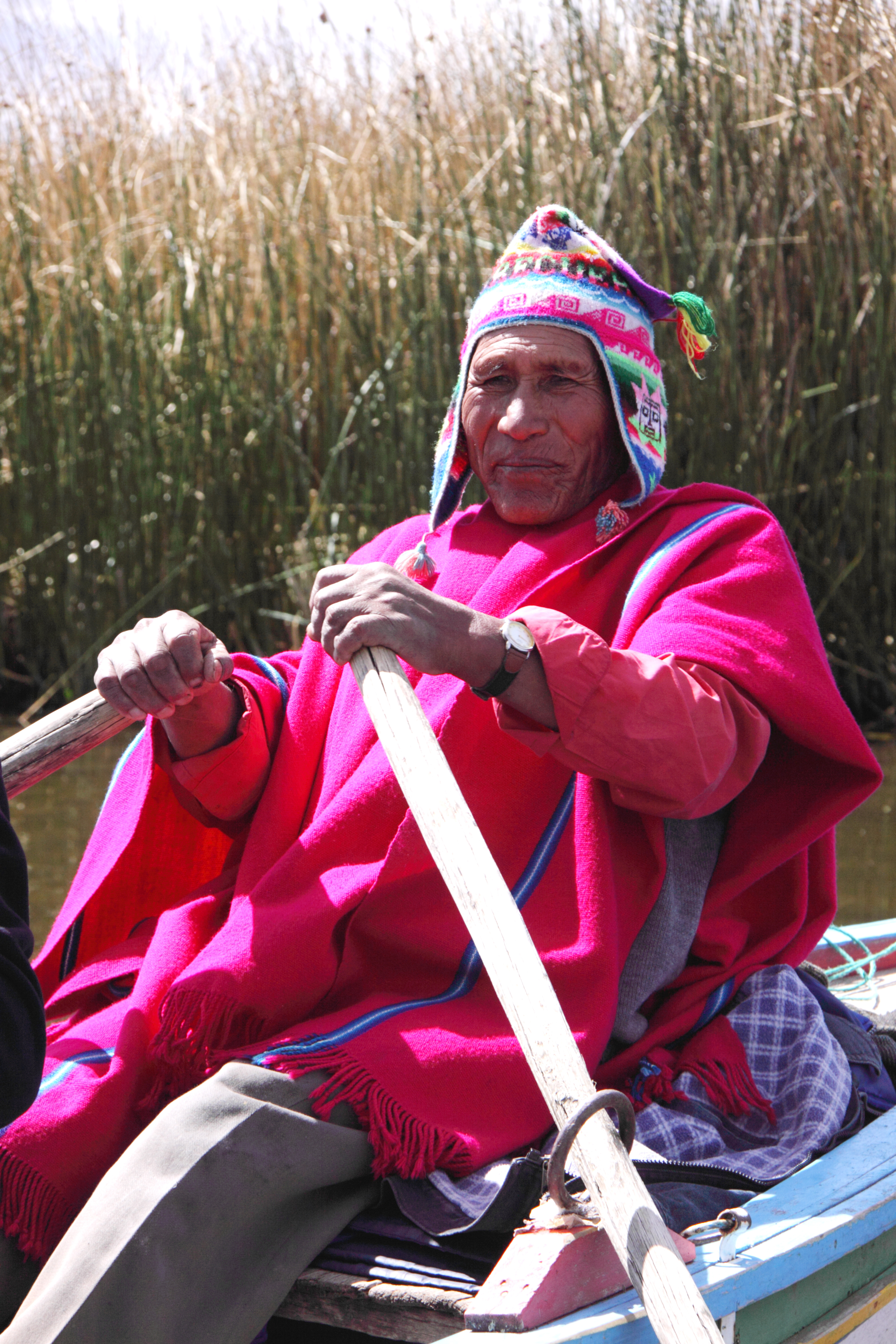
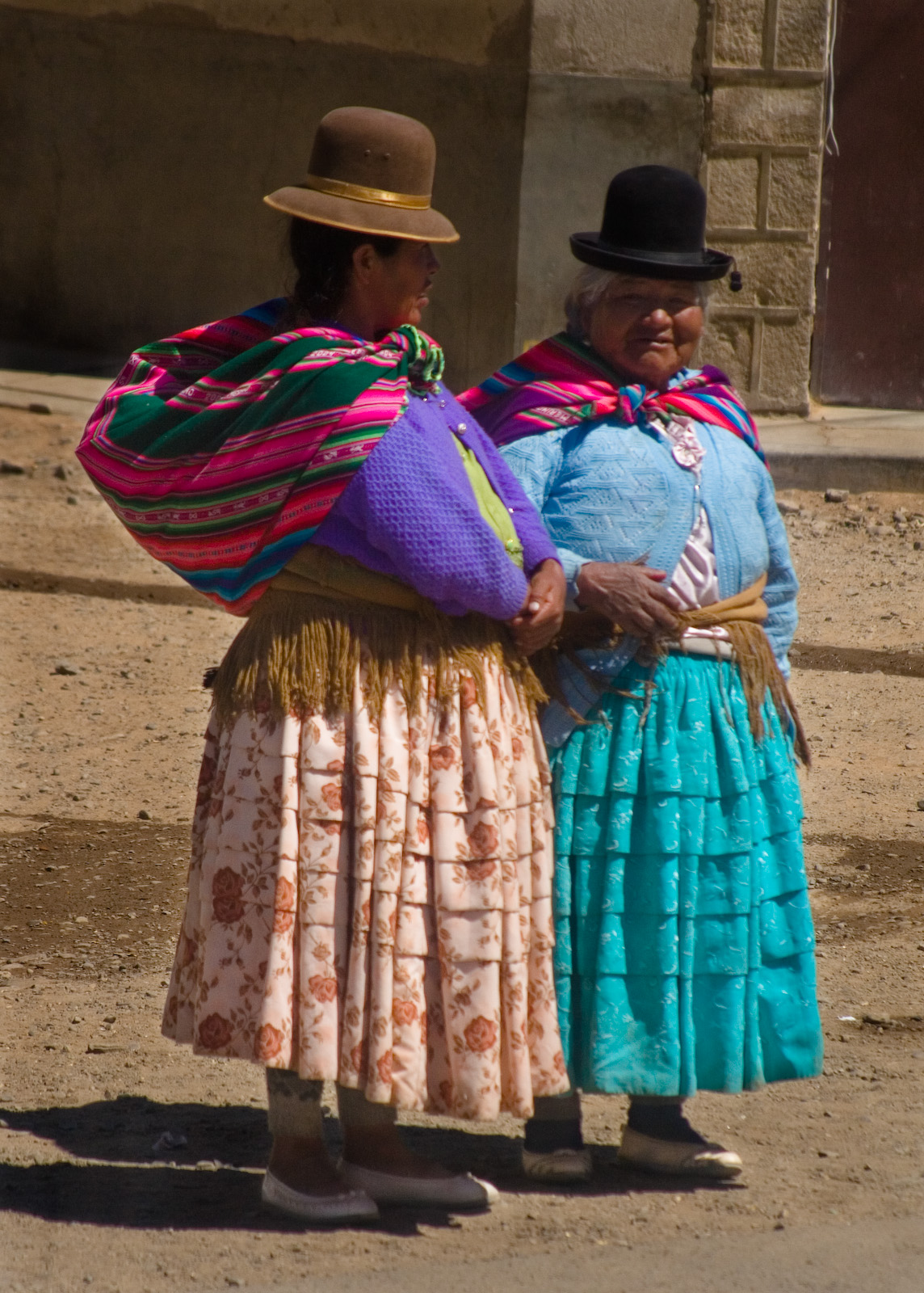
Aymara

### Brazilië

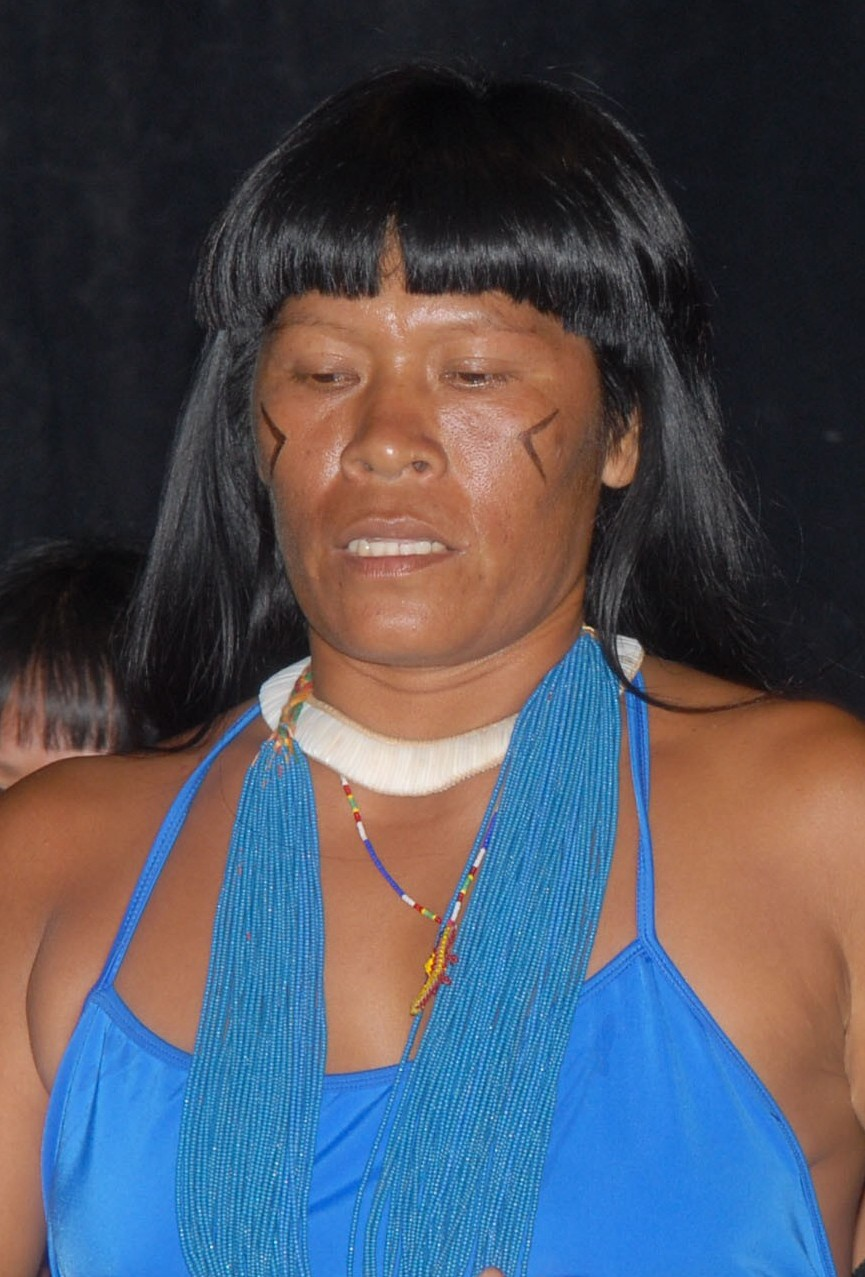
Amazonebekken
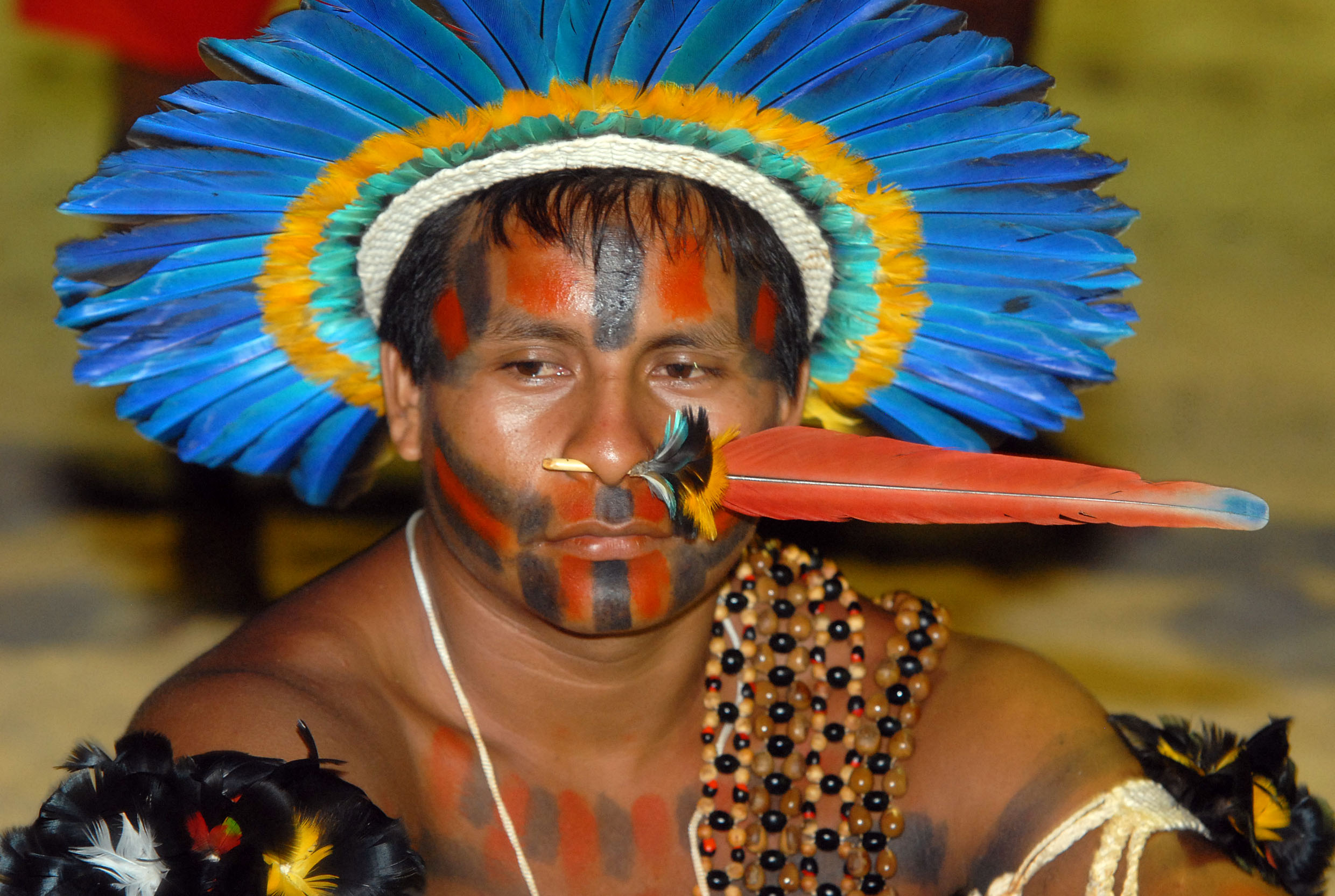
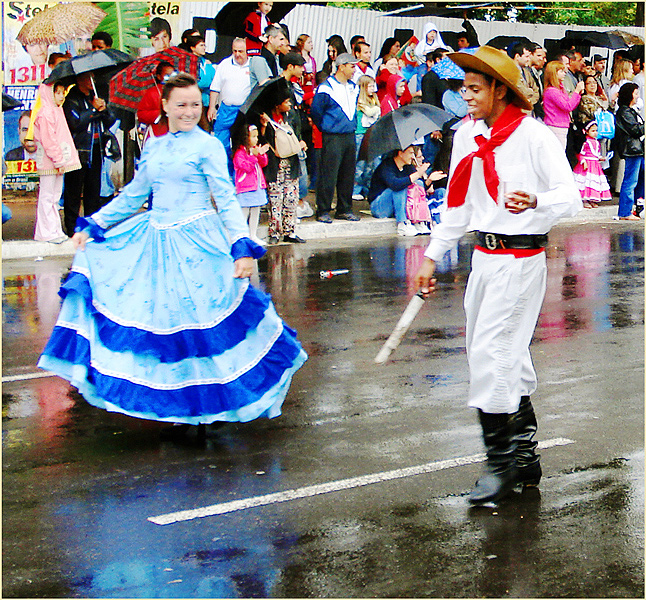
Gauchos
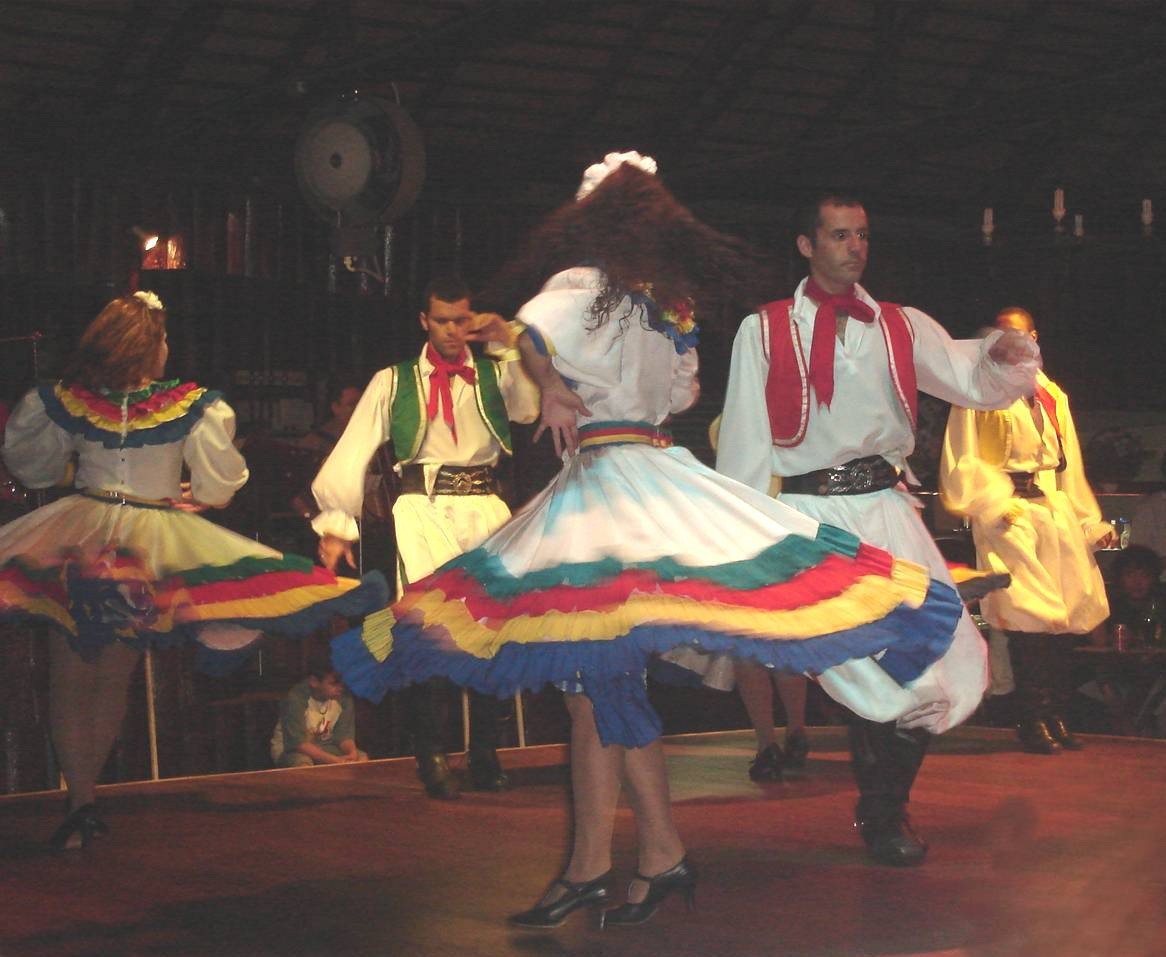
Gauchos

### Ecuador

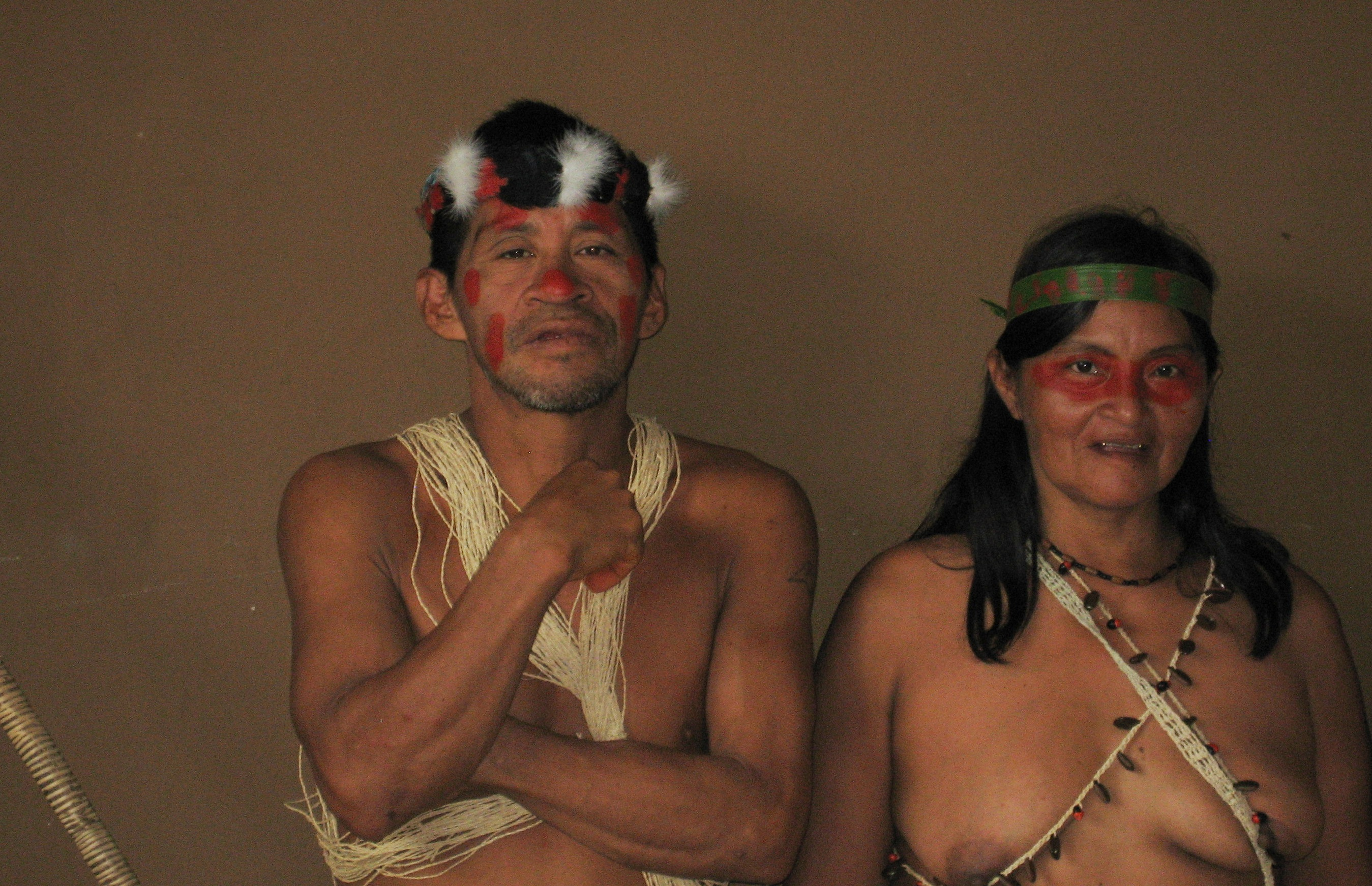
Huaorani
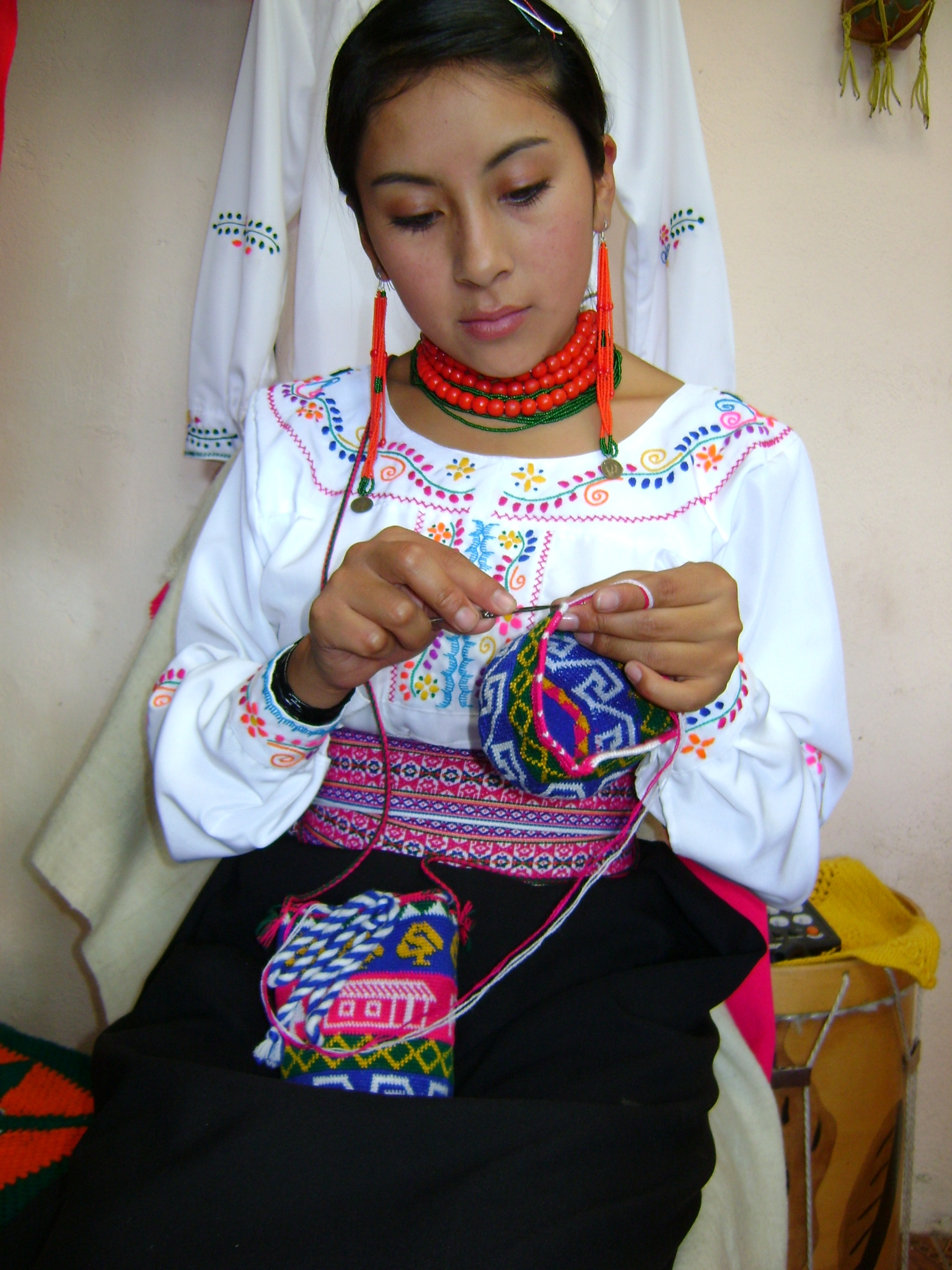
Cacha
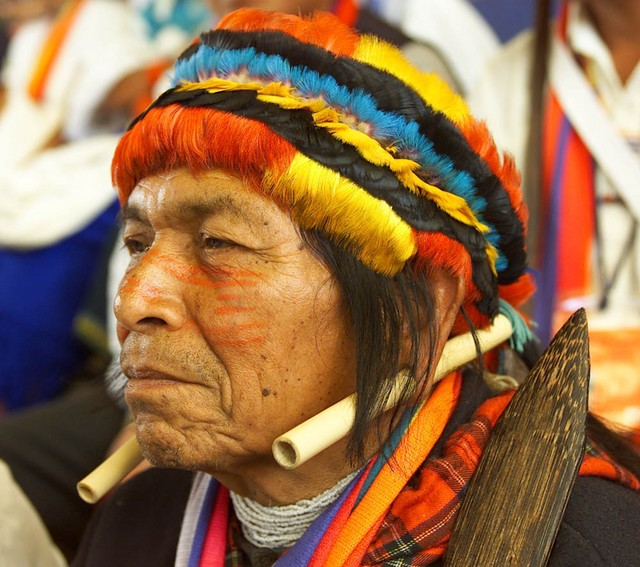
Een sjamaan

### Groenland

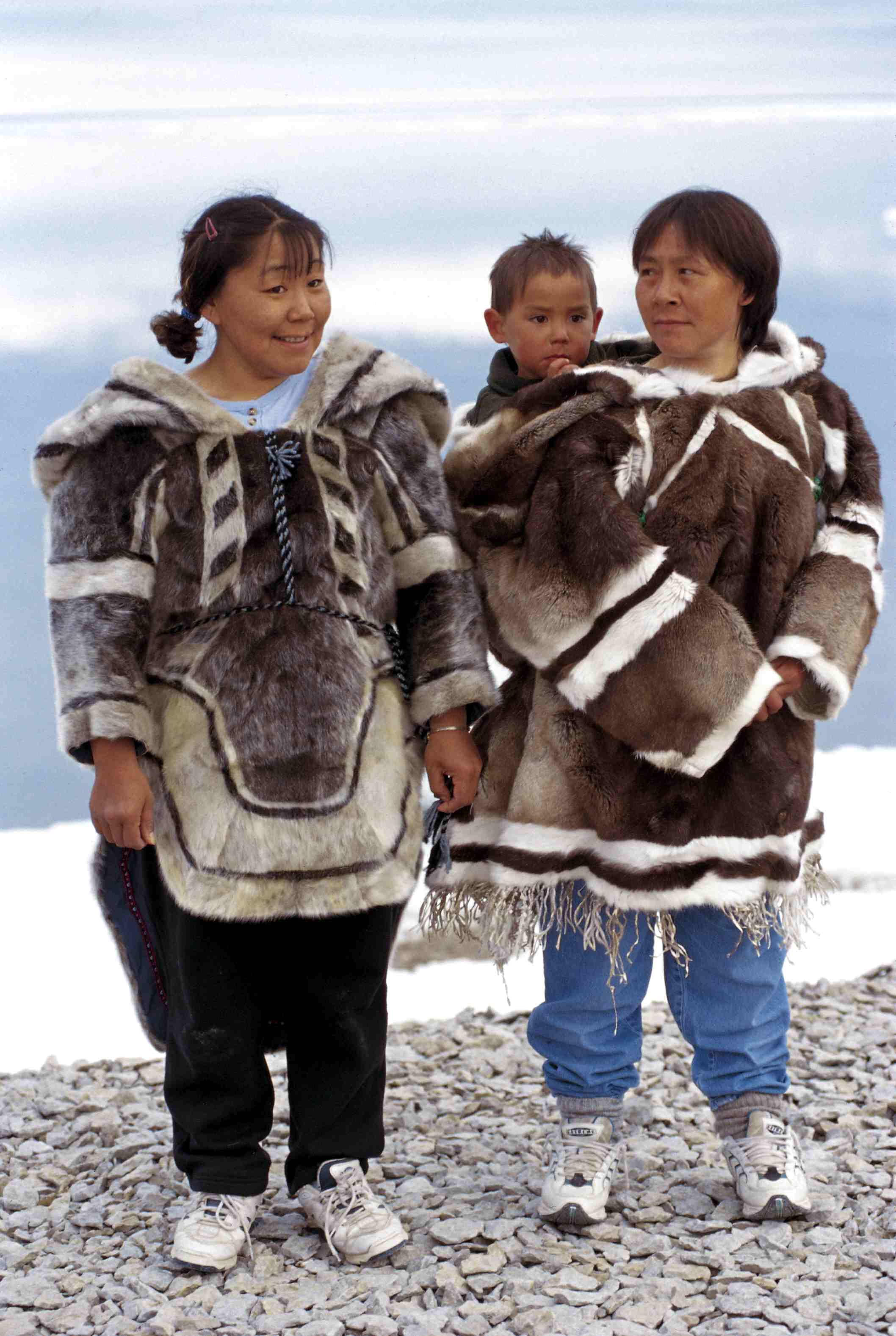
Inuit
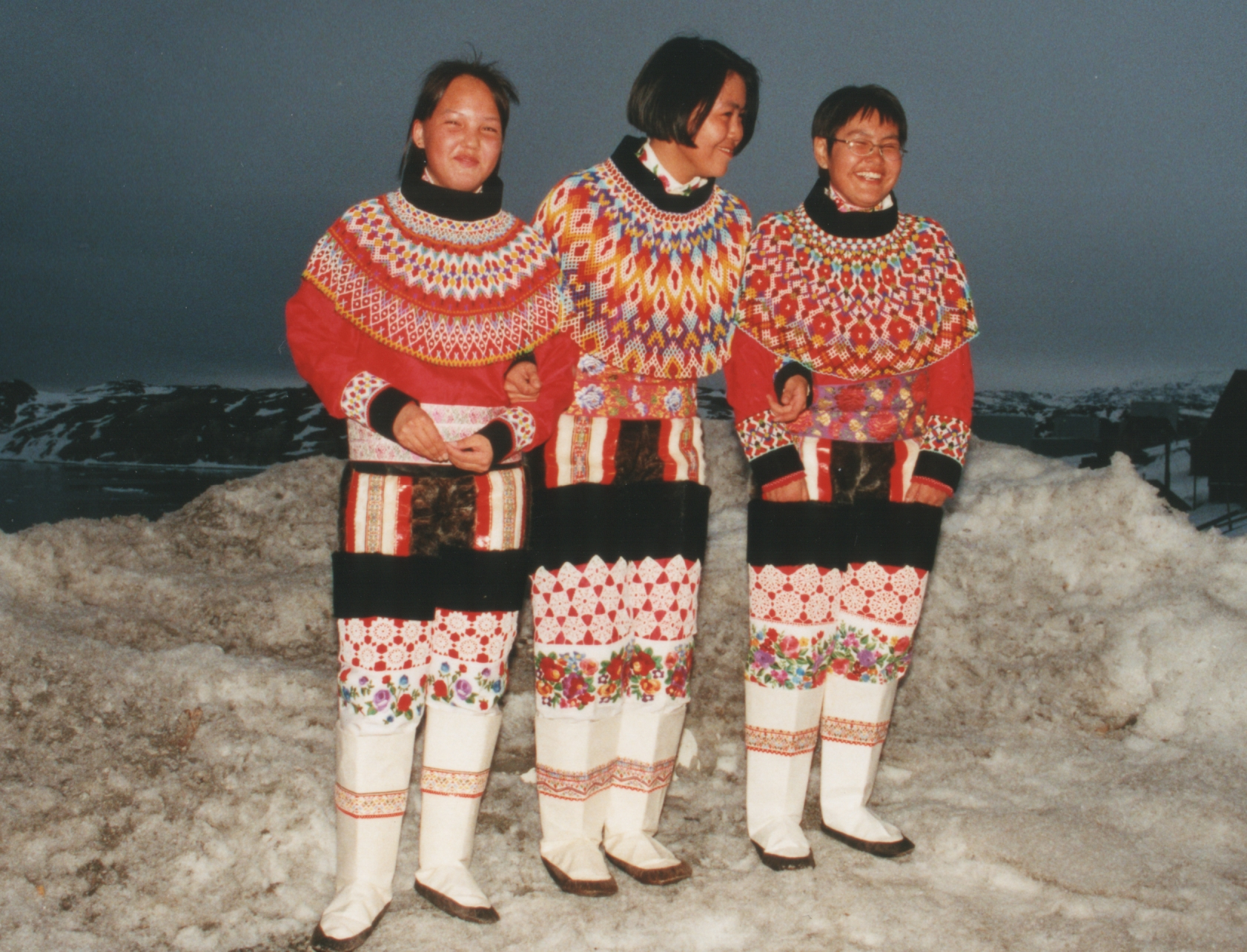
Inuit

### Mexico

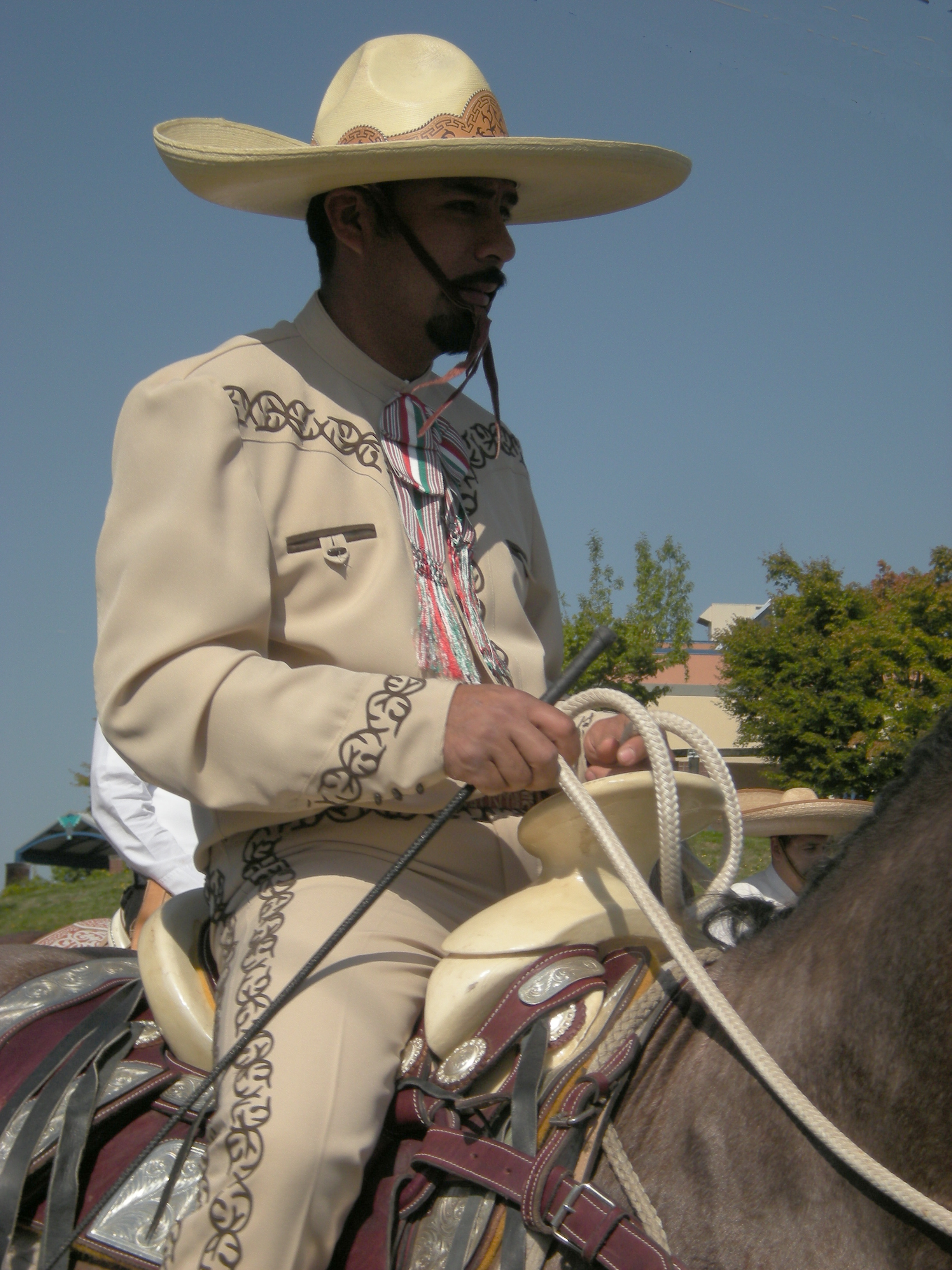
Ruiter met sombrero
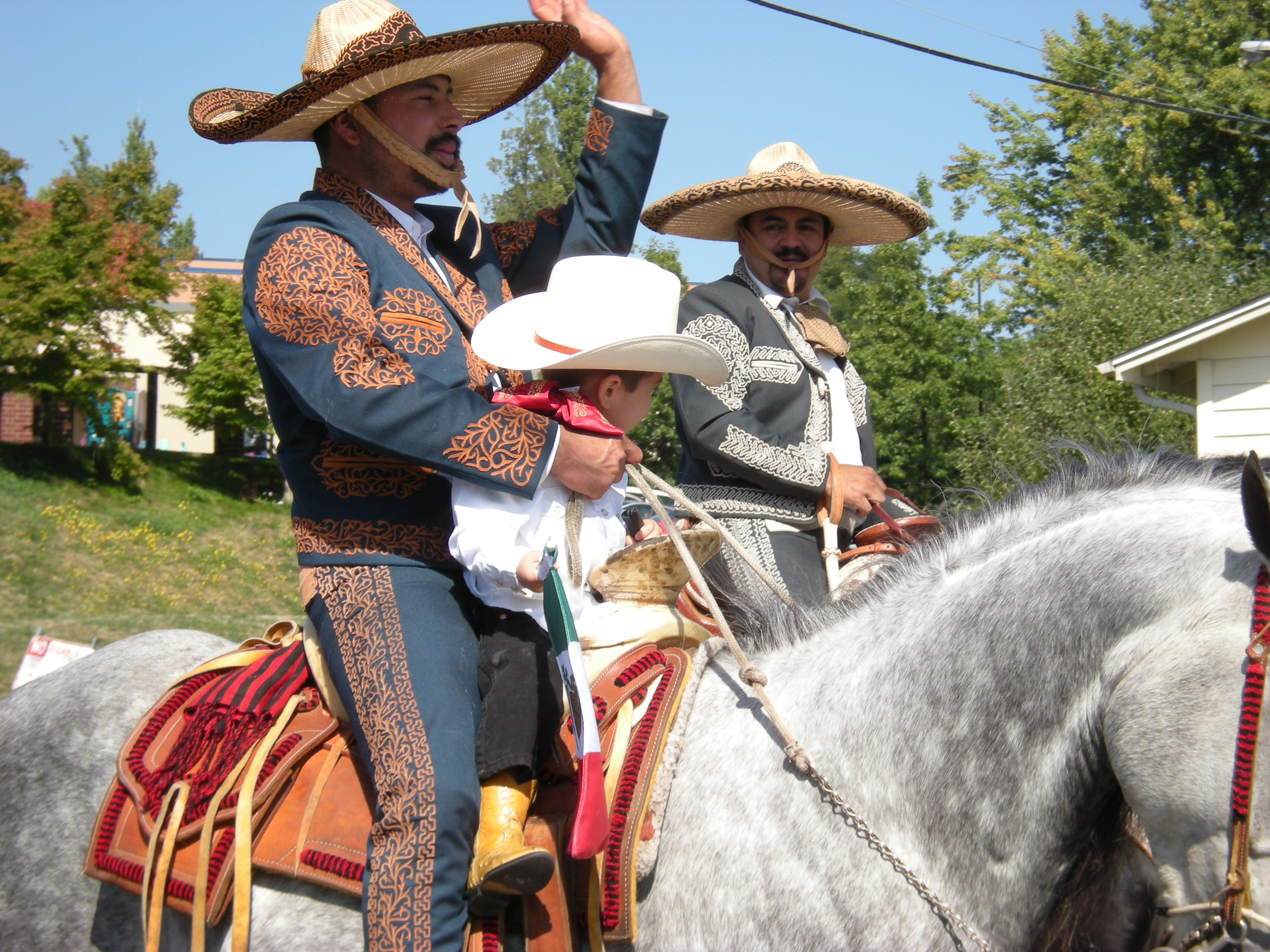
Mexicaanse stijl
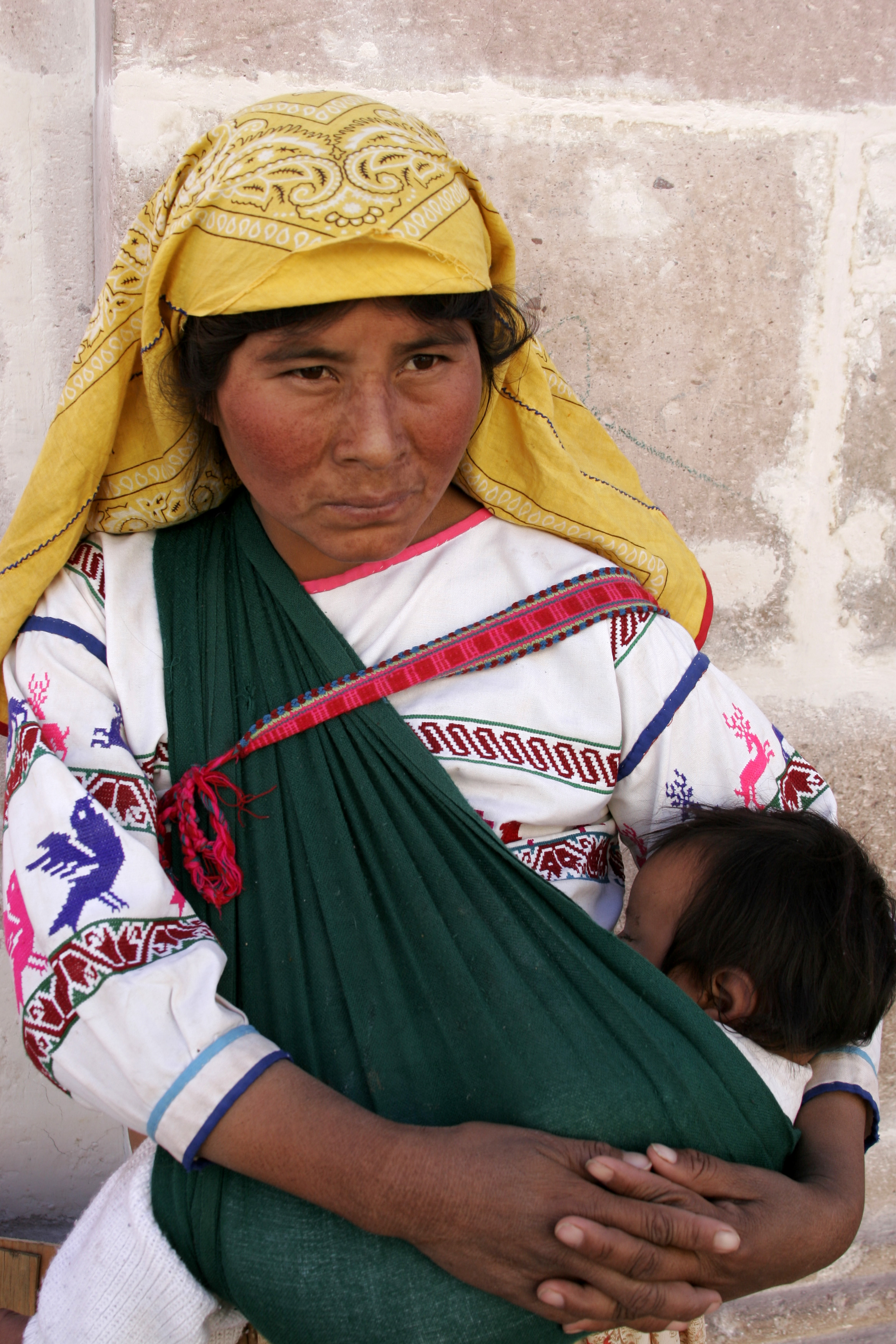
Huichol
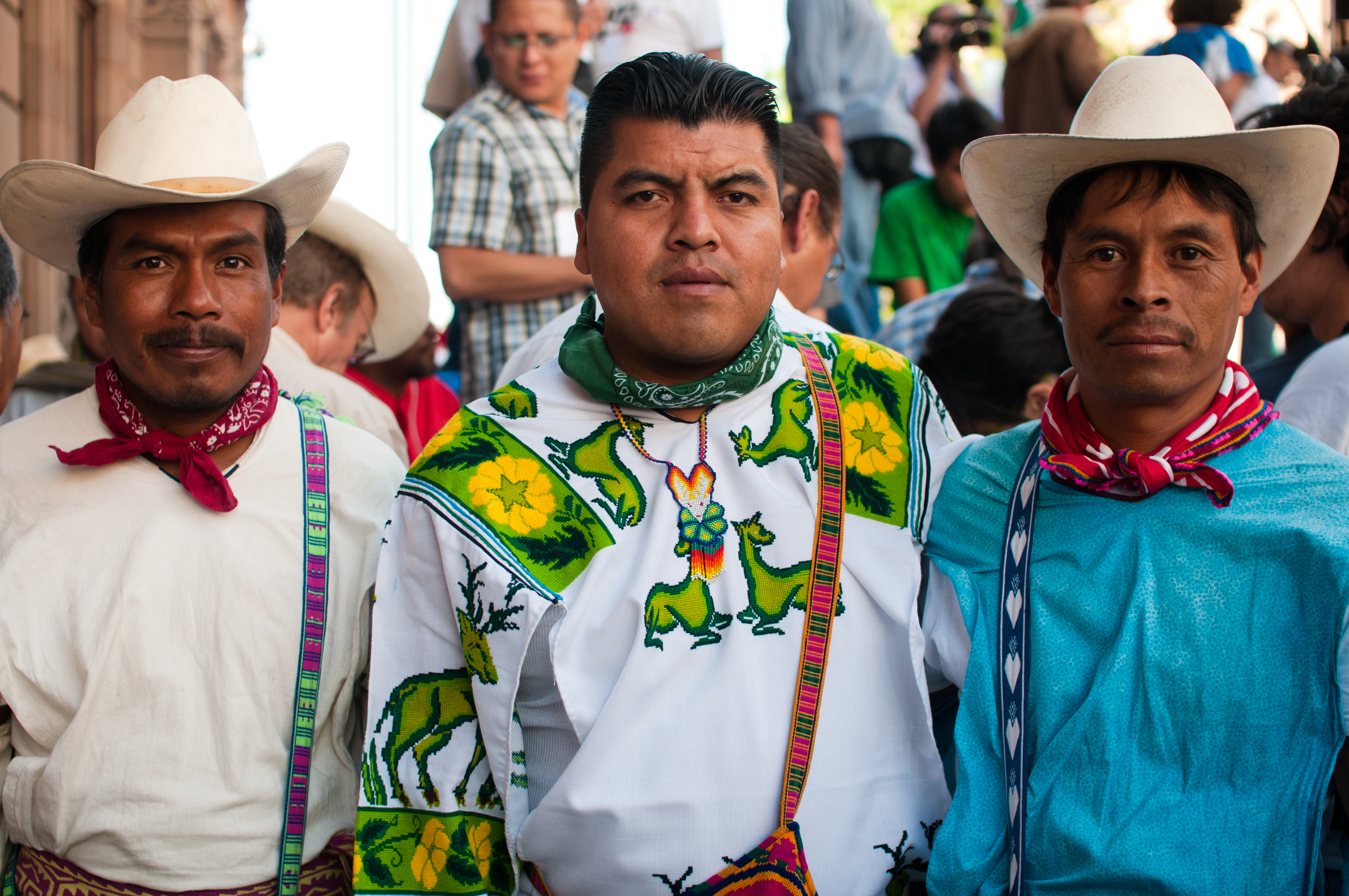
Huichol

### Panama

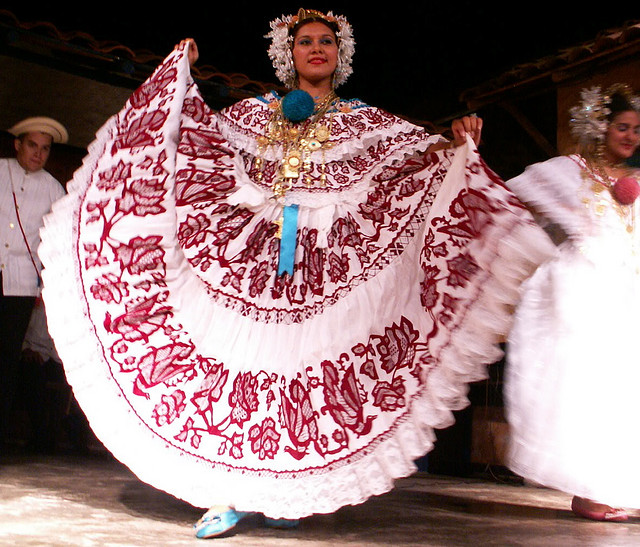
Panama
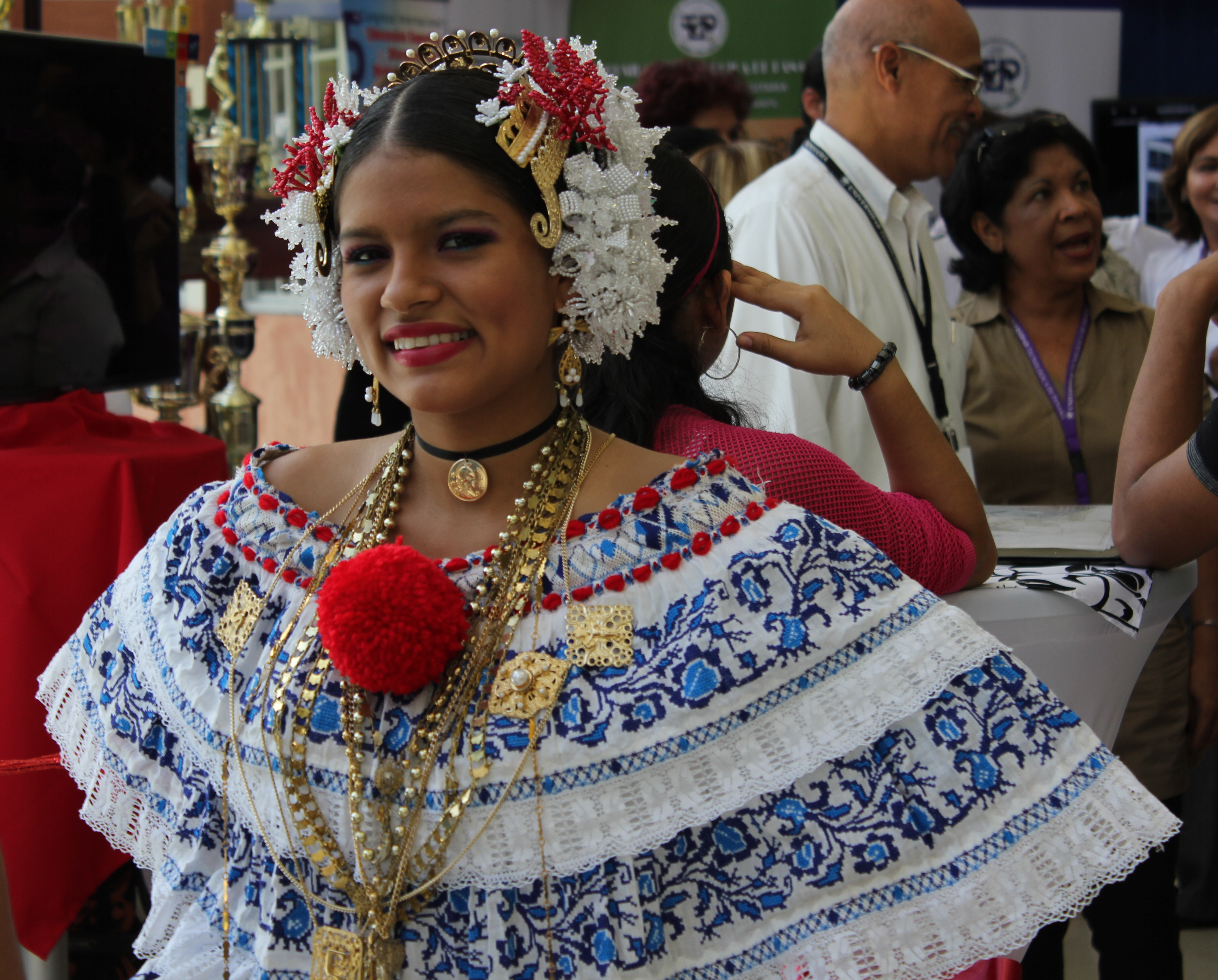
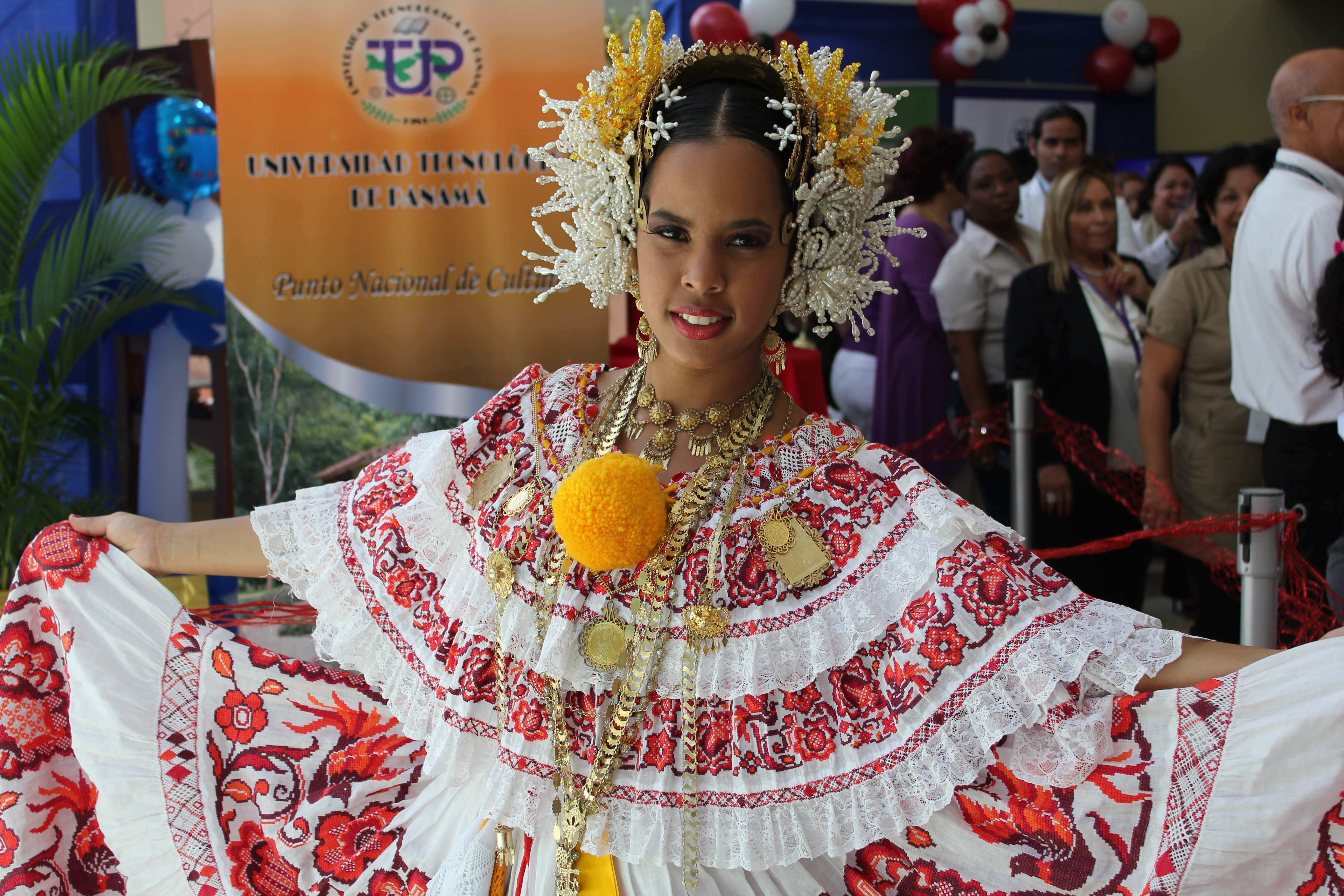

### Peru

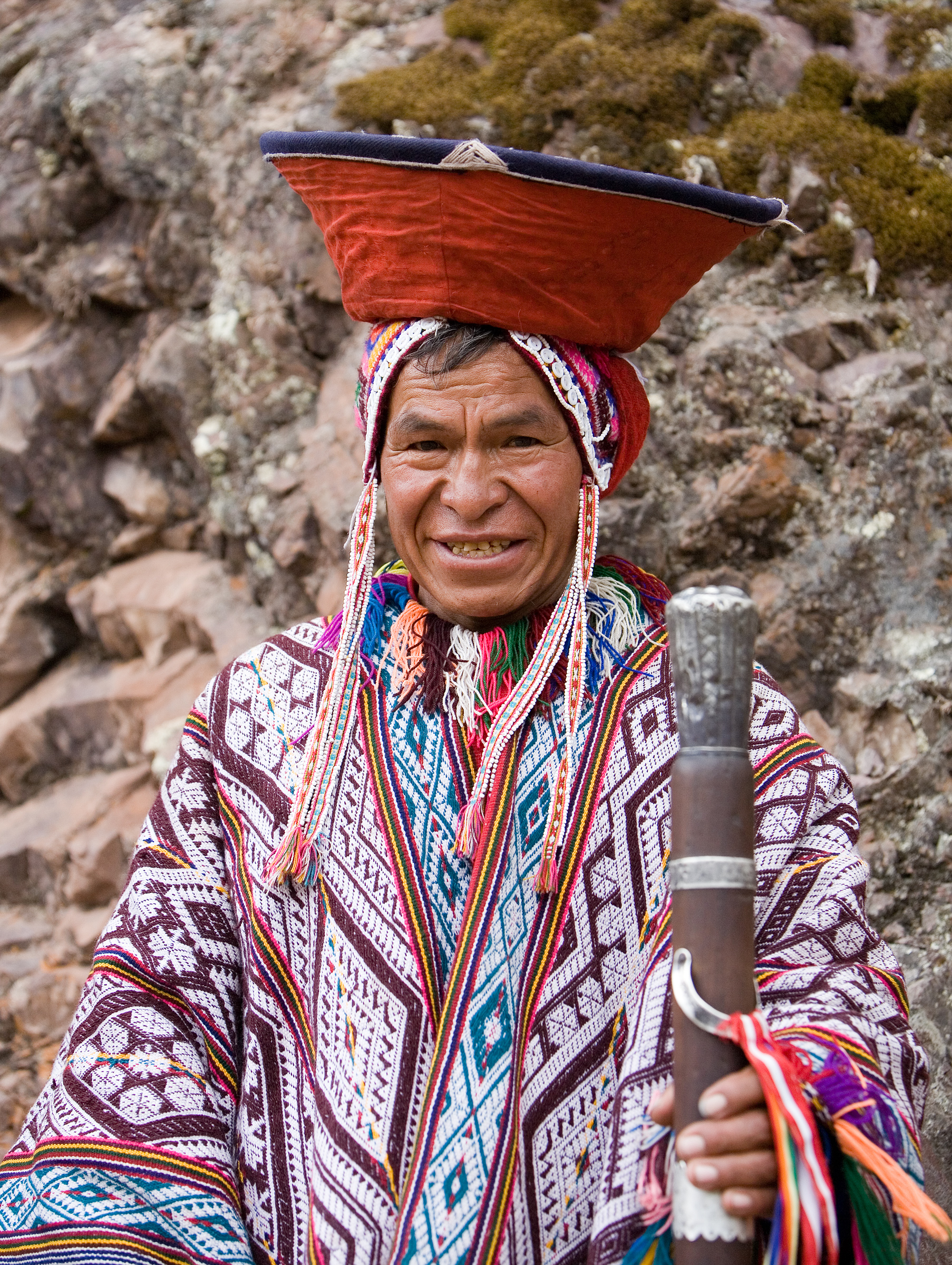
Quichua
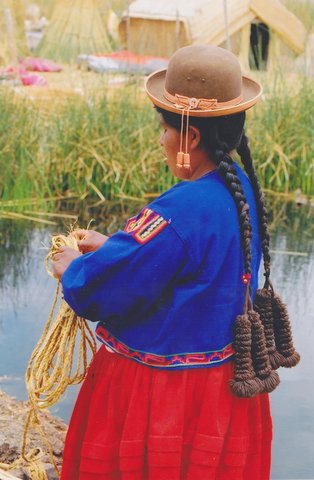
Peruaanse vrouw
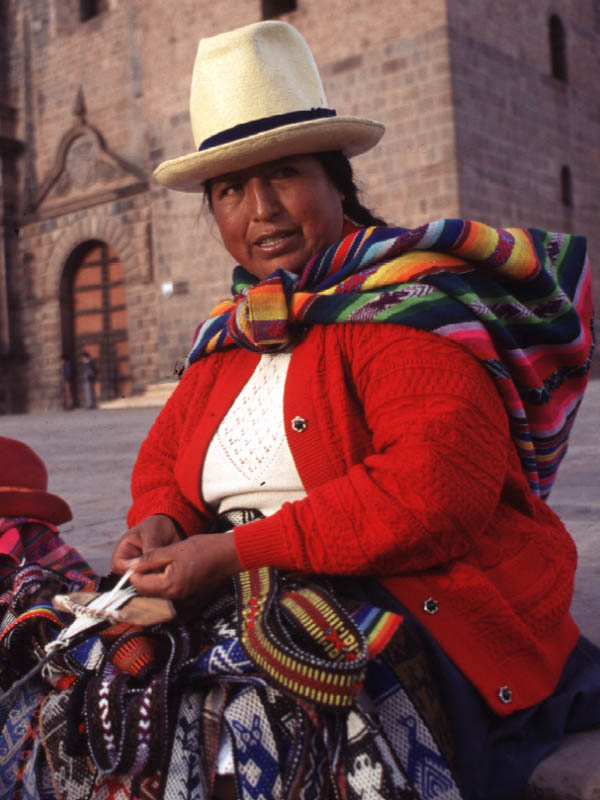
Peruaanse vrouw
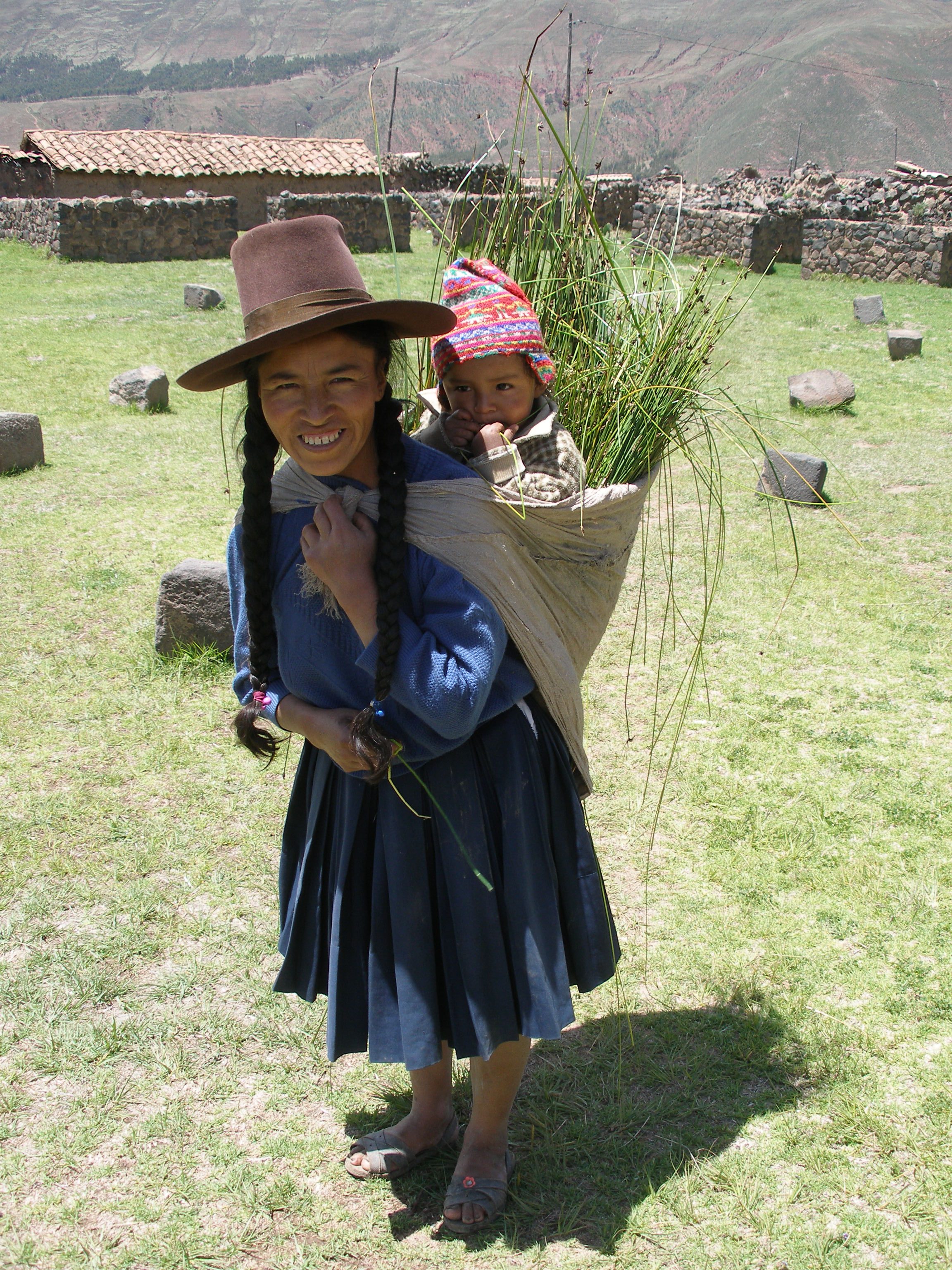
Peruaanse vrouw met kind in slendang

### Maleisië

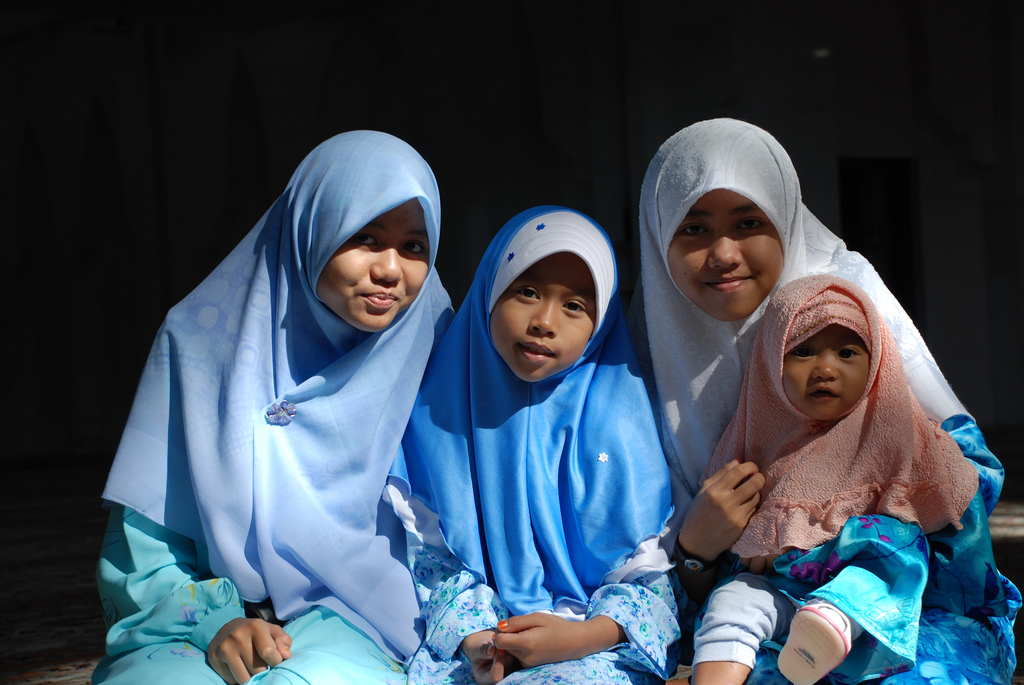
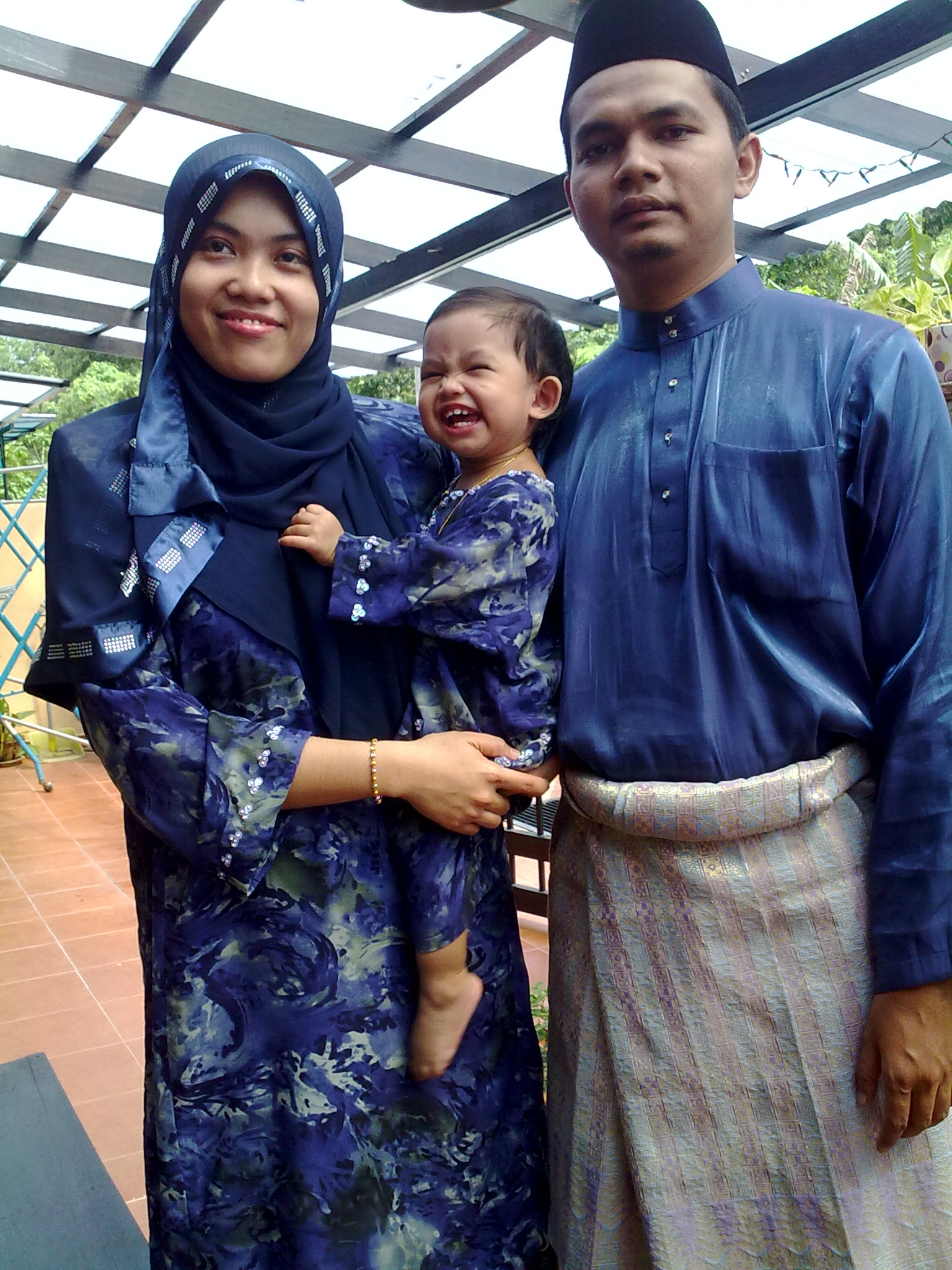

### Suriname

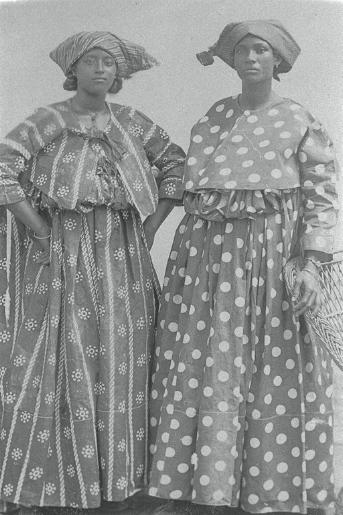
Kotomisi

### Venezuela

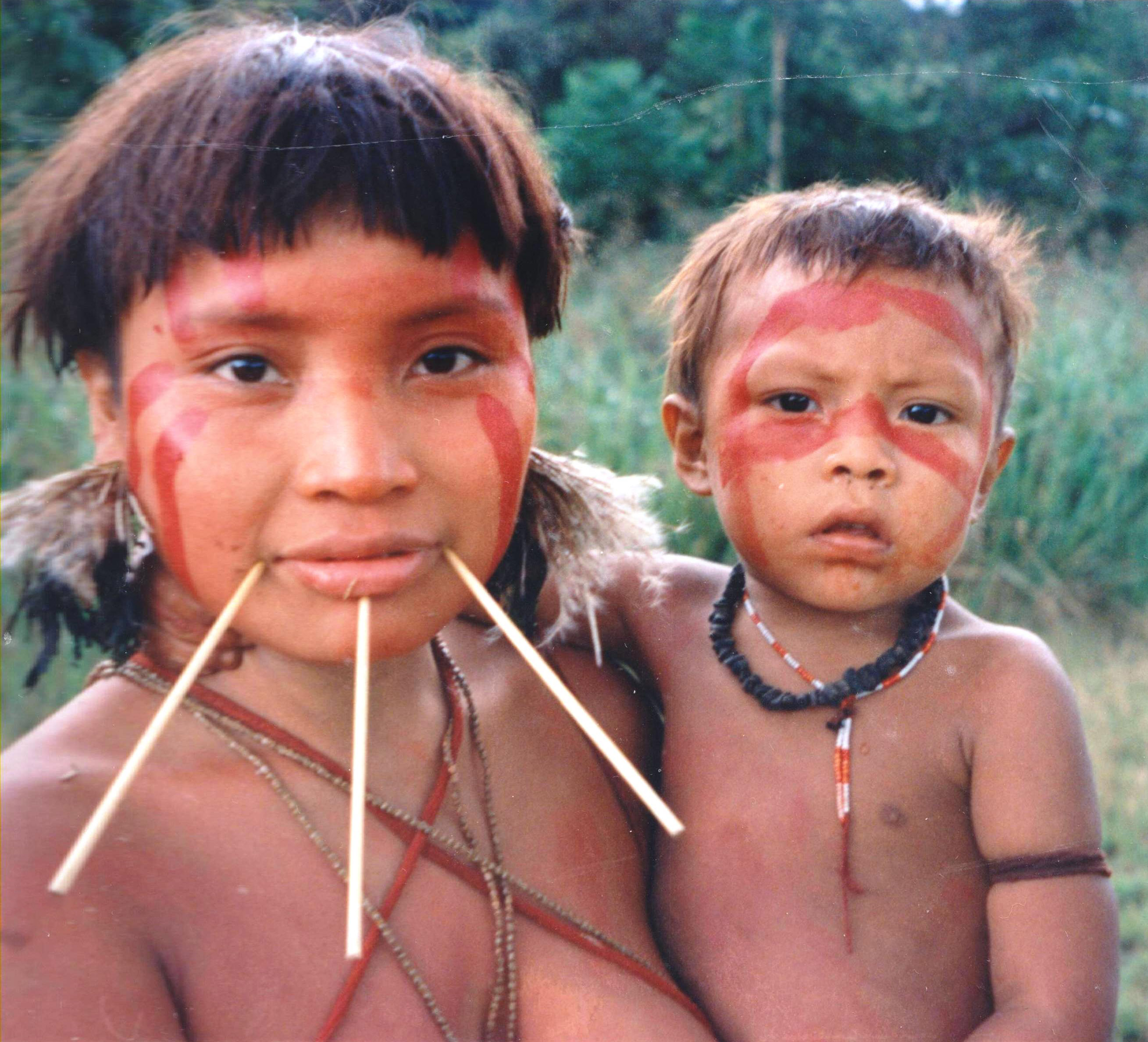
Yanomamö
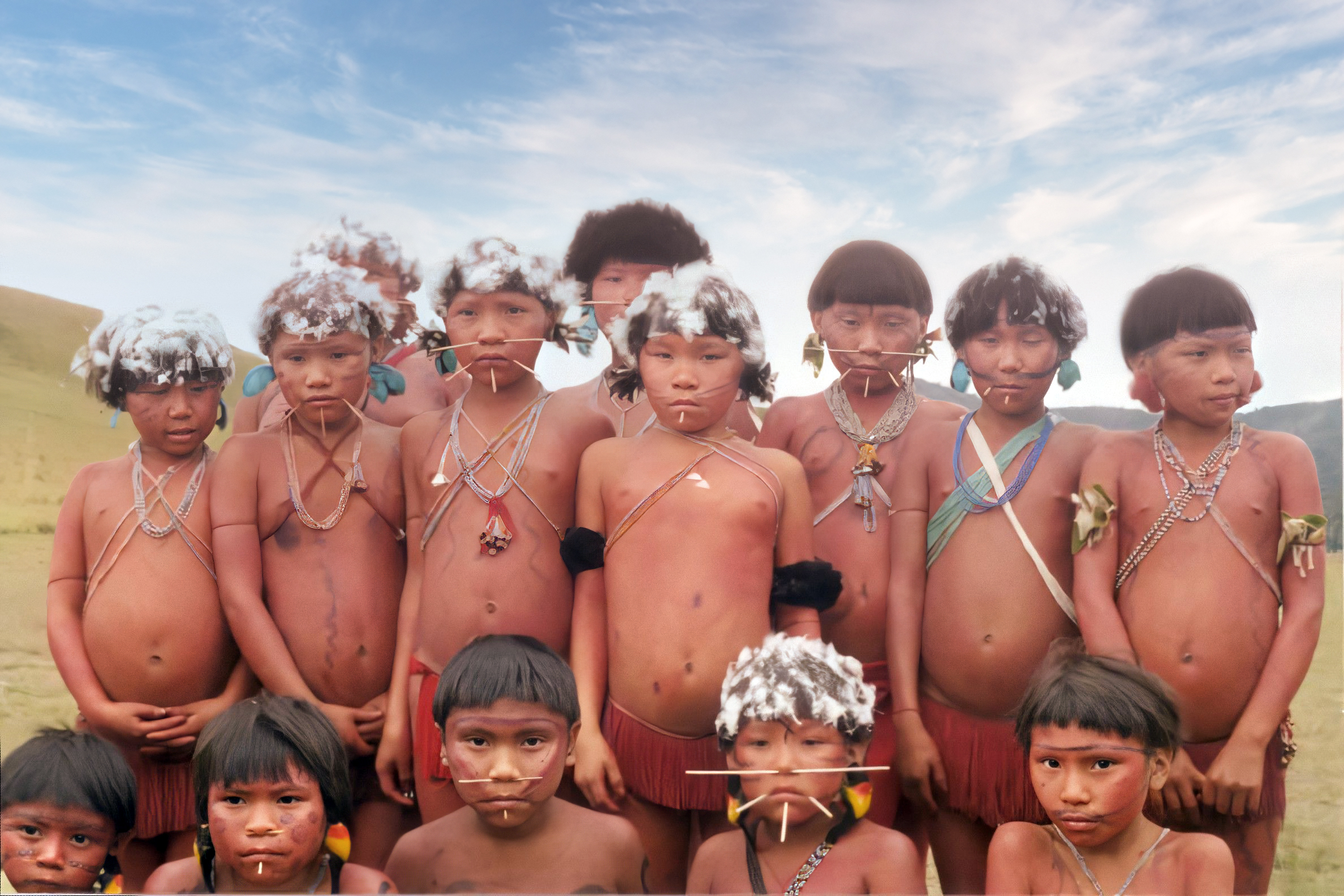
Yanomamö

### Verenigde Staten

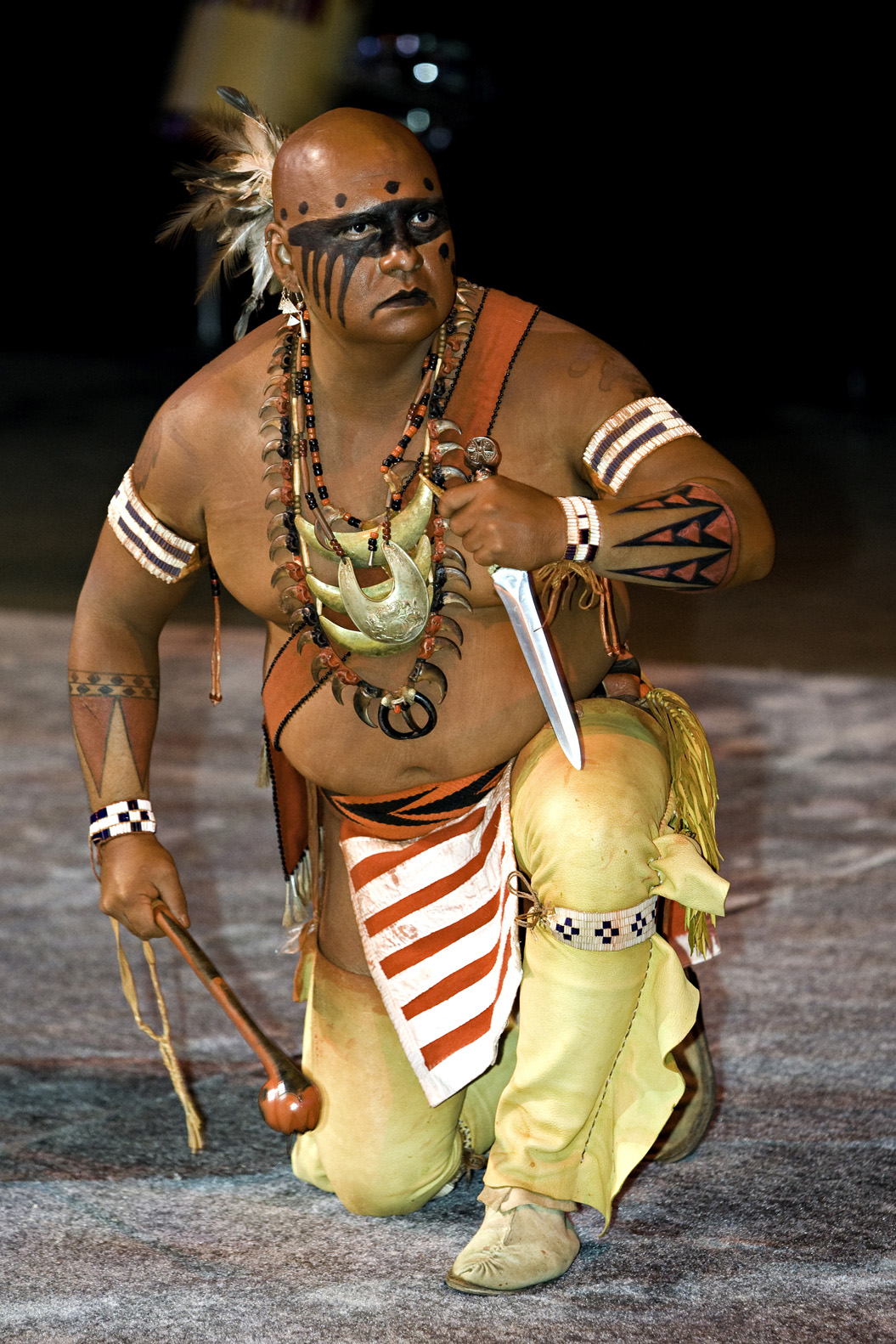
Cherokee
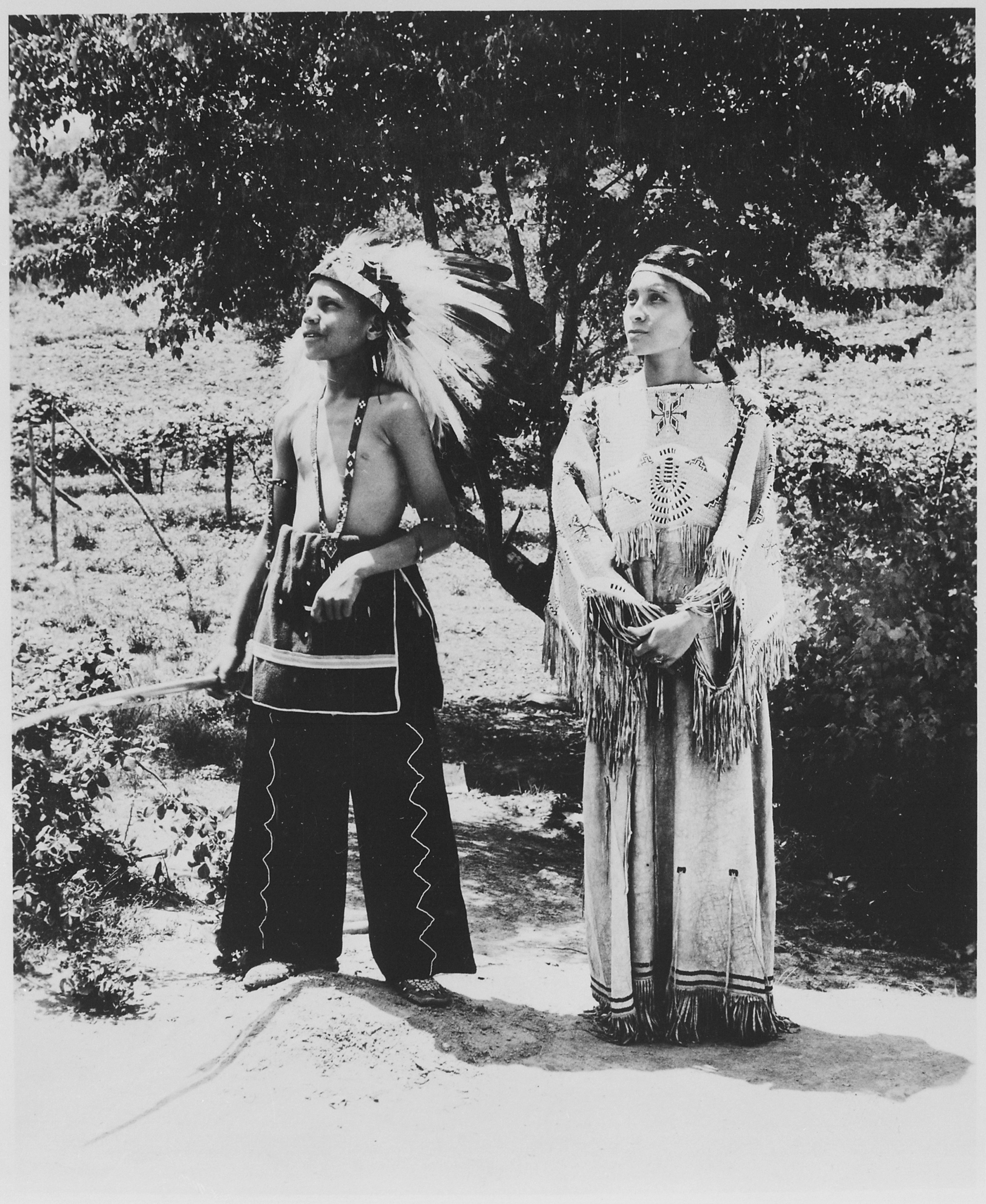
Cherokee
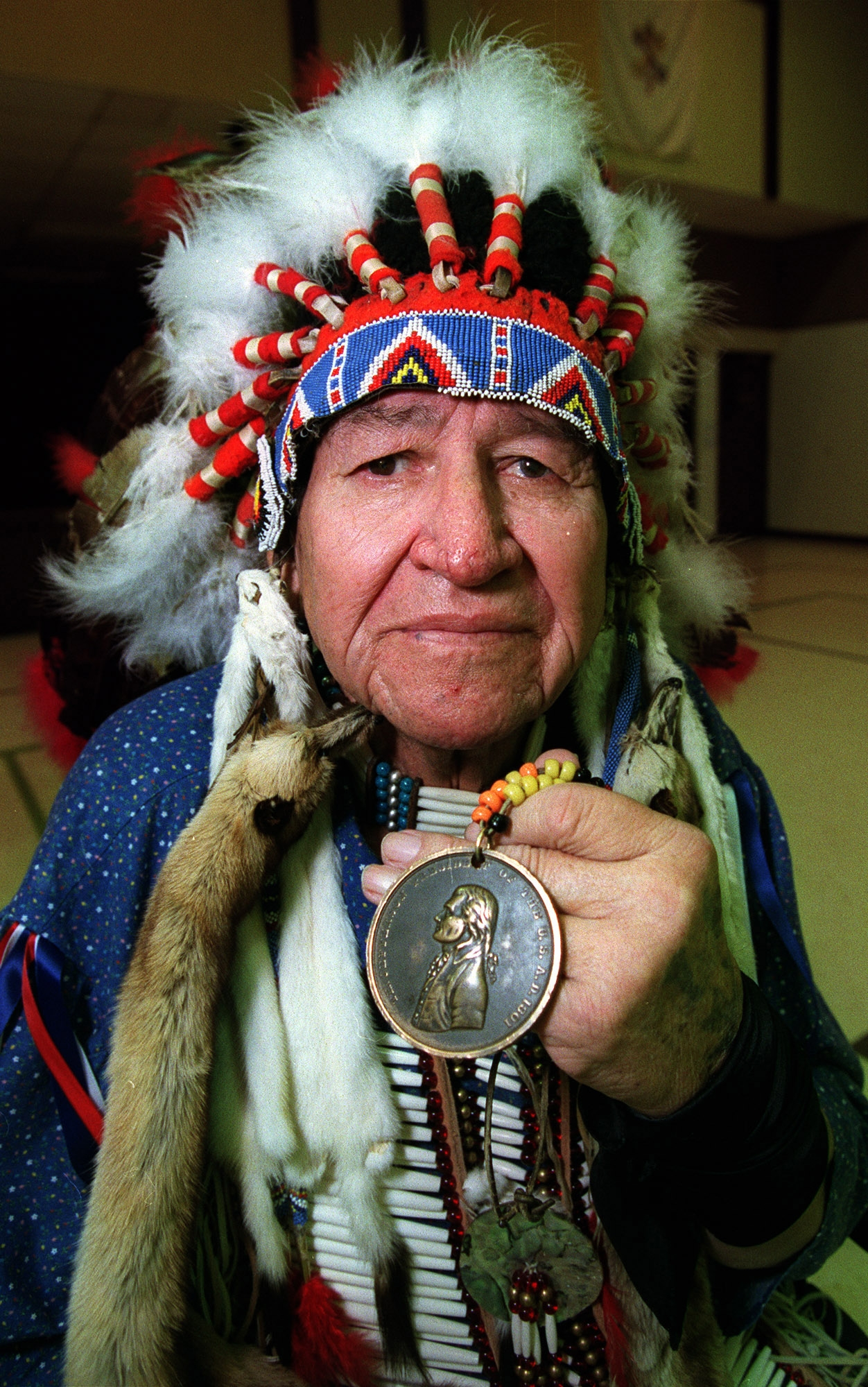
Lakota
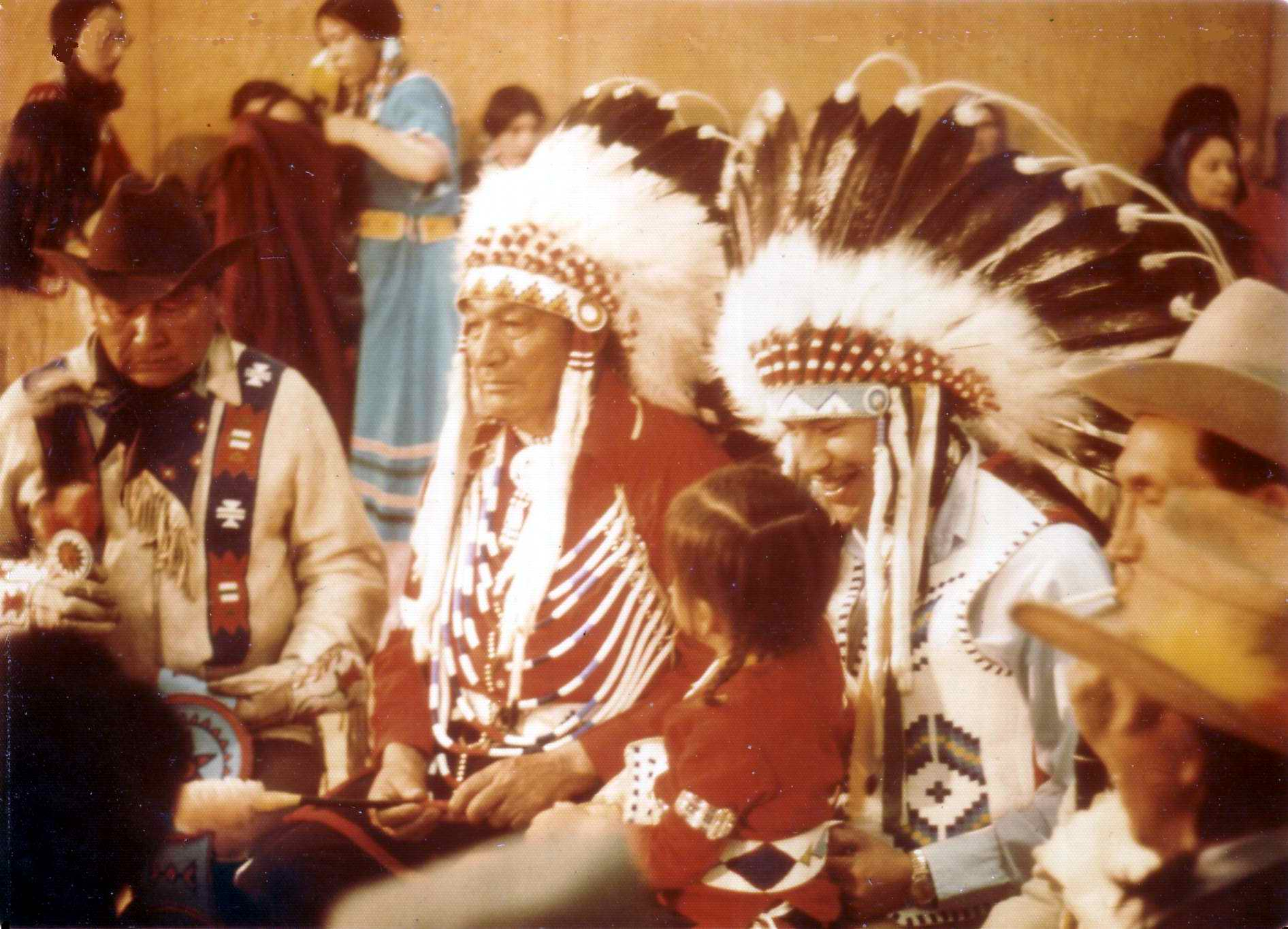
Blackfoot
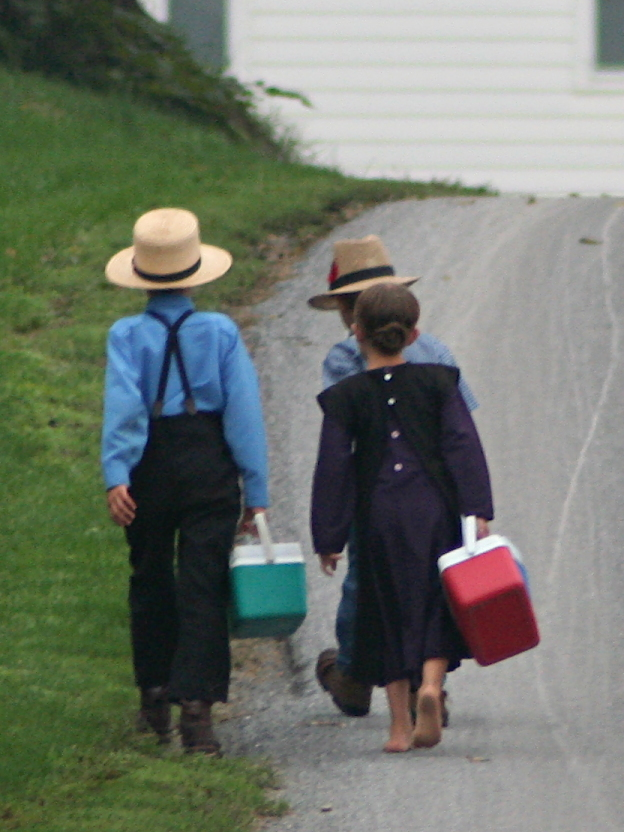
Amish
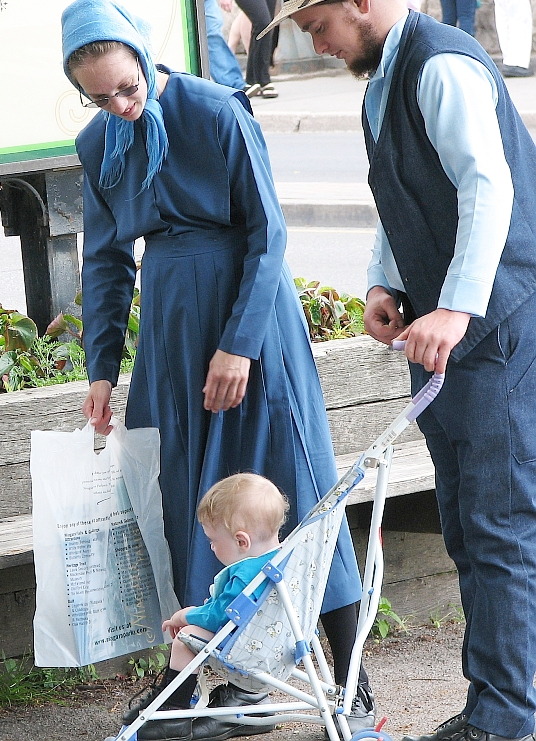
Amish

## Australië en Papoea-Nieuw-Guinea

### Australië

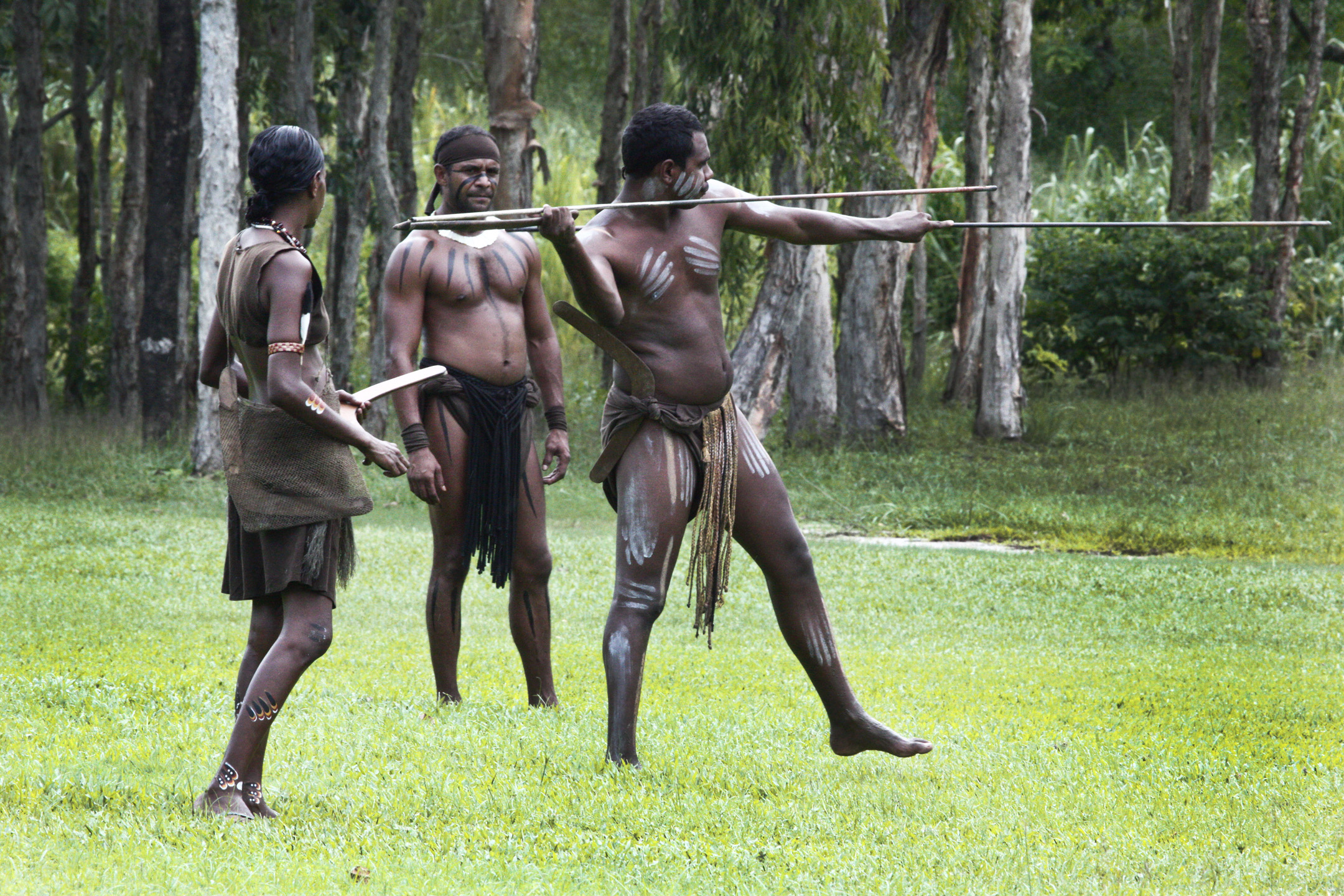
Aborigines
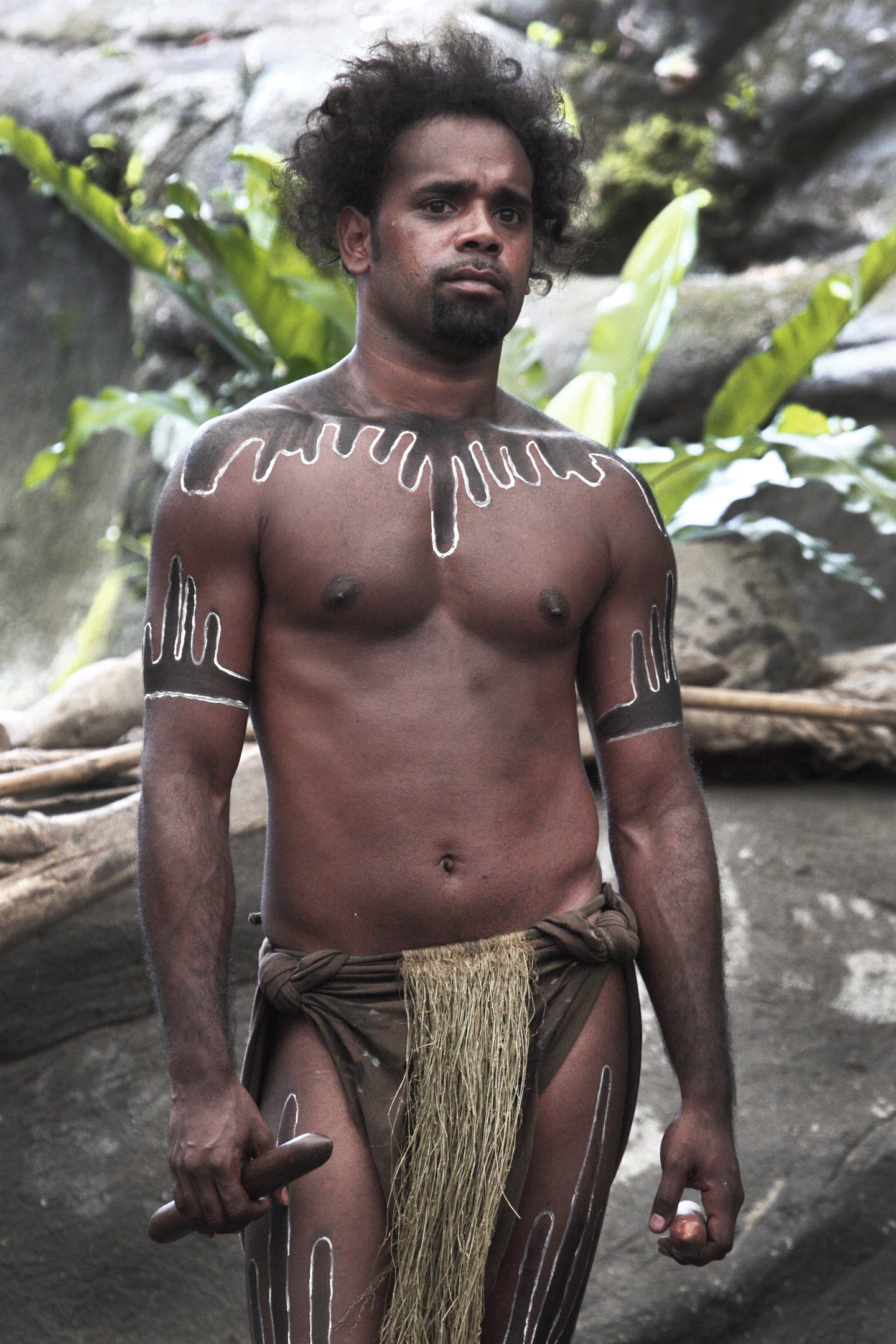
Aborigine in lendendoek
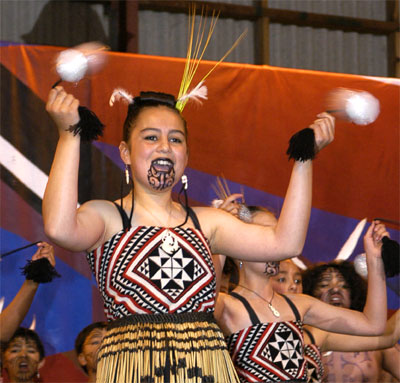
Maori (Nieuw-Zeeland)
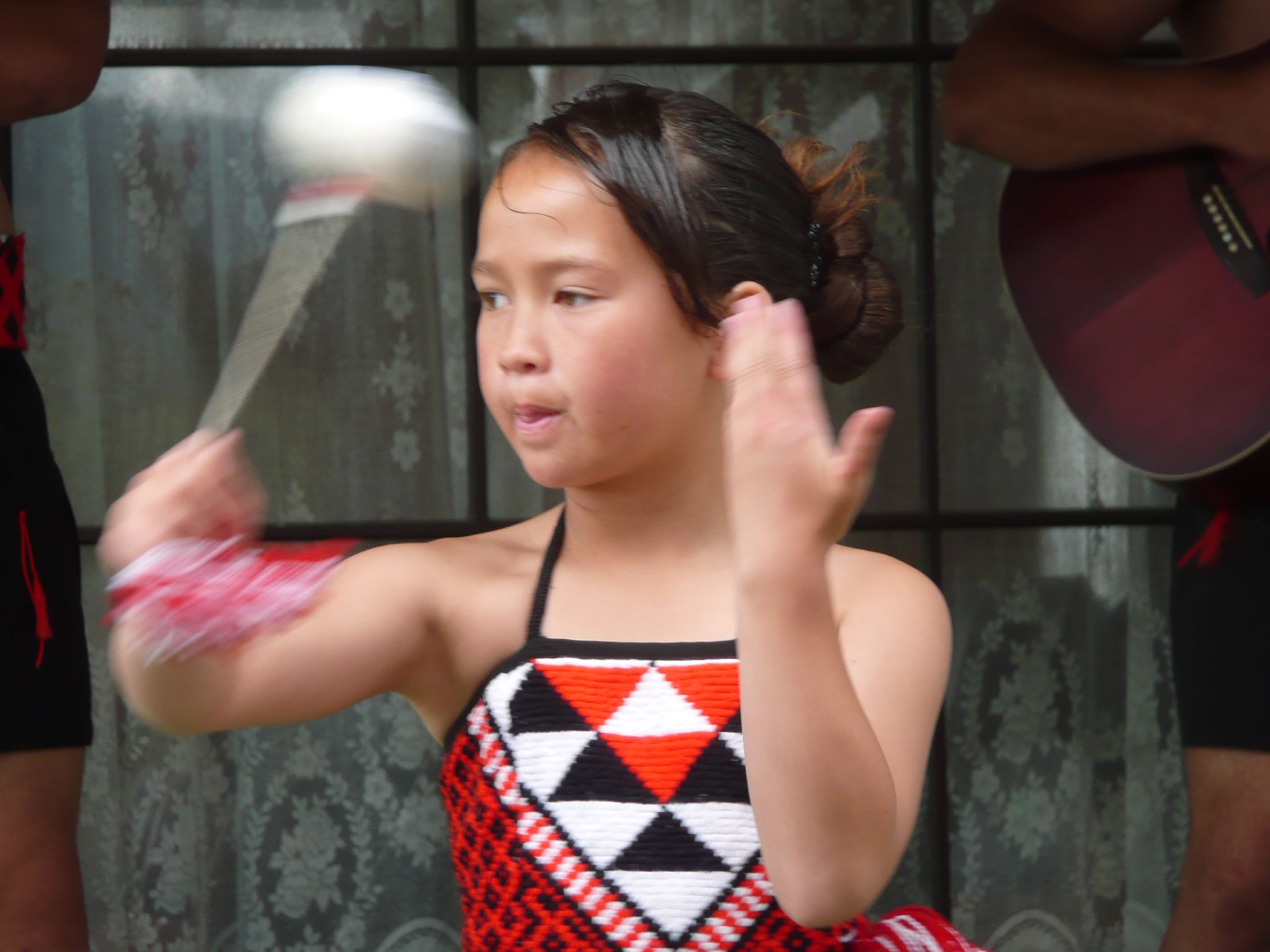
Maorimeisje

### Papoea-Nieuw-Guinea

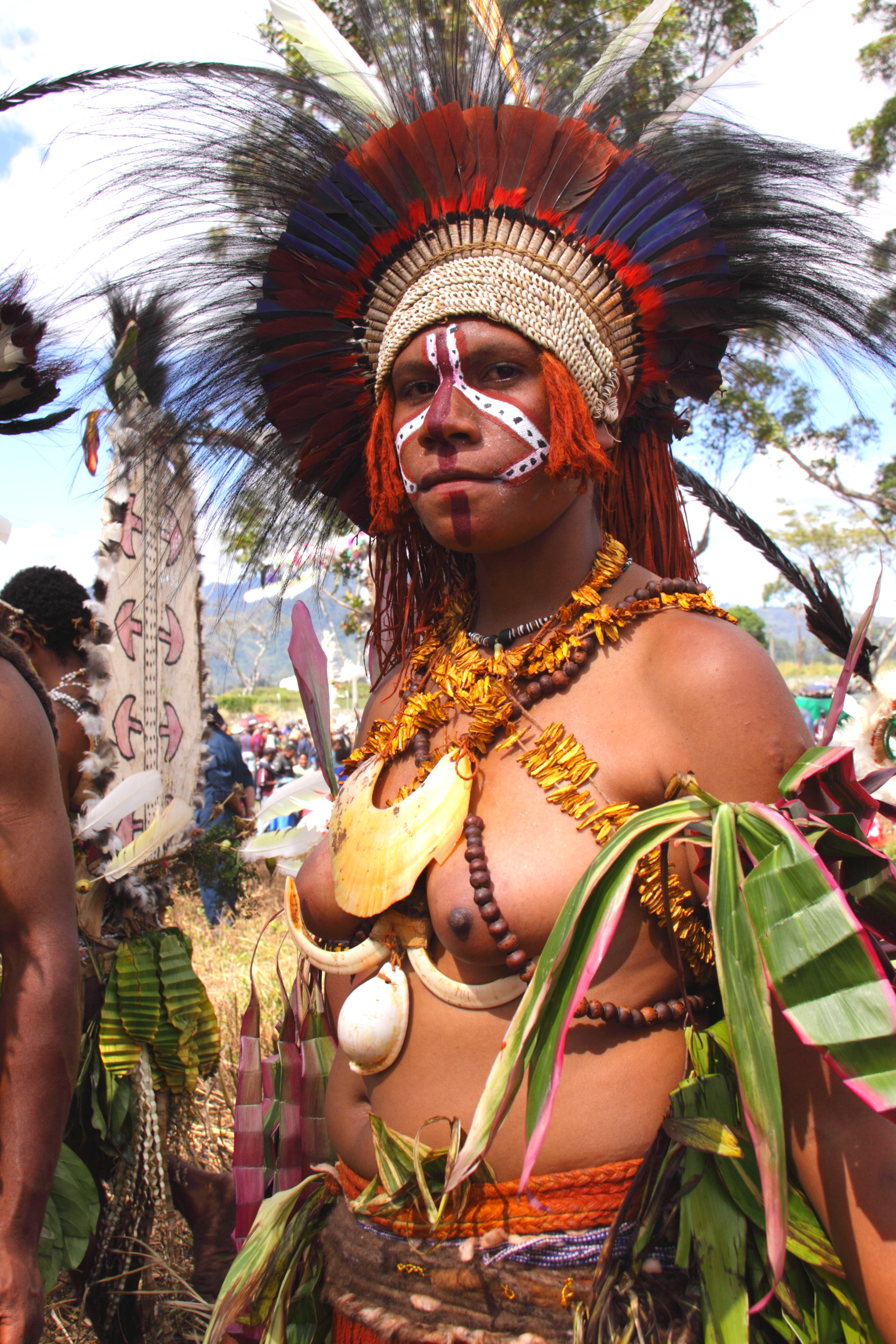
Papoeadanser
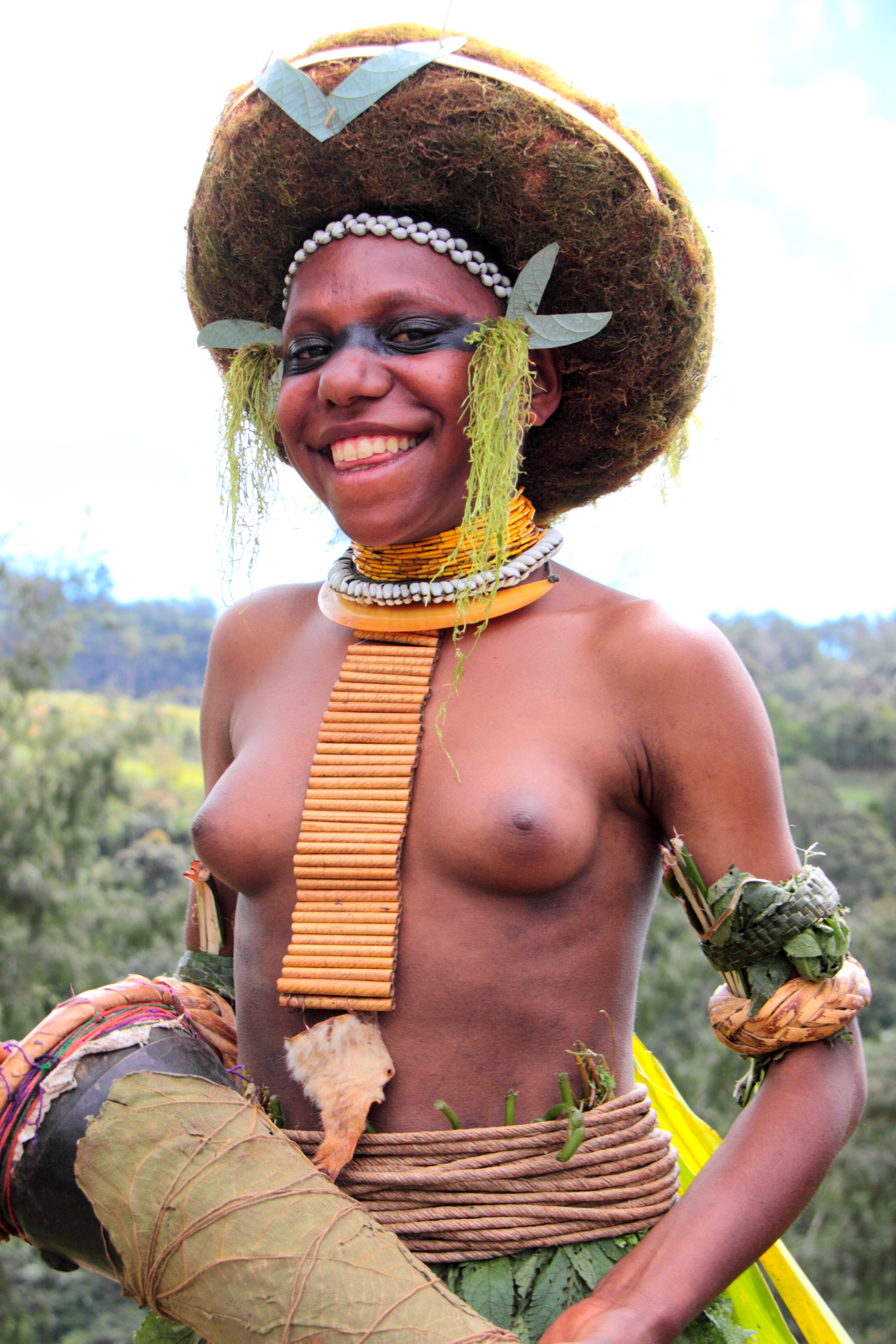
Papoeadanseres
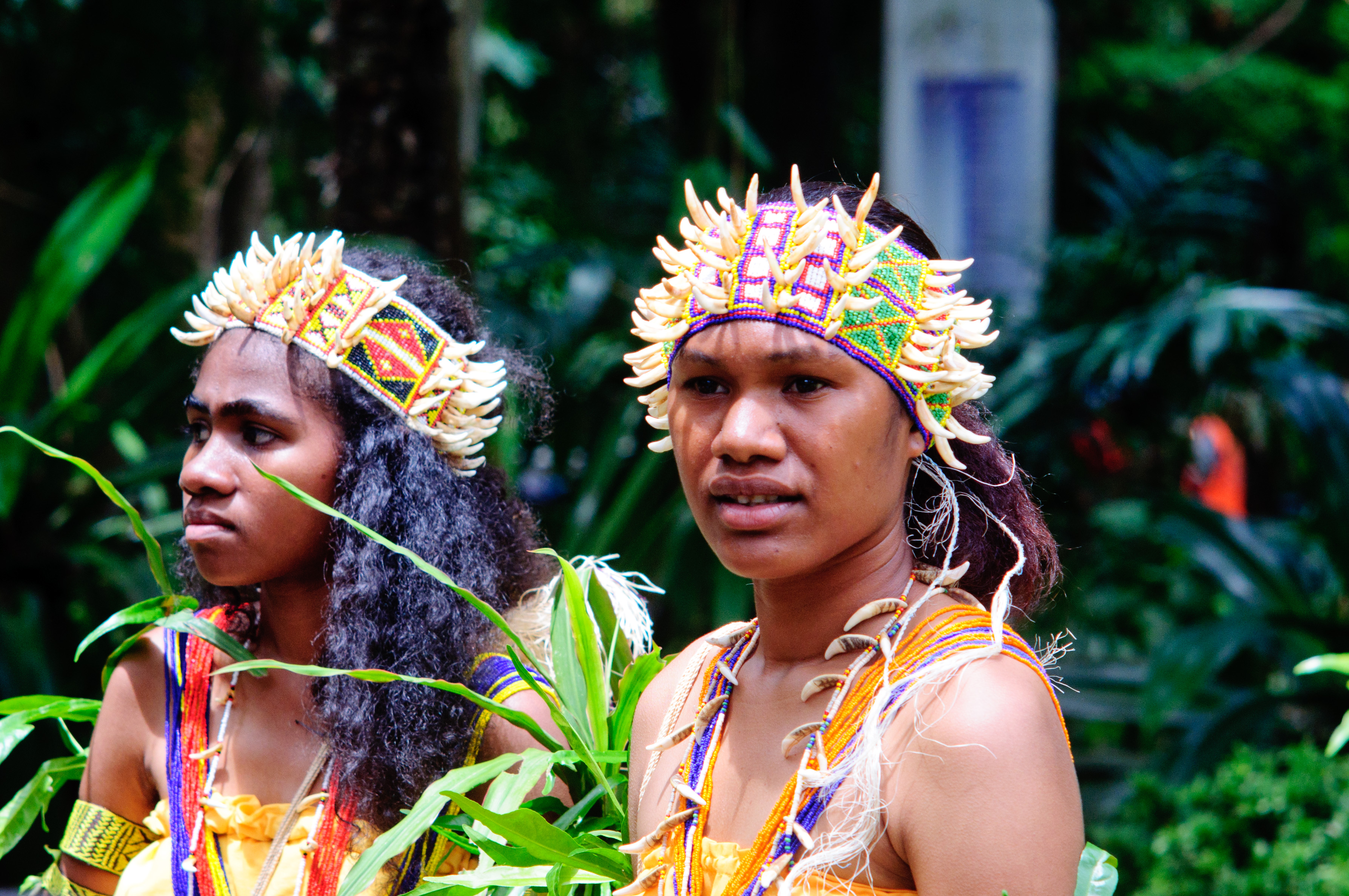
Papoeadanseressen
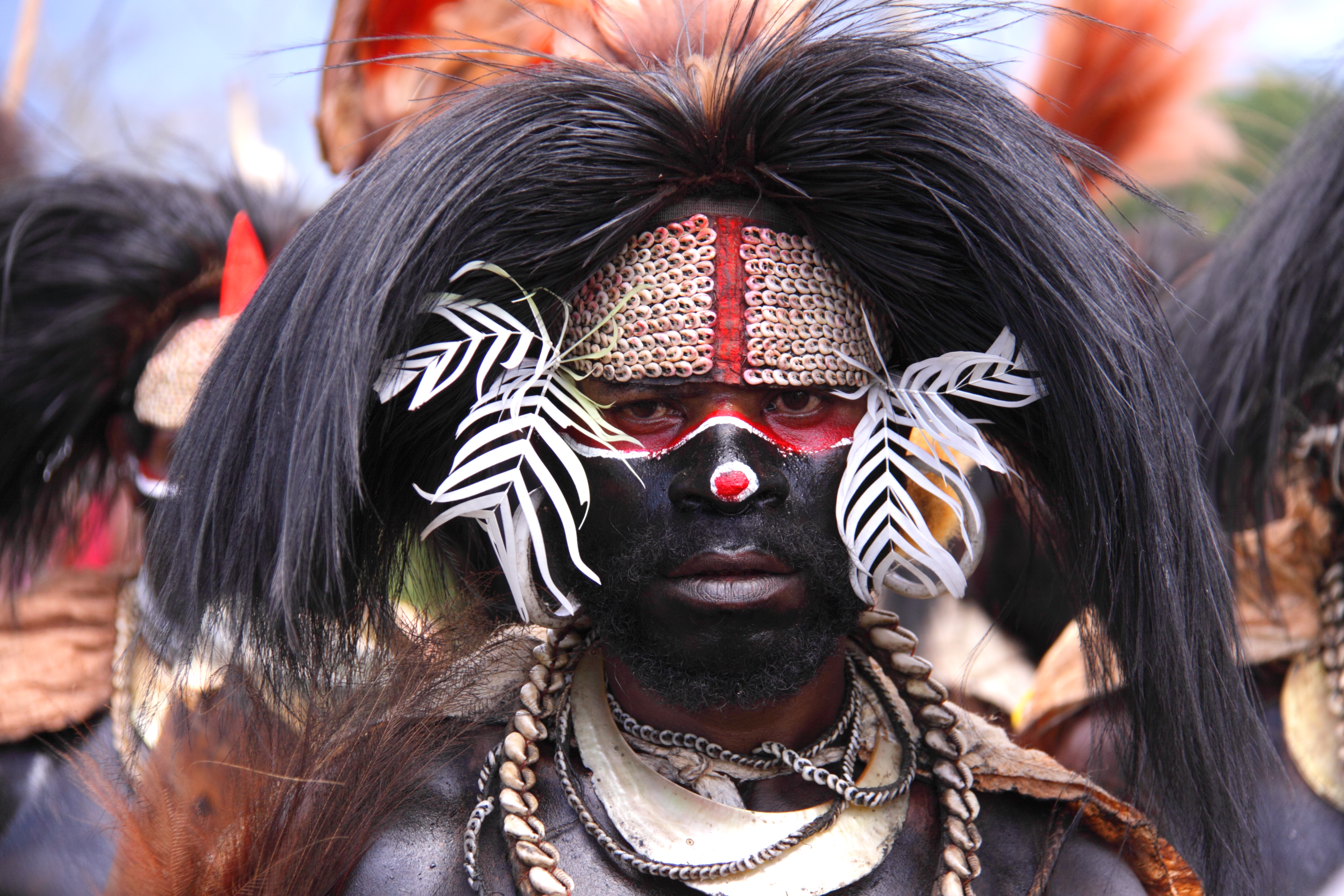
Papoeauitdossing

## Azië

### Cambodja

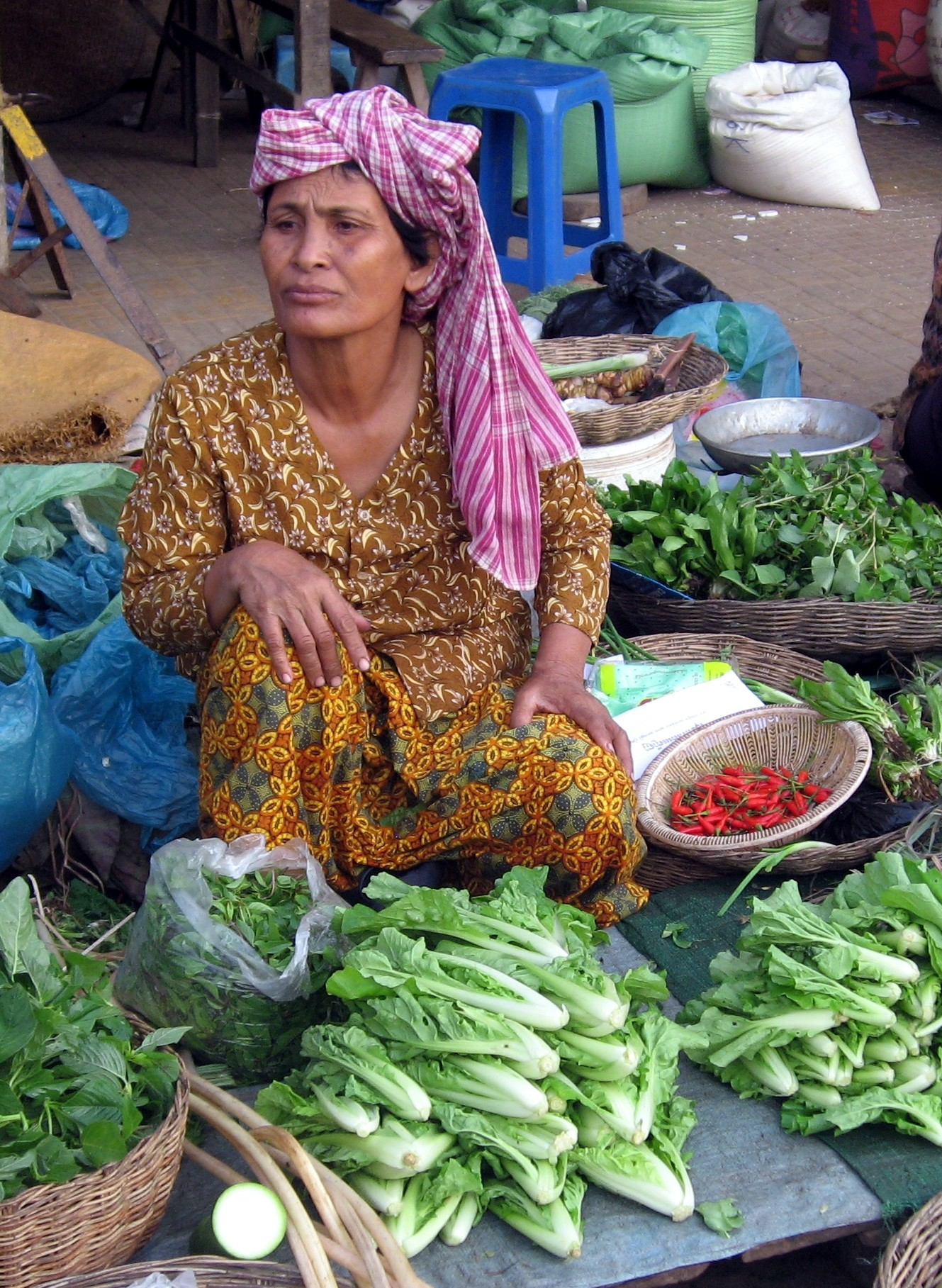
Hoofddoek: krama
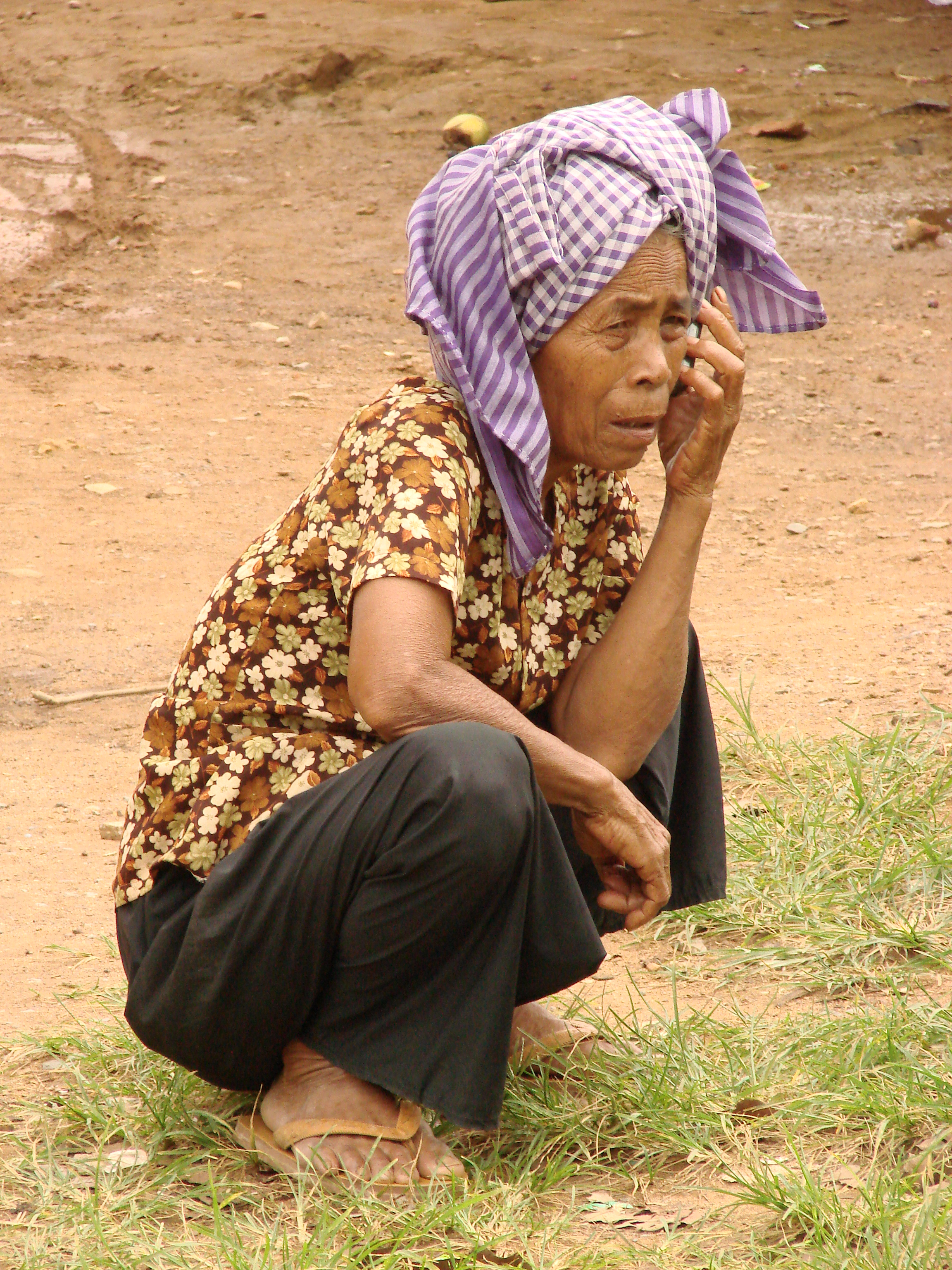
Vrouw met krama

### China

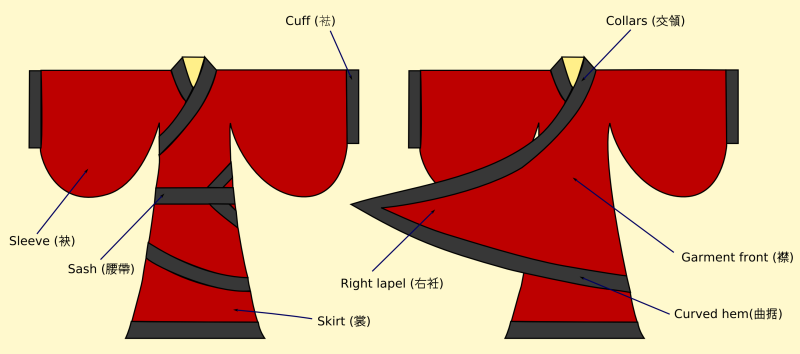
Hanfu
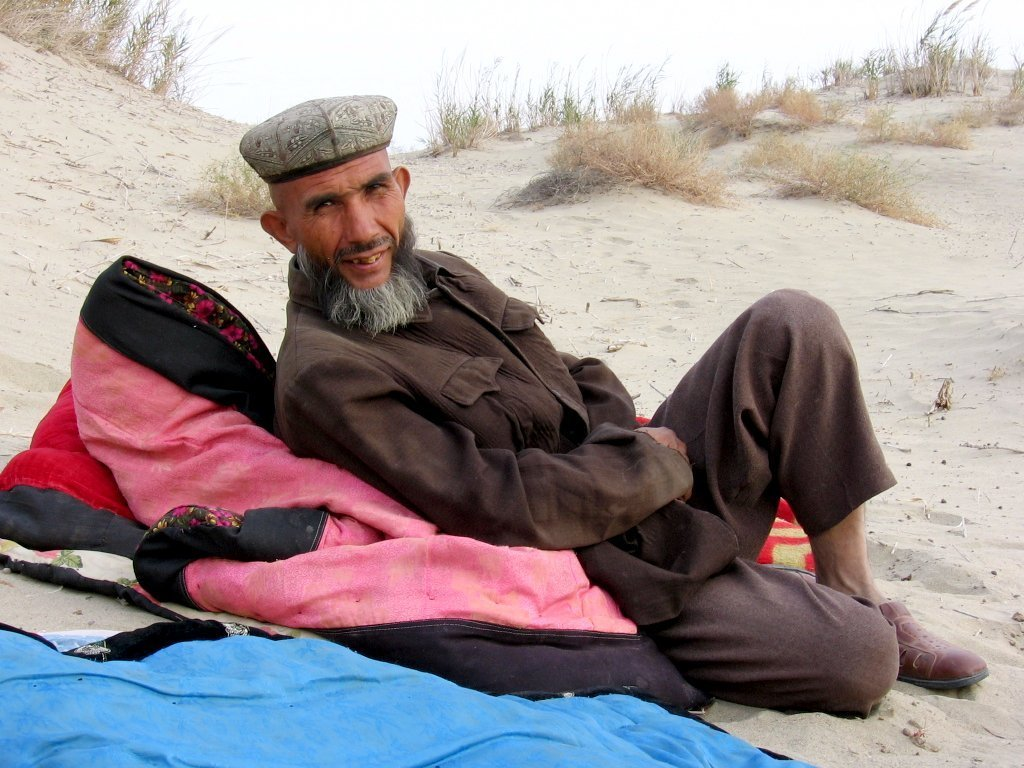
Oeigoer
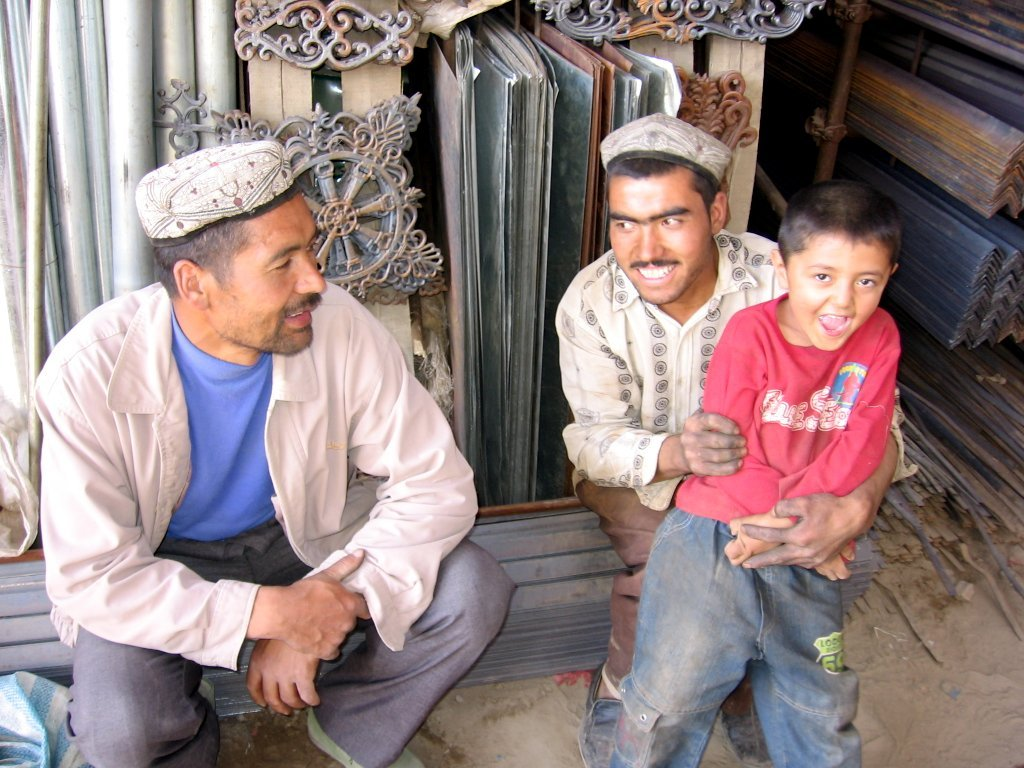
Oeigoeren
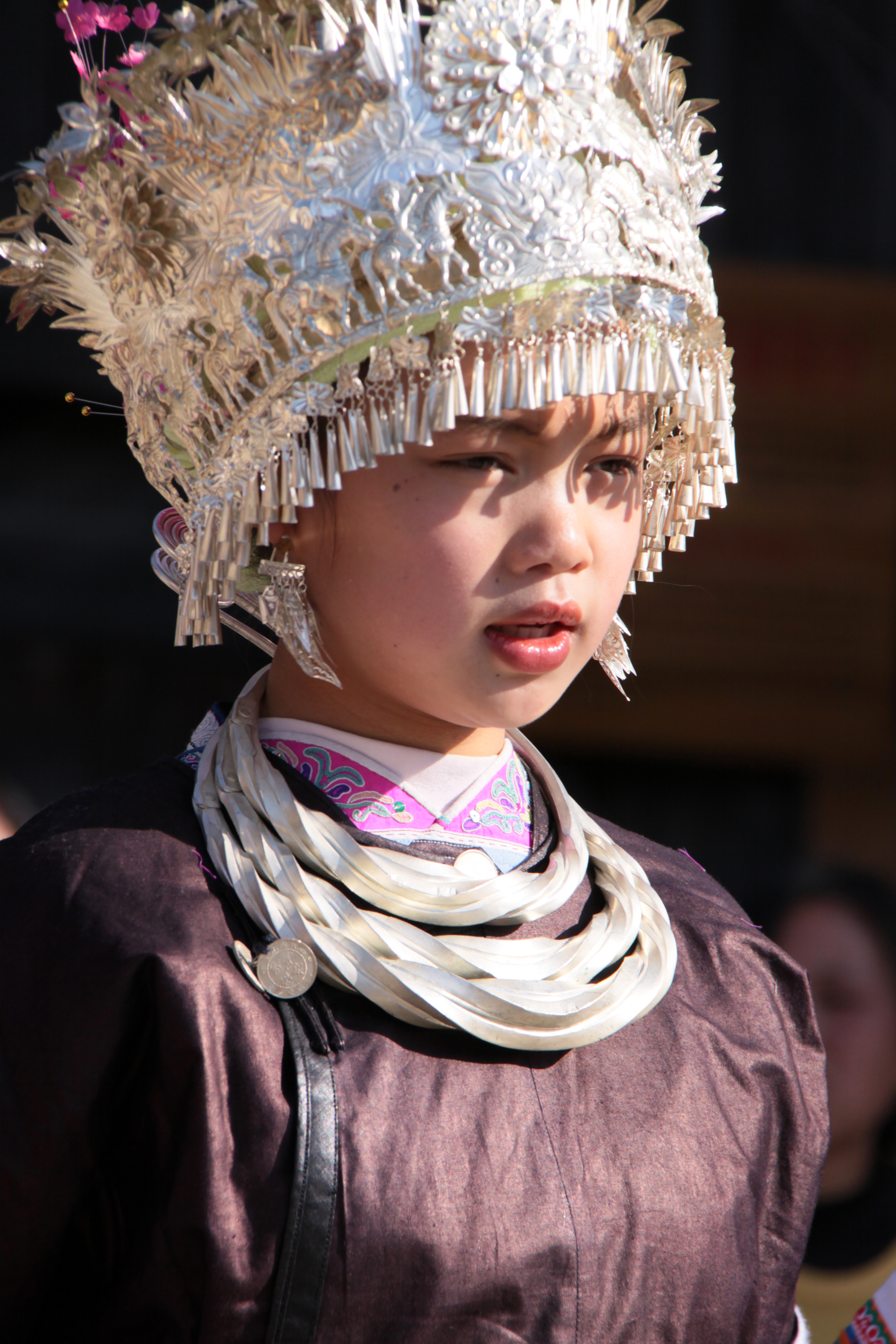
Dong

### India

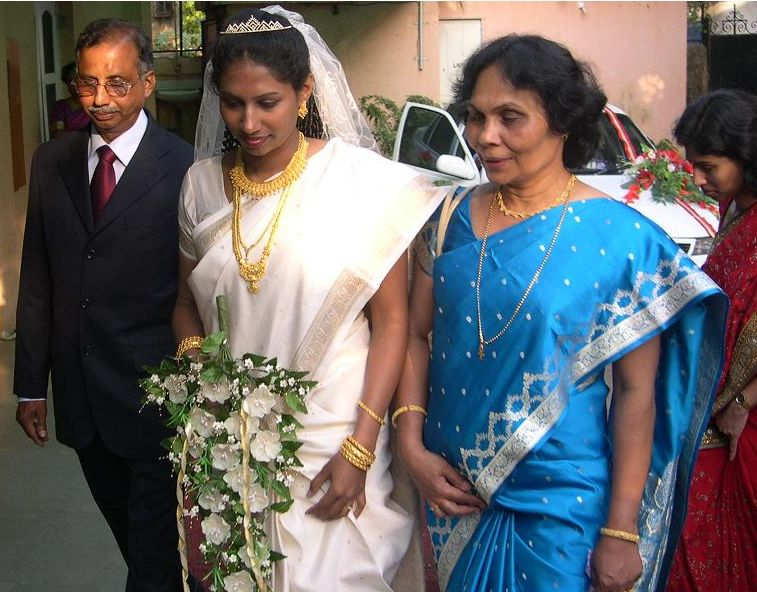
Sari
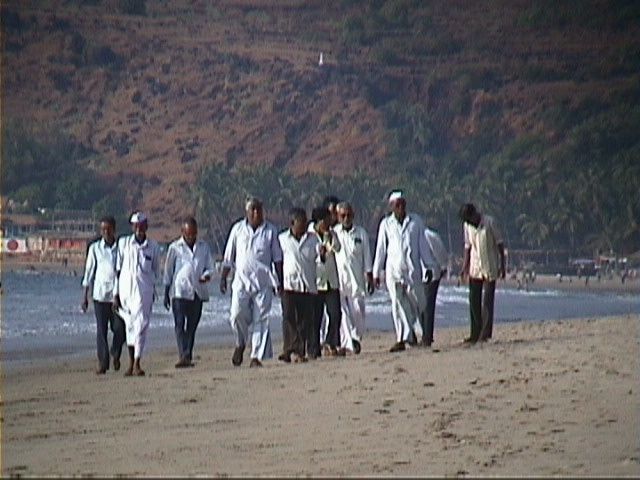
Kurta
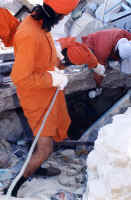
Longhi
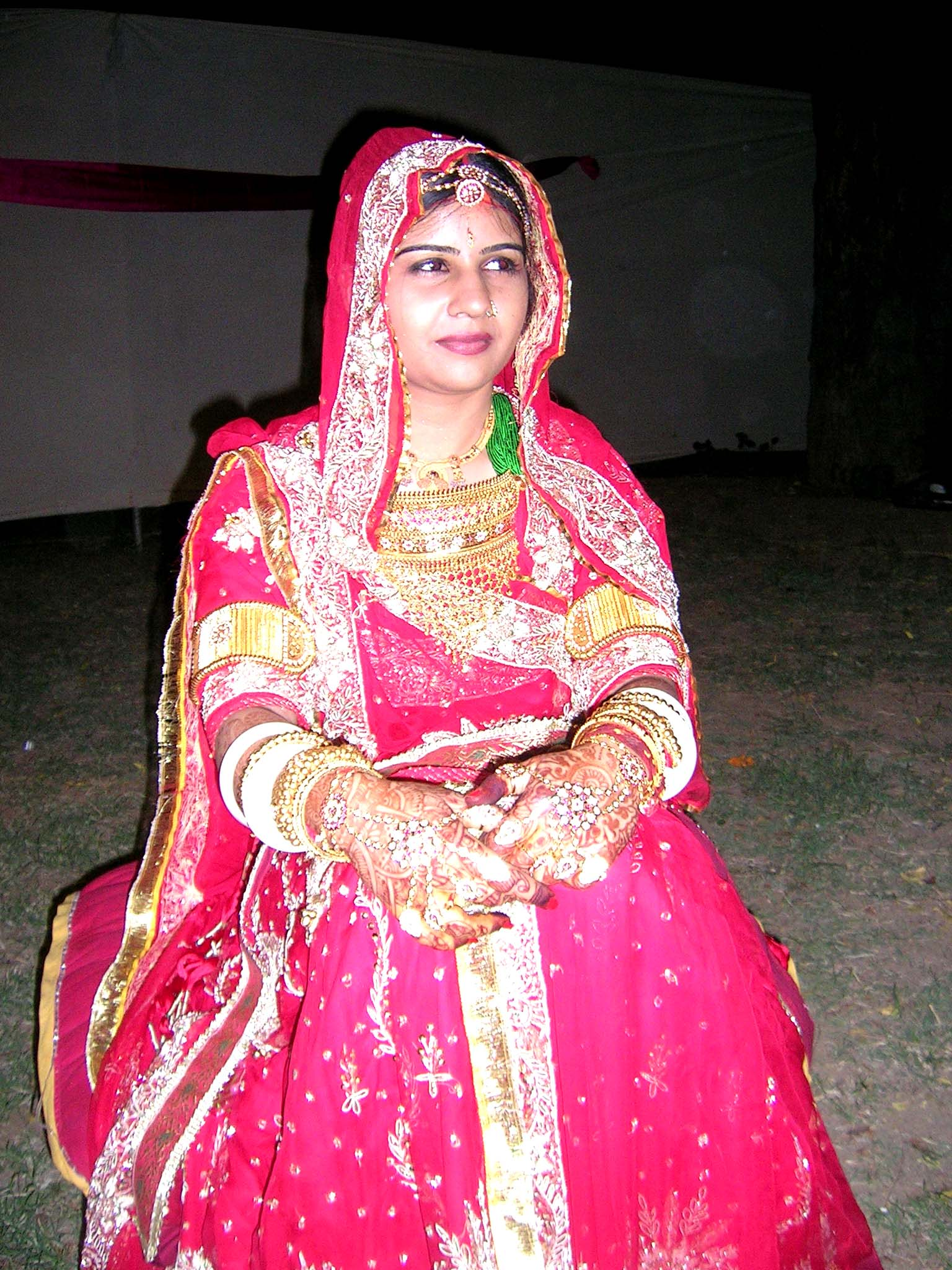
Rajput trouwjurk
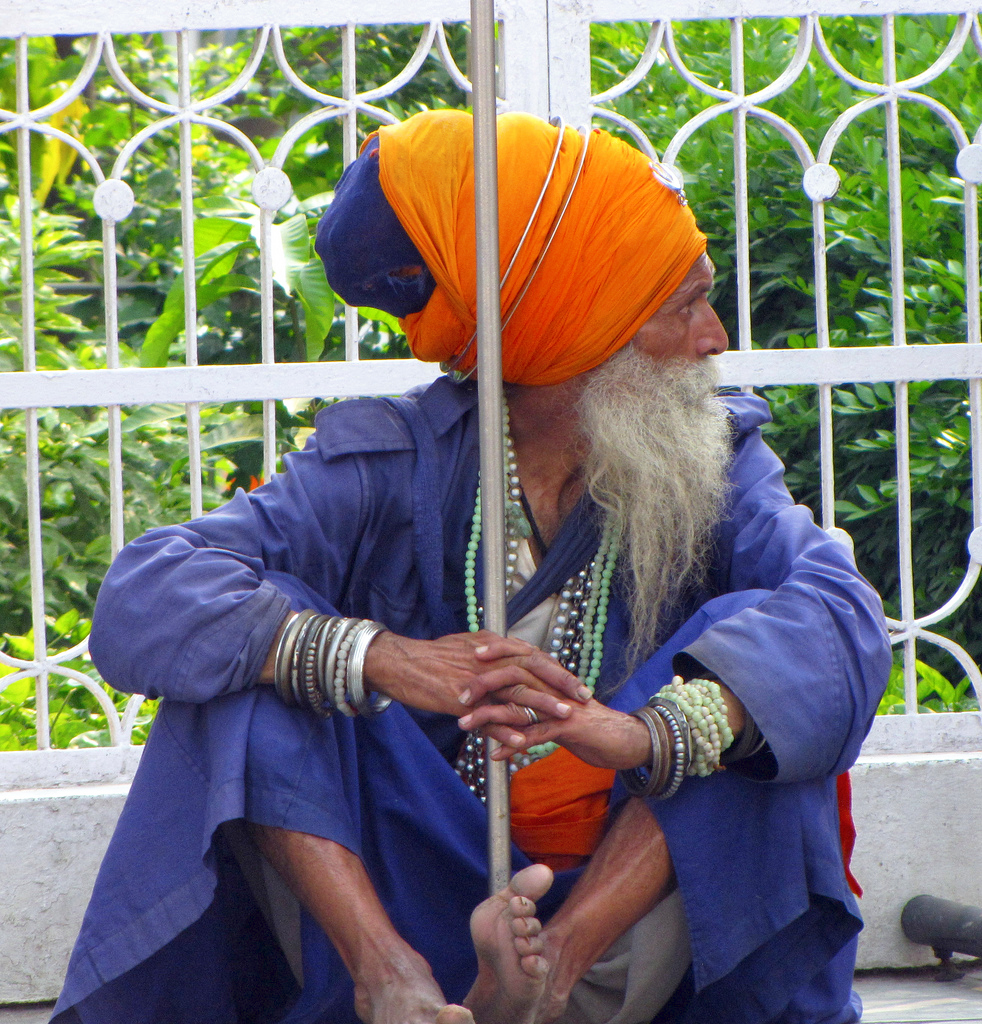
Sikh
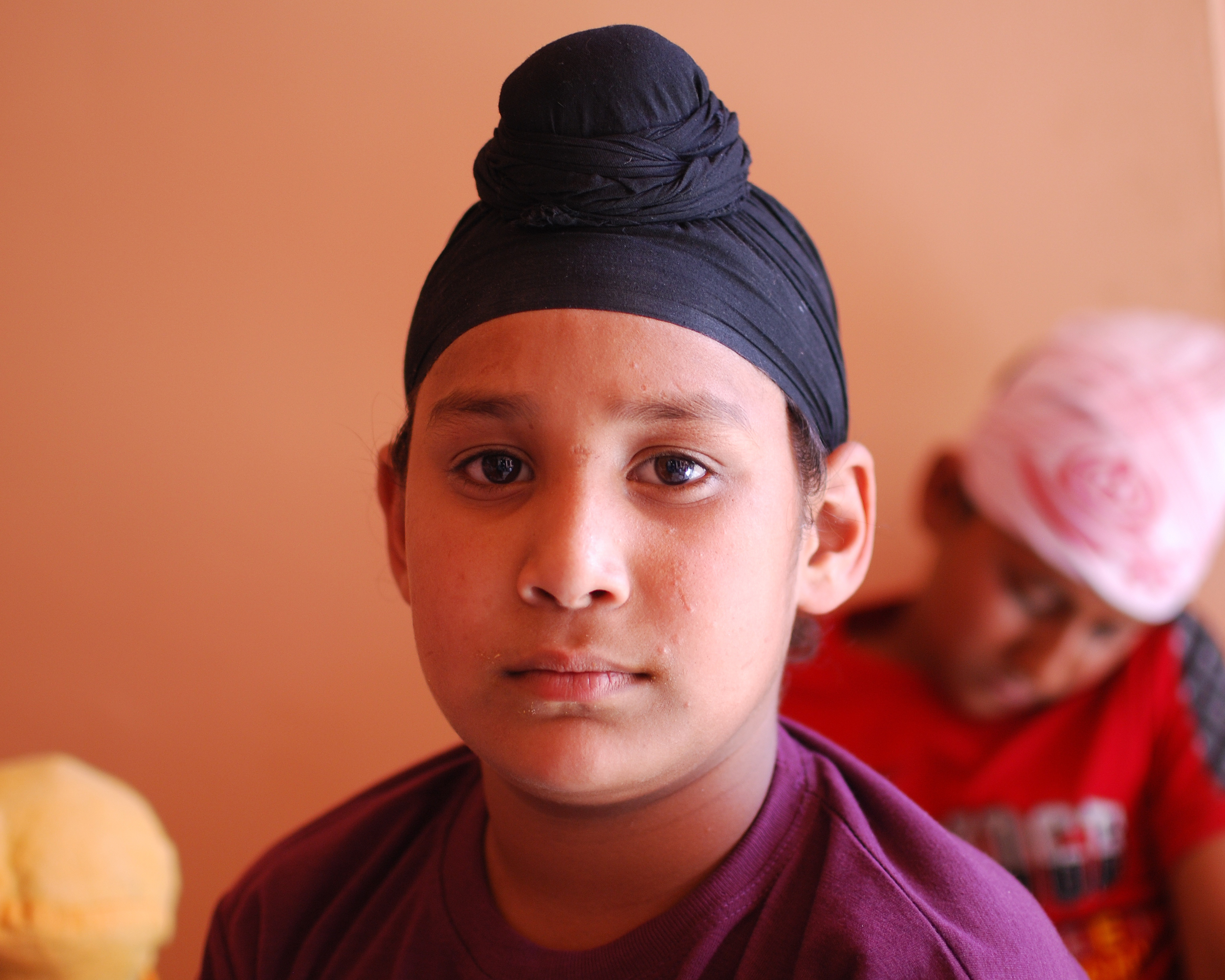
Sikh met Tulband

### Indonesië

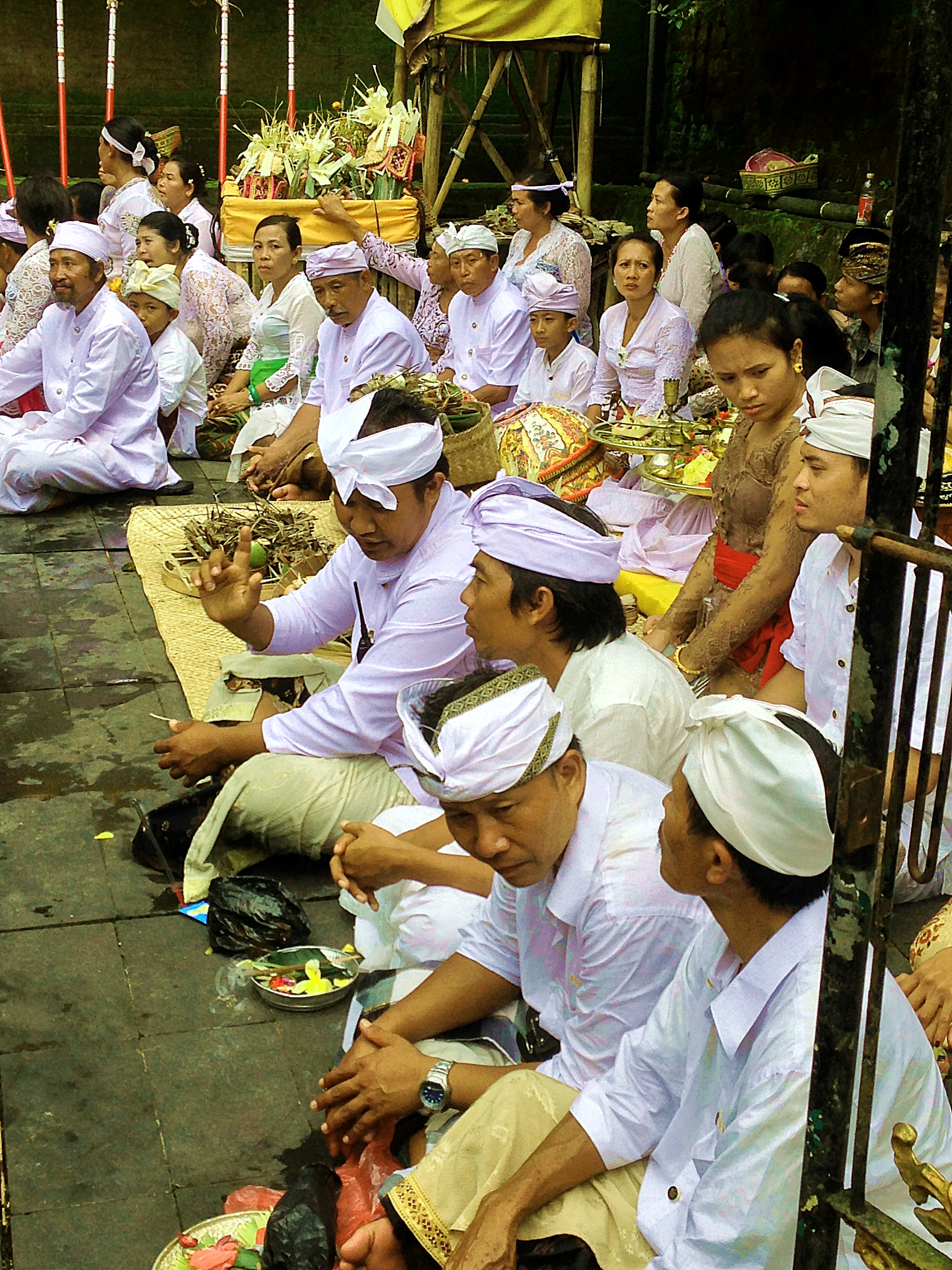
Hindoes op Bali
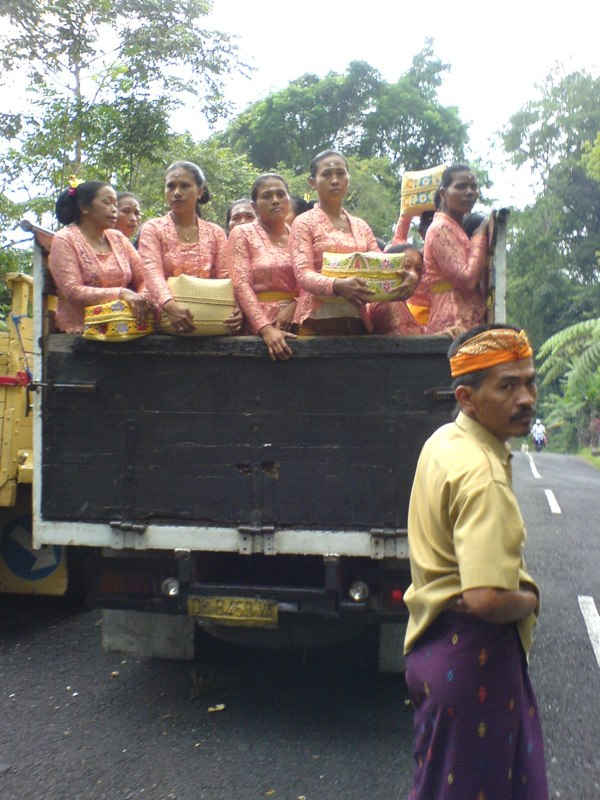
Bali, man in sarong
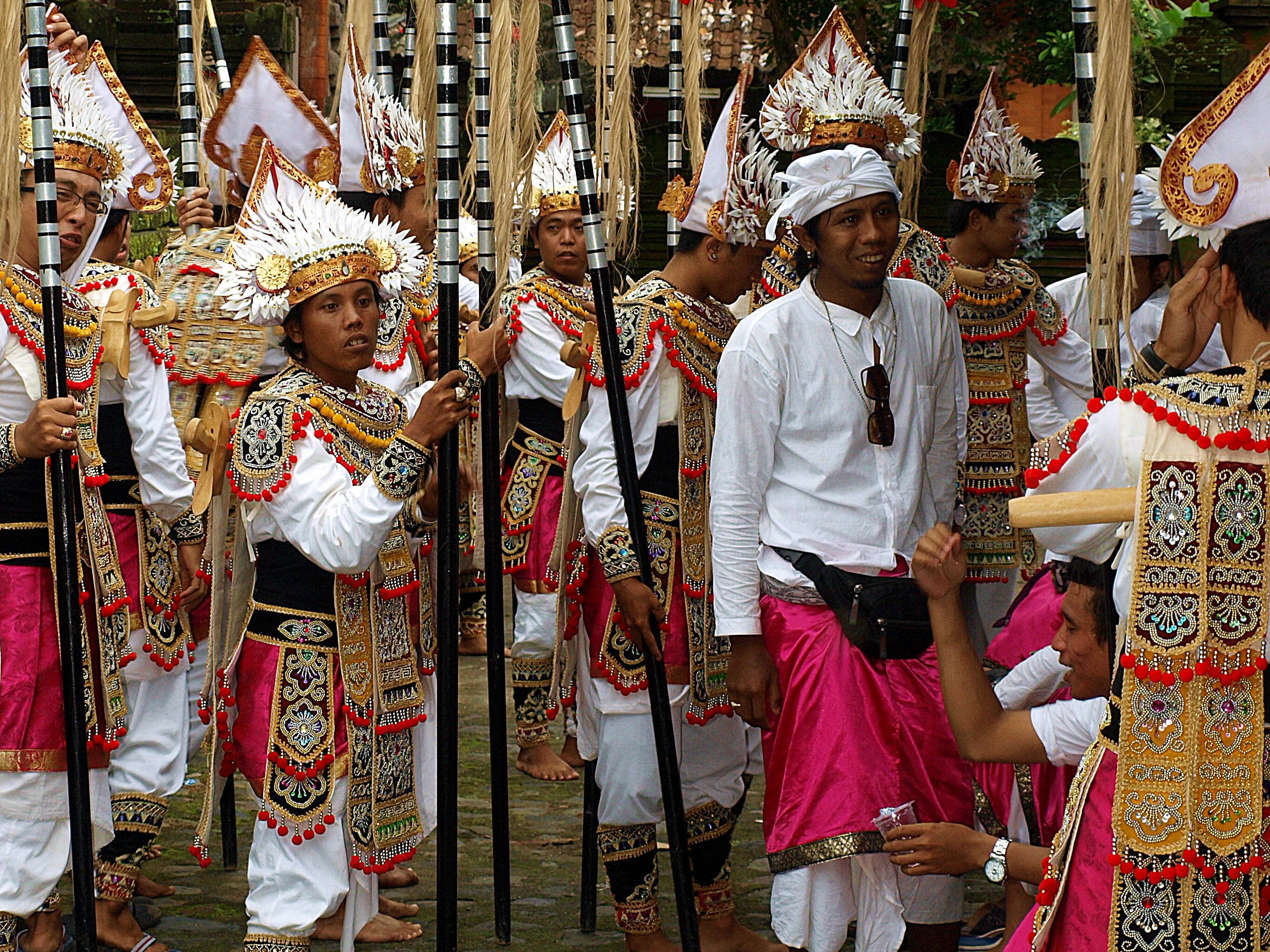
Krijgsdansers op Bali
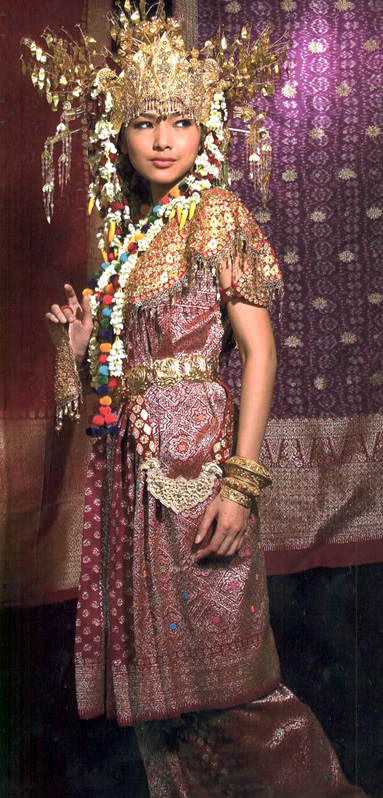
Sumatra

### Iran

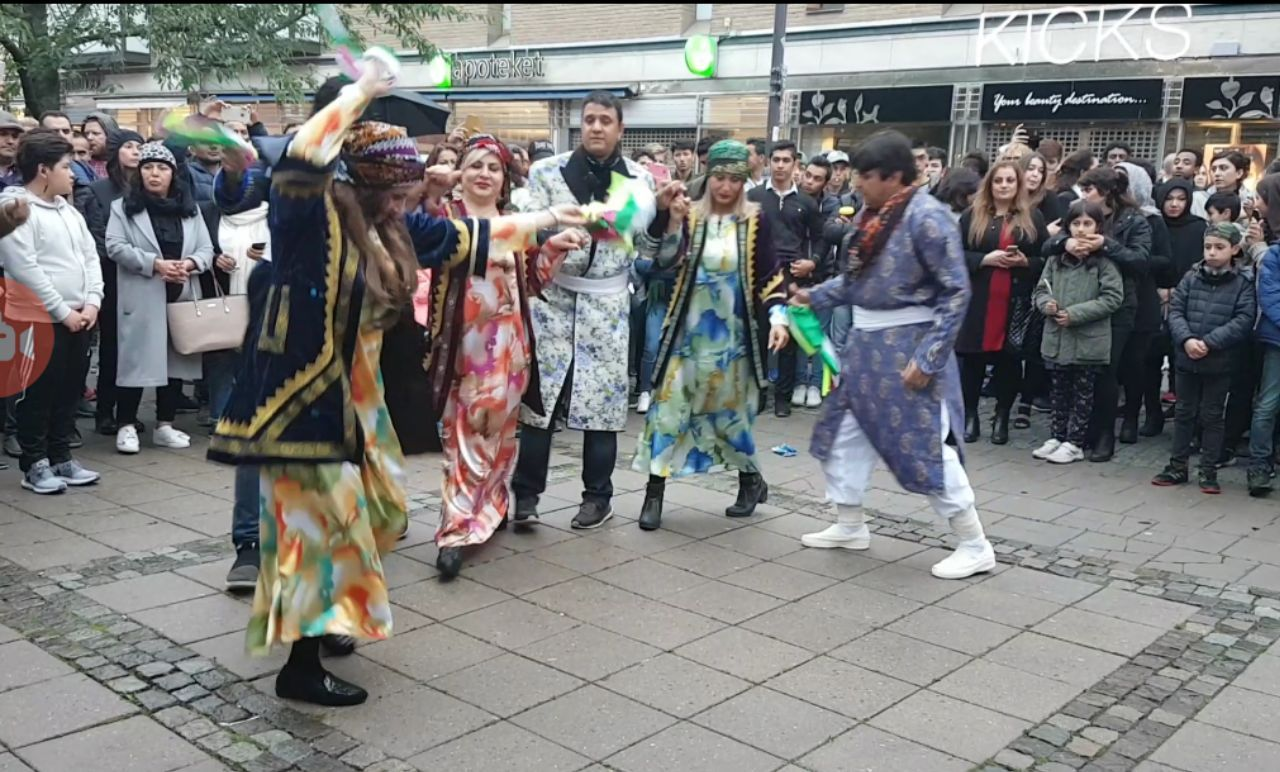
Lors

### Japan

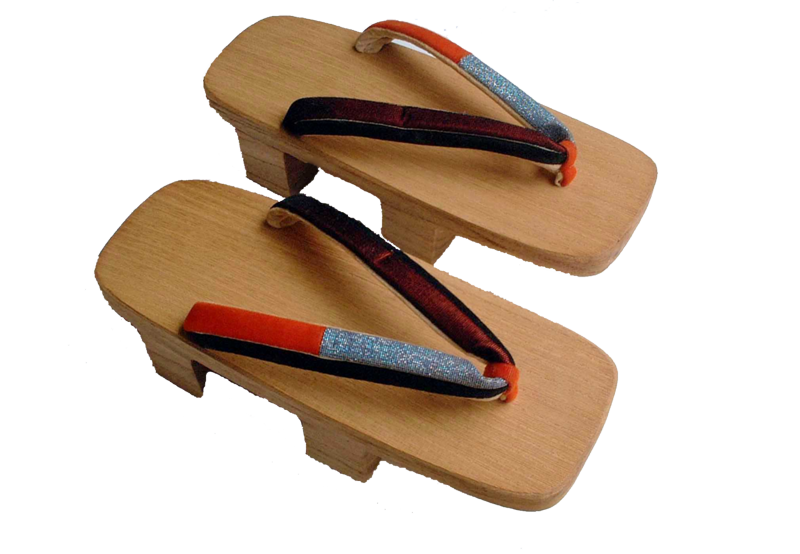
Geta
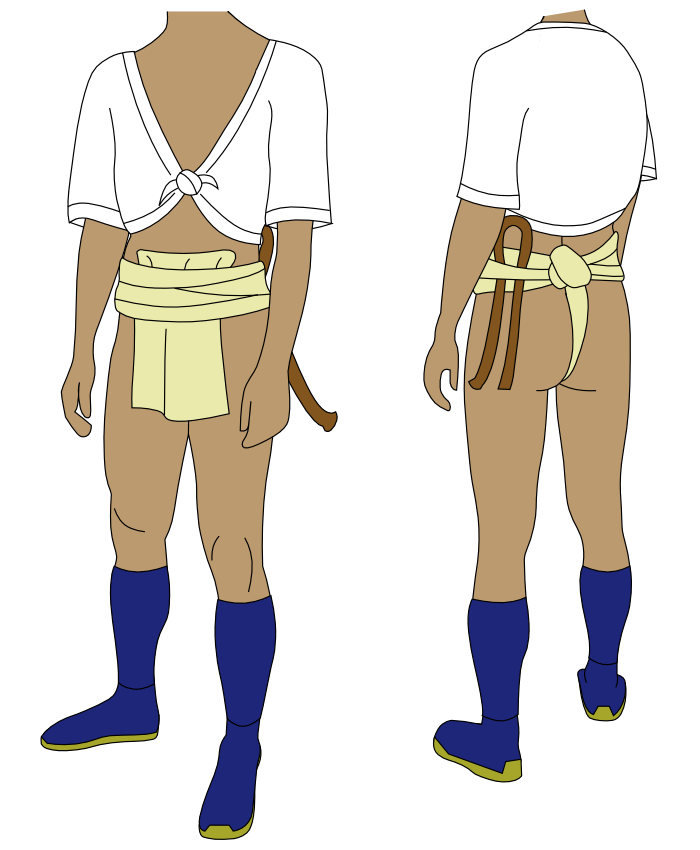
Yamagasa uniform

### Korea

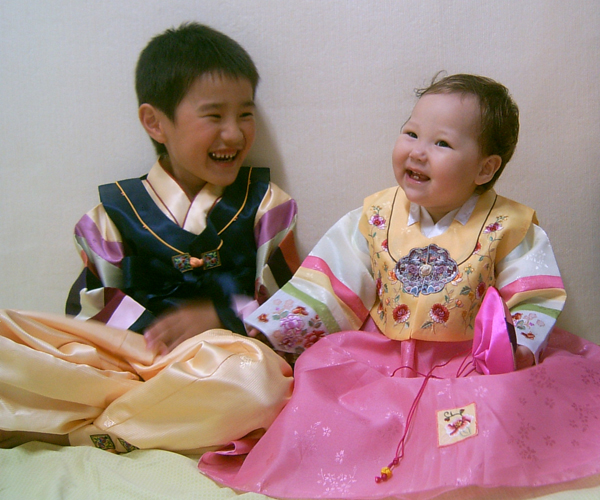
Hanbok
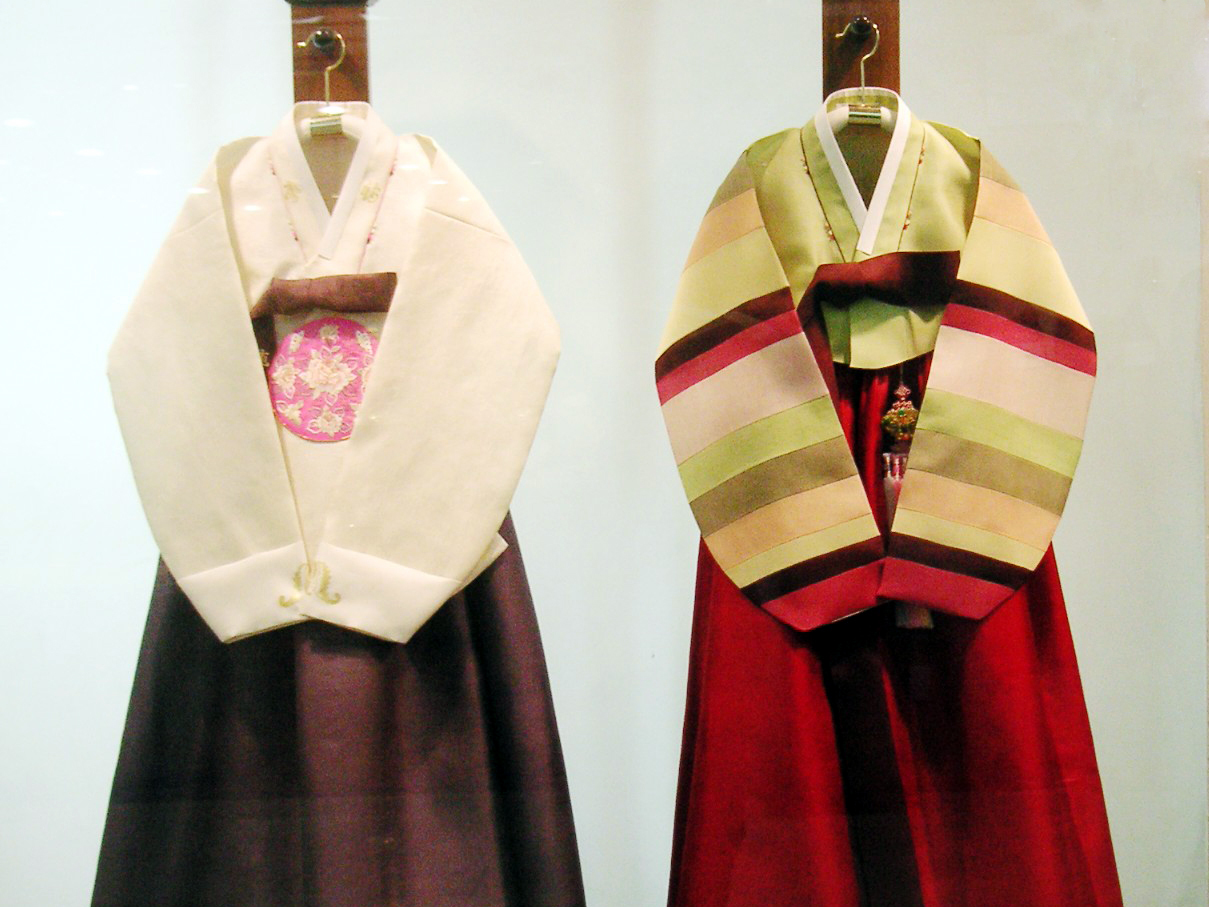
Hanbok (vrouwen)

### Midden-Oosten

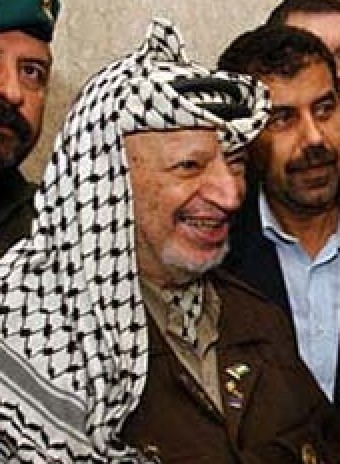
Yasser Arafat met Keffiyeh
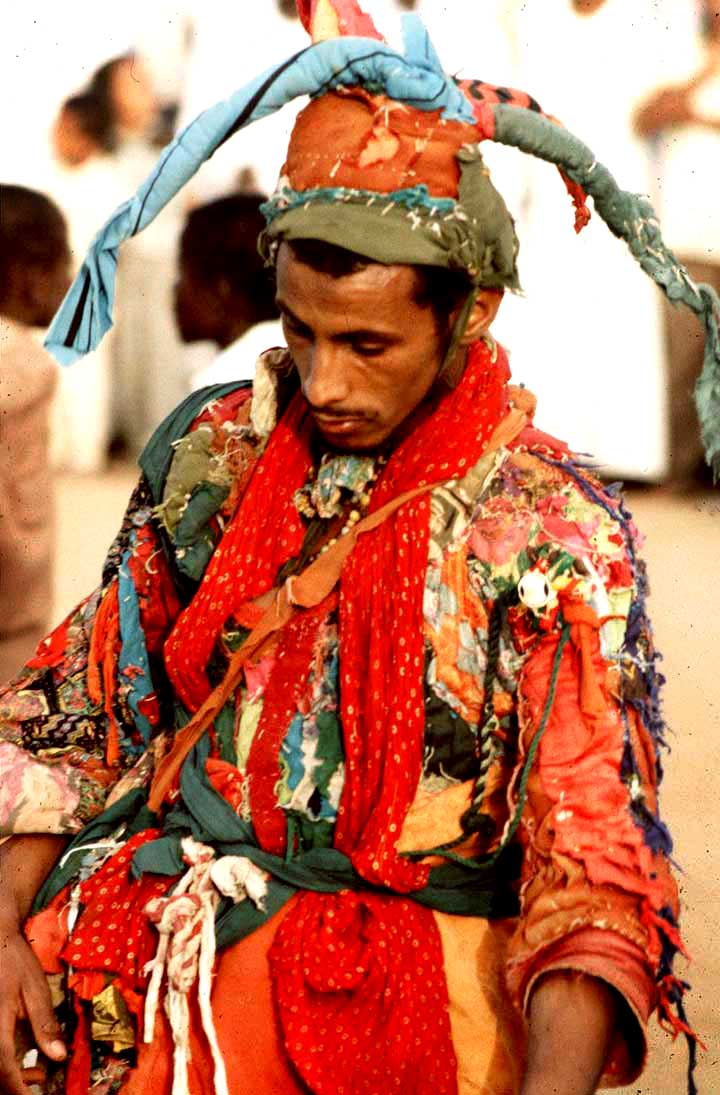
Derwisj
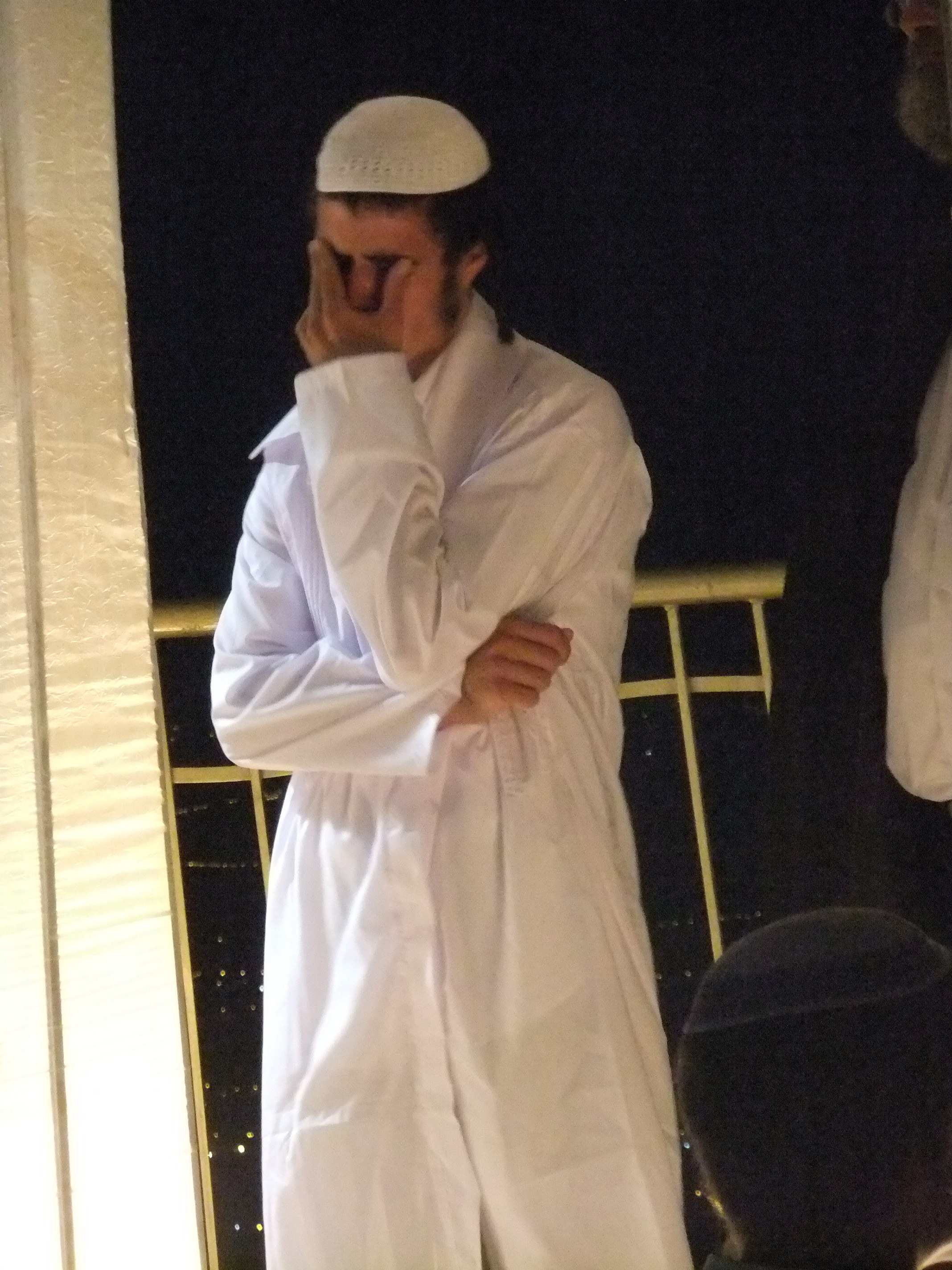
Man in kaftan en keppel
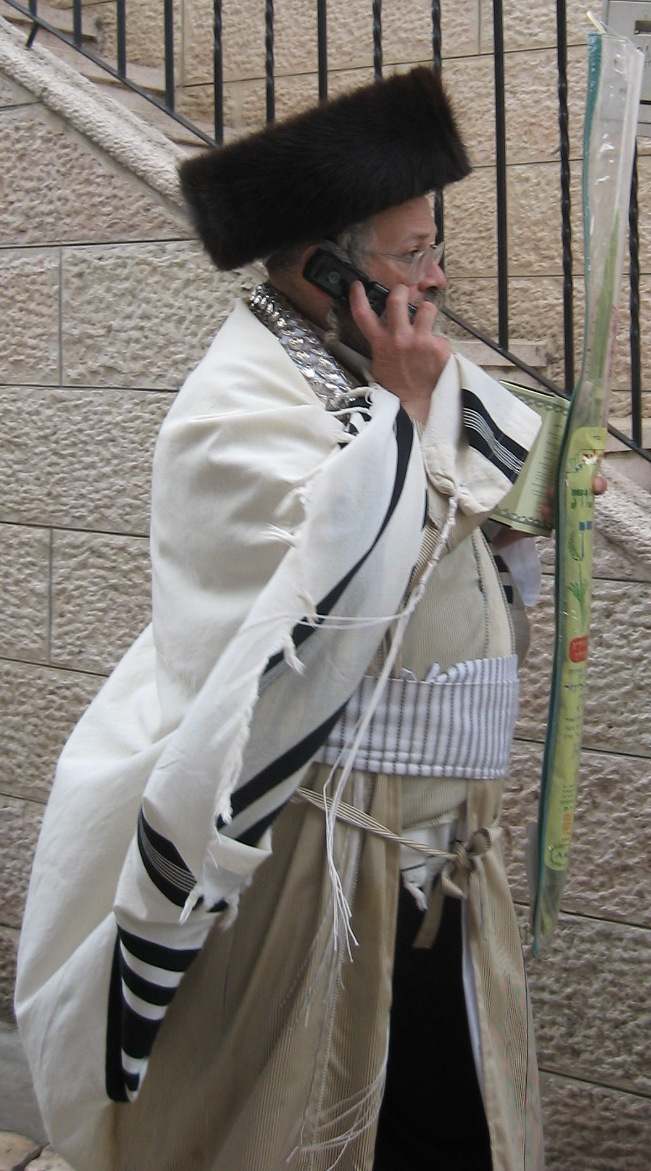
Joods-Orthodoxe man met sjtreimel

### Thailand

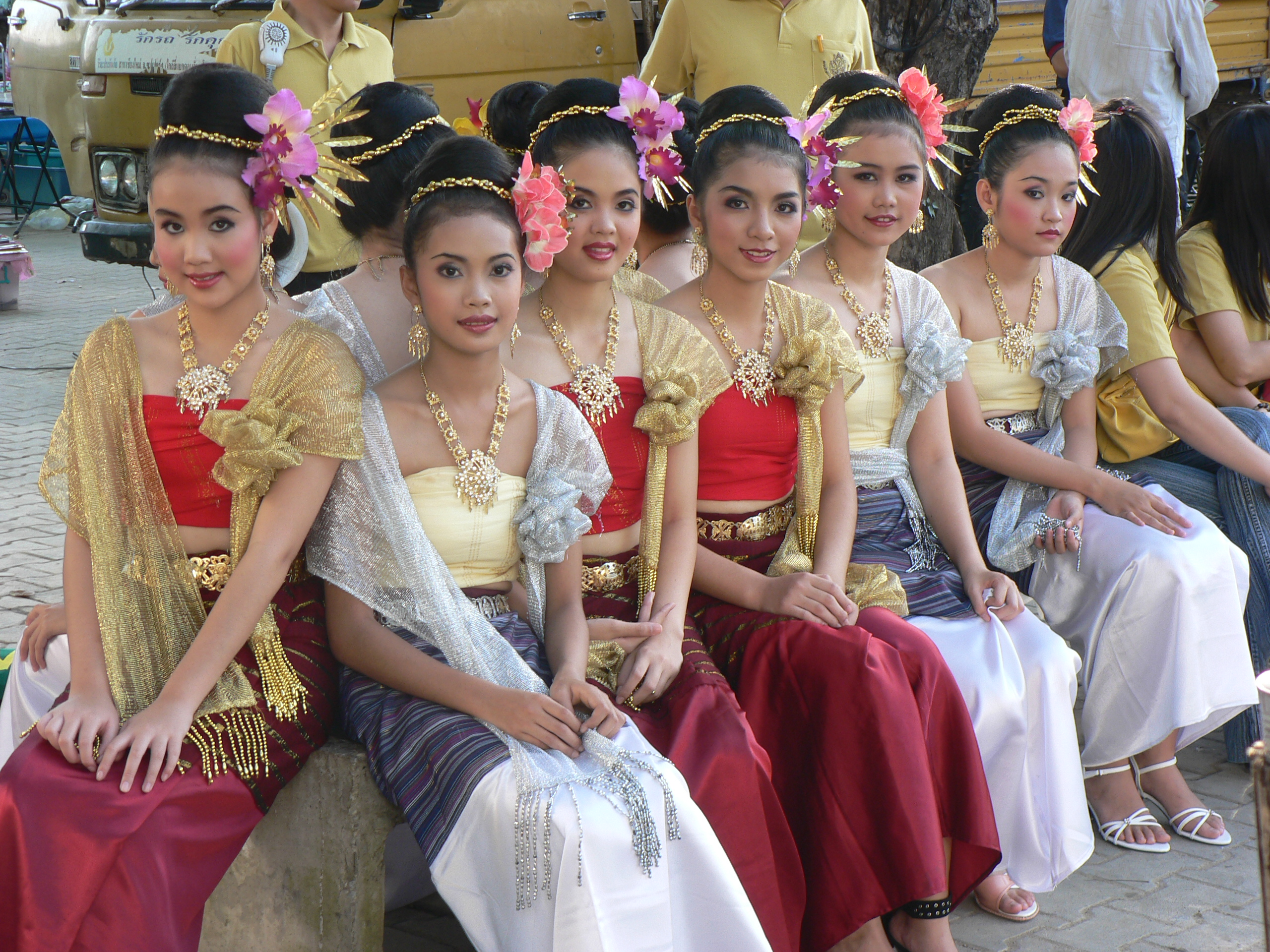
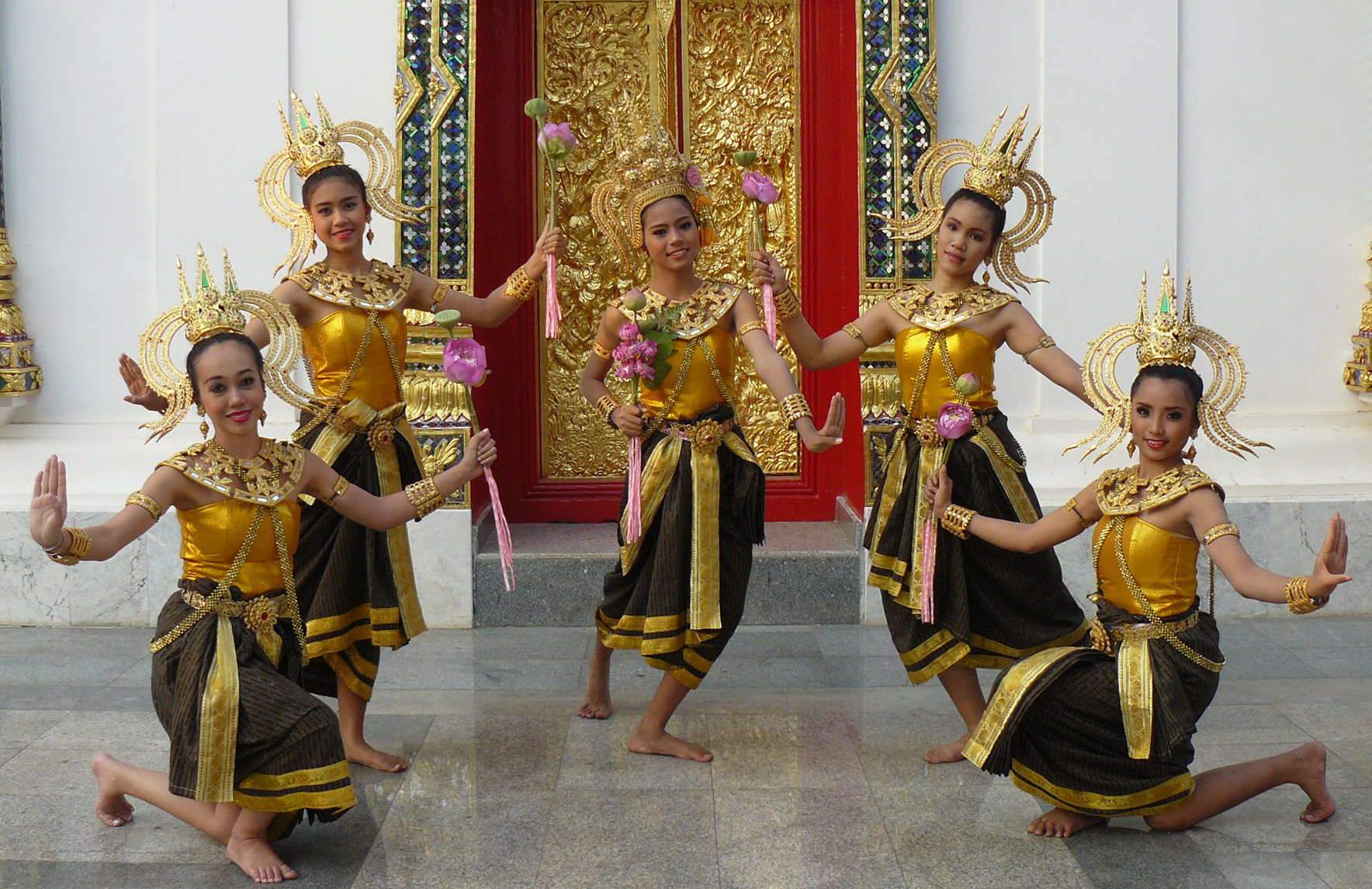

#### Boerka

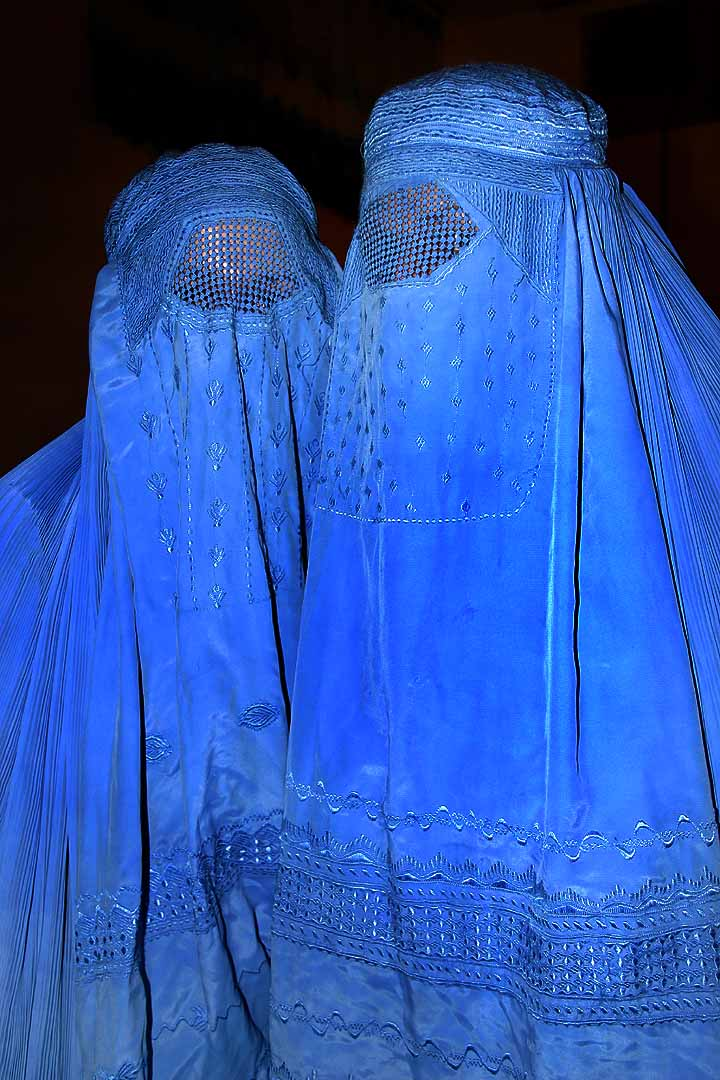
Afghaanse boerka
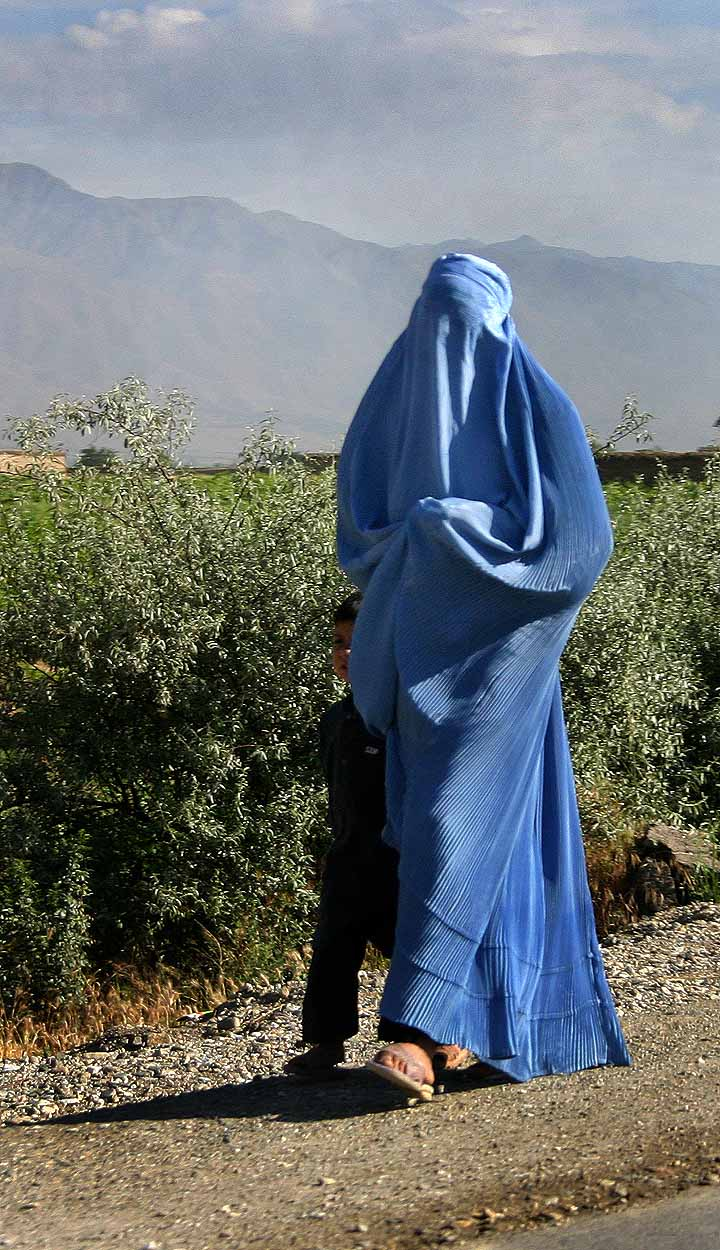
Afghaanse boerka
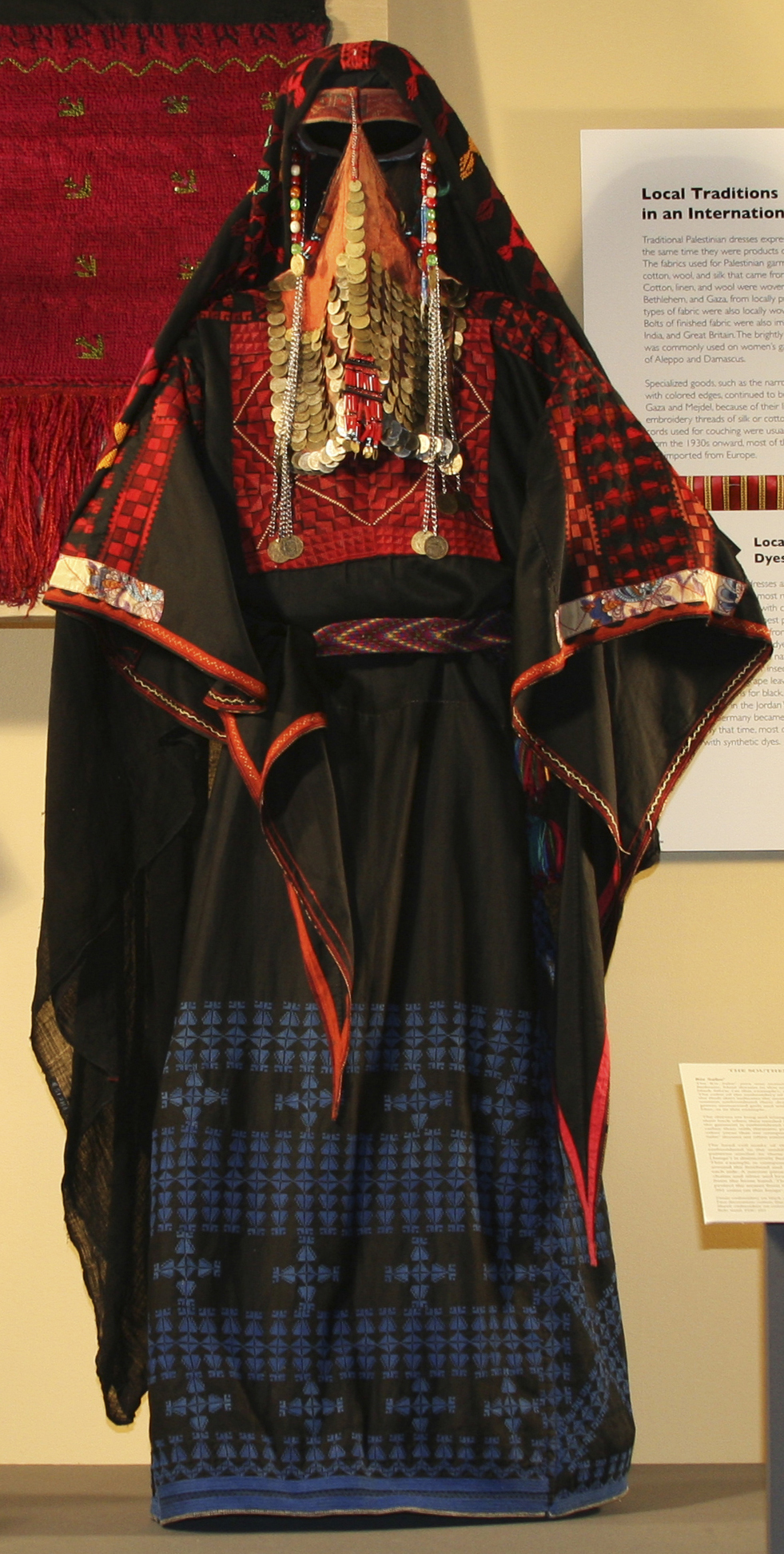
Bedoeïenenboerka
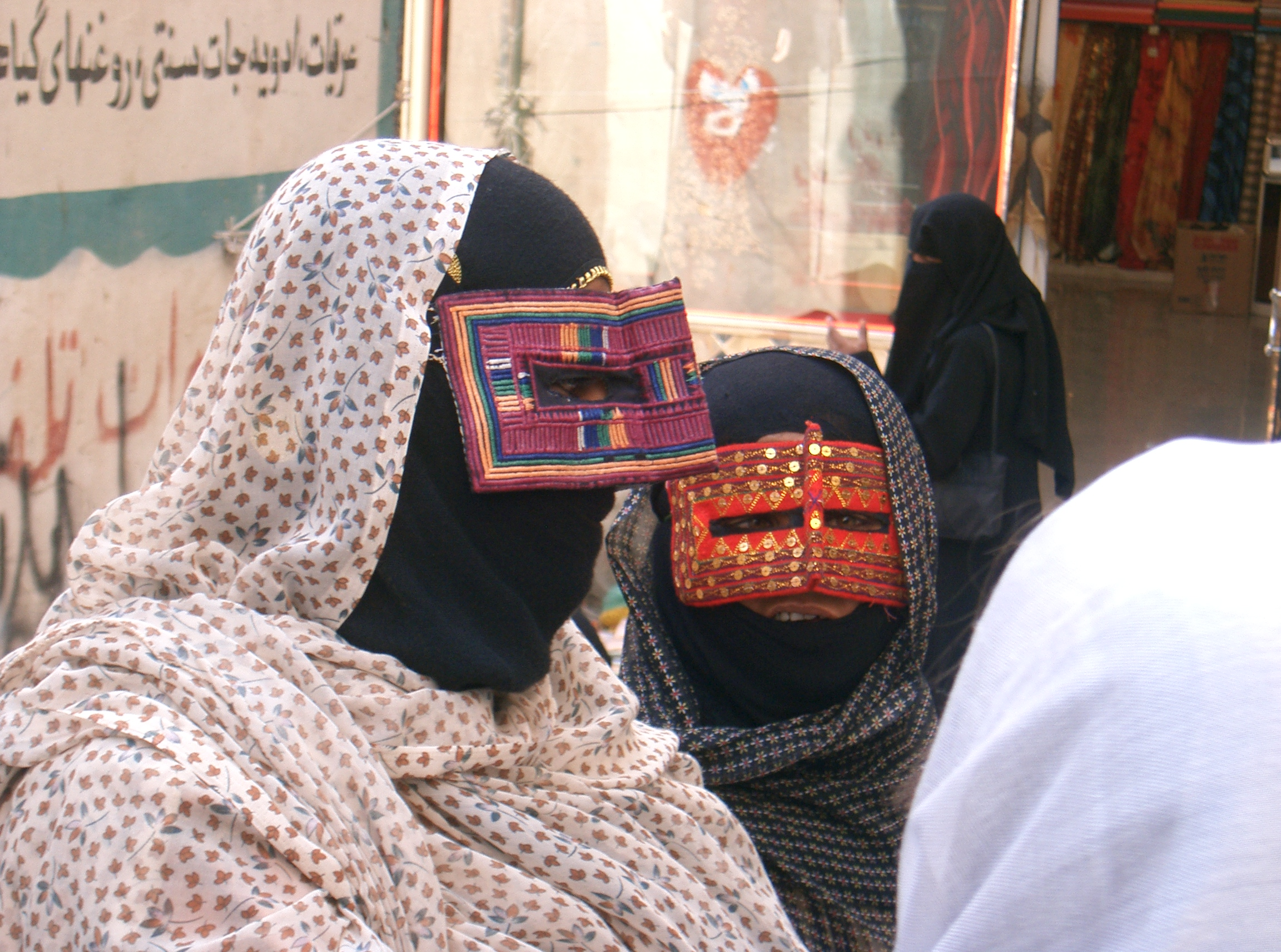
Iraanse boerka

### Mongolië

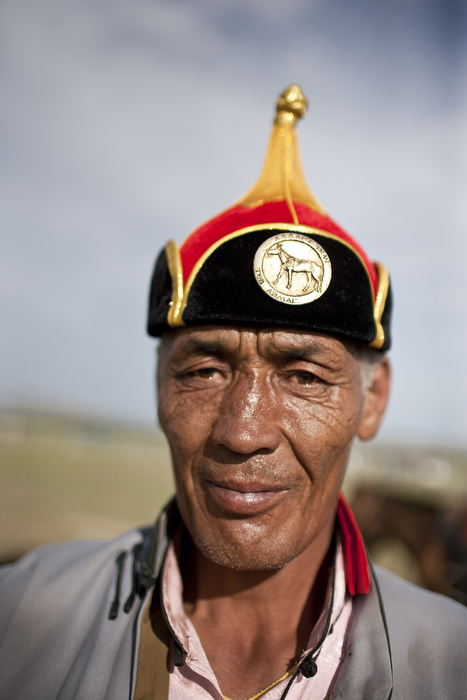
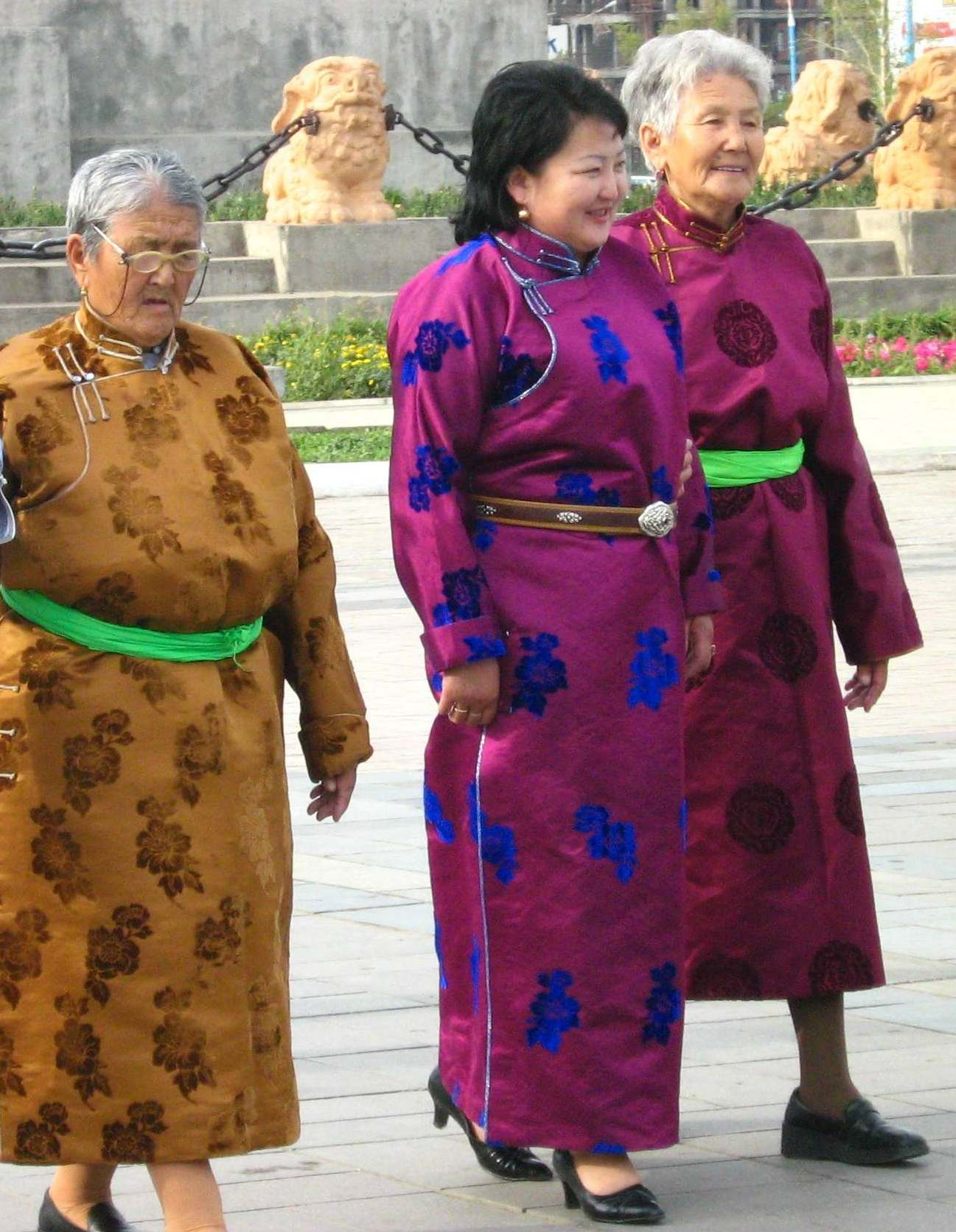
Deel

### Sri Lanka

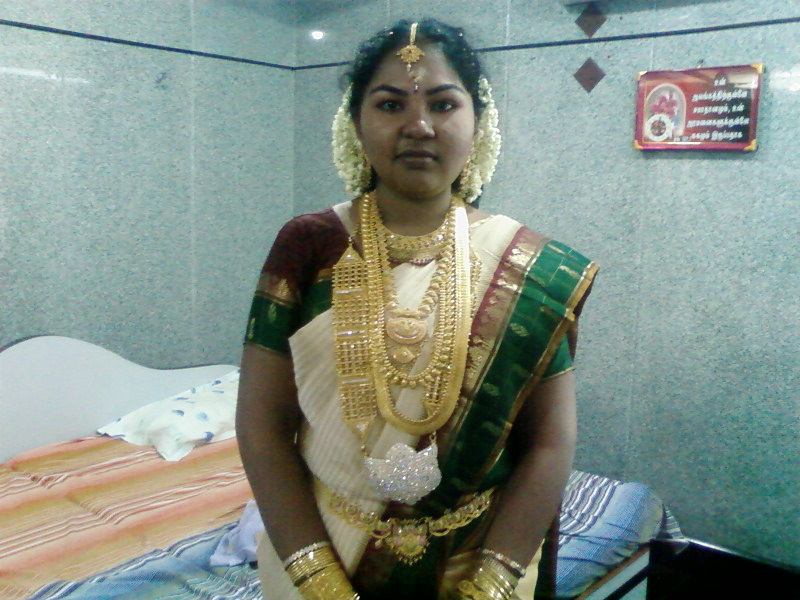
Tamils
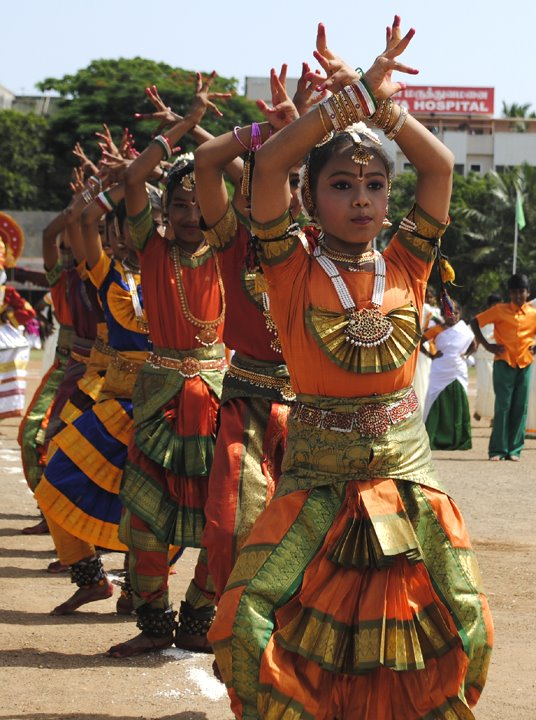
Tamils

### Tibet

Chuba
Tibetaanse jurk

### Vietnam

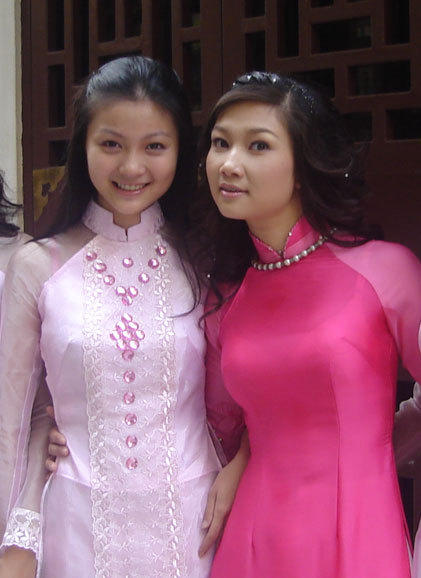
Áo dài
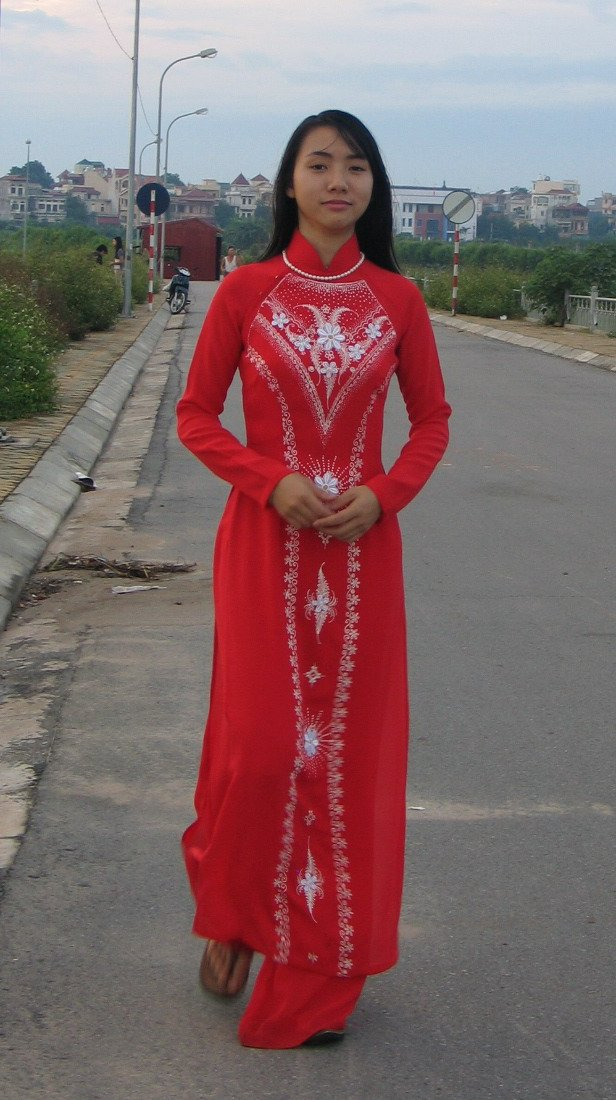
Áo dài
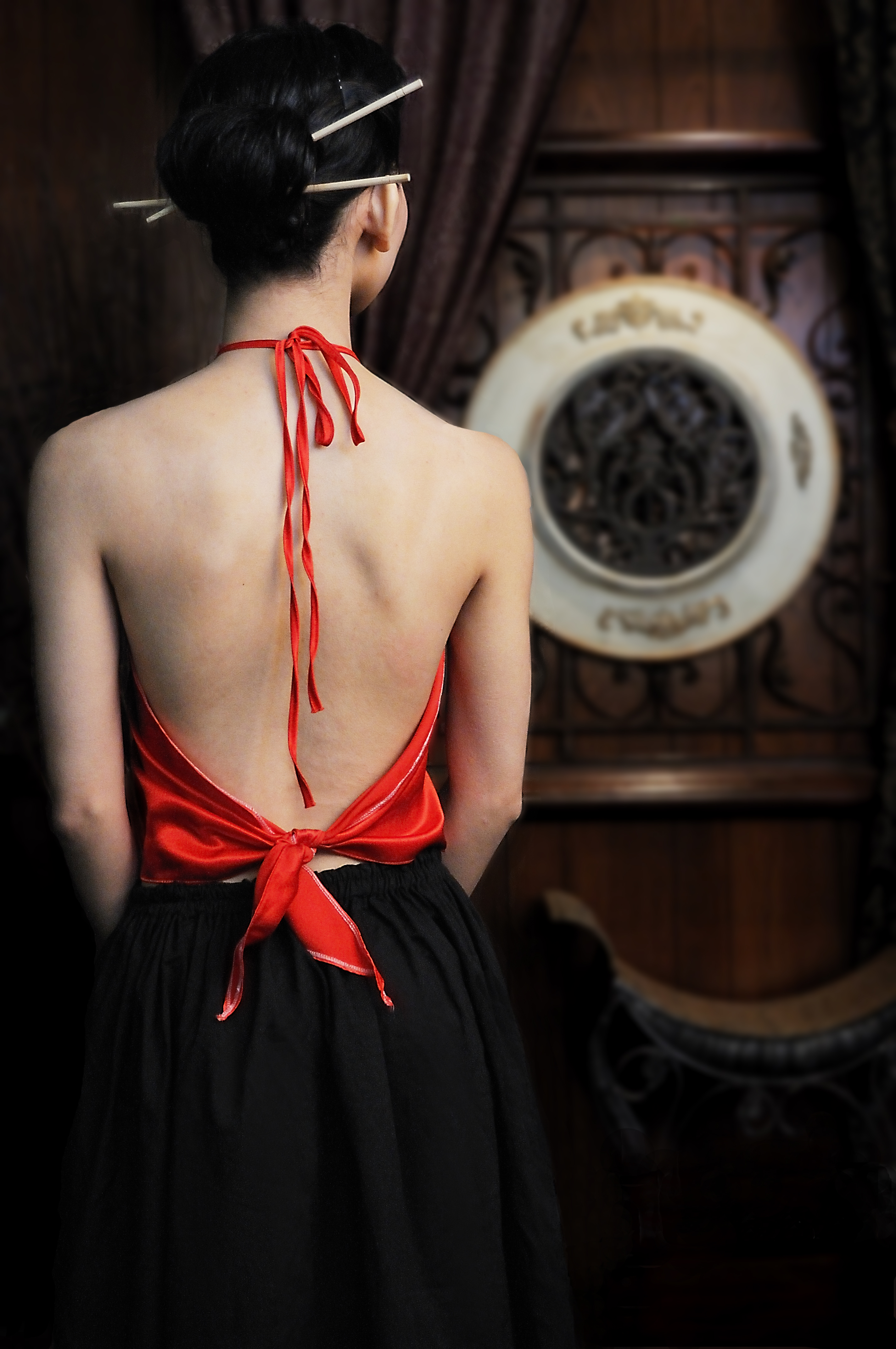
Yếm
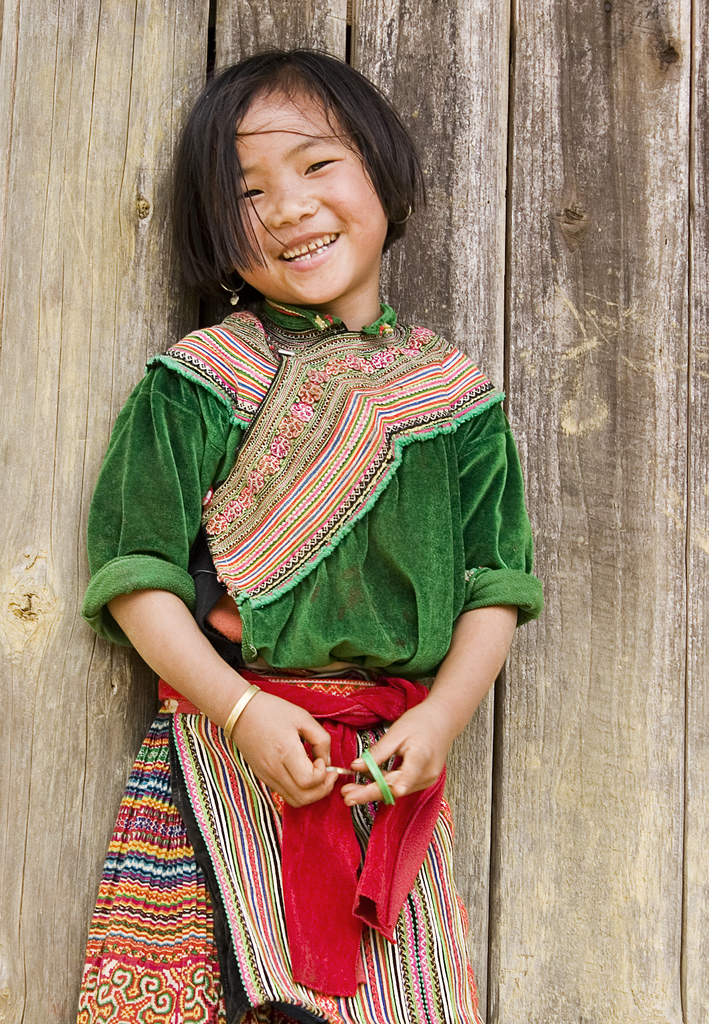

## Oceanië

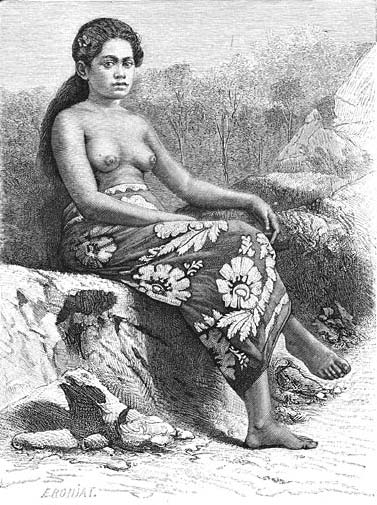
Rimatara: meisje gekleed in een pareo
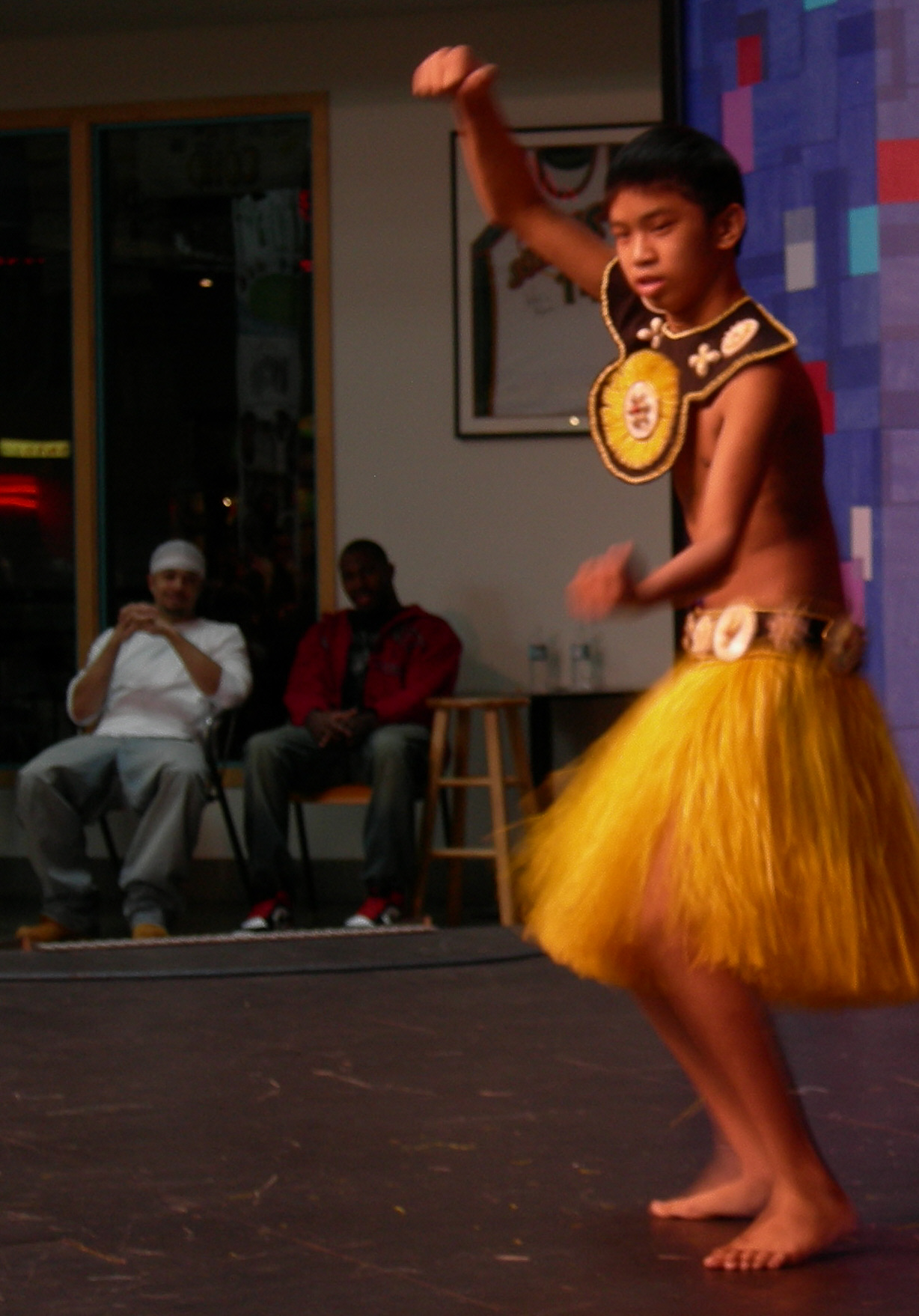
Hawaï: traditionele danser in raffiarok
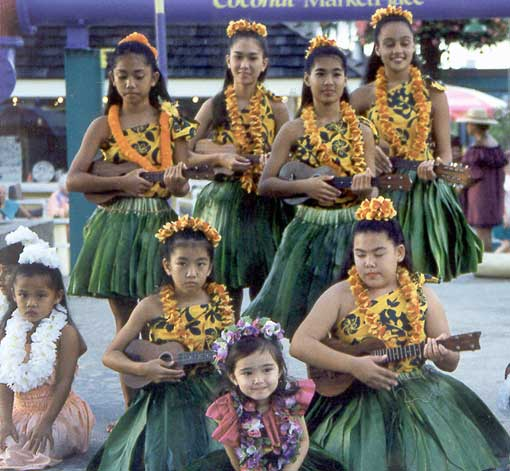
Hula-danseressen met lei (bloemenkrans)
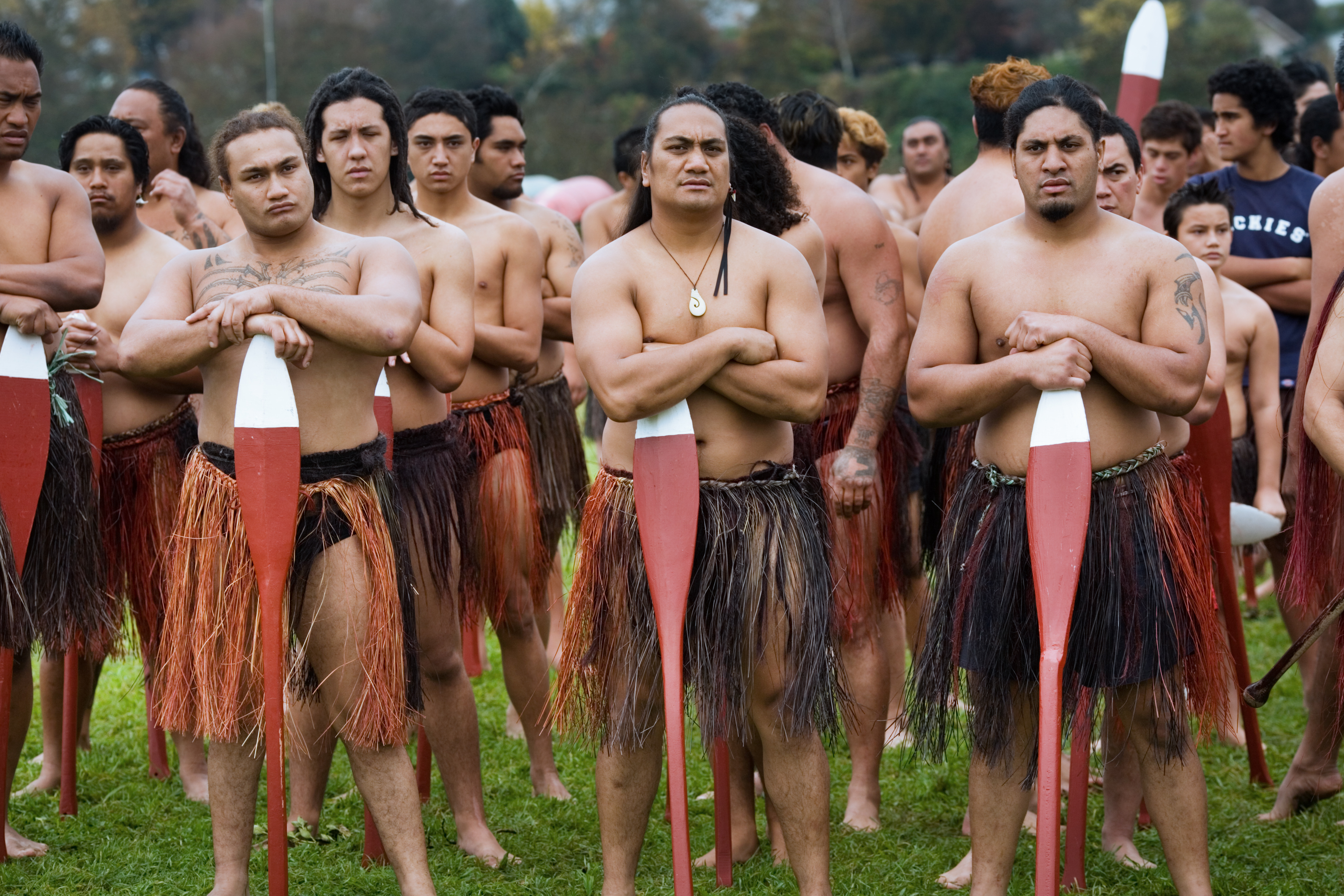
Nieuw-Zeeland: Maori in roeikleding